# Laranjeiras (Rio de Janeiro)
Laranjeiras é um tradicional bairro de classe média e classe alta da Zona Sul do município do Rio de Janeiro, capital do estado homônimo. É celebrado por ser um dos pontos mais descontraídos e charmosos da Cidade Maravilhosa e conhecido por seus elegantes prédios antigos, como o Palácio Guanabara e o Palácio das Laranjeiras, este situado no Parque Guinle. A região também é conhecida por suas charmosas e boêmias praças, como a Praça São Salvador, cercada por bares descolados, e a Praça do Choro, na Rua General Glicério, coração de uma famosa feira popular; em ambas, há anos, tradicionais apresentações de choro encantam moradores e visitantes semanalmente.  
É também conhecido como o bairro onde se situa a sede do Fluminense Football Club, um dos quatro grandes clubes de futebol do Rio de Janeiro; daí vem a alcunha "Tricolor das Laranjeiras", frequentemente associada ao clube em questão.   

## Toponímia
"[E]m um documento de 1780, apareceu o nome Laranjeiras pela primeira vez em referência à região que ficava no interior do vale, e que passou a se distinguir das áreas da Glória e do Catete, também na bacia do rio Carioca, no entanto, mais próximas da baía".
Ao contrário do que se pode intuir, o nome do bairro não se deve à suposta existência de laranjais no local. A montanhosa região do atual bairro, coberta em toda sua extensão por extensas chácaras, lembrava a também acidentada região de Laranjeiras na região alta de Lisboa, o que levou à nomeação do bairro carioca.

### Uso de artigo
Conquanto a via principal do bairro seja denominada "Rua das Laranjeiras", o uso correto do artigo na referência ao bairro é o abaixo:  	 
| Uso correto - "de Laranjeiras" - "em Laranjeiras" - "a Laranjeiras", - "por Laranjeiras" | Uso incorreto - "das Laranjeiras" - "nas Laranjeiras" - "às Laranjeiras" - "pelas Laranjeiras" |

## Geografia
“Muito antes de existir o Rio de Janeiro, existia o rio Carioca”

"Descendo do alto da serra da Carioca, no maciço da Tijuca perto do Corcovado (...) o rio Carioca ou das Caboclas formava um verde vale que se estendia desde o futuro Cosme Velho até a Guarda dos Marinheiros na praia do Sapateiro ou do Flamengo, ou melhor dois, porque dele outro menor saía do Campo das Pitangueiras (ou Largo do Machado) para a Glória, o riacho do Catete".

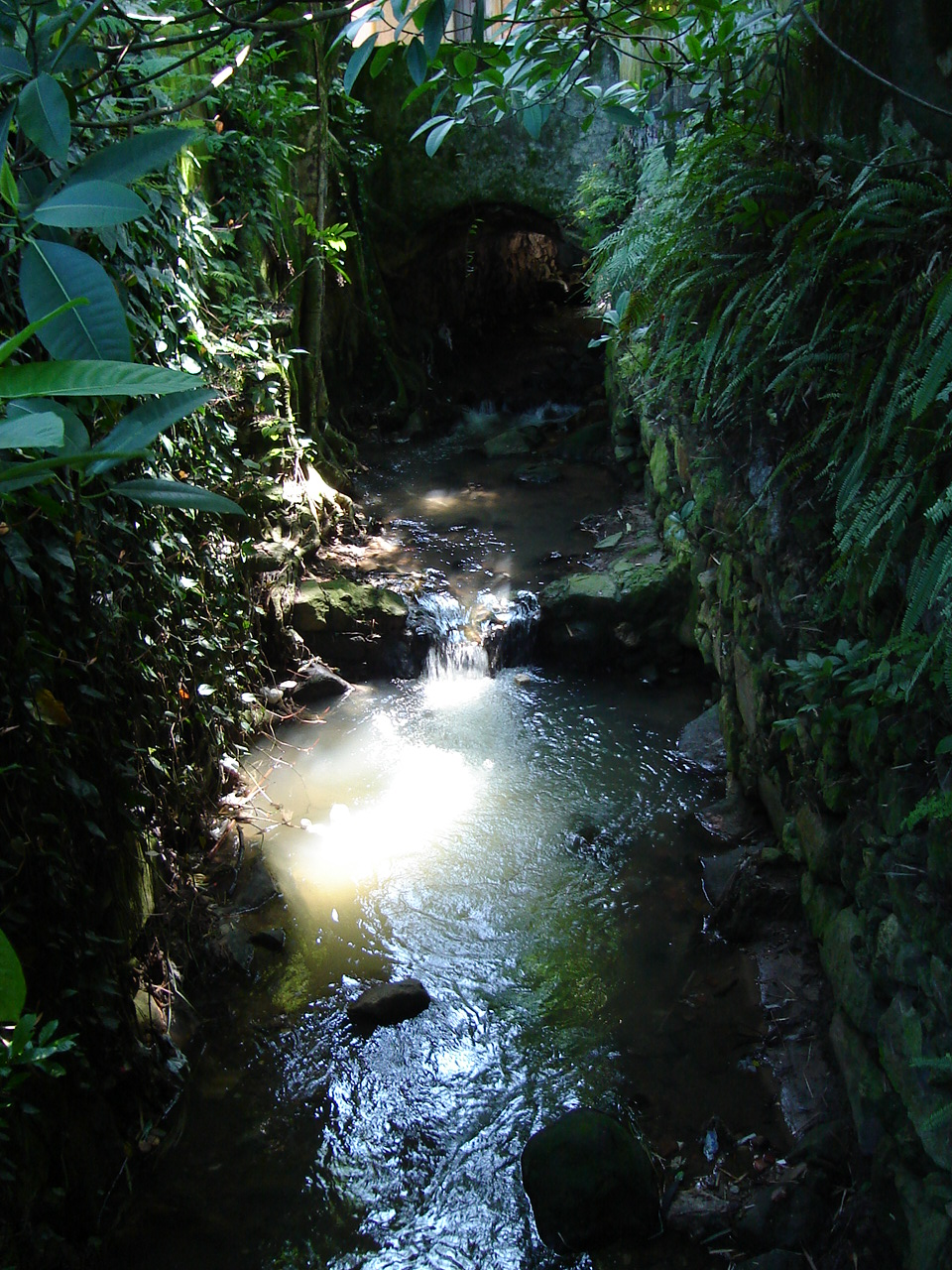
O rio Carioca

### Topografia
Parafraseando Alceu Amoroso Lima, que lá também residiu, antes de existir Laranjeiras, existia o Rio Carioca, que deu origem ao bairro e a cidade como um todo. Com nascente na Floresta da Tijuca, o rio percorre os bairros de Cosme Velho, Laranjeiras, Catete e Flamengo e deságua na Baía de Guanabara, na altura da Praia do Flamengo. 
Laranjeiras se expandiu ao longo do vale do Carioca - que chegou a ser conhecido como Vale das Laranjeiras -, crescendo nas áreas baixas ao redor das margens e pelas encostas dos morros ao seu redor. Nos morros, de um lado, cresceu sobre os morros Silvestre, Inglês, Dona Marta e Mundo Novo; de outro, se alastrou pelos morros Formiga, São Judas Tadeu, Chico e Nova Cintra. 

### Limites
O bairro fica em uma localização estratégica e faz limite com os seguintes bairros:
- Botafogo
- Cosme Velho
- Catete
- Catumbi, através do Túnel Santa Bárbara
- Flamengo
- Rio Comprido, através do Túnel da Rua Alice
- Santa Teresa

## História
"Para o historiador e arquiteto Nireu Cavalcanti, de 69 anos, é impossível falar sobre a fundação do Rio sem mencionar Laranjeiras. Morador do bairro desde 1974, Cavalcanti lembra que era por esta região que escoava a melhor água da cidade.
— Era a área mais importante da cidade, pois é por onde corre o Rio Carioca. A bacia do rio era chamada de Região da Carioca. É dessa forma que os documentos antigos se referem quando alguma chácara instalada nessa região era citada — diz o historiador, destacando que, no fim do século XVIII e início do século XIX, a Região da Carioca começou a se dividir e passou a ter os bairros do Catete, do Flamengo e Cosme Velho".

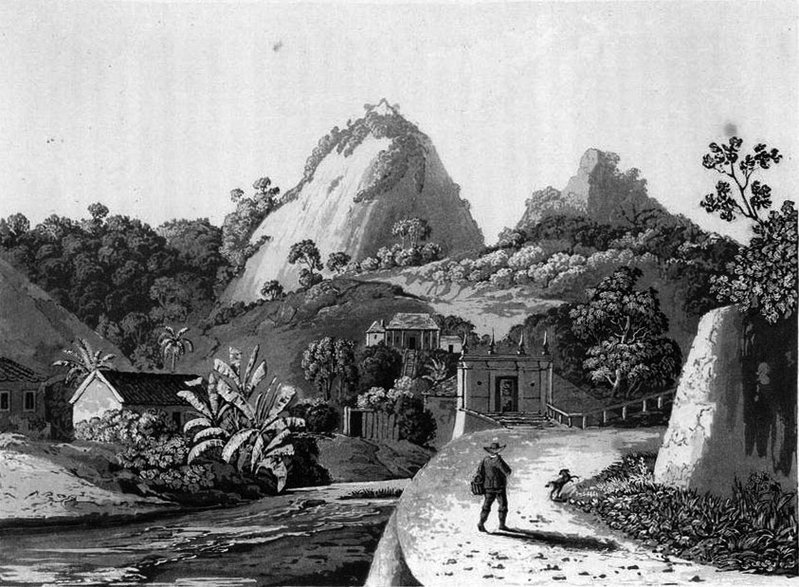
Laranjeiras em 1821. Desenho de Maria Callcott - "Journal of a Voyage to Brazil, and Residence There, During Part of the Years 1821, 1822, 1823"

O Globo, 16 de abril de 2014

### Período colonial
Laranjeiras, em virtude de sua localização, é um dos bairros mais antigos da cidade do Rio de Janeiro. Na análise da Brasiliana Iconográfica, "a região era, na época da chegada dos portugueses, habitada pelos Tamoios, depois foi encontrada pelos franceses, até ser tomada pelos portugueses ainda no século XVI". 
O acesso às águas puras do rio Carioca foi um dos grandes atrativos para a mobilização rumo à região. Assim, a partir de 1567, a ocupação formal aconteceu com a divisão da área em sesmarias entre aqueles que lutaram para expulsar os franceses. Inicialmente, as terras foram divididas e doadas a Cristóvão Monteiro, primeiro ouvidor do Rio , que logo construiu uma torre e um moinho.

O início da ocupação do bairro e o nascimento de sua identidade são bem representados por Brasil Gerson no seu clássico História das Ruas do Rio: 
"[C]omo o do Catete, o das Laranjeiras surgiu também como um bairro de chácaras, no começo rústicas, para o abastecimento da cidade, com verduras, laranjas, etc., e mais tarde aristocráticas, para a moradia de fidalgos e outros homens ricos. (...) Os carros de boi, costeando o rio, traziam os seus produtos até o Flamengo no começo do Seiscentismo, para que em canoas mais facilmente chegassem à praia (agora rua) de D. Manuel, lugar de abastecimento dos cariocas. (...)
Uma dessas chácaras era "A Ilhota", do futuro ministro da Fazenda de Pedro I, José Antônio Lisboa, cujas cercas avançavam pela rua adentro para a proteção de um jequitibá de sua estimação. motivo, porém, de amargas pendências não só com a Ilustríssima Câmara, como também com seus vizinhos (...). Quase defronte da "Ilhota" era a chácara da duquesa de Cadaval, francesa e viúva de um primo de D. João VI (...). 
No Séc. XVII, o Carioca começou a ter suas águas captadas para o abastecimento da cidade. Tendo sido levado, inicialmente, até a atual Cinelândia, posteriormente foi conduzido ao Centro pelos icônicos Arcos da Lapa. 

### Laranjeiras no Brasil Império

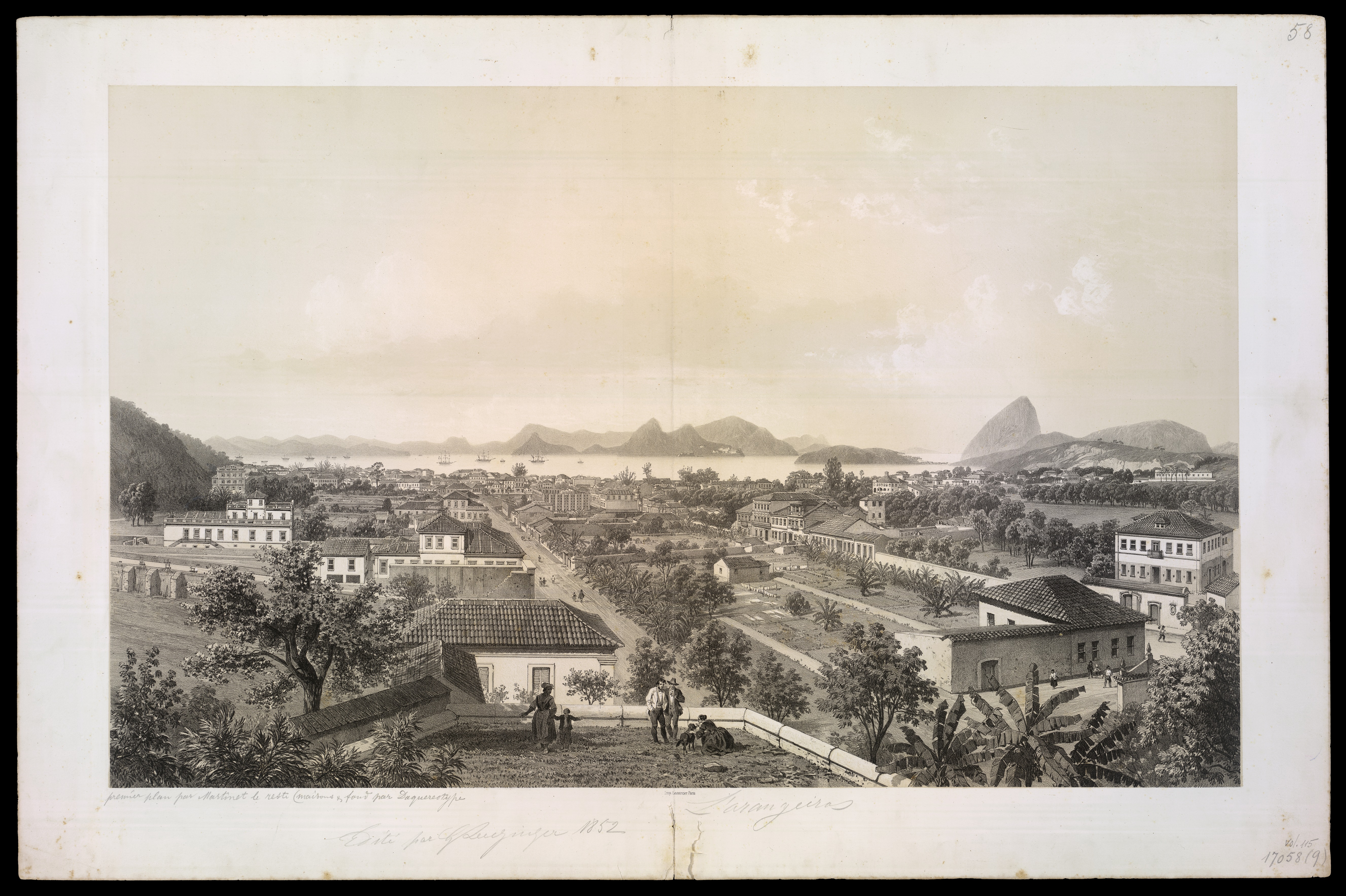
Laranjeiras - 1852 - Lemercier & Cie

No início do séc. XIX, Laranjeiras passou por grande mudanças, impulsionadas pela transferência das lavouras de café para o Vale do Paraíba e pela chegada da família real e toda a corte em 1808. Assim, houve uma ocupação mais sistematizada do bairro, fazendo surgir, na região, chácaras rústicas e luxuosas ocupadas por fidalgos, homens ricos e movidas a trabalho escravo. Conquanto a maior parte há muito tenha desaparecido, duas construções que exemplificam o período perduram no bairro: a antiga residência do Conde Modesto Leal, à Rua das Laranjeiras, 304, e o antigo Palácio Isabel, residência da Princesa Isabel e do Conde D’Eu, rebatizado de Palácio Guanabara.

A circulação da nobreza e da fidalguia pela região é bem exemplificada pela conhecida Bica da Rainha, fonte construída no séc. XIX no vizinho Cosme Velho e celebrizada pelas visitas da rainha Carlota Joaquina de Bourbon e, mais notoriamente, de sua sogra, a rainha Maria I de Portugal. Brasil Gerson conta que "D. Maria, a Louca, a visitava sempre quando vivia no convento das Carmelitas, e sempre rodeada de damas de companhia, e que é de onde veio o ´Maria vai com as outras´ popularizado pelos cariocas do Oitocentismo". 

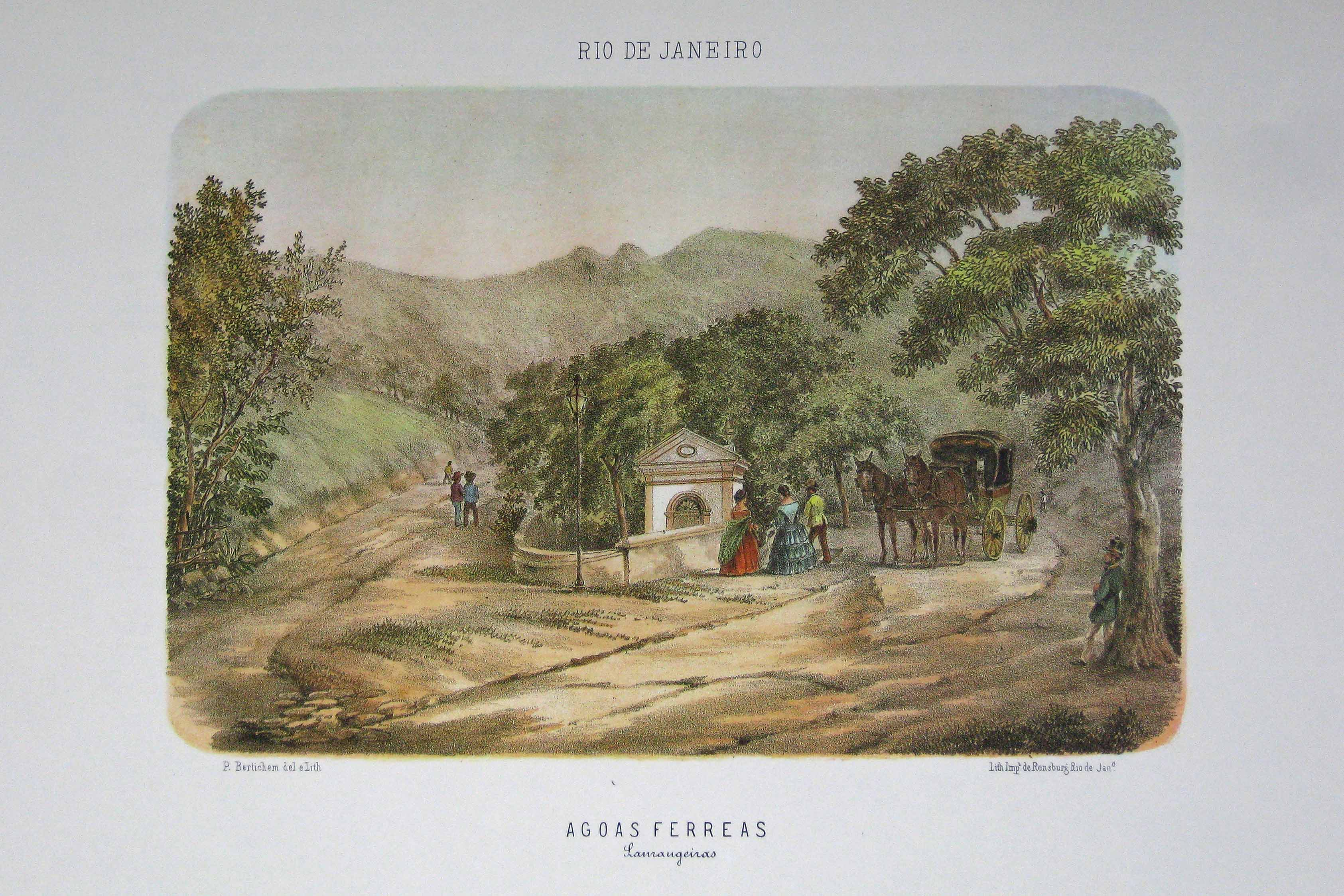
Laranjeiras - 1856
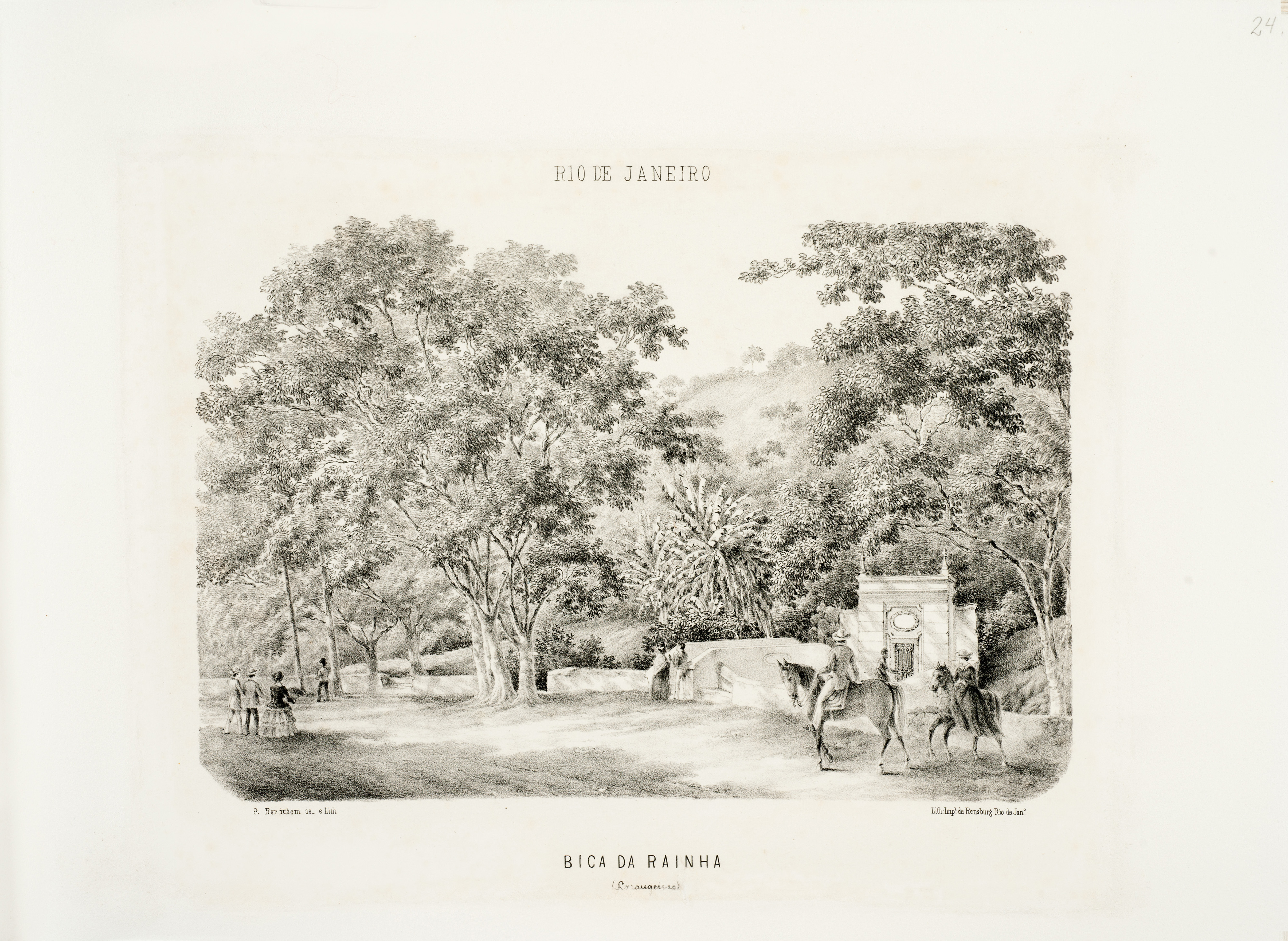
Bica da Rainha - 1856
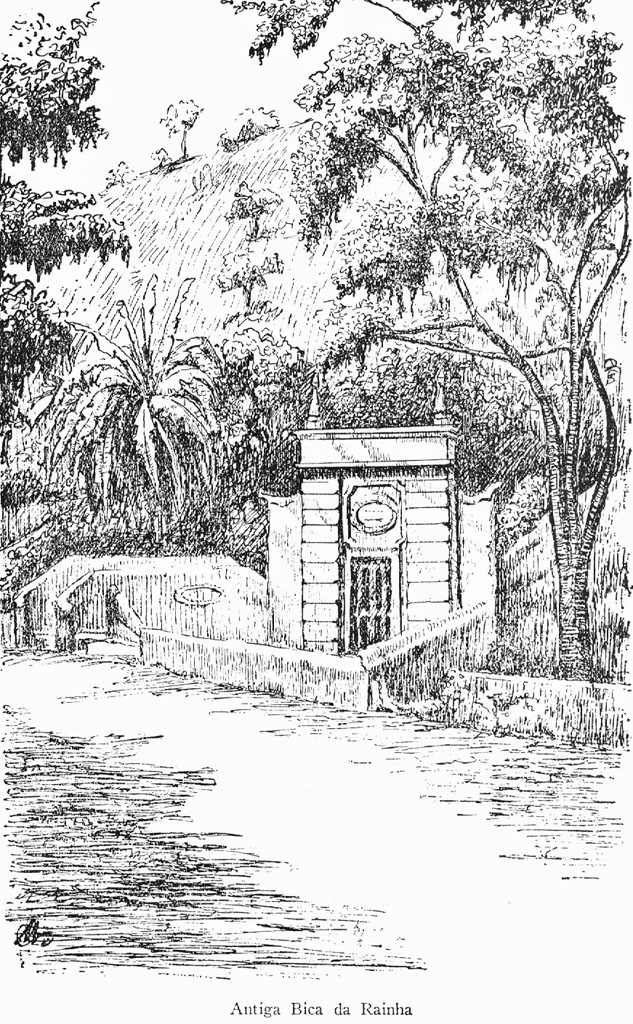
Bica da Rainha - 1935
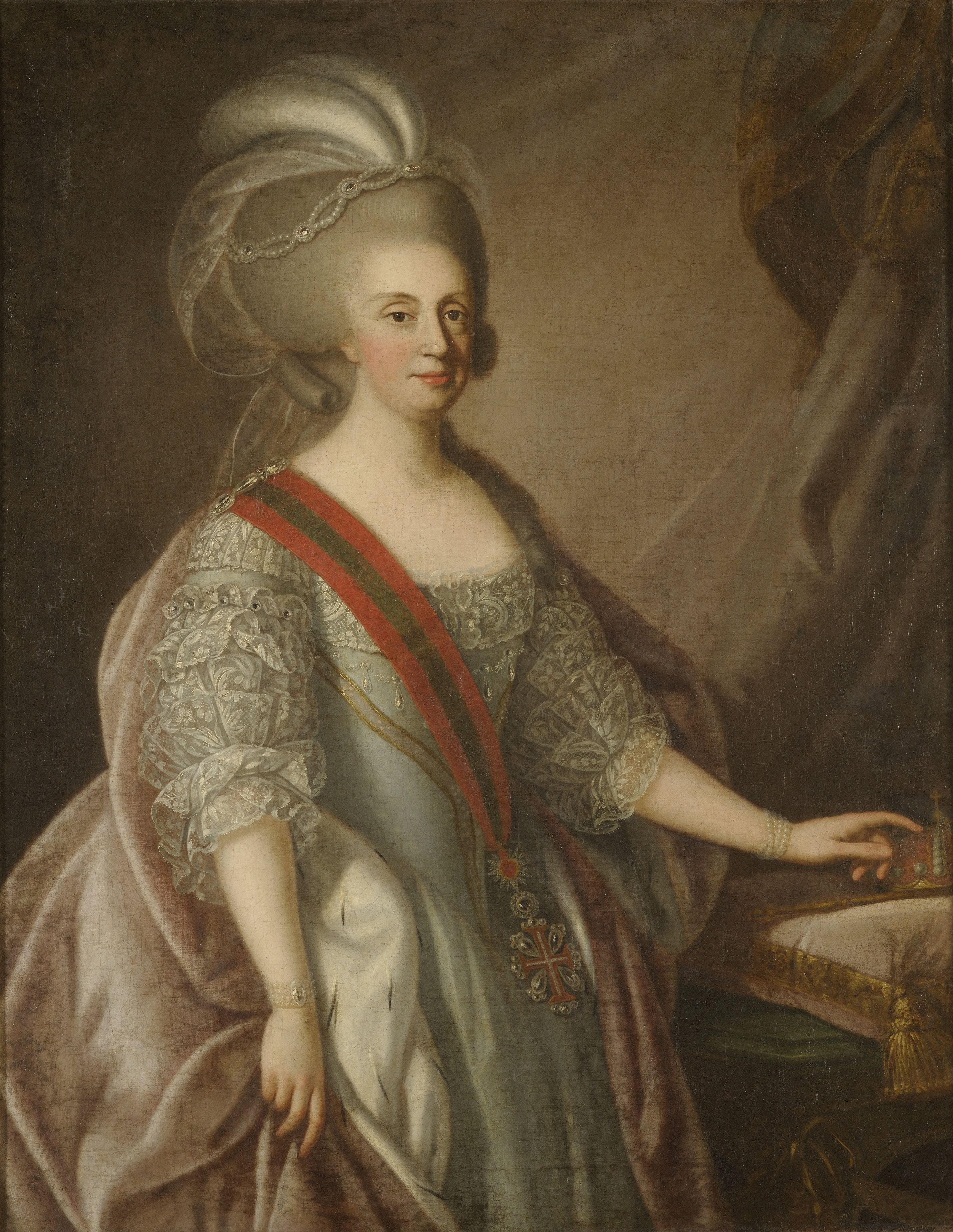
D. Maria I, Rainha de Portugal
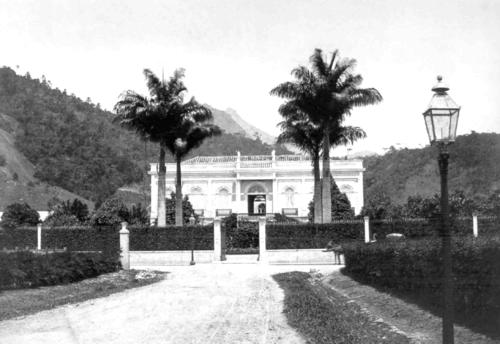
Palácio Isabel, residência oficial da princesa Isabel e do Conde d'Eu - 1865

Já no Segundo Império, a presença da Princesa Isabel no palacete da Rua Guanabara, atual Rua Pinheiro Machado, contribuiu para o seu crescimento, haja vista que o principal caminho de acesso ao palacete imperial, era a Rua Paissandu, que fazia a conexão com a praia e foi ornamentada, a pedido da princesa, com belíssimas palmeiras-imperiais existentes até os dias de hoje.

Na década de 1880, a região sofreu grande transformação com a implantação da Companhia de Fiações e Tecidos Aliança, instalada na Rua General Glicério. Com a fábrica, surgiram no bairro as primeiras vilas operárias, como a Vila Olga, até hoje existente. 
"A Companhia Aliança foi uma das mais importantes fábricas de tecido da cidade e faz parte da história do desenvolvimento fabril do Rio de Janeiro. A fábrica, que chegou a ter cerca de 2 mil pessoas em seu quadro de funcionários, foi uma das responsáveis por atrair, para a então longínqua zona sul carioca, moradores que não faziam parte das elites econômicas da cidade – assim como as fábricas do Jardim Botânico, Gávea e Botafogo".    

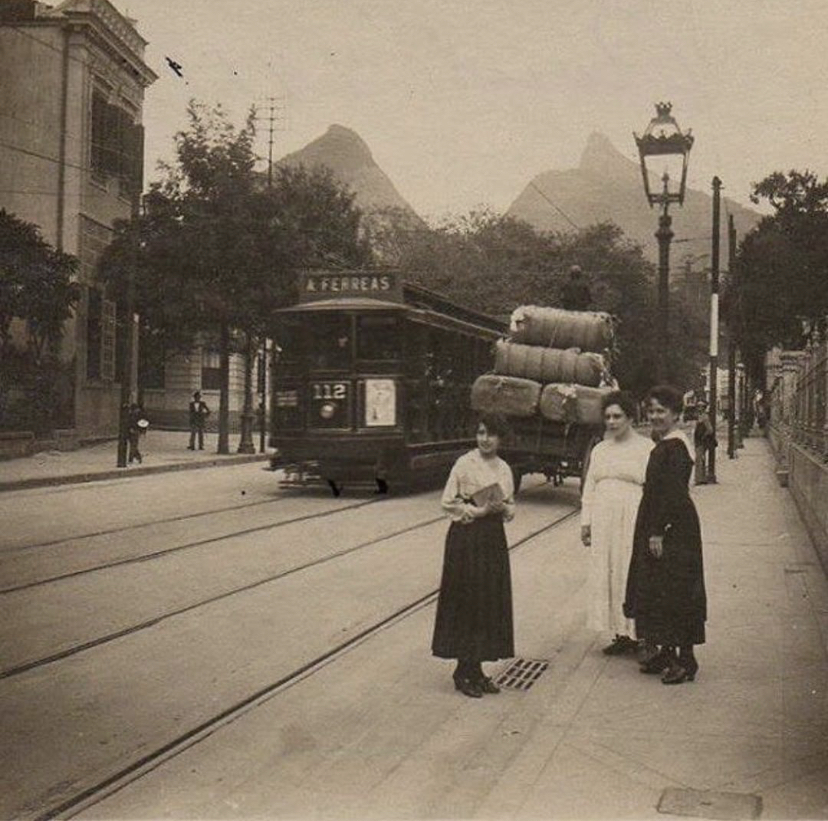
Rua das Laranjeiras, esquina com a rua Soares Cabral - Circa 1910.

Outro importante agente de transformação do bairro na década de 1880 foi a instalação de linhas de bonde, que trouxeram os primeiros comerciantes, bares, restaurantes, bailes e ranchos populares. Os bondes elétricos, criados pela Companhia Jardim Botânico, iam até ao local conhecido como a Bica da Rainha, no Cosme Velho, chegando depois até a Ladeira dos Guararapes.

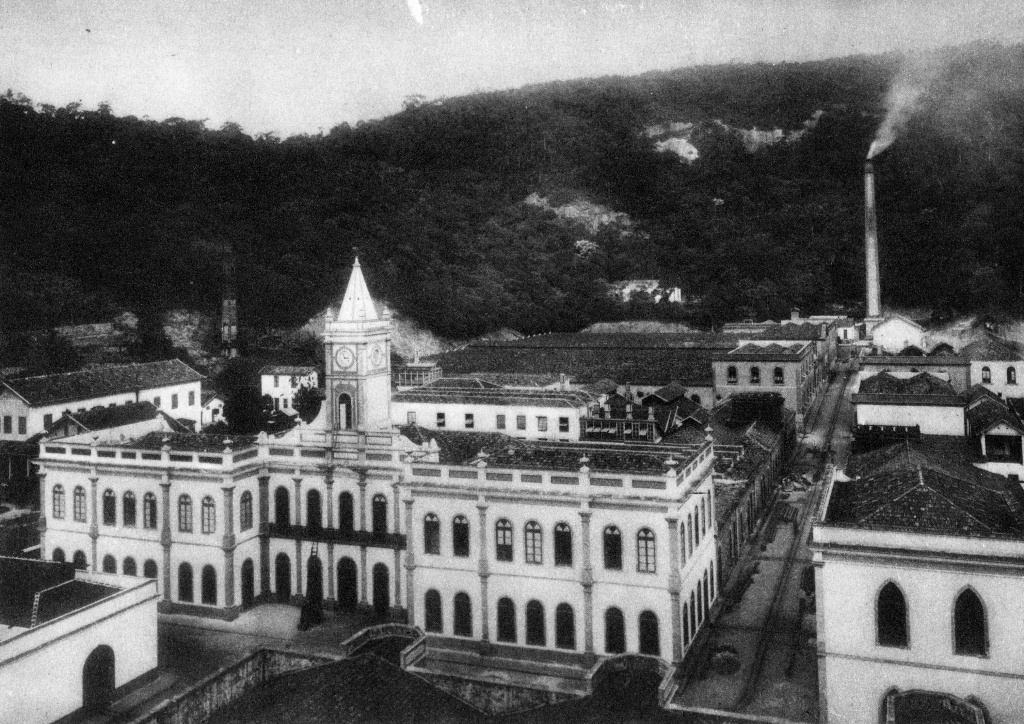
Companhia de Fiação e Tecidos Aliança (Laranjeiras) – Circa 1880

Brasil Gerson aponta outros aspectos do desenvolvimento urbano do bairro no século XIX, notando que "com o decorrer do tempo [Laranjeiras] cresceu e o carioca deixou de correr ao seu lado a céu aberto. Deram-lhe, como novidade, uma praça de touros, de pedra e tijolos, com funções aos domingos nas temporadas tauromáquicas vistas no Rio a partir de 1895".

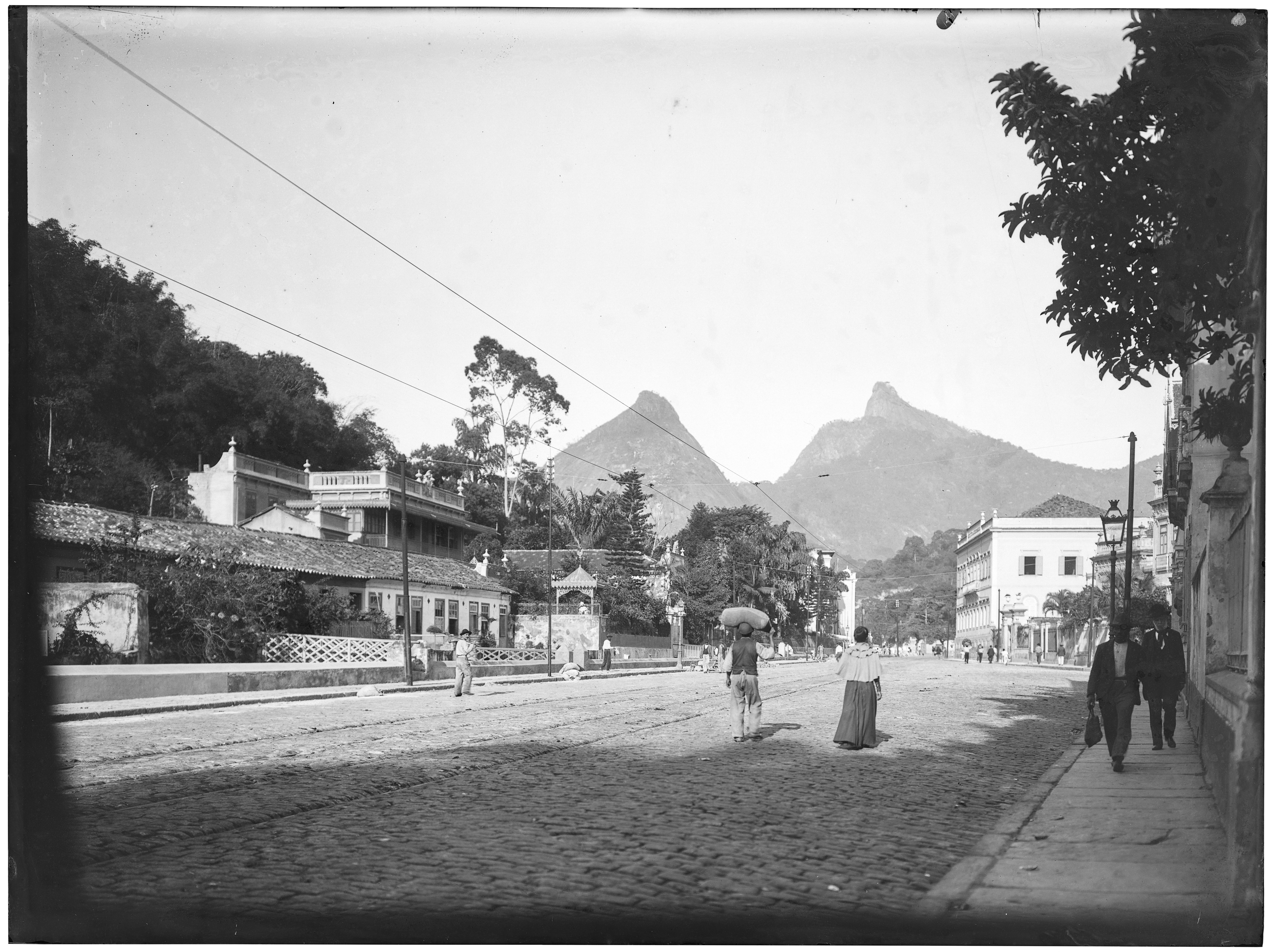
Rua das Laranjeiras - Circa 1880
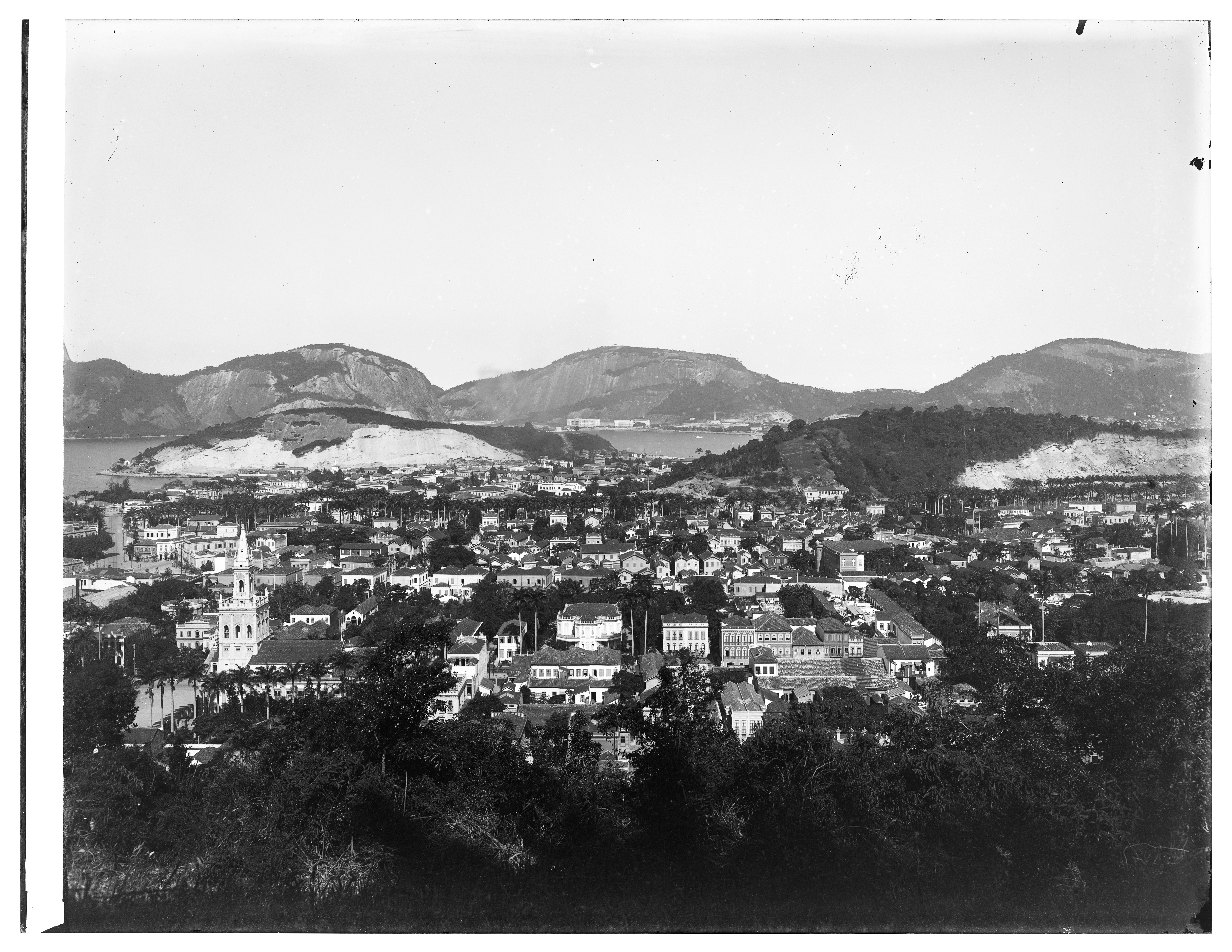
Laranjeiras, tomado do Catete - Circa 1885
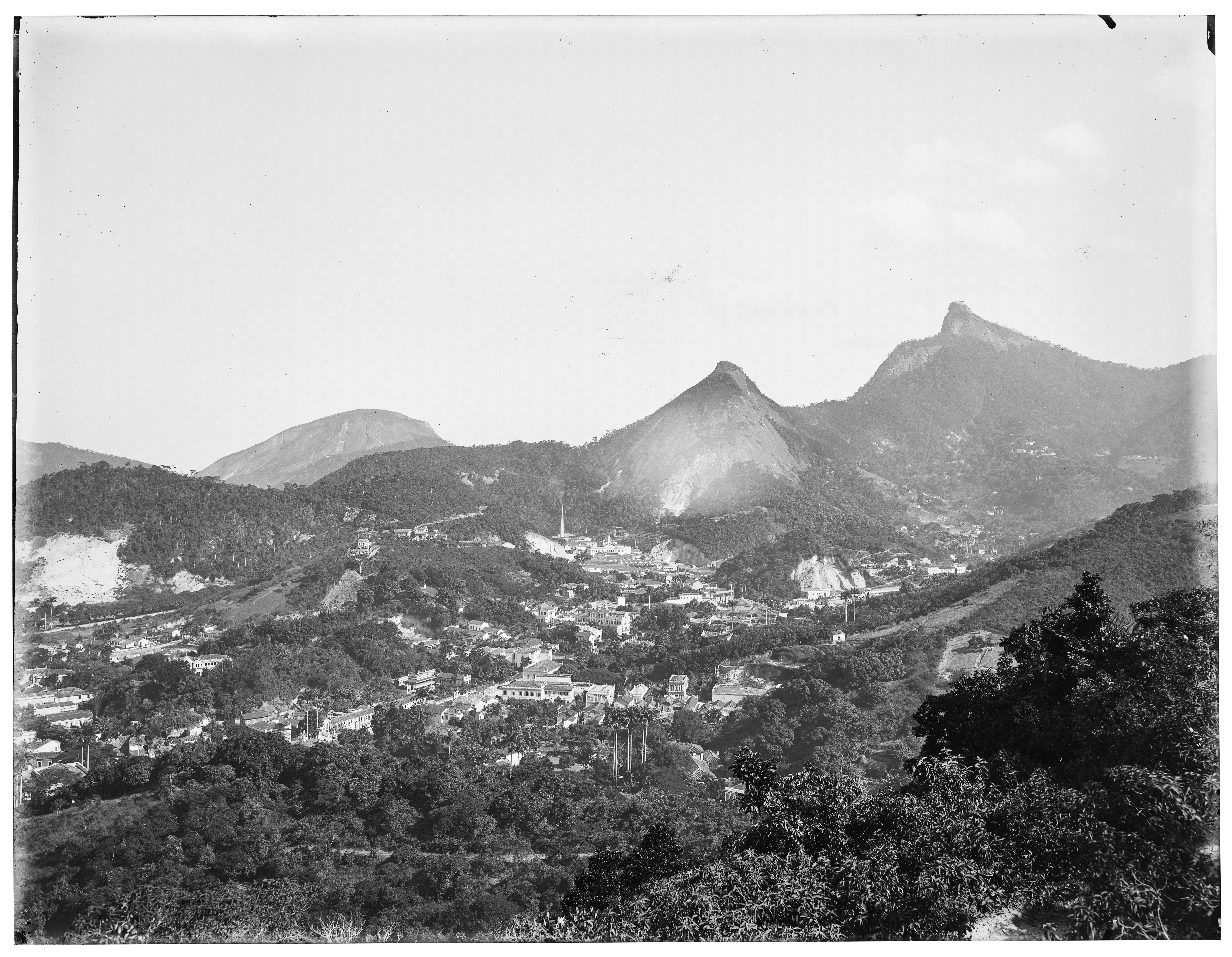
Laranjeiras, tomado do Catete - Circa 1880
Vista do bairro de Laranjeiras; tomada da Rua Conde de Avelar - Circa 1895
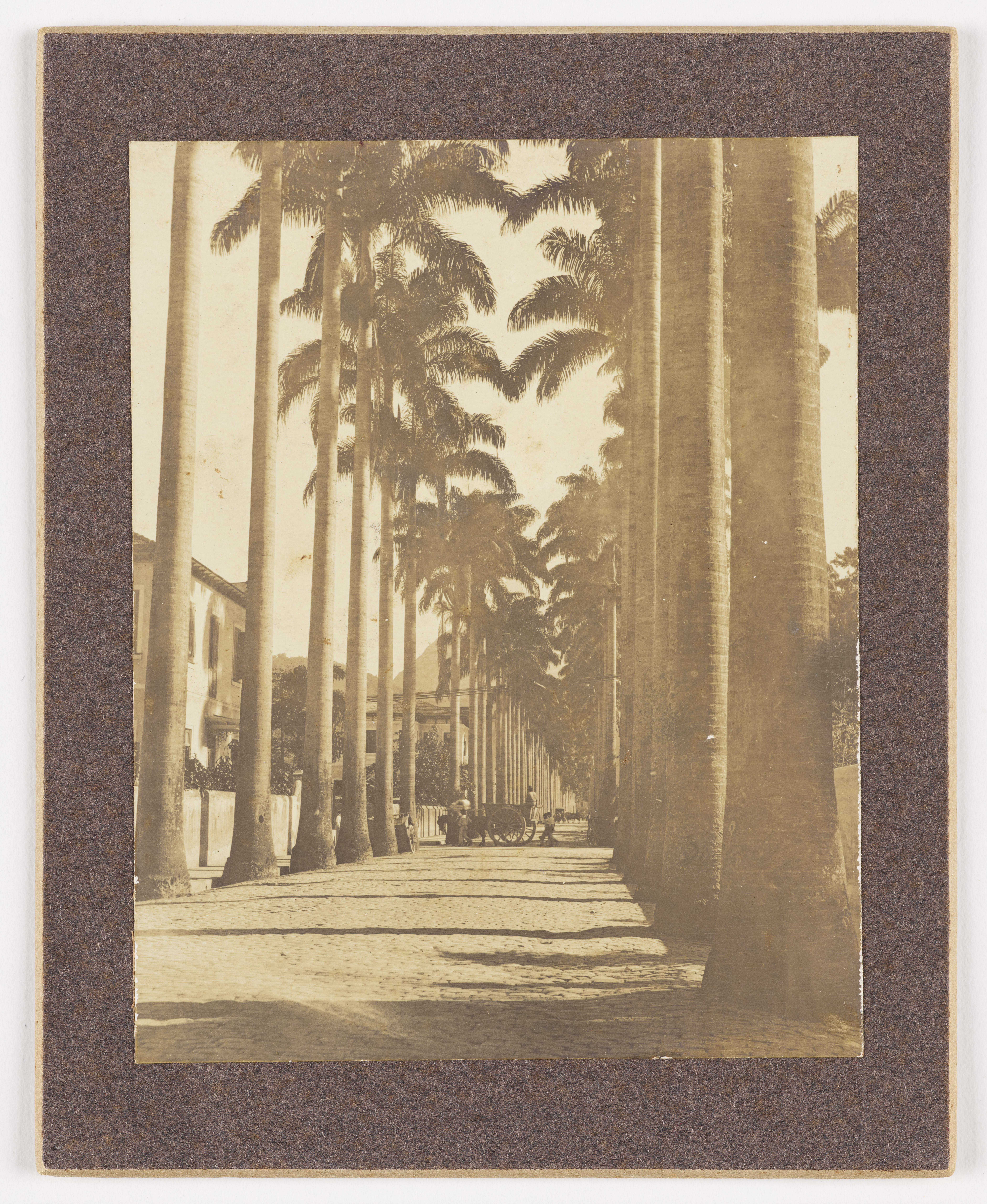
Palmeiras Imperiais na Rua Paissandu, 1902
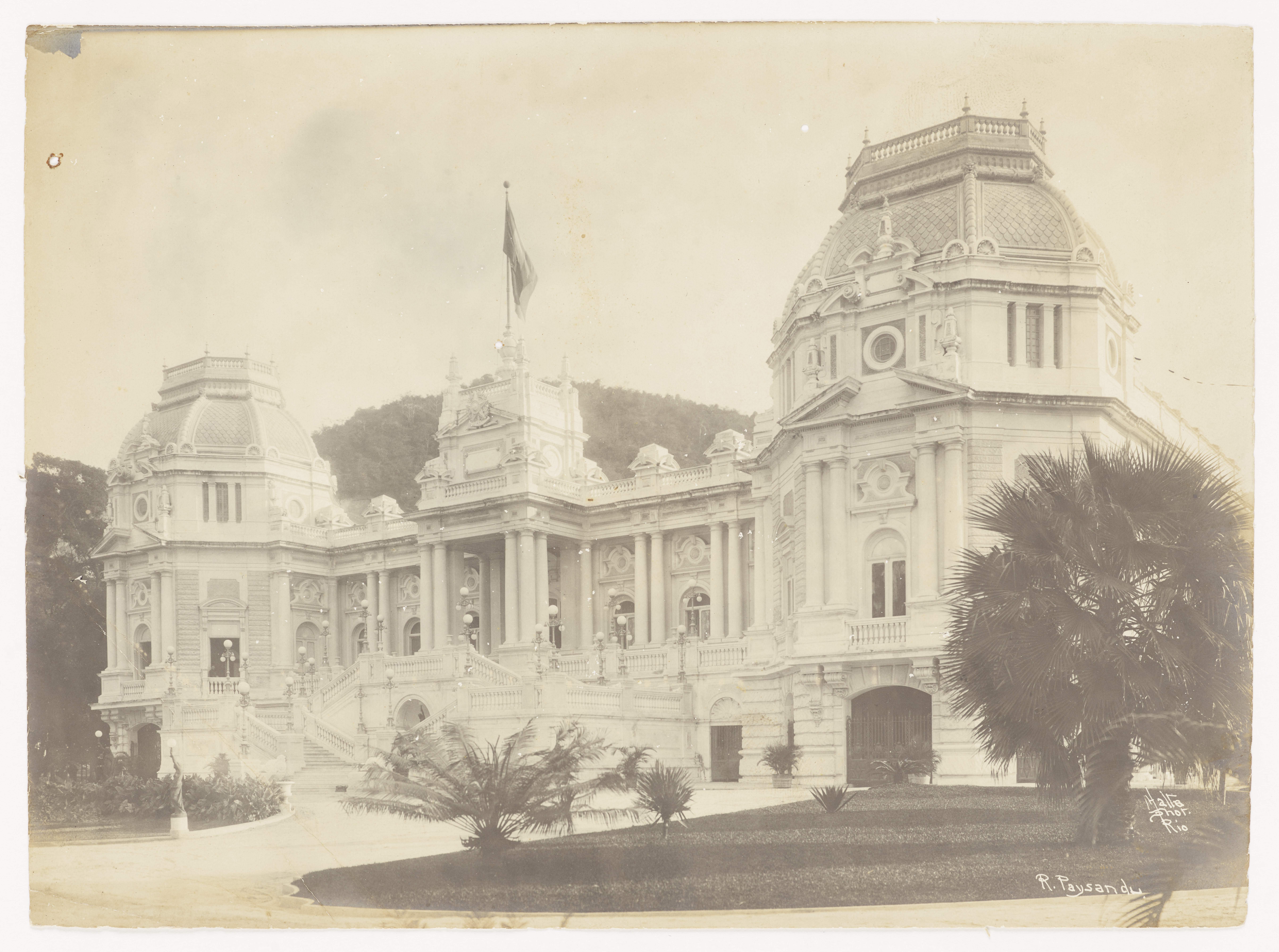
Palácio Guanabara, 1913

### Laranjeiras no séc. XX

#### Primeiras intervenções do século
"Nasci no Catete e depois fui morar em Laranjeiras. Vi o campo do Fluminense ser feito, lá de cima do Mundo Novo".

Cartola
No começo do século, a região próxima ao Palácio Guanabara se desenvolveu, com a abertura da passagem à Rua Farani e a fundação do Fluminense Football Club, cujo estádio fica ao lado da antiga morada da Princesa Isabel.

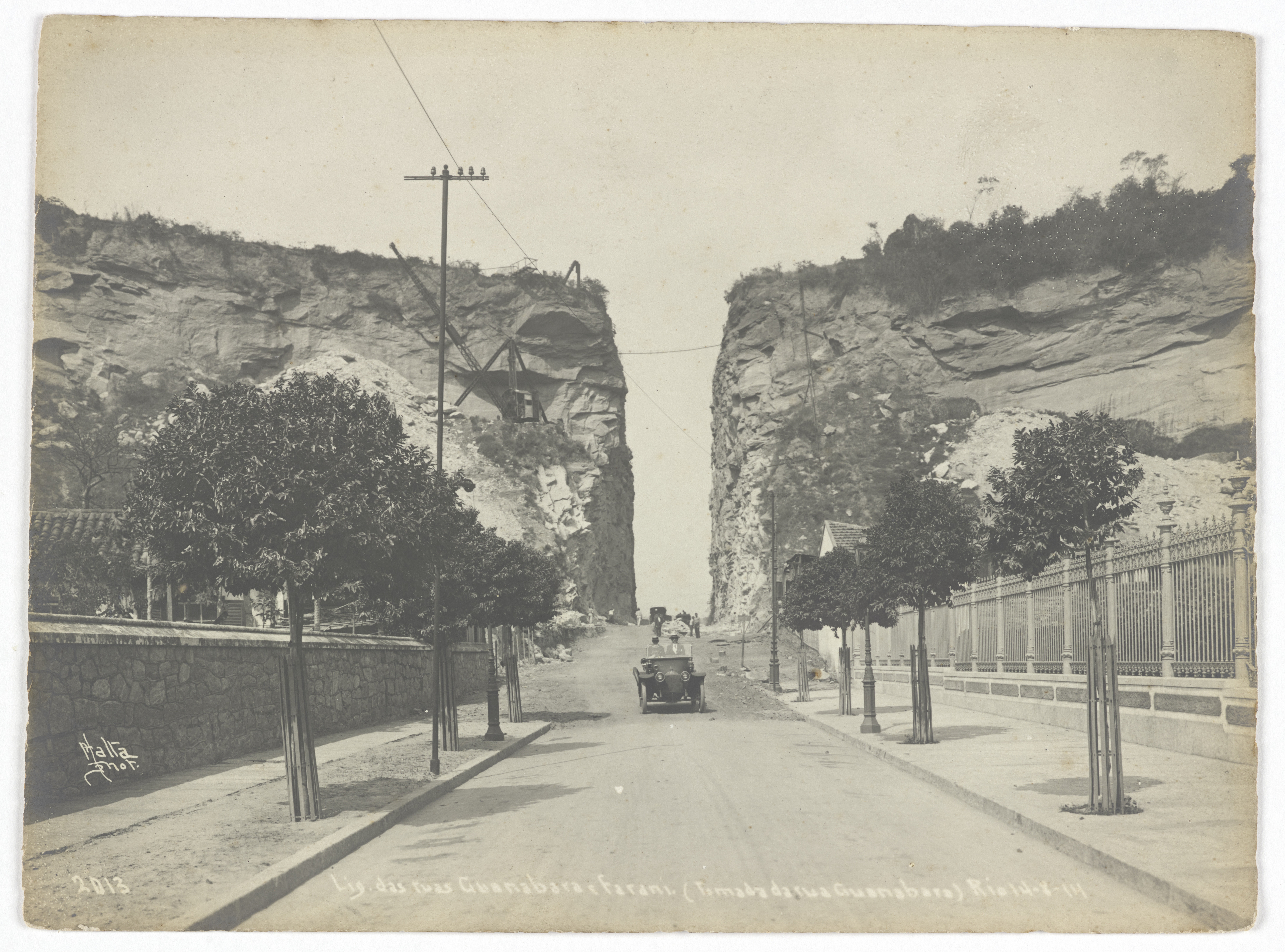
Ligação das ruas Guanabara e Farani - Circa 1914

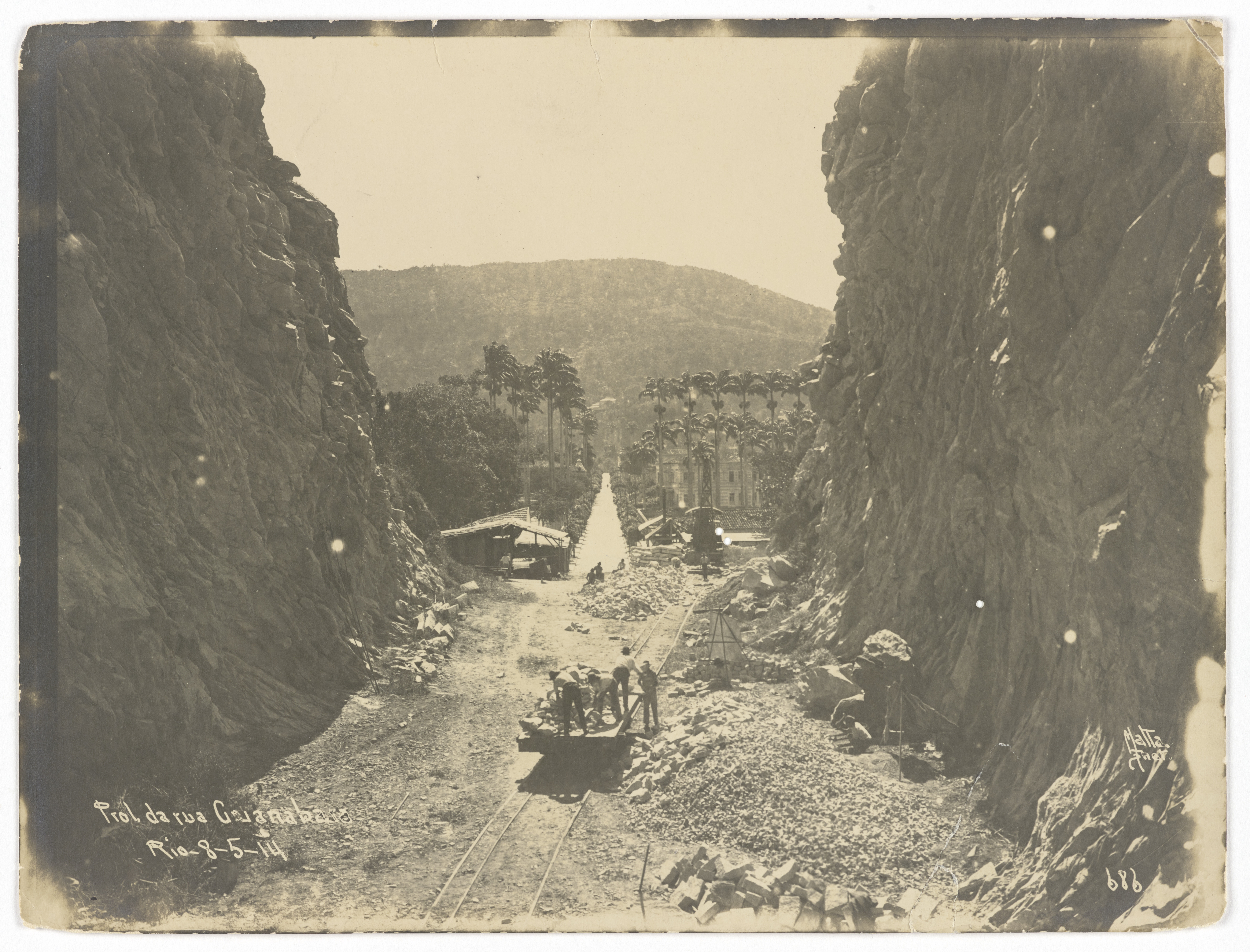
Obra de prolongamento da rua Guanabara (atual rua Pinheiro Machado) - 1914
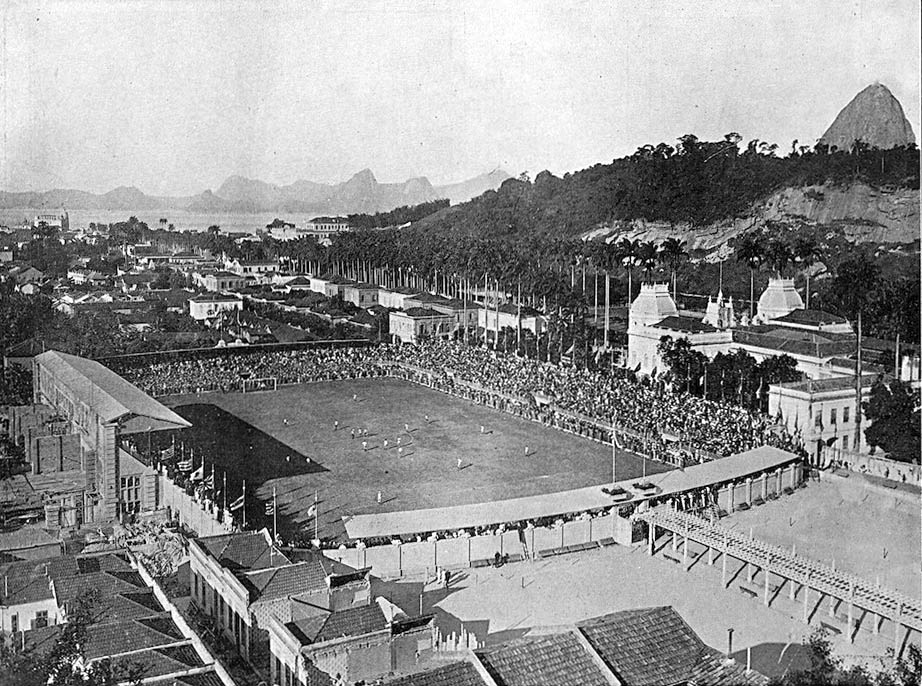
Estádio das Laranjeiras - 1919 - Brasil vs. Argentina - Copa América
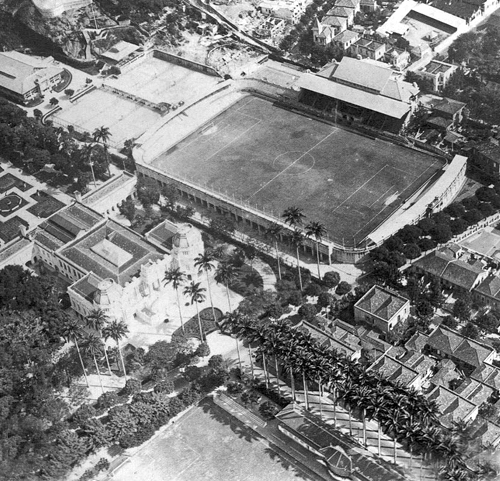
Estádio das Laranjeiras, Rua Guanabara e entorno - 1919

#### Início da verticalização
Na primeira metade do séc. XX, Laranjeiras viveu três grandes empreendimentos imobiliários, que até hoje marcam a arquitetura do bairro e conferem notável graça e charme à região.

Nos anos 20, a Companhia Sul América abriu a Rua Pires de Almeida para abrigar 23 edifícios e uma praça, hoje chamada Praça Múcio Leitão; o projeto é de 1927, e as obras foram concluídas três anos depois. 

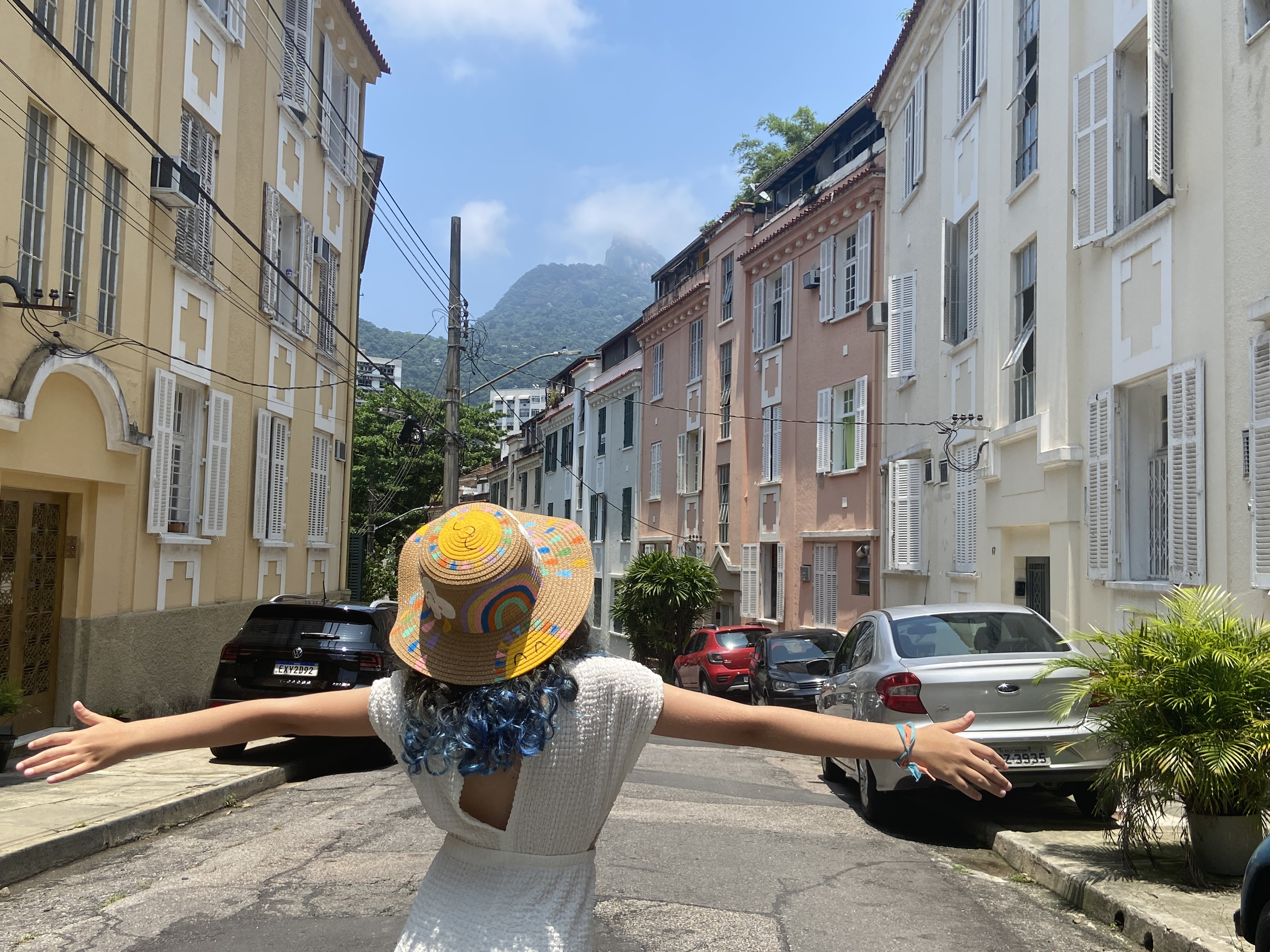
Rua Pires de Almeida, com o Corcovado e o Cristo Redentor ao fundo

"O Jardim Sul América – atual Rua Pires de Almeida – é um conjunto de edifícios construído na década de 1920 pela empreiteira Monteiro Aranha para servir de vila dos funcionários da Cia. de Seguros Sul América, em terreno de quinze mil metros quadrados, no Bairro de Laranjeiras, Rio de Janeiro. Composto por 23 edifícios em estilo art déco, as 158 unidades de 1 a 4 quartos se destinavam a abrigar desde os diretores até os serventes da empresa".

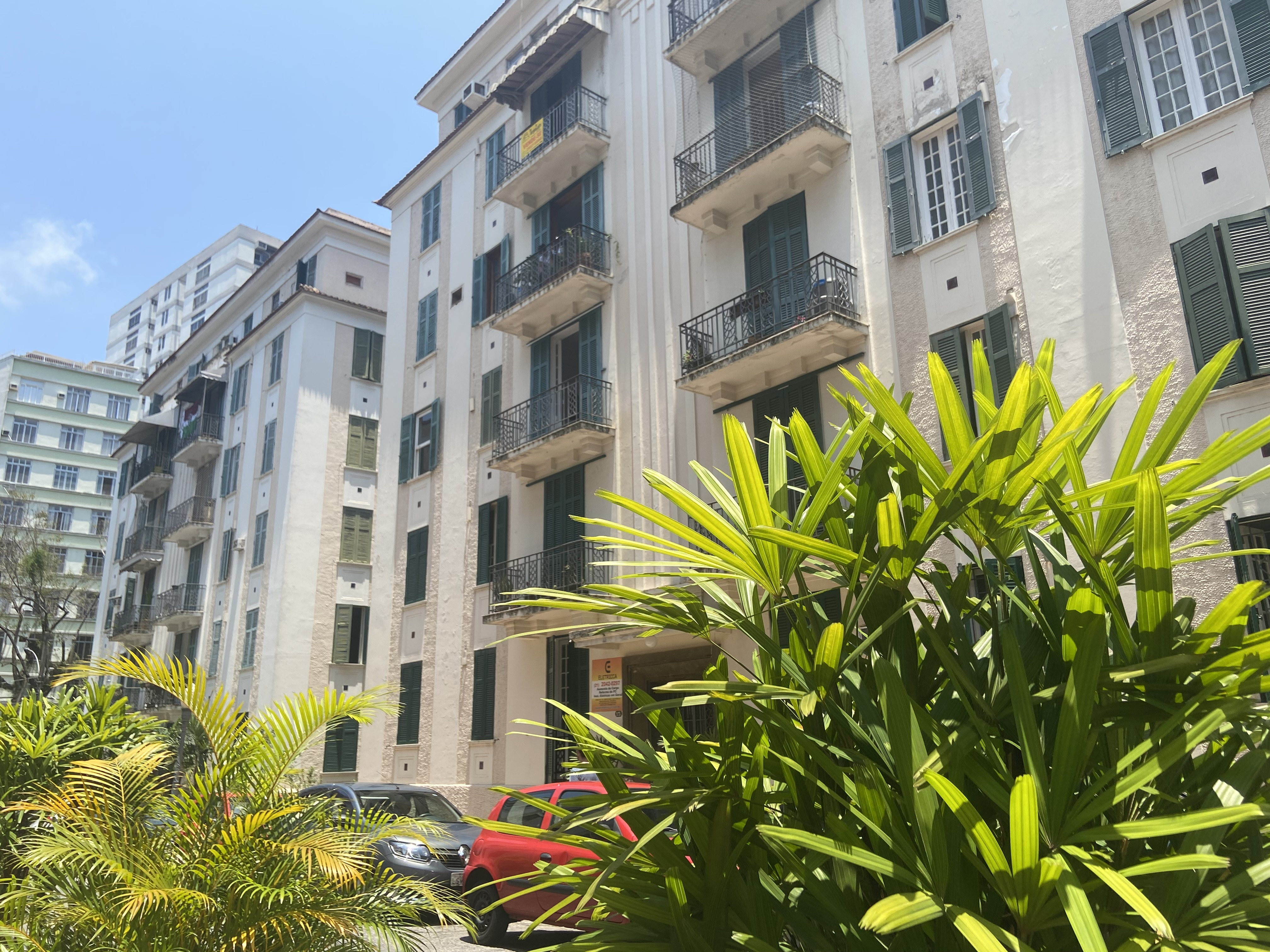
Edifícios na rua Pires de Almeida
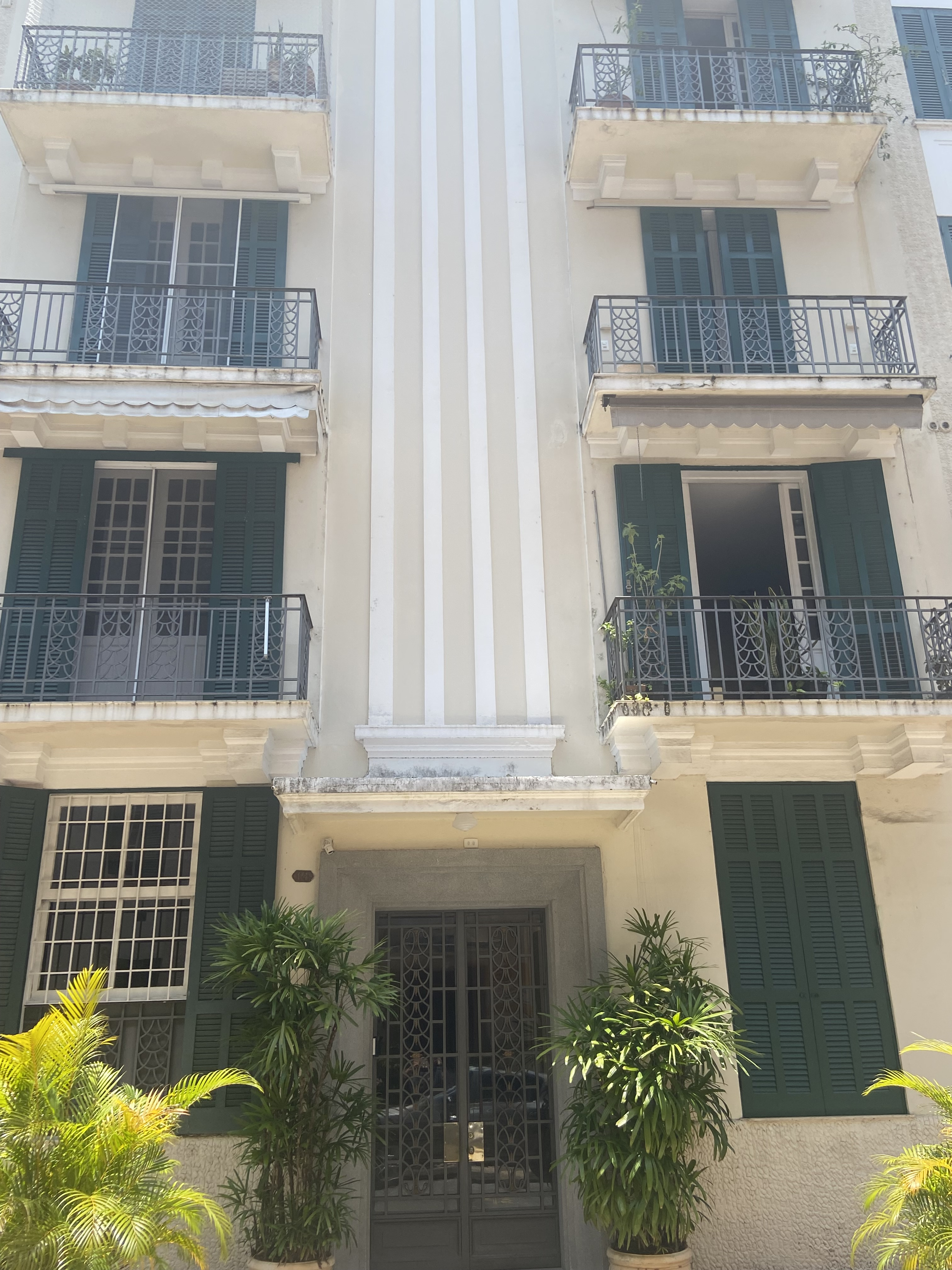
Fachada de edifício na rua Pires de Almeida
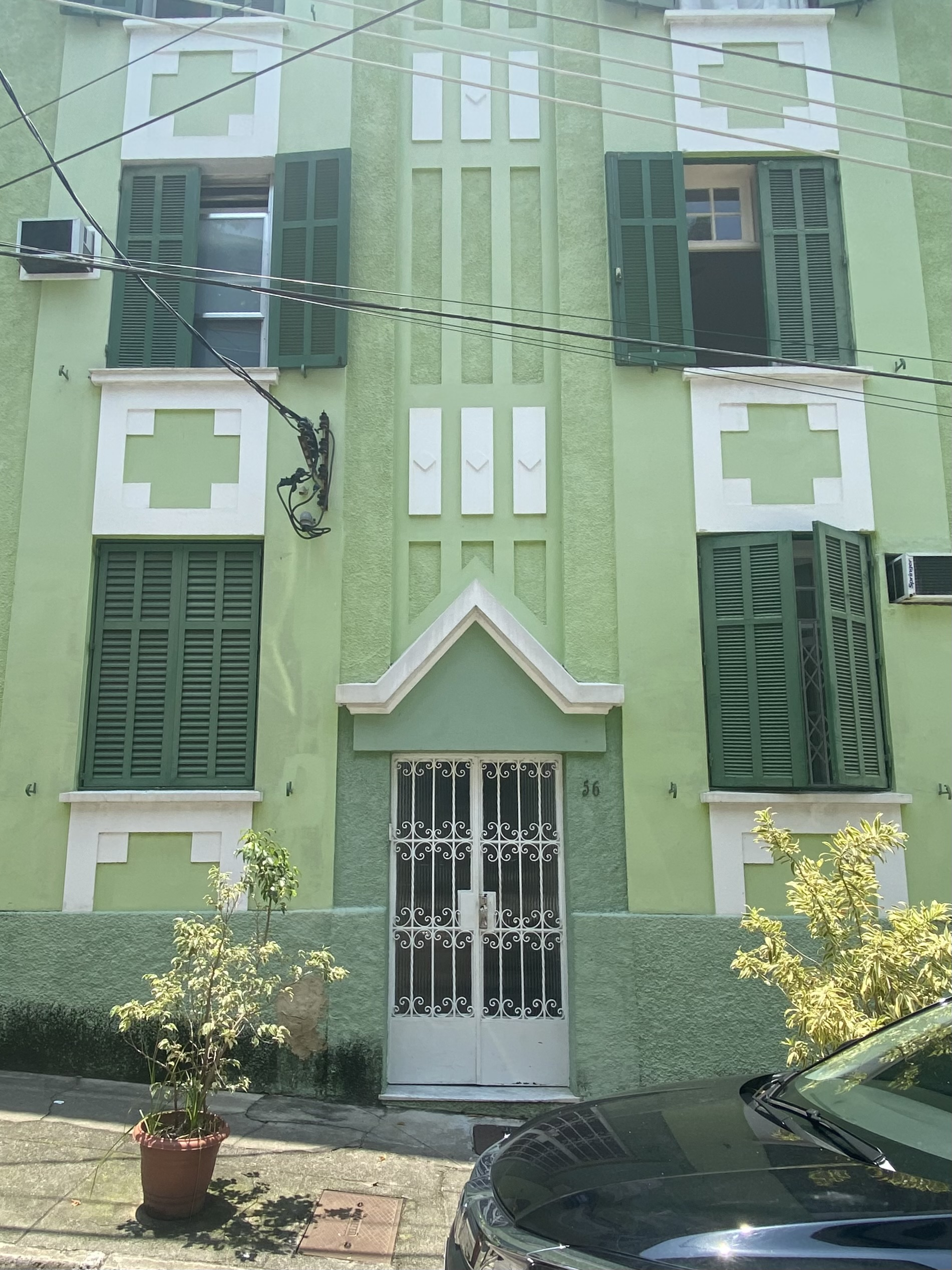
Fachada de edifício na rua Pires de Almeida
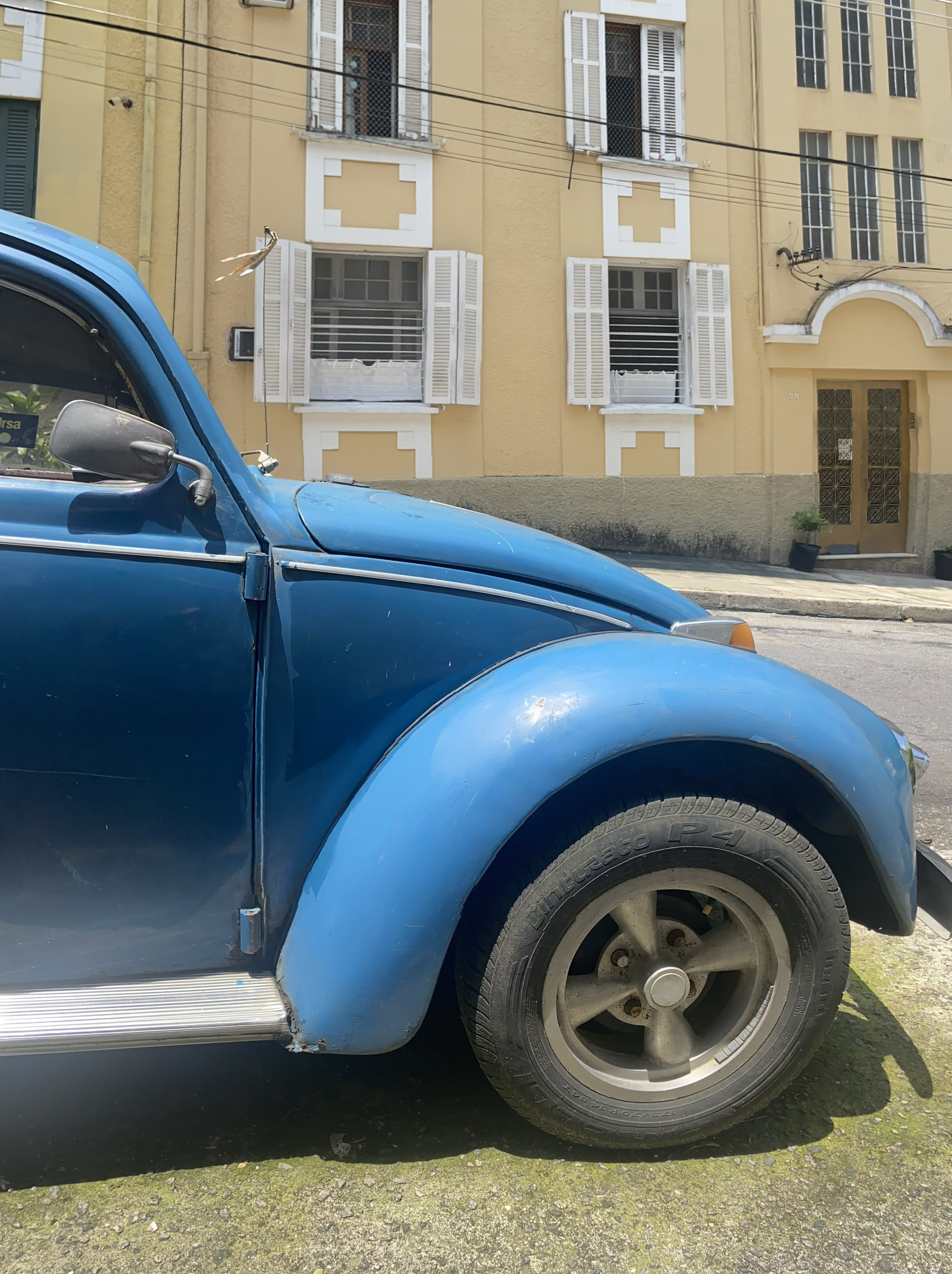
Fusca azul na Rua Pires de Almeida
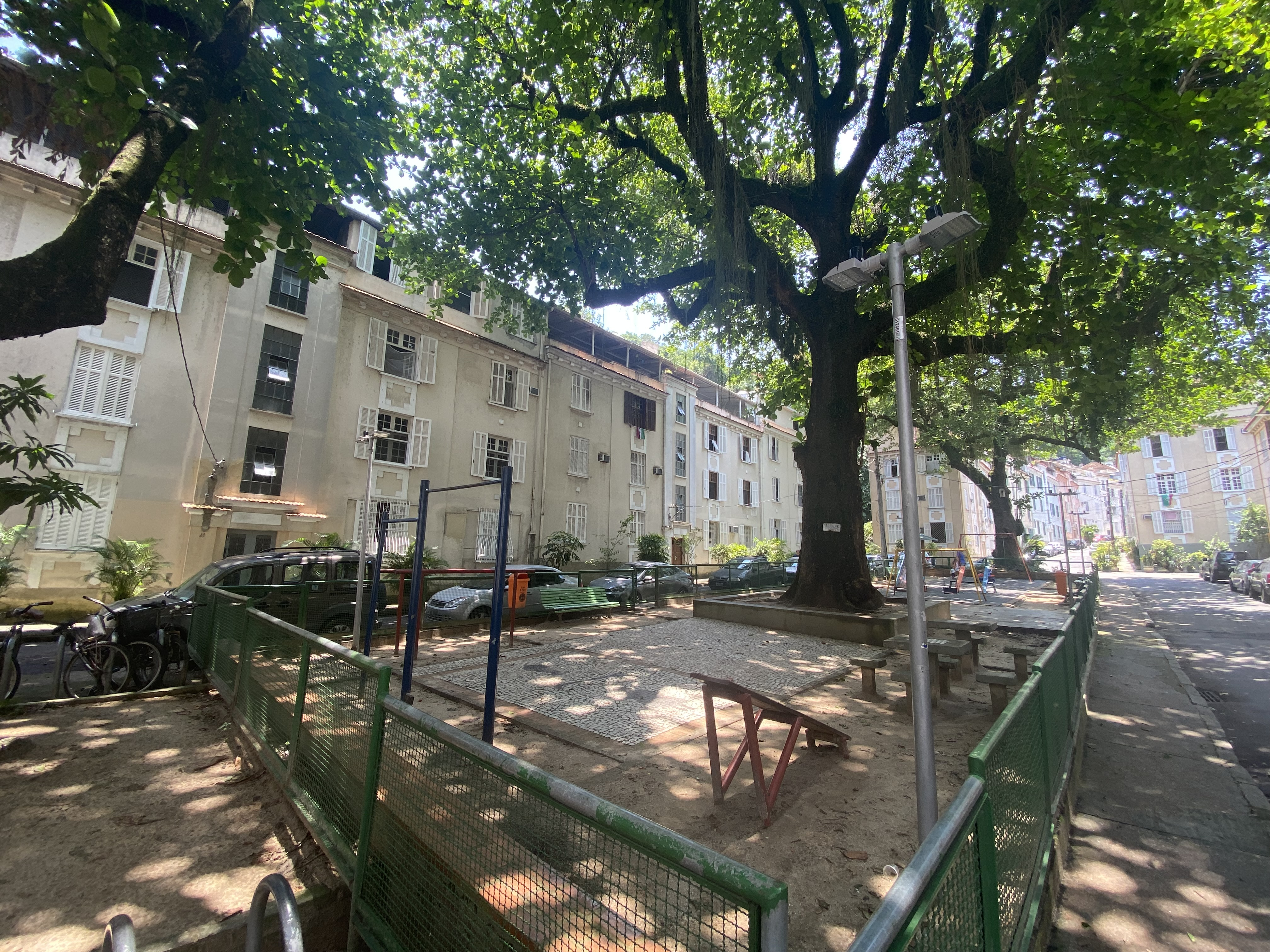
Praça Múcio Leão

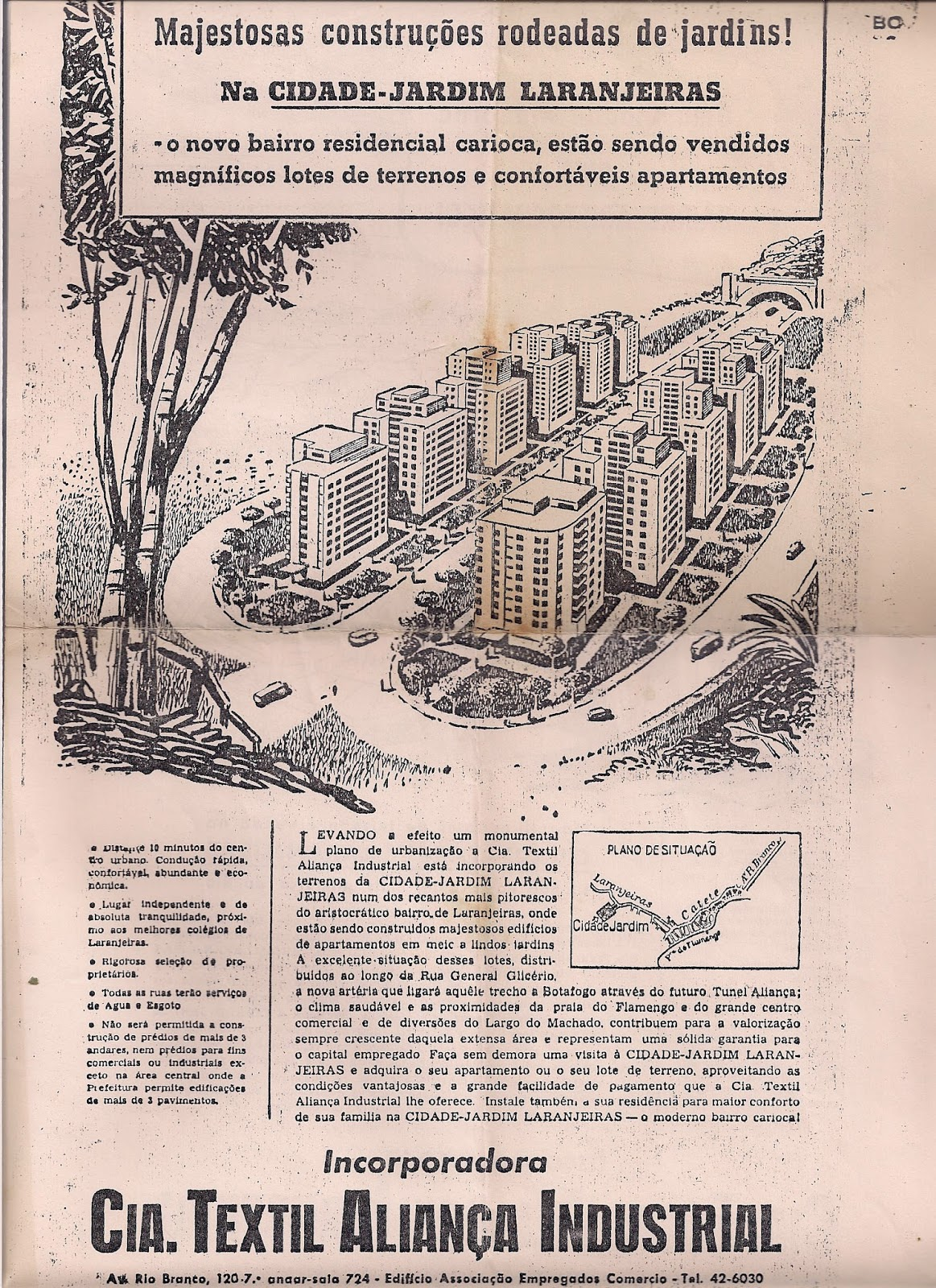
Publicidade do lançamento do empreendimento Cidade-Jardim Laranjeiras, na hoje rua General Glicério

Em 1939, a Cia de Tecidos Aliança encerrou suas atividades, levando a mais uma transformação e ao segundo grande empreendimento imobiliário de Laranjeiras no séc. XX. Sem a fábrica, a maioria dos operários mudou-se para os bairros de subúrbio, alterando mais uma vez a composição da população de Laranjeiras, que firmou-se como área de classe média e classe alta. 

Em 1945, o espaço ocupado pela fábrica deu lugar a novas ruas e a um grande conjunto de edifícios de apartamentos. O empreendimento, lançado como "Jardim Laranjeiras", se destaca pela beleza arquitetônica e pelo agradável aspecto urbanístico de suas vias. Até hoje, a região da Rua General Glicério (Rio de Janeiro) estão entre as mais charmosas da cidade. 

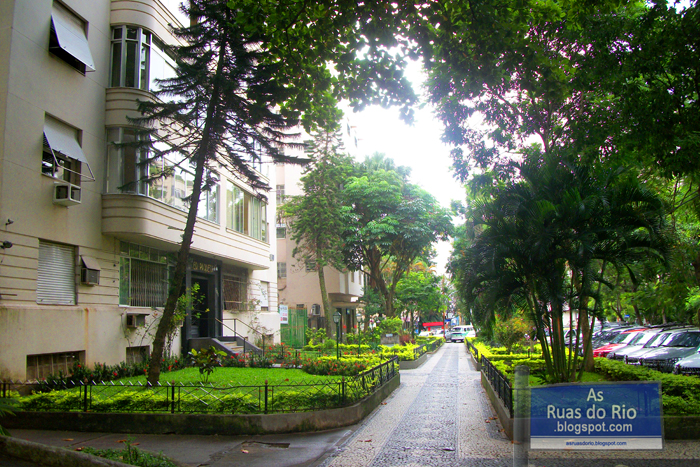
Calçada da rua General Glicério
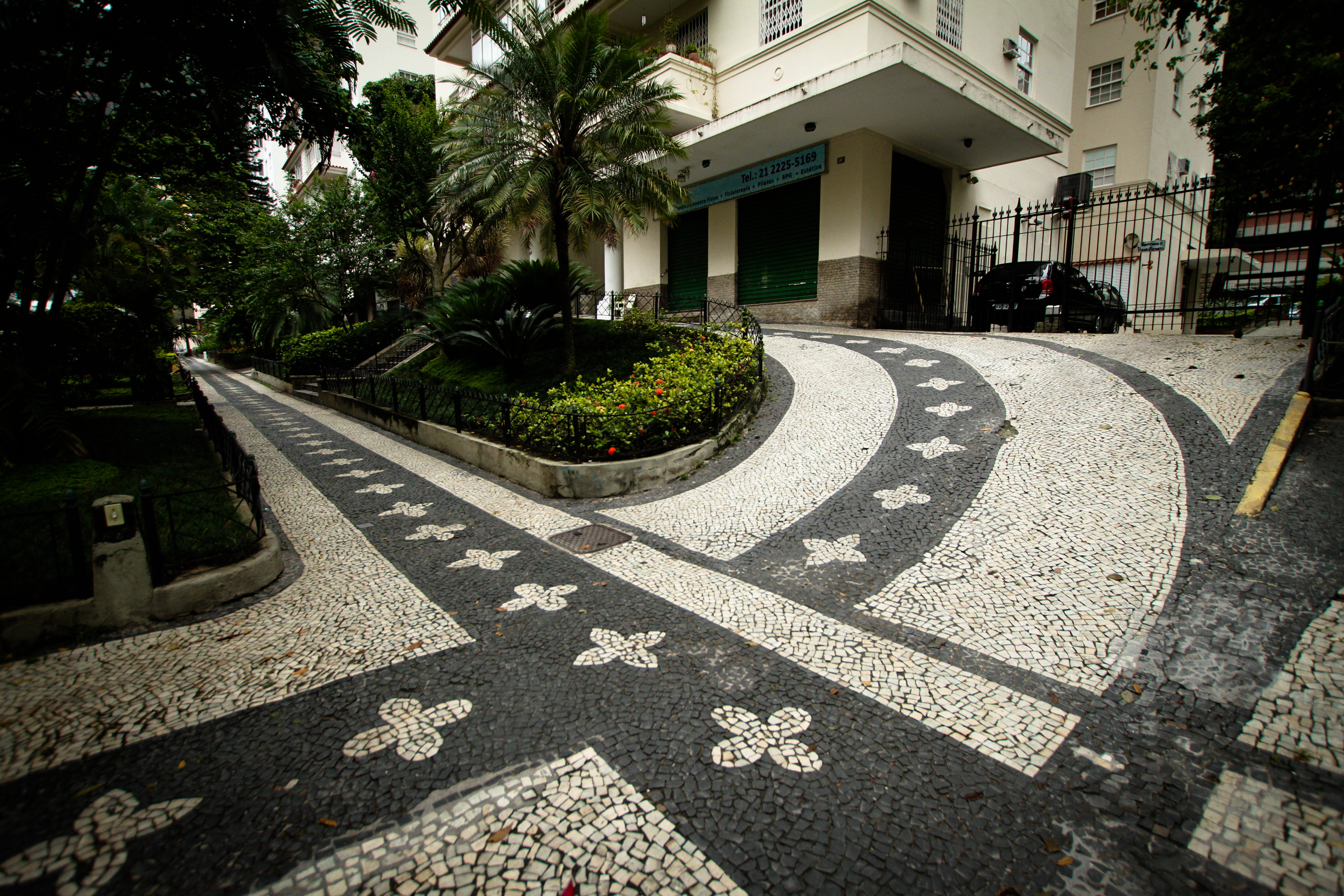
Calçada da rua General Glicério
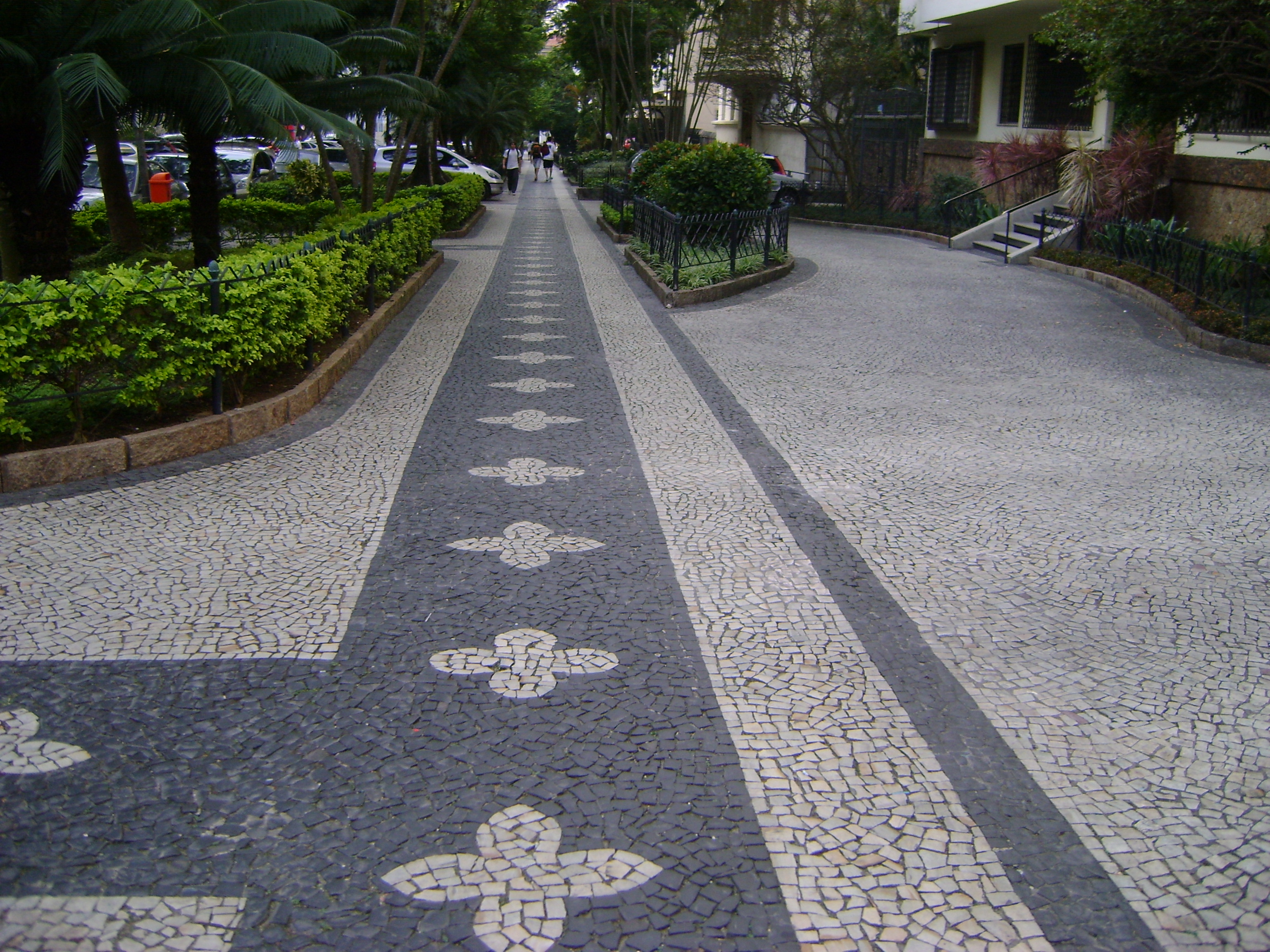
Calçada da rua General Glicério
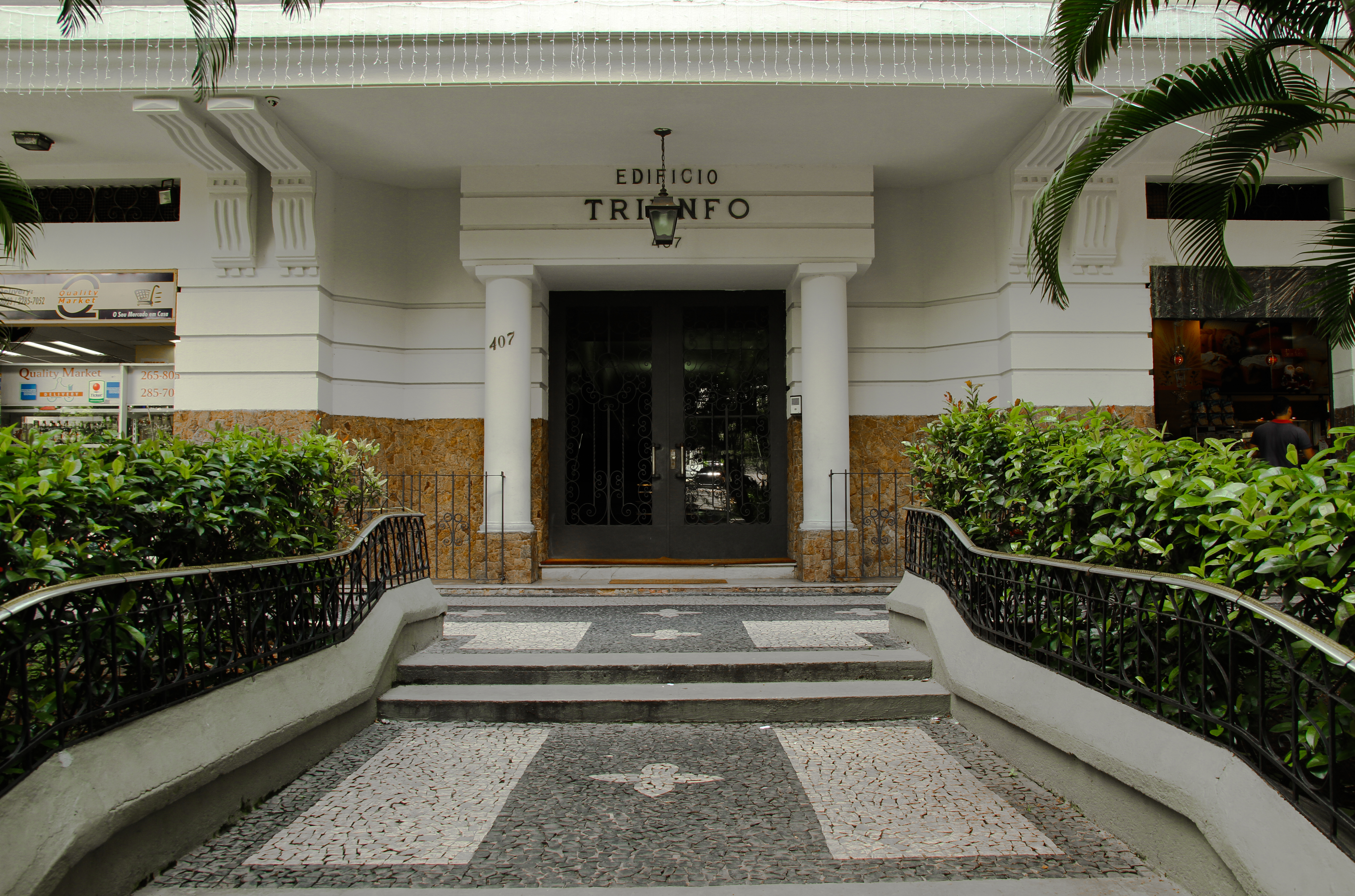
Entrada do ed. Triunfo - rua General Glicério
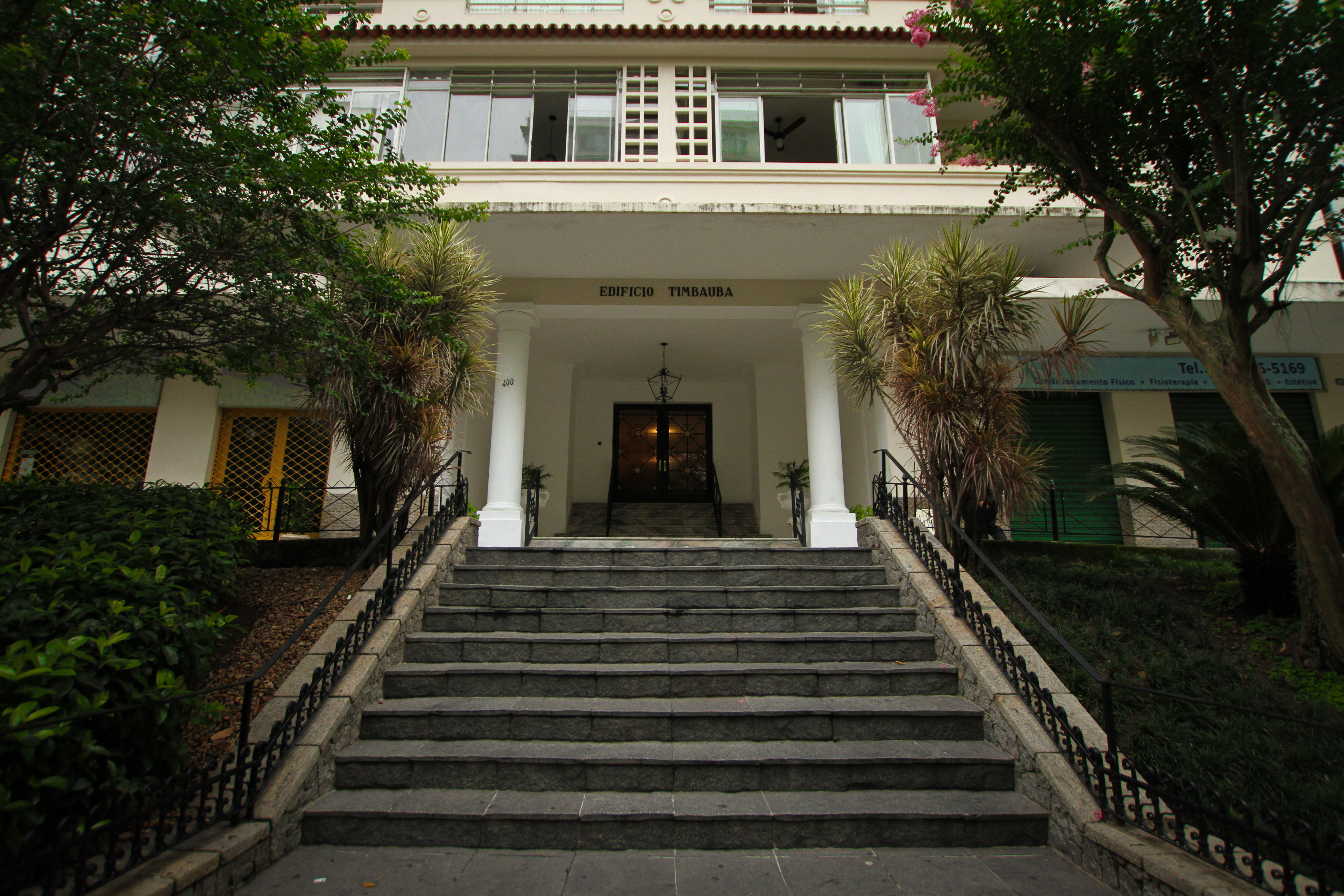
Entrada do Ed. Timbaúba - rua General Glicério
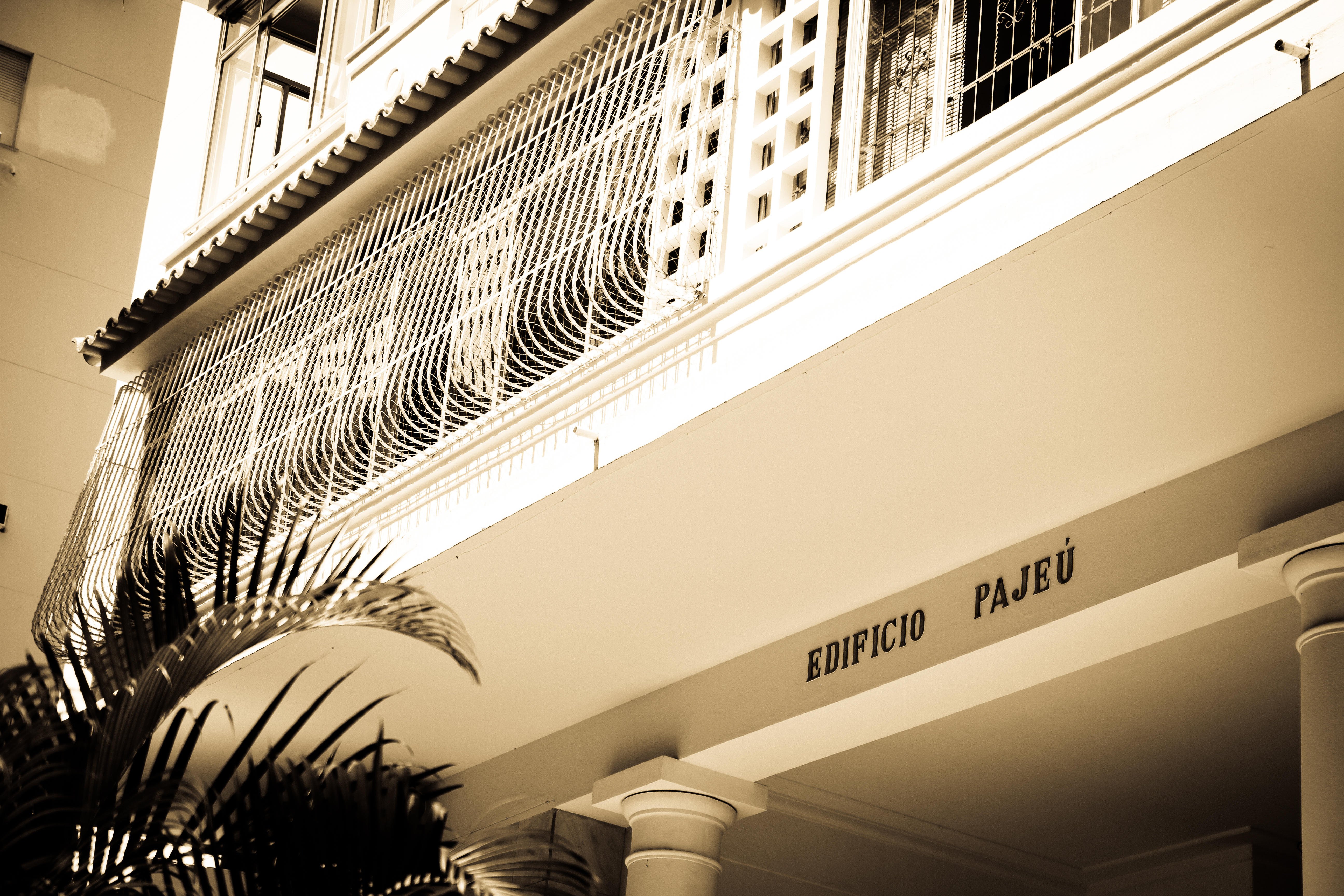
Detalhe da fachada do Ed. Pajeú - rua General Glicério
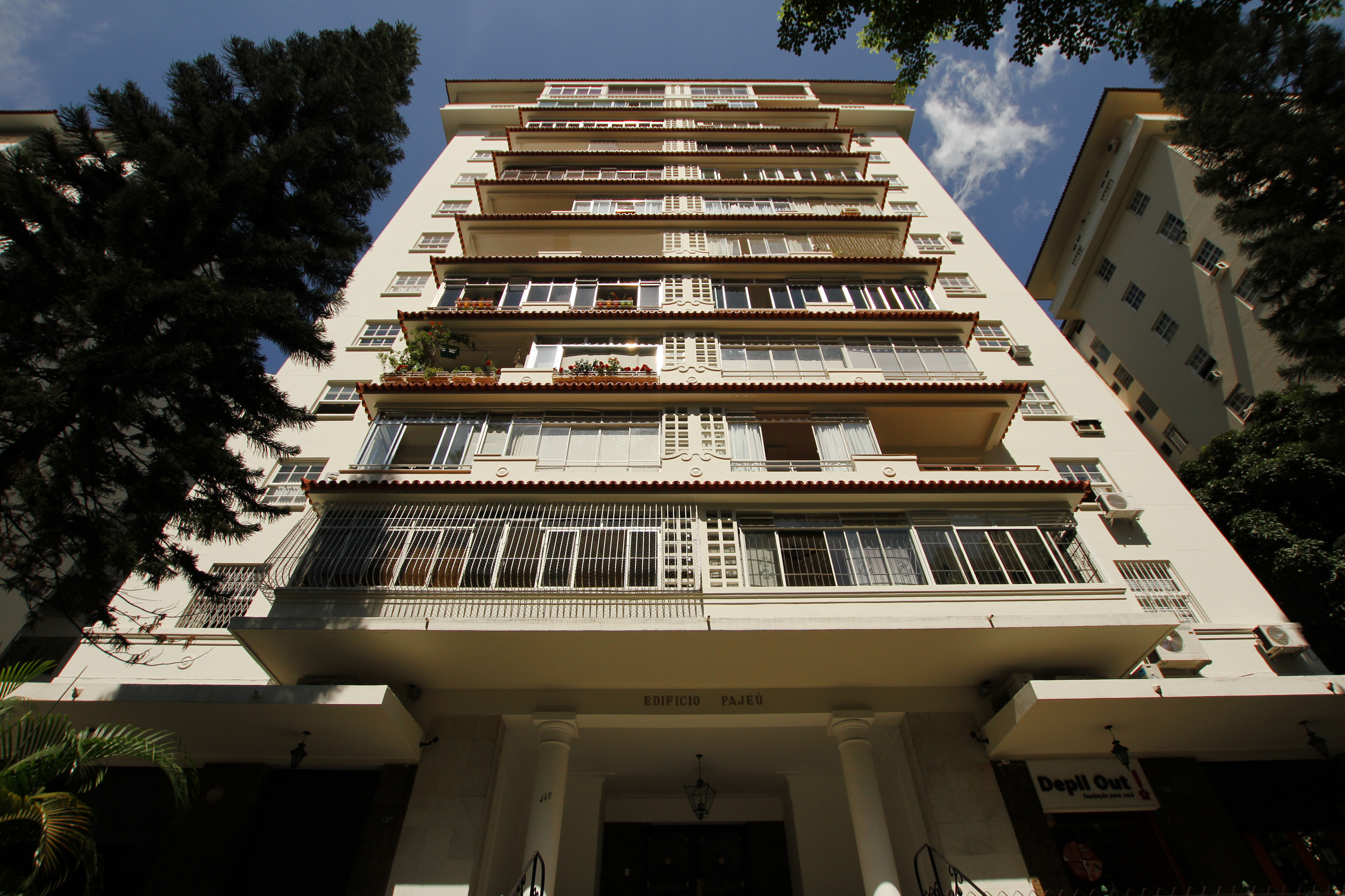
Fachada do ed. Pajeú - rua General Glicério
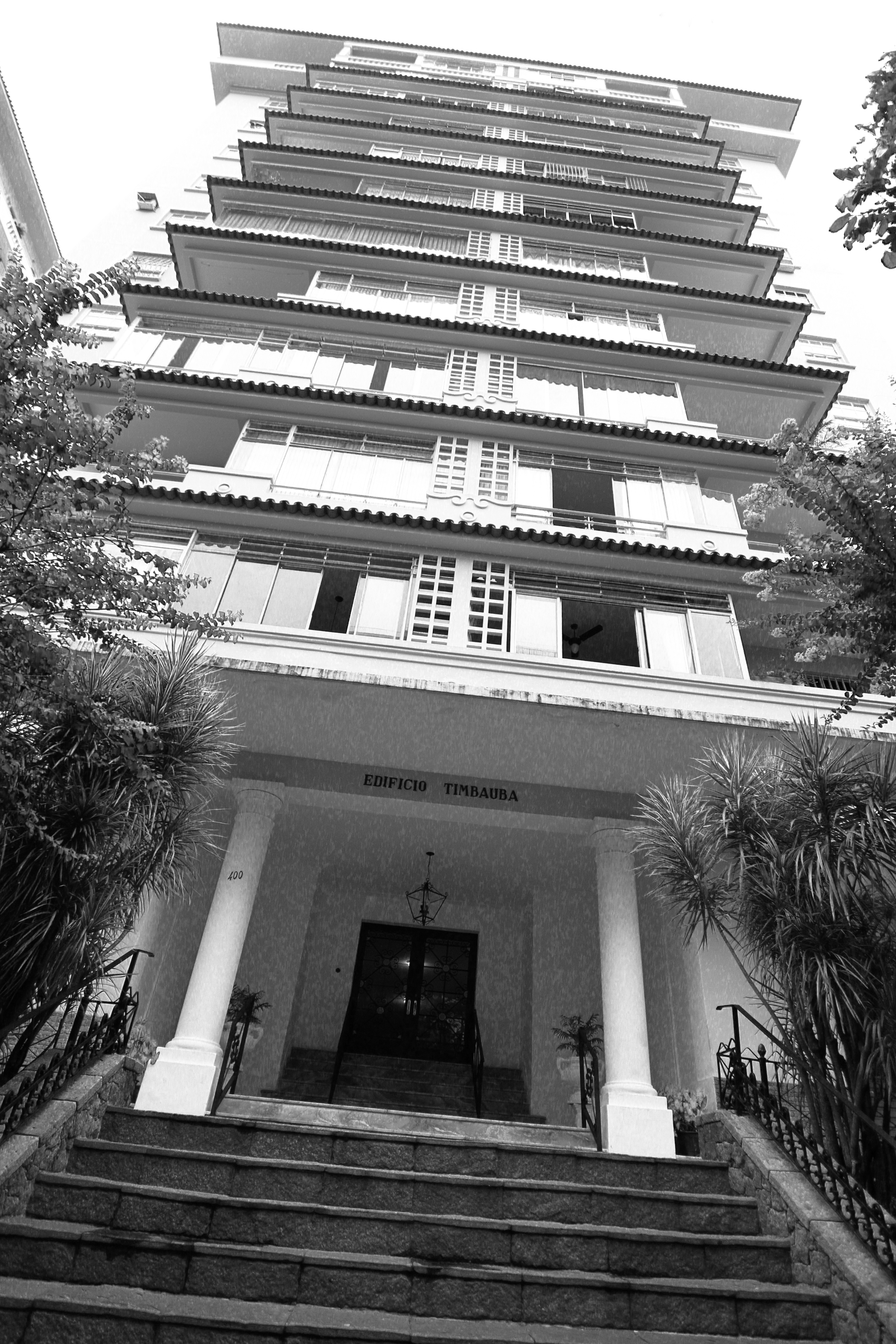
Fachada do ed. Timbaúba - rua General Glicério
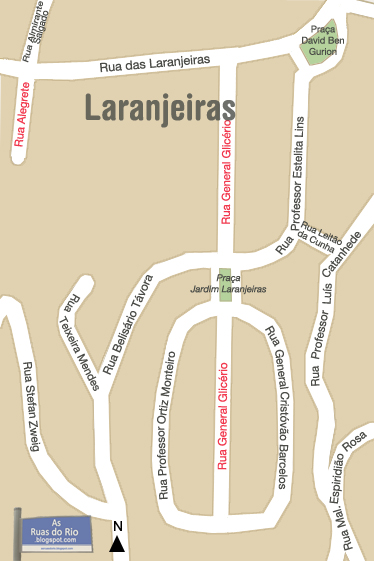
Mapa das ruas abertas no lugar da antiga Fábrica de Tecidos Aliança

O terceiro grande empreendimento foi a transformação da área do Parque Guinle, com o desenvolvimento do entorno da área verde e a construção de marcantes conjuntos de edifícios, o primeiro dos quais conhecido como Conjunto Residencial do Parque Guinle, projetado pelo arquiteto Lúcio Costa e famoso internacionalmente como marco da arquitetura modernista.

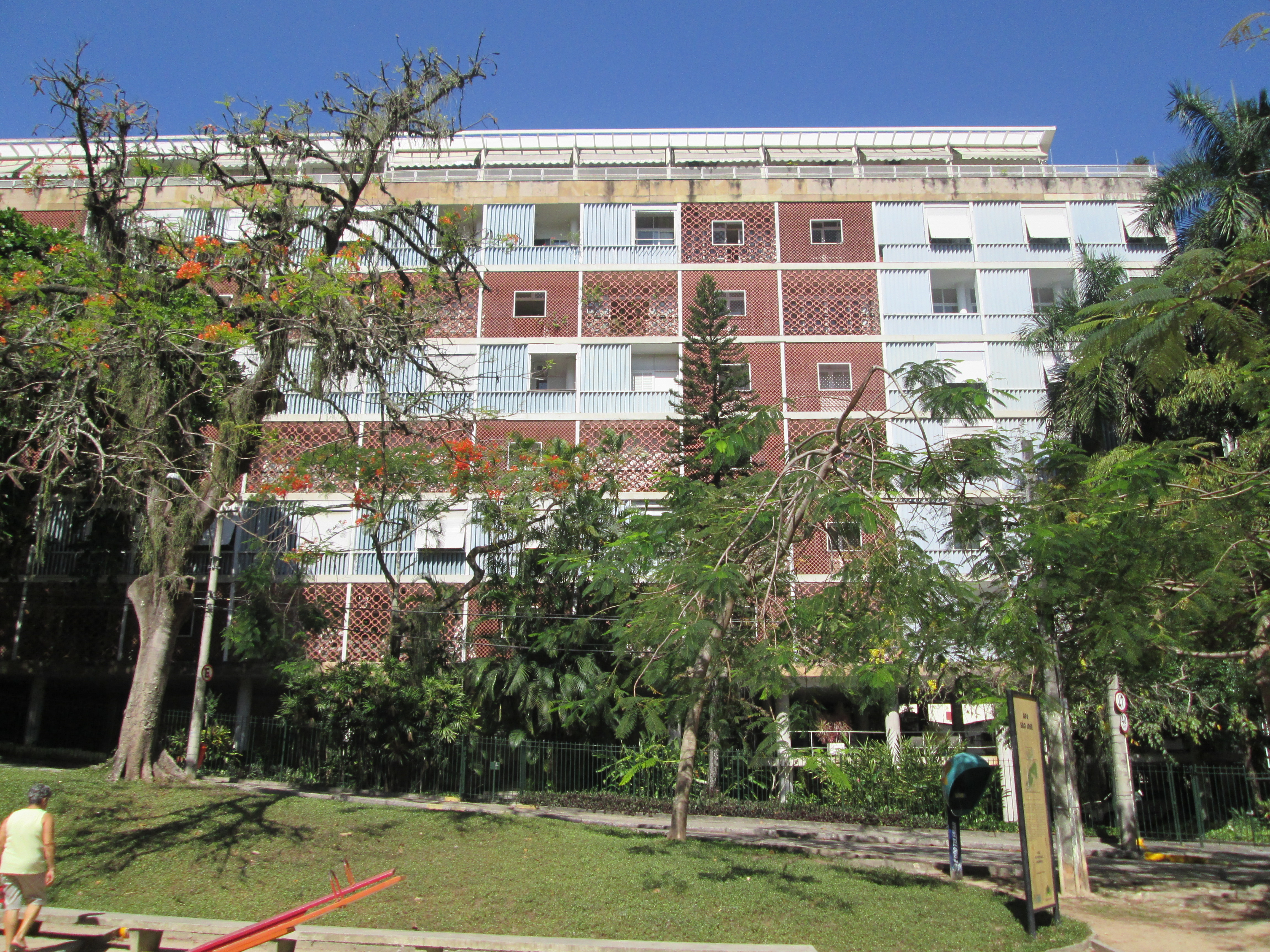
Edifício do Conjunto Residencial projeto por Lúcio Costa, no Parque Guinle
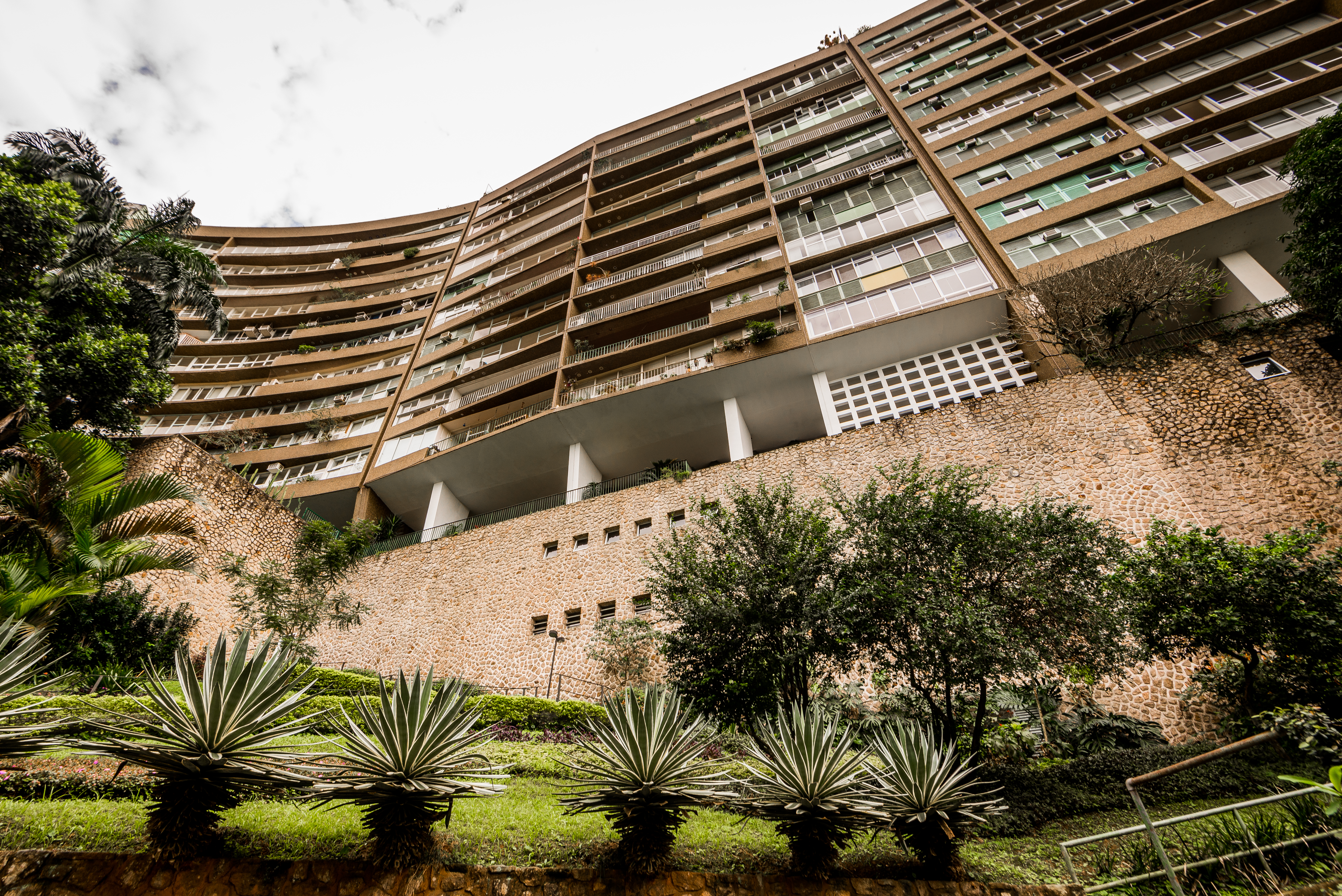
Exemplo de edifício construído ao redor do Parque Guinle
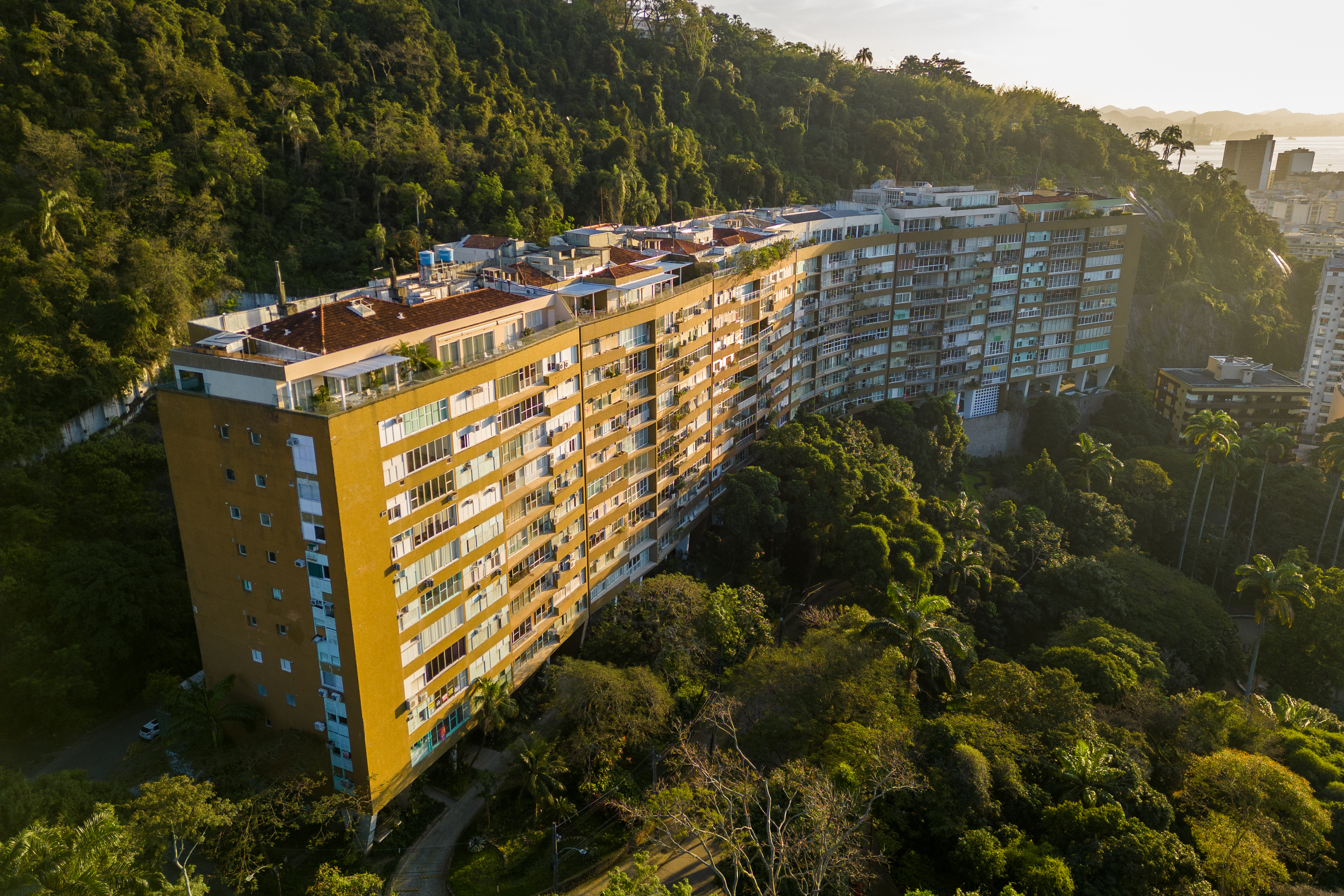
Edifícios da parte alta do Parque Guinle - RJ
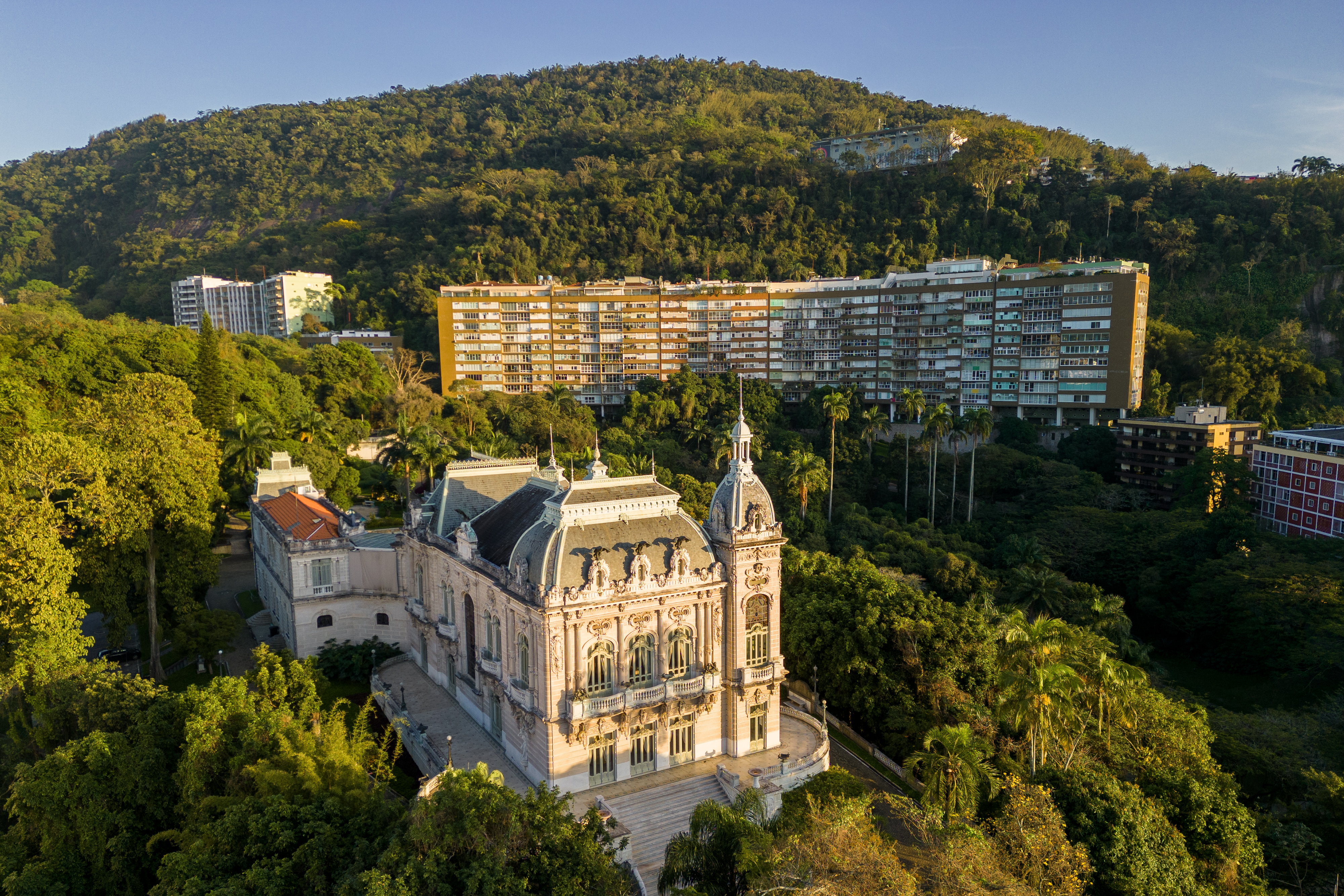
Palácio das Laranjeiras com os edifícios da parte alta do Parque Guinle ao fundo
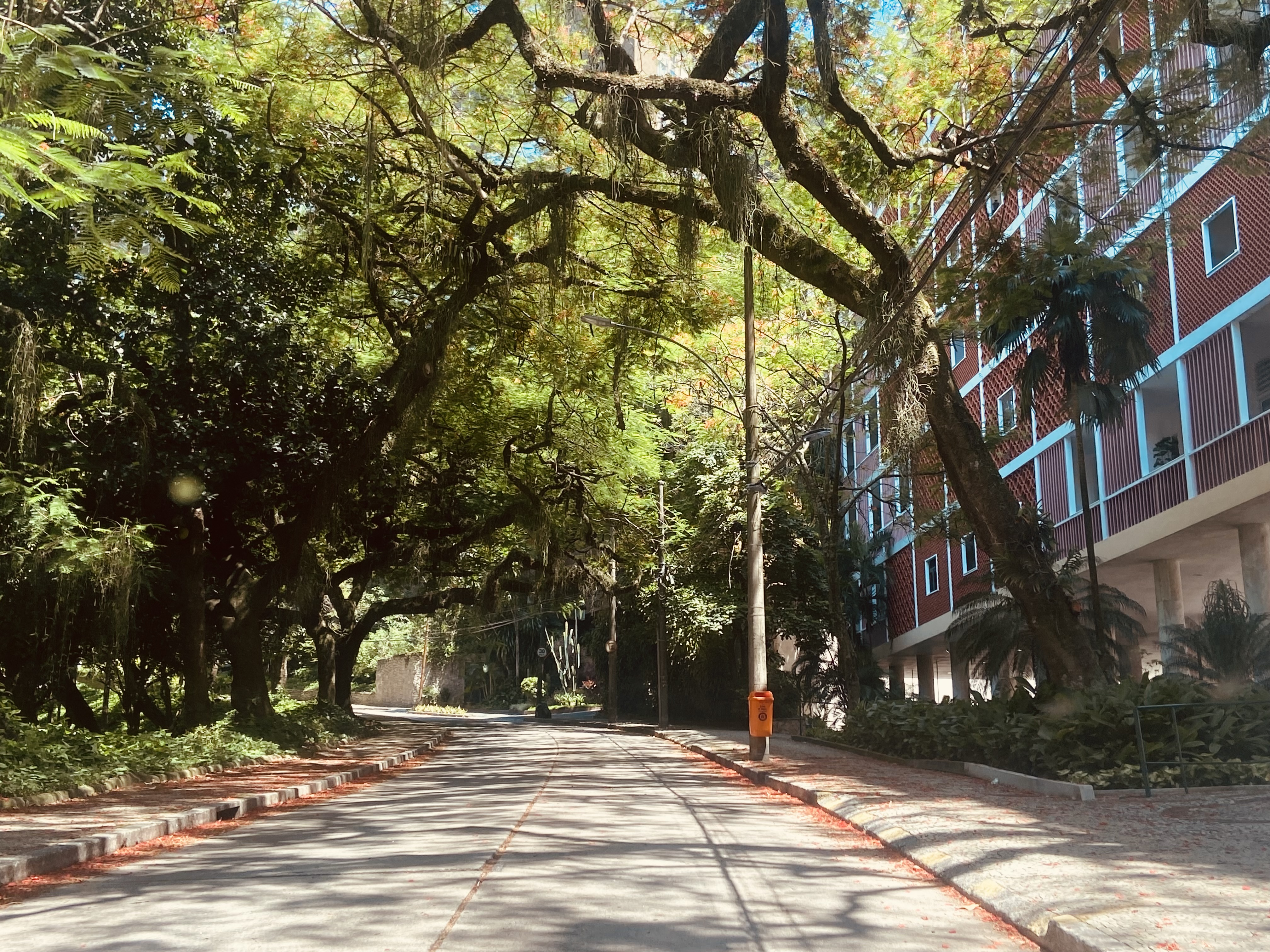
Subida da rua Paulo Cézar de Andrade - Parque Guinle

#### Segunda metade do séc. XX - verticalização acelerada e incentivo ao tráfego de automóveis pelo poder público
"São três exemplos de intervenções modernas em Laranjeiras que, embora tenham alterado sua ambiência, não provocaram a sua degradação. A qualidade arquitetônica e urbanística desses três empreendimentos assegurou-lhes posteriormente o seu tombamento. O mesmo não se pode dizer das obras realizadas pelo poder público, como o túnel Santa Bárbara (1963), 0 viaduto Noronha Santos (1965), o túnel Rebouças (1965) e, recentemente, a obra da "via paralela", que destruiu parte da rua Moura Brasil, derrubou vilas e acresceu mais um viaduto ao bairro. São obras rodoviárias que descaracterizaram os bairros de Laranjeiras e Cosme Velho, tormando-os de passagem, barulhentos e poluídos. Não menos danosas foram as sucessivas legislações urbanísticas que, desrespeitando as características ambientais e o patrimônio arquitetônico de Laranjeiras e Cosme Velho, incentivaram a verticalização das edificações e a ganância dos especuladores imobiliários.
As casas foram derrubadas e seus jardins destruídos para, em seu lugar, se erguerem altos edifícios sem qualidade arquitetônica, formando verdadeiras muralhas de concreto, prejudicando a circulação dos ventos e tapando a vista dos morros e de suas matas".  

Nireu Cavalcanti, comparando as intervenções executadas na primeira metade do século XX com as mudanças observadas na sua segunda metade. 

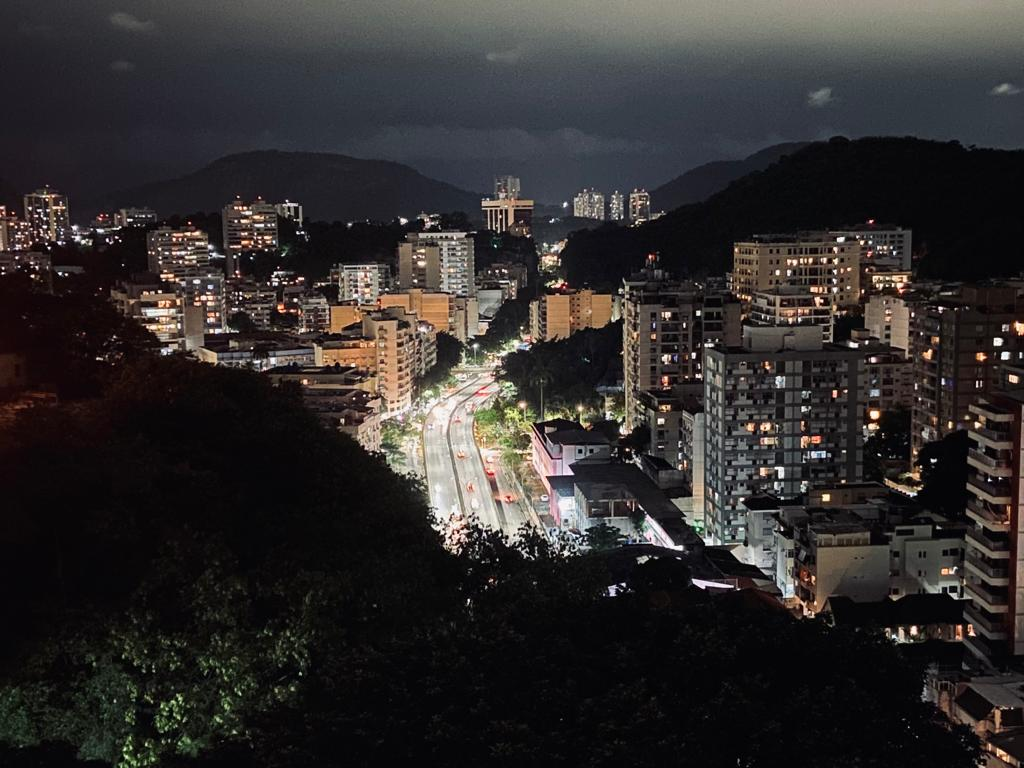
Laranjeiras à noite - Viaduto Eng. Noronha - acesso ao túnel Santa Bárbara

Na segunda metade do séc. XX, o bairro passou por transformações aceleradas, com a substituições de casas e palacetes por edifícios de apartamentos e o notável aumento do tráfego de veículos automotores, que alteraram, mais uma vez, as características da região. 

Na década de 60, os bondes pararam de trafegar no bairro e foram abertos dois grande túneis conectando a Zona Sul à Zona Norte --- o Túnel Santa Bárbara (1963) e o Túnel Rebouças (1965) --- além de novas vias para facilitar o trânsito de automóveis, com a construção de viadutos e a abertura de novas ruas.  

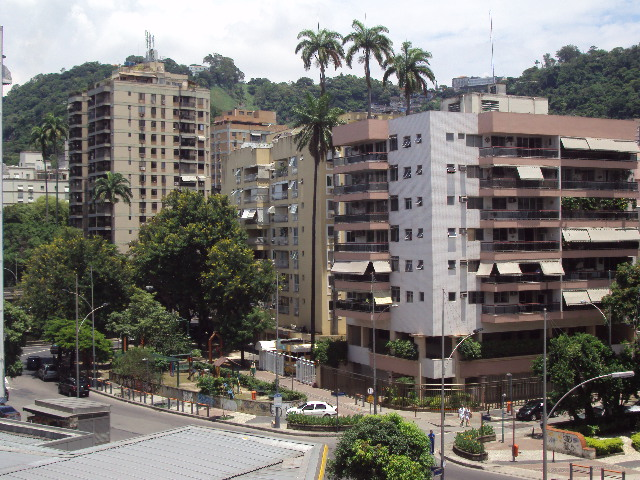
Exemplos de prédios erguidos em Laranjeiras na segunda metade do séc. XX
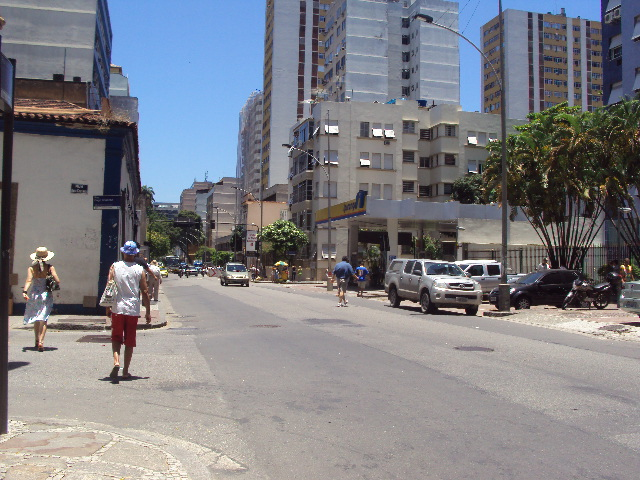
Rua das Laranjeiras
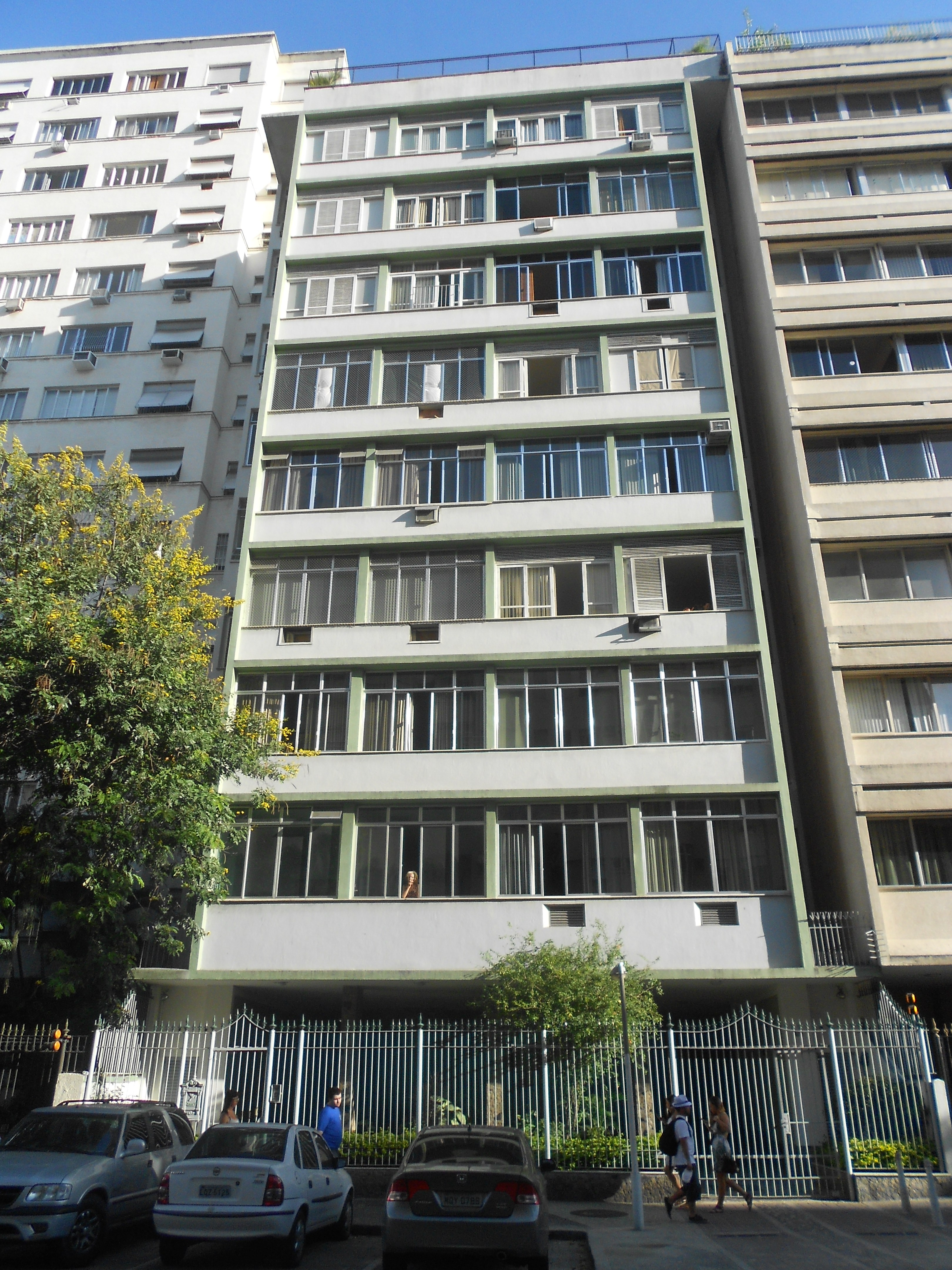
Ed. Pigalle - Laranjeiras
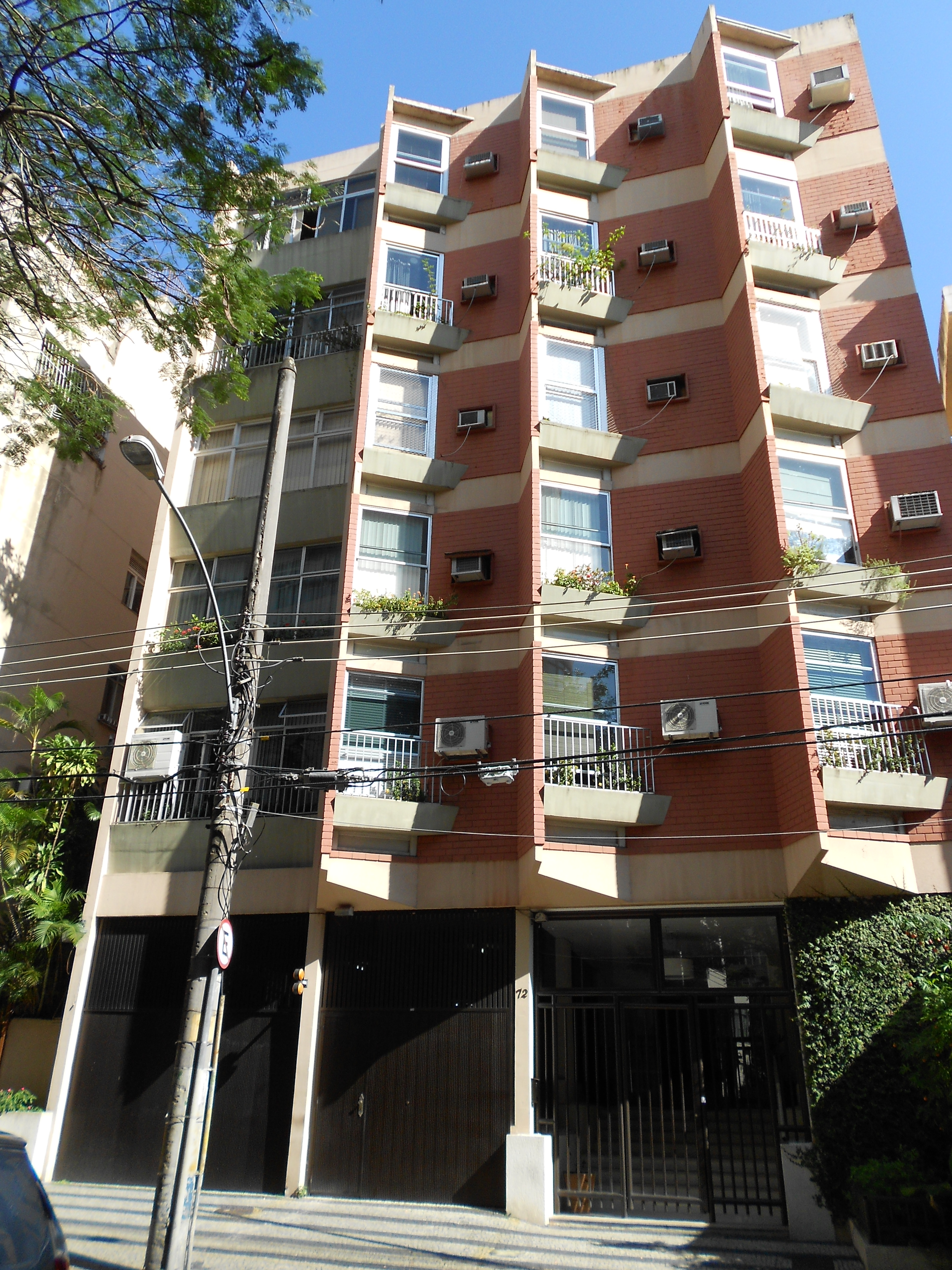
Rua Professor Ortiz Monteiro
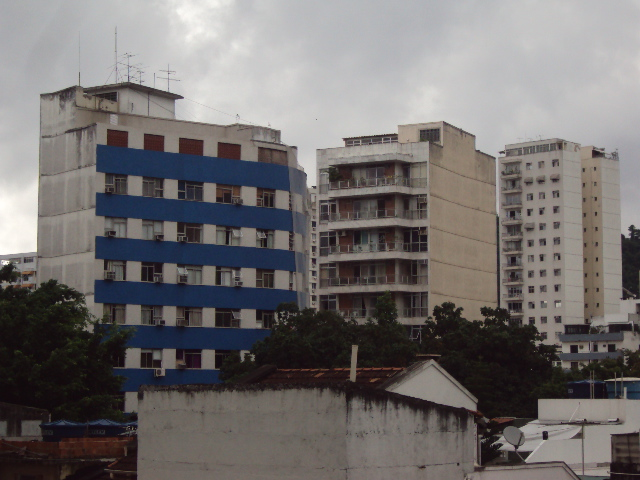
Prédios de Laranjeiras da 2a metade do séc. XX
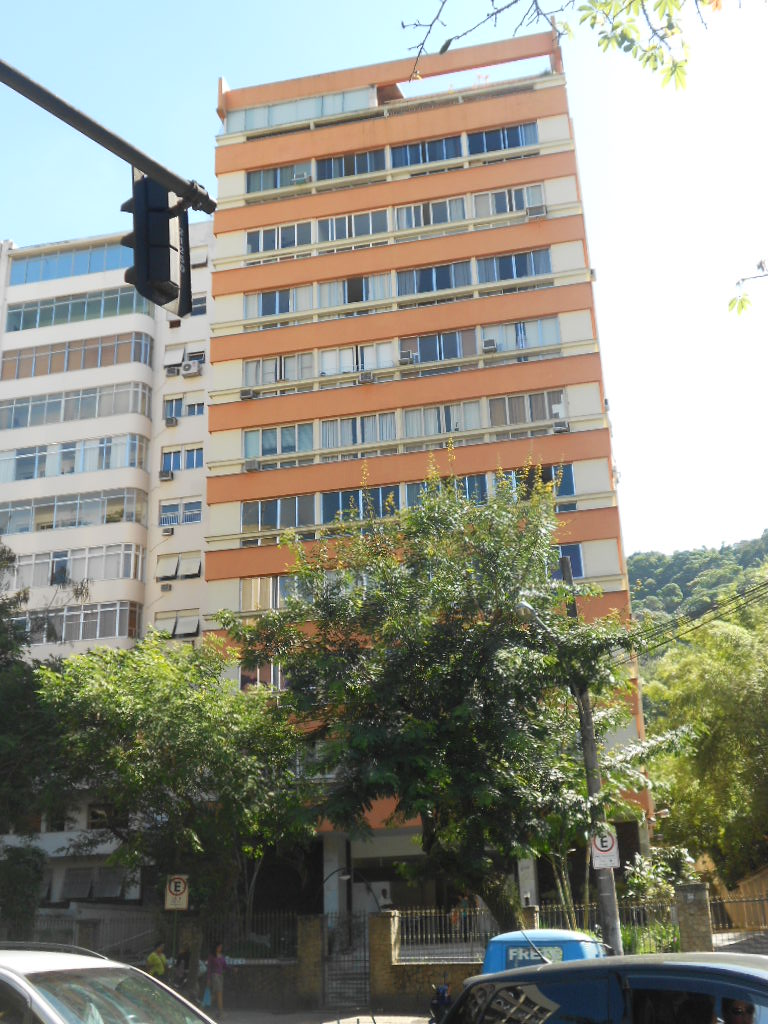
Ed. Solar das Laranjeiras

Sobre as mudanças sofridas pela bairro na segunda metade do séc. XX, o historiador Nireu Cavalcanti comentou à imprensa: 
"[A]pesar de sua riqueza histórica, morar em Laranjeiras já não é mais a mesma coisa. A região, segundo Cavalcanti, sofre com as péssimas intervenções do poder público e com problemas como a especulação imobiliária e a falta de segurança.
— Laranjeiras, para mim, é uma grande casa. Quando saio e entro no bairro, estou entrando na minha residência, que está perdendo sua tranquilidade, pois nos sentimos acuados com essa violência. Sem falar no boom de novos empreendimentos, com prédios e mais prédios, o que é lamentável — argumenta o morador, destacando que, em tempos áureos, a região era comparada à Urca por sua tranquilidade".
Renato Rezende, abordando o mesmo fenômeno, pontua que “foi mesmo a partir da década de 1970 que um verdadeiro bombardeio parece ter caído sobre o vale, com a expansão imobiliária construindo de forma indiscriminada, com alturas livres ou ficadas em muitos pavimentos.”
Ao longo do século XX, também se desenvolveram importante comunidades nos morros que circundam a região, como a Favela do Pereirão, na rua Pereira da Silva, e a Vila Alice, na rua Alice.

### Laranjeiras no séc. XXI
No séc. XXI, Laranjeiras segue como uma eloquente síntese do Rio e do Brasil, equilibrando nos pratos de suas contradições uma história riquíssima e desafios modernos. Ao mesmo tempo em que convive com um intenso trânsito de automóveis, especialmente na sua via principal, a Rua das Laranjeiras, é casa tradicional de artistas e intelectuais, que constantemente repensam a cidade, além de pulsar com uma intensa vida boêmia e um comércio vibrante.
Tendo uma concentração de acadêmicos, intelectuais, artistas e funcionários públicos, Laranjeiras igualmente se firmou nas primeiras décadas do séc. XXI como um importante reduto da parcela mais progressista da população do Rio de Janeiro, apesar de continuar contando com habitantes de todas as linhas de pensamento.

## Pontos de Interesse
"Laranjeiras é um bairro que fica na zona sul do Rio de Janeiro, bem pertinho dos pontos turísticos mais famosos. É um daqueles bairros queridinhos dos cariocas por conta do seu clima descontraído, com barzinhos, feiras, áreas verdes e muita vida ao ar livre. Lá o legal é curtir na rua, jogar conversa fora, caminhar e apreciar as belas construções do Rio antigo".

### Prédios Históricos
O bairro de Laranjeiras abrigou e abriga construções de grande importância, tanto histórica como arquitetônica, para o Rio de Janeiro e o Brasil. Exemplos a serem mencionados: 
- O Palácio Guanabara, sede do Governo do Rio de Janeiro (estado) ("...foi vendido em 1864 para o Imperador D. Pedro II, que oferece como presente de casamento para a Princesa Isabel e Conde d'Eu... Em 1890, a construção foi declarada patrimônio nacional e recebeu seu nome atual: Palácio Guanabara. O prédio histórico foi moradia oficial de presidentes da República e abrigou a Prefeitura do Distrito Federal. Com a mudança da capital para Brasília, em 1960 o prédio passa a ser a sede administrativa do Governo do Estado da Guanabara. Em 1975, com a fusão, o Palácio Guanabara passa a ser a sede administrativa do Estado do Rio de Janeiro"[21]).

- O Palácio das Laranjeiras, residência oficial do Governador do Estado do Rio de Janeiro ("[o] Palácio das Laranjeiras, muito mais que residência dos Governadores do Estado do Rio de Janeiro, é um Patrimônio Artístico e Histórico que pertence ao povo fluminense e brasileiro"[22]).
- A sede do Instituto Nacional de Educação de Surdos, à rua das Laranjeiras, 232.
- Palacete Modesto Leal, à rua das Laranjeiras, 304 ("[b]em cultural de natureza material, tombado em 1998, o terreno com jardins, trecho de encosta e elementos construídos (cavalariças, viveiros, arcadas e o Palacete Modesto Leal) são os protagonistas desse oásis do bairro."[23])
- Casas Casadas, construídas em 1883[13] na rua Leite Leal, 11 ("[a]s Casas Casadas, em Laranjeiras, proporcionam uma aula da história da moradia do Rio de Janeiro. Essas seis residências formam o melhor exemplo de residências multifamiliares, comuns principalmente no final do século XIX e começo do século XX[24]).
- A Casa Rosa, na rua Alice, 550, onde funcionou um dos mais famosos lupanares de luxo brasileiros, atividade que teve auge na década de 40[25], atraindo o topo da elite política e econômica da então Capital Federal.
- O Conjunto Residencial do Parque Guinle ("[o] conjunto de prédios de apartamentos a direita do parque foram projetados por Lúcio Costa, autor do projeto urbanístico de Brasília. Todo o conjunto foi premiado na I Bienal de Artes de São Paulo, em 1951 e encontram-se tombados pelo IPHAN desde 1986"[26]).
- O Conjunto Residencial da Rua Pires de Almeida ("marcada e mencionada milhares de vezes nas contas de blogueiros, influencers e meros biscoiteiros, a Rua Pires de Almeida é um sucesso no mundinho digital"[27]).

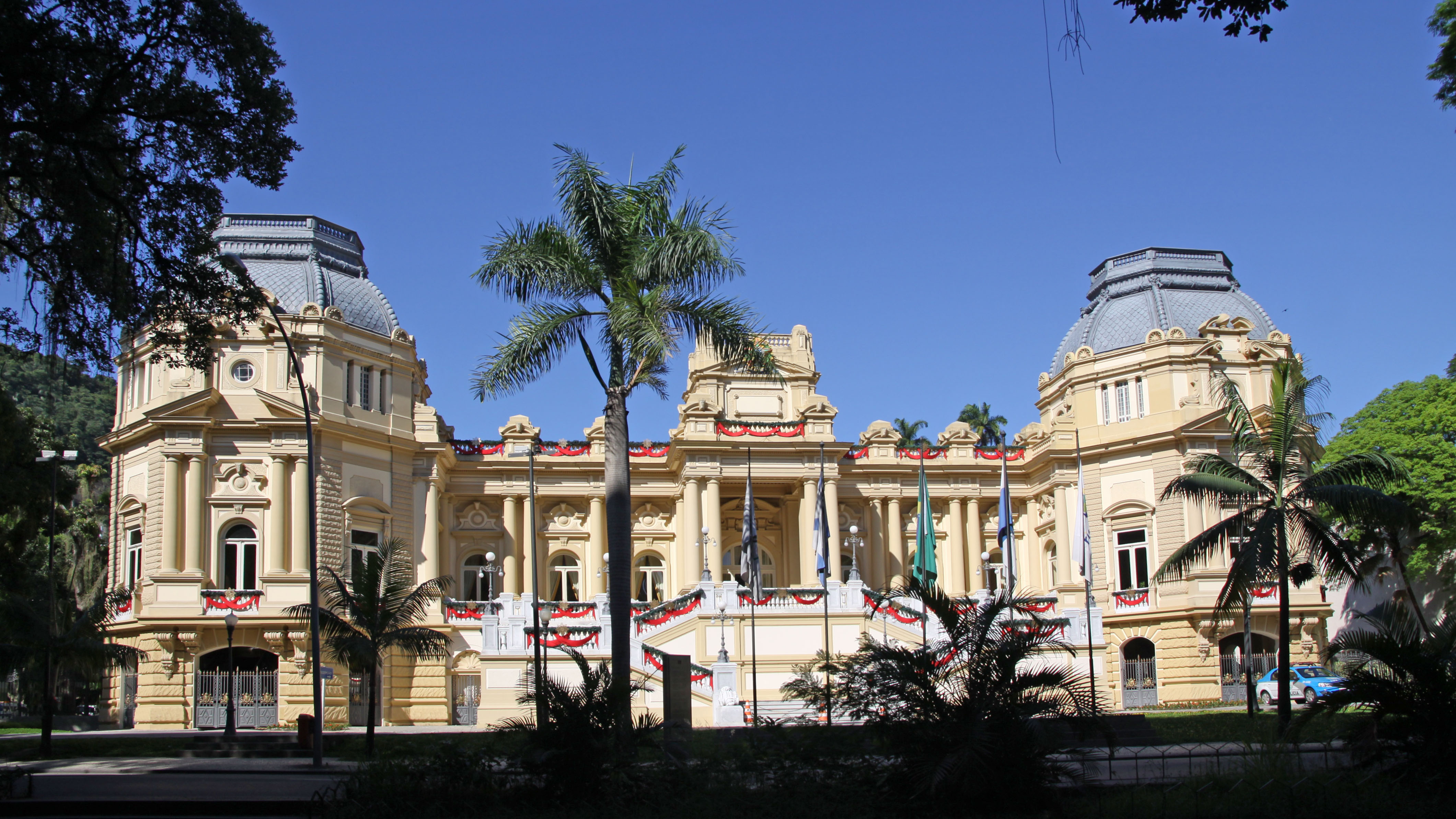
Palácio Guanabara
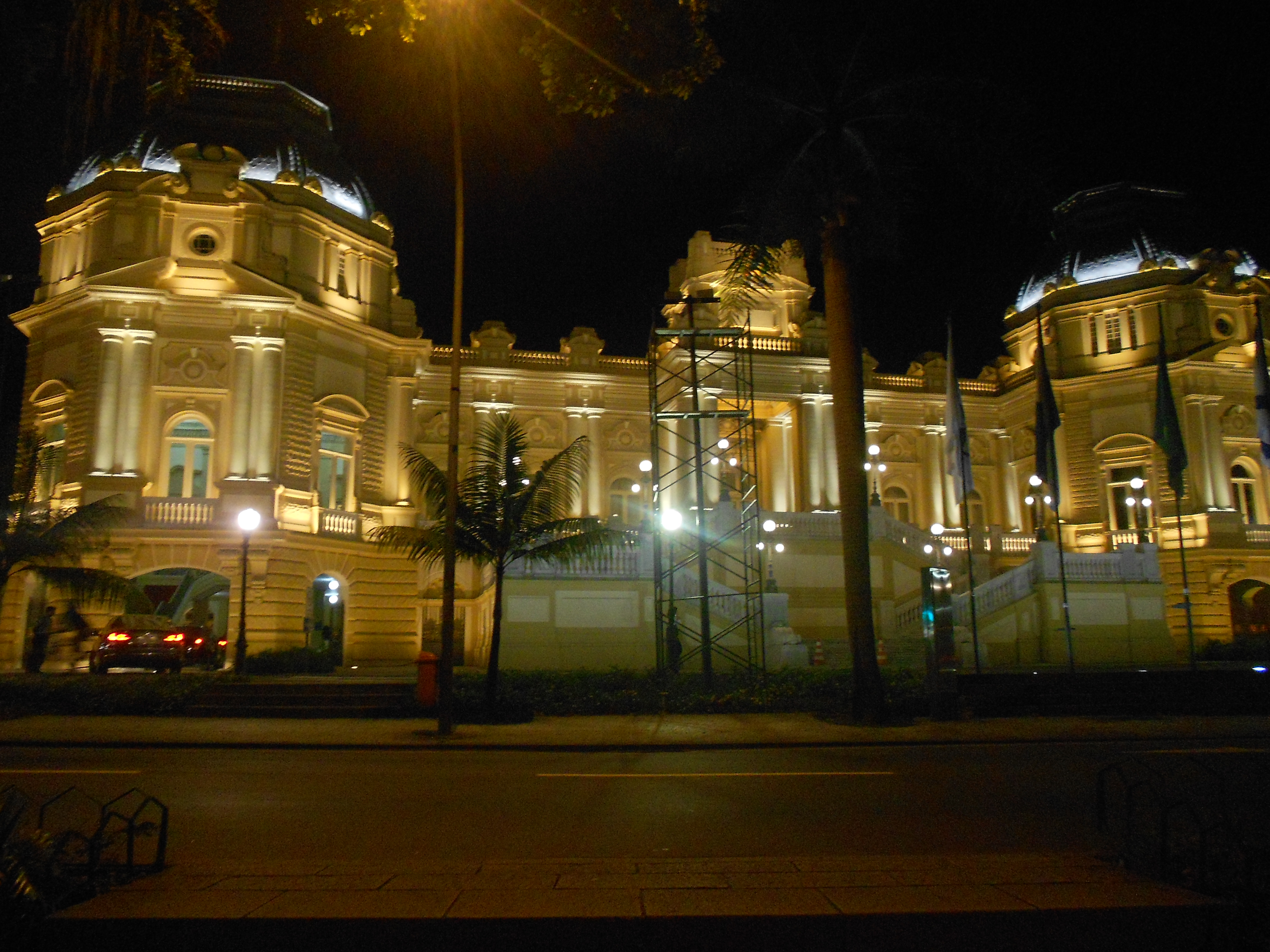
Palácio Guanabara à noite
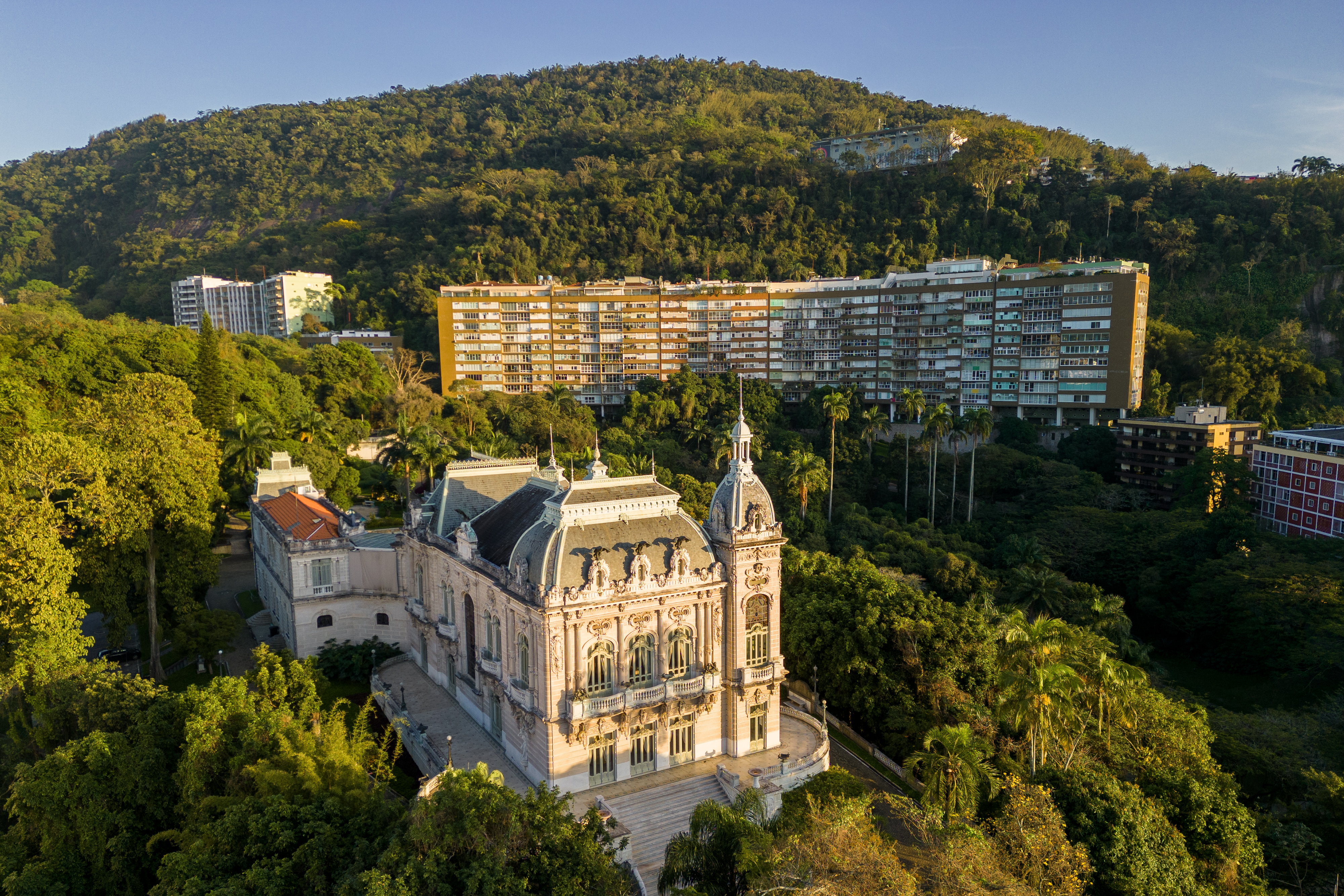
Palácio das Laranjeiras - vista frontal - edifícios do Parque Guinle ao fundo
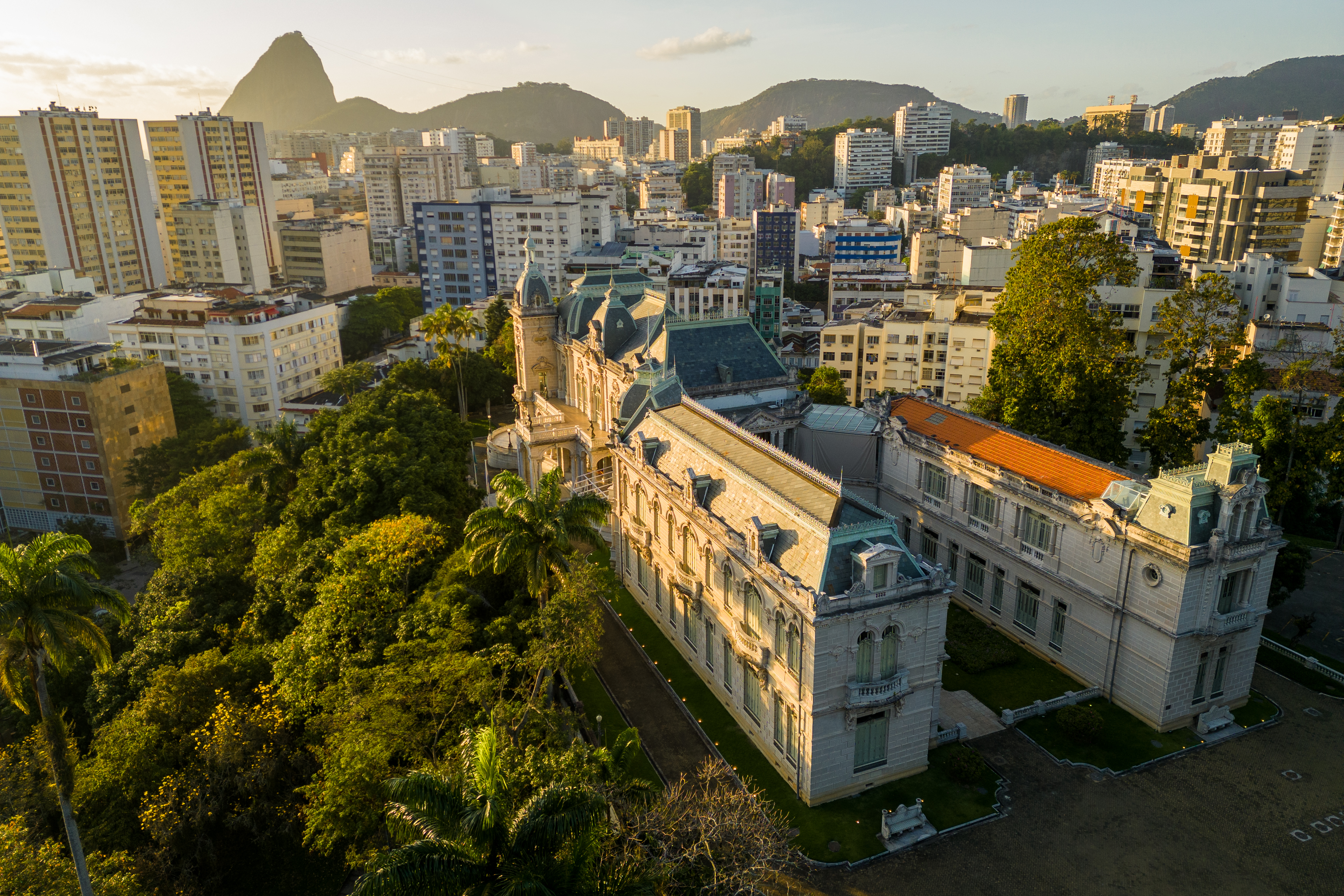
Palácio das Laranjeiras com o Pão de Açúcar ao fundo
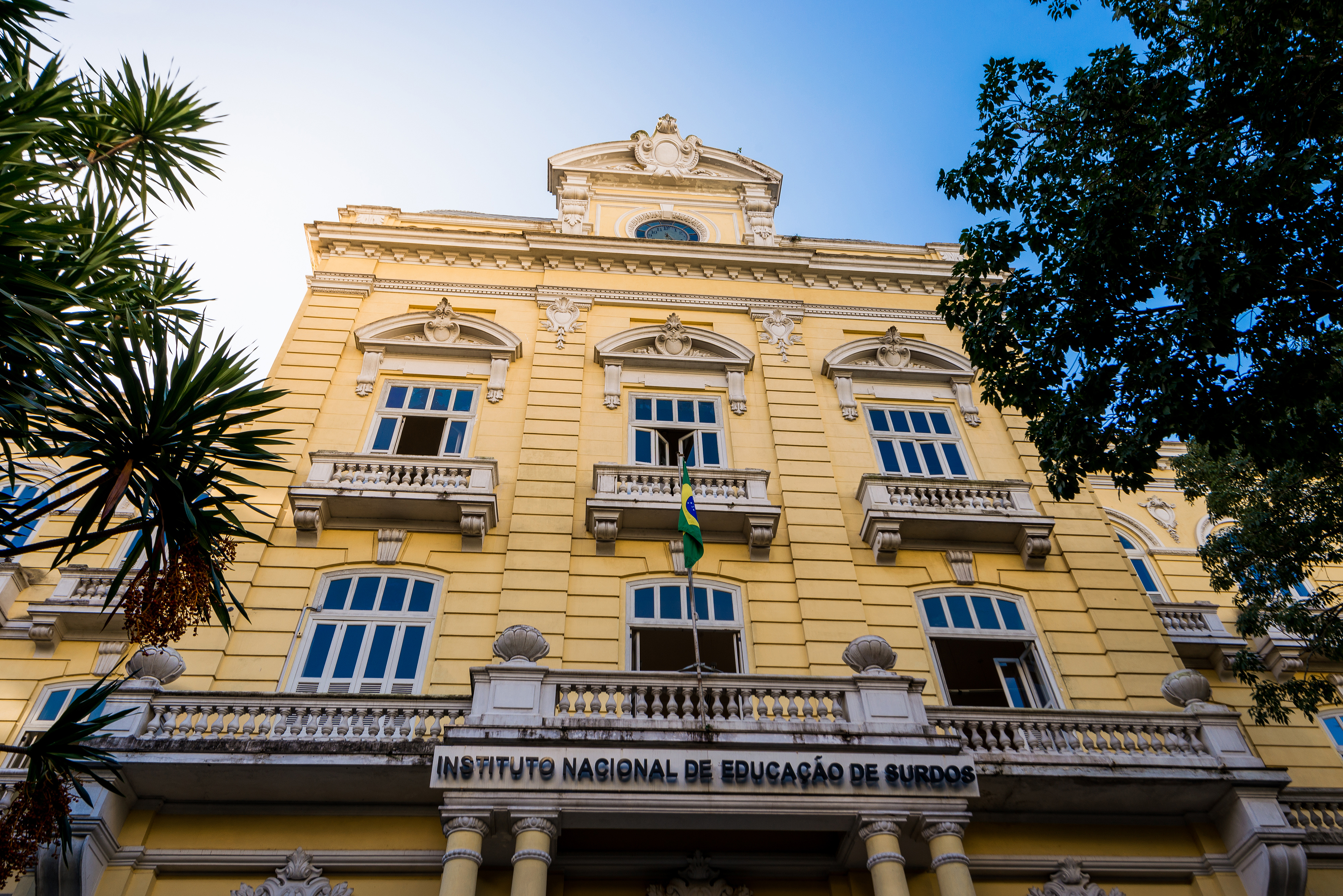
Instituto Nacional de Educação de Surdos - Rio de Janeiro
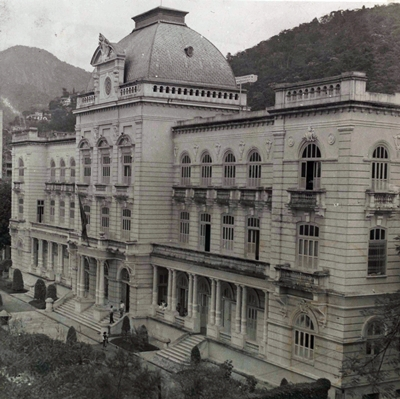
Sede do Instituto Nacional de Educação de Surdos
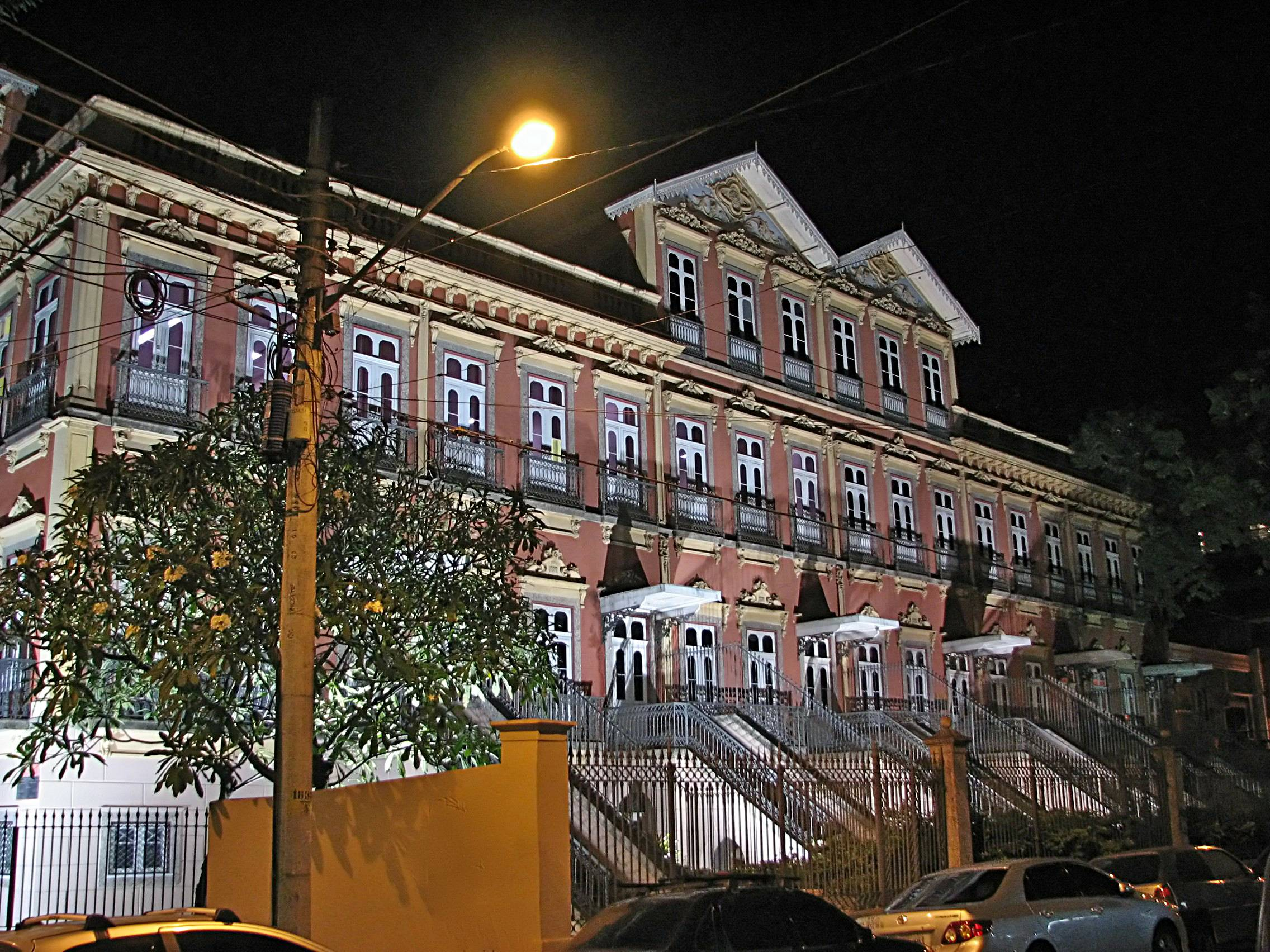
Centro Cultural Casas Casadas
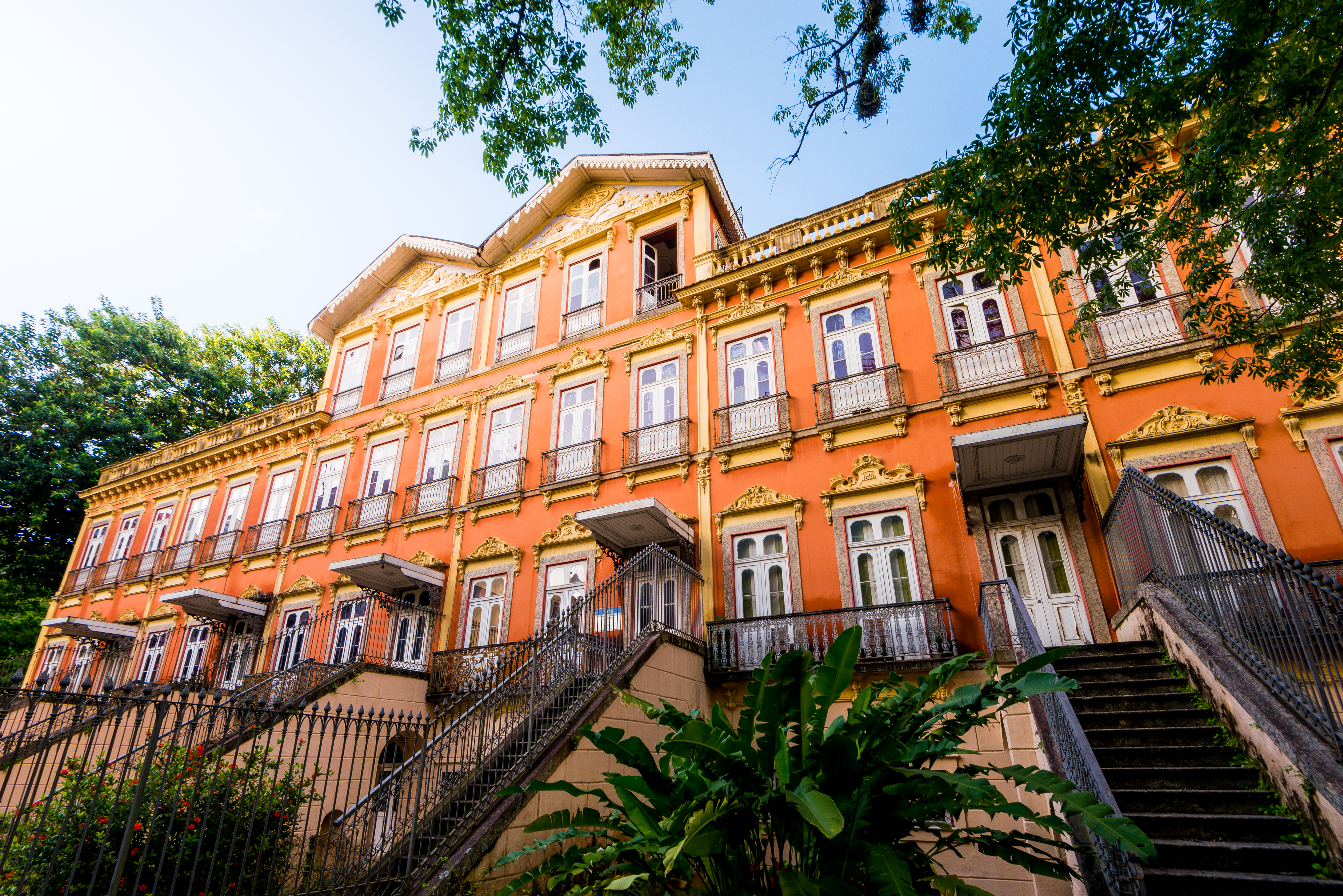
Casas Casadas - Laranjeiras
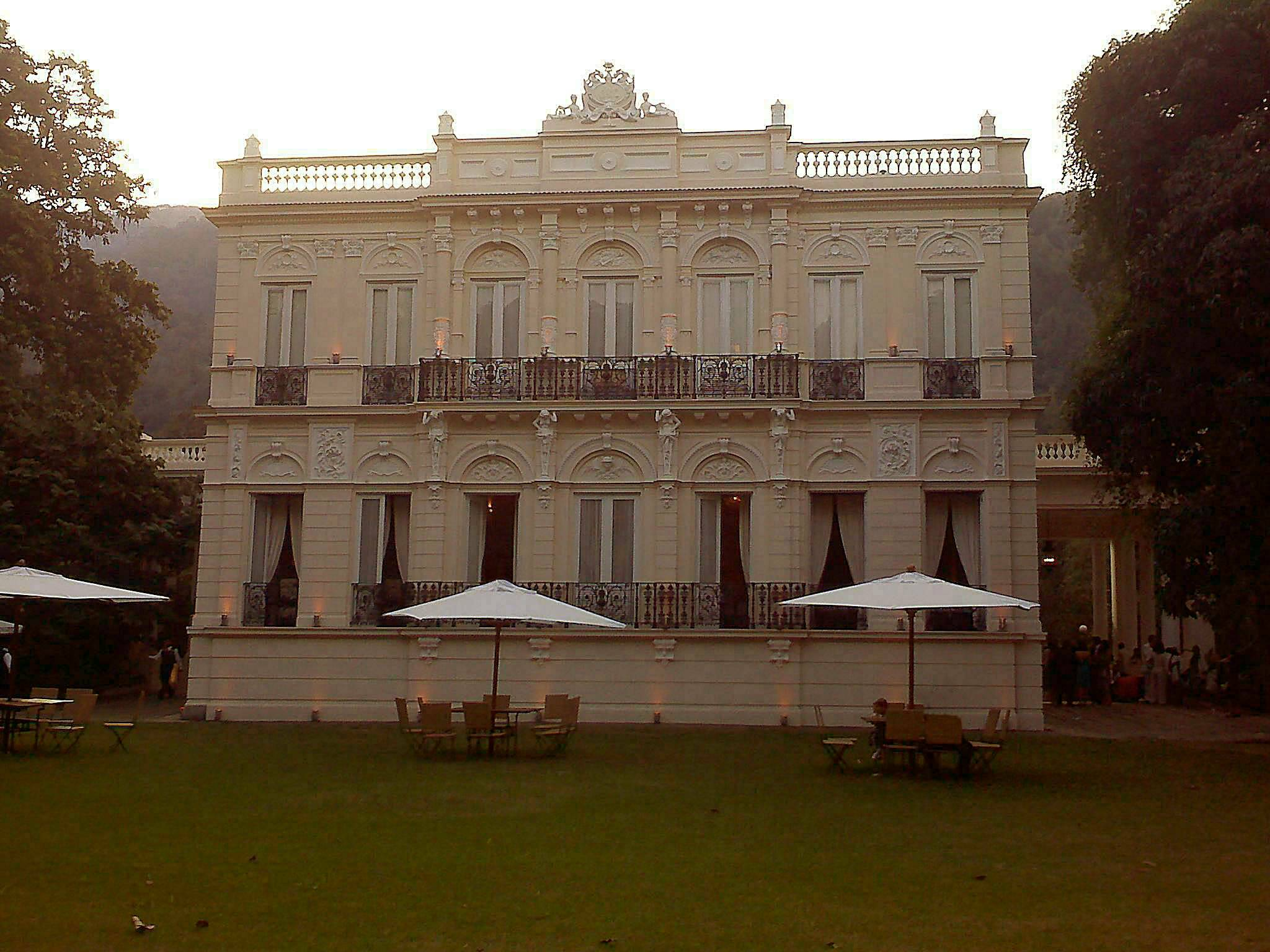
Palacete Modesto Leal
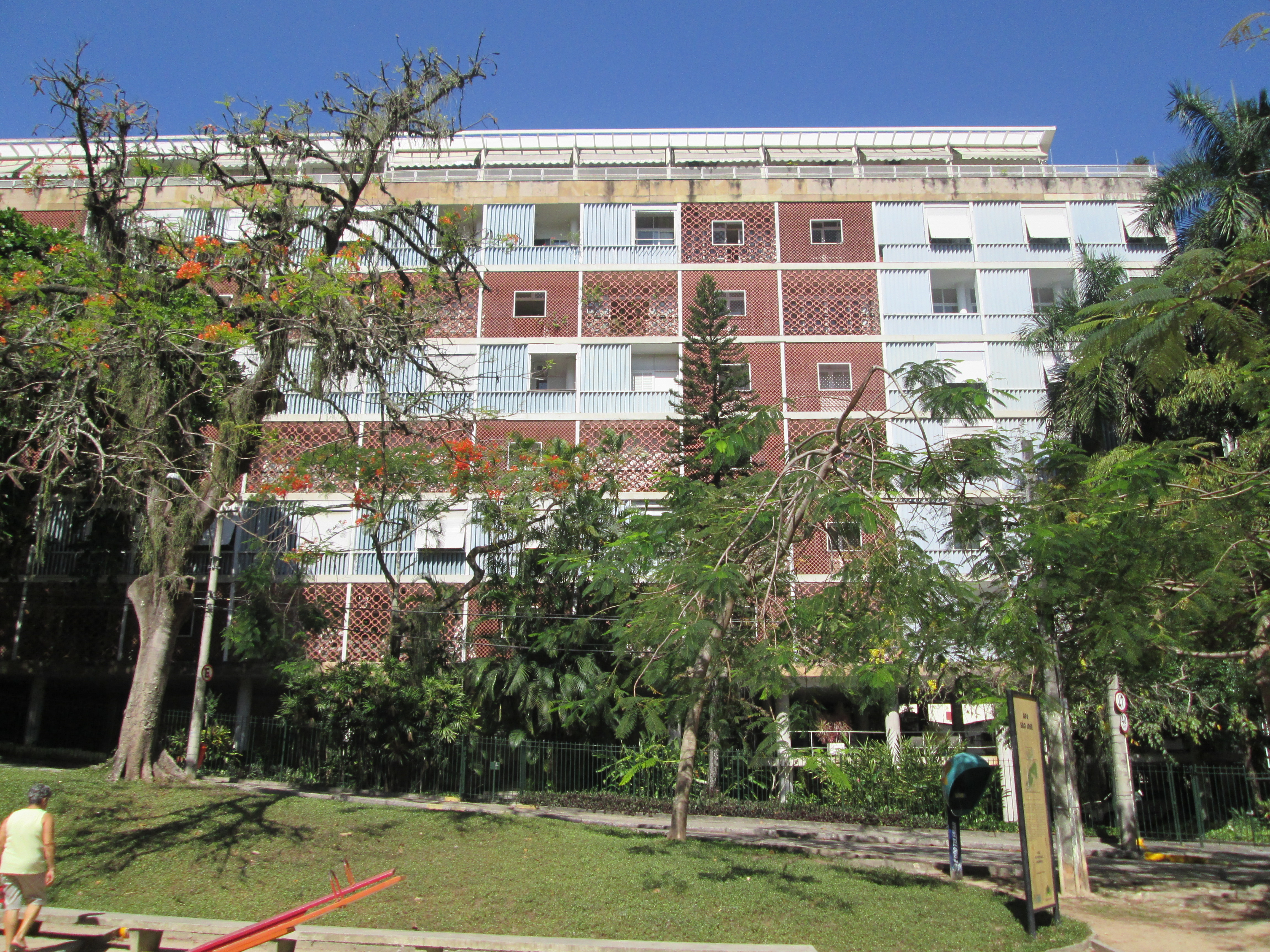
Conjunto Residencial do Parque Guinle, projetado por Lúcio Costa e marco da arquitetura modernista brasileira

Além deles, Laranjeiras abrigou inúmeras embaixadas, no período em que foi capital federal do Brasil. As embaixadas do Japão, da Itália e da Alemanha, por exemplo, estavam localizadas ali.

### Parques e Praças
Laranjeiras é ainda servido de belos parques e boêmias praças, entre os quais se destacam:
- Parque Guinle

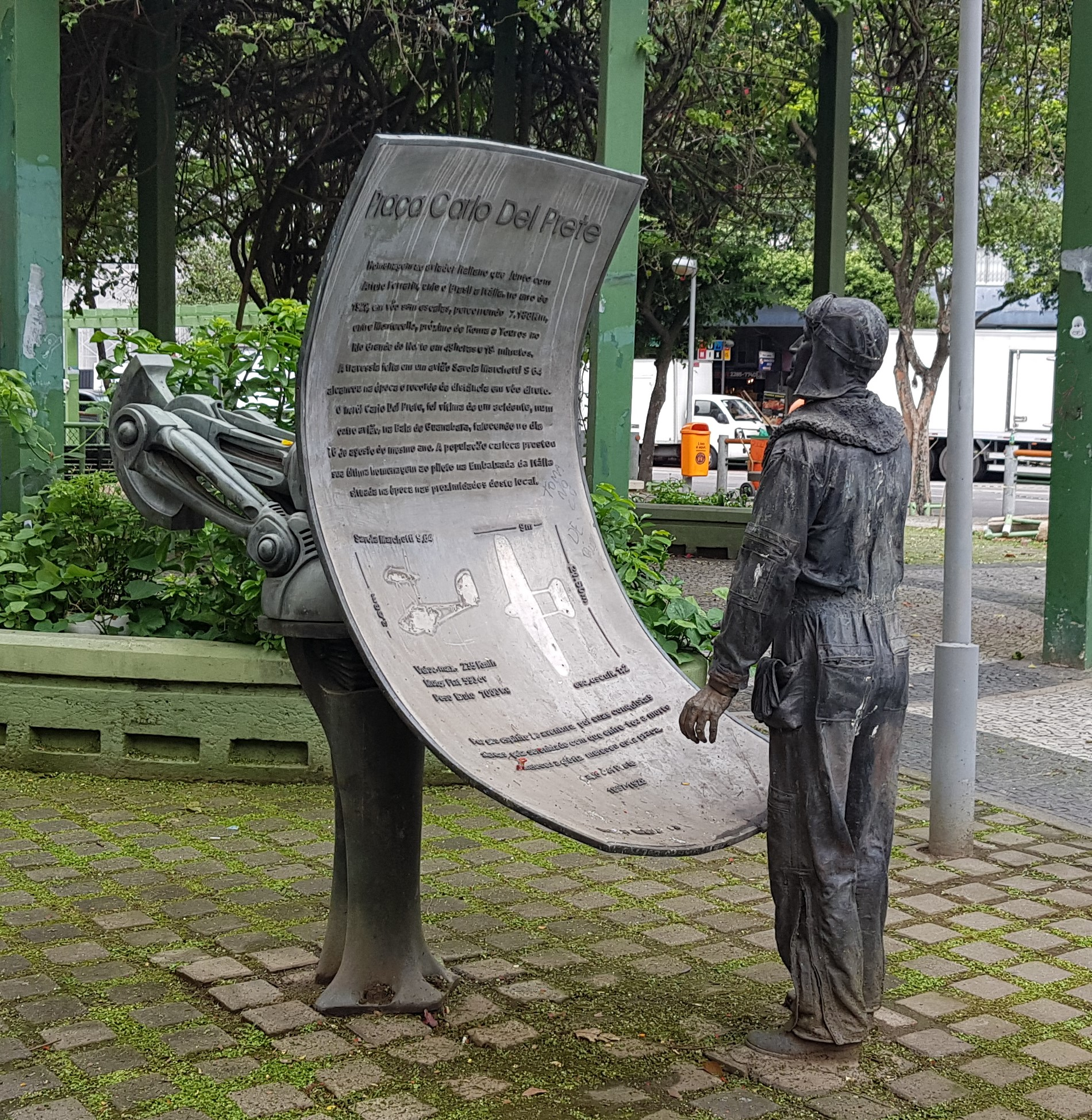
Estátua da praça Carlo Del Prete - Laranjeras

- Praça Carlo Del Prete, também chamada "Praça do Avião"
- Praça São Salvador
- Praça do Choro, na Rua General Glicério
- Praça Múcio Leão

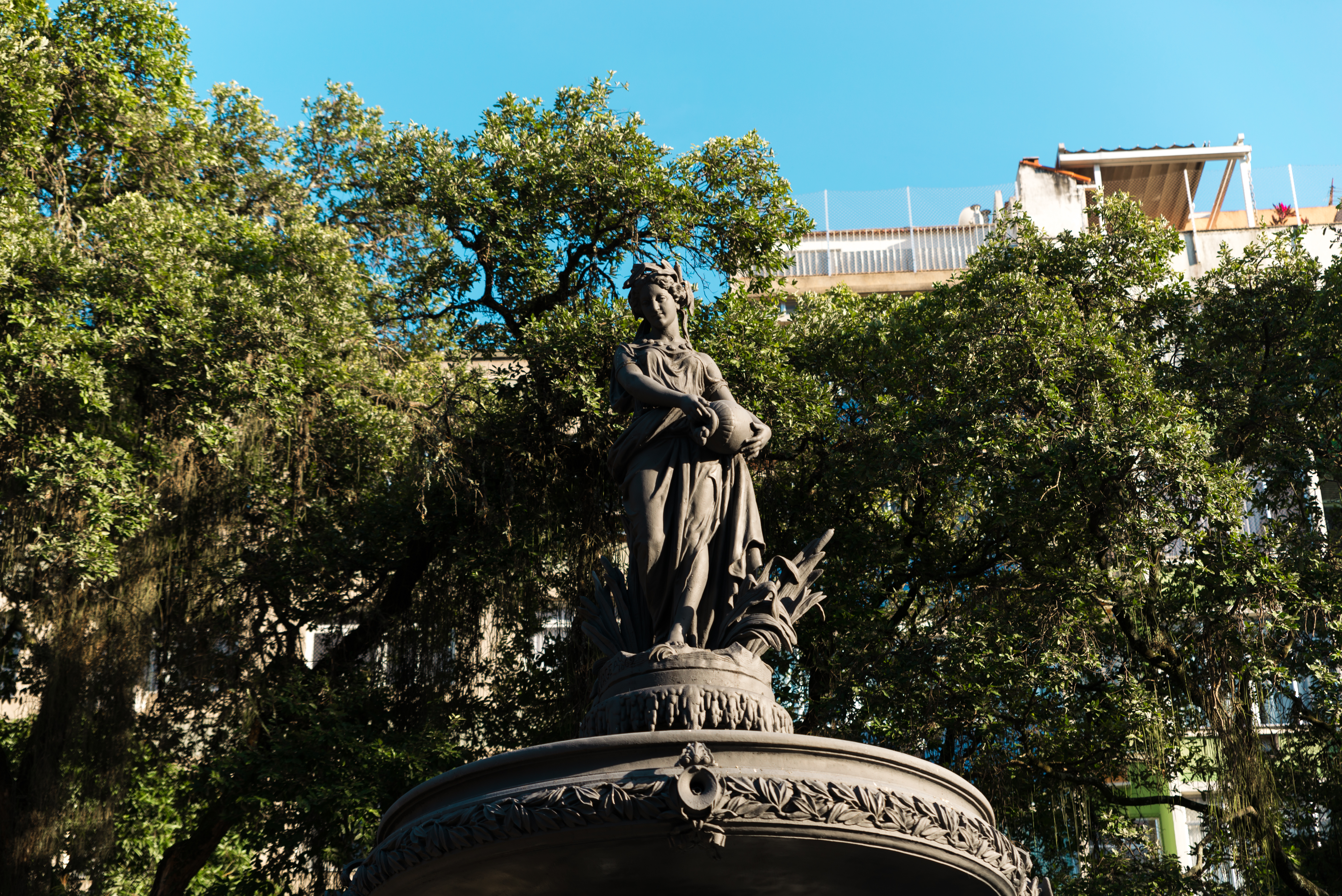
Chafariz da Praça São Salvador
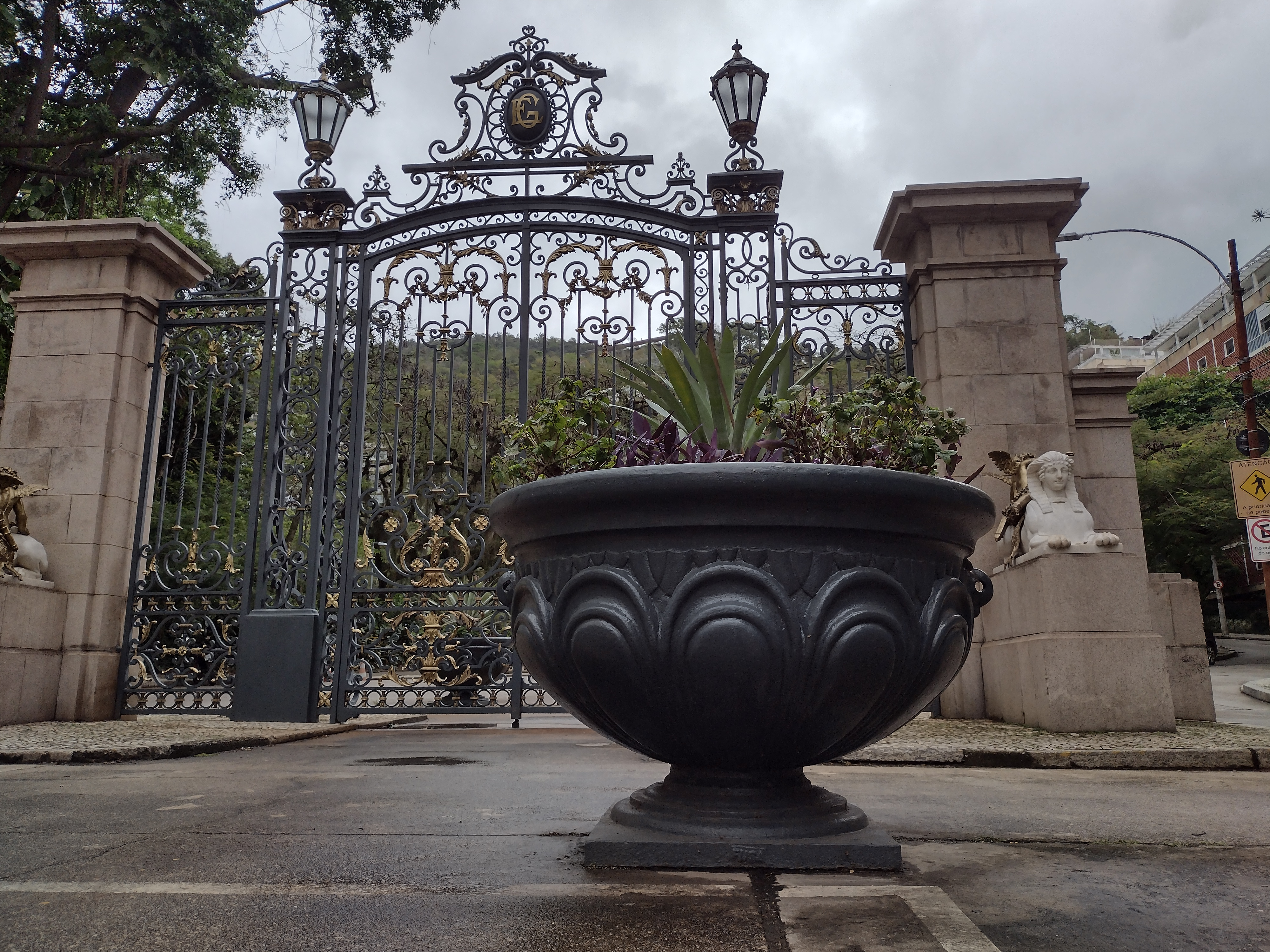
Entrada do Parque Guinle
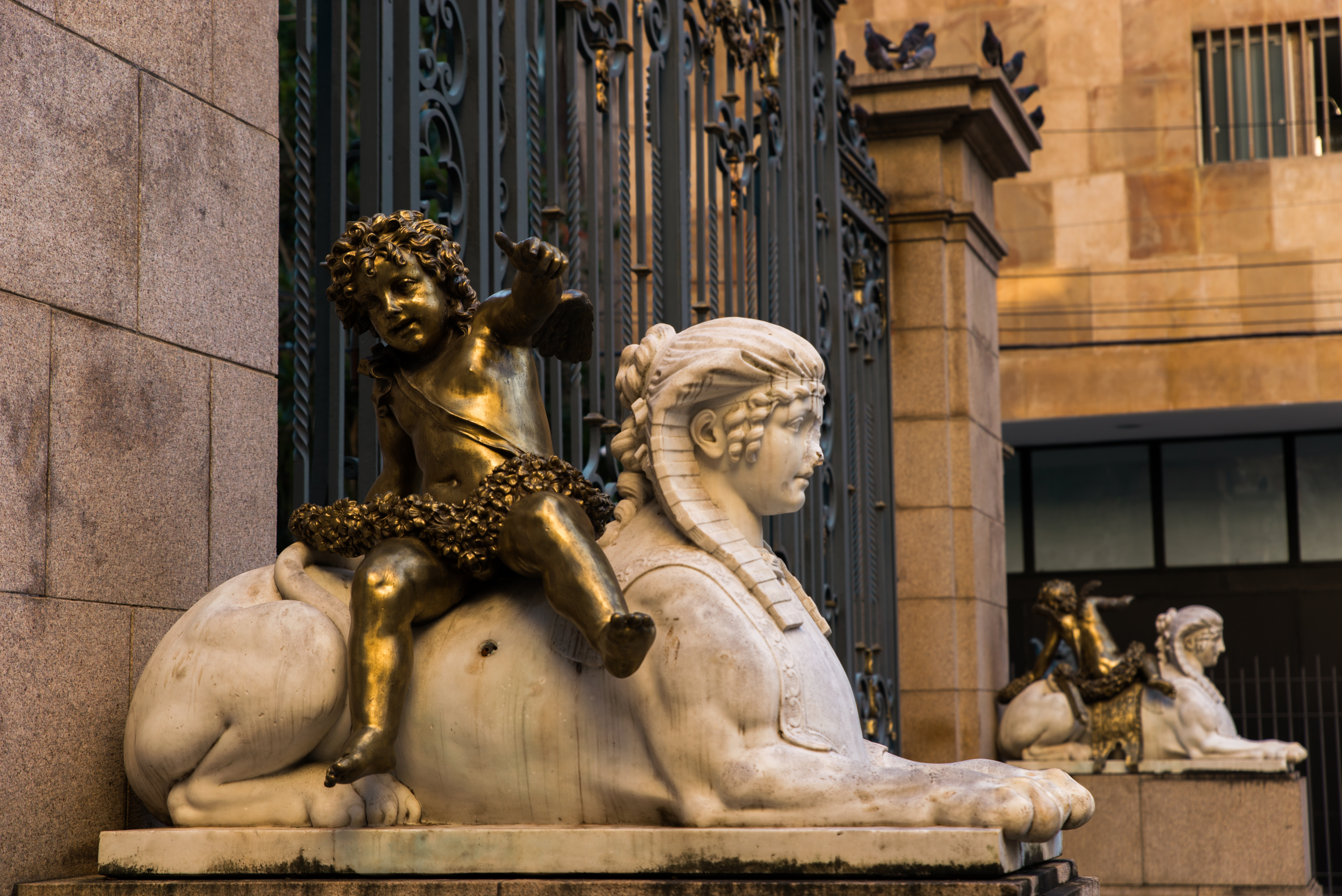
Detalhe do Portal do Parque Guinle
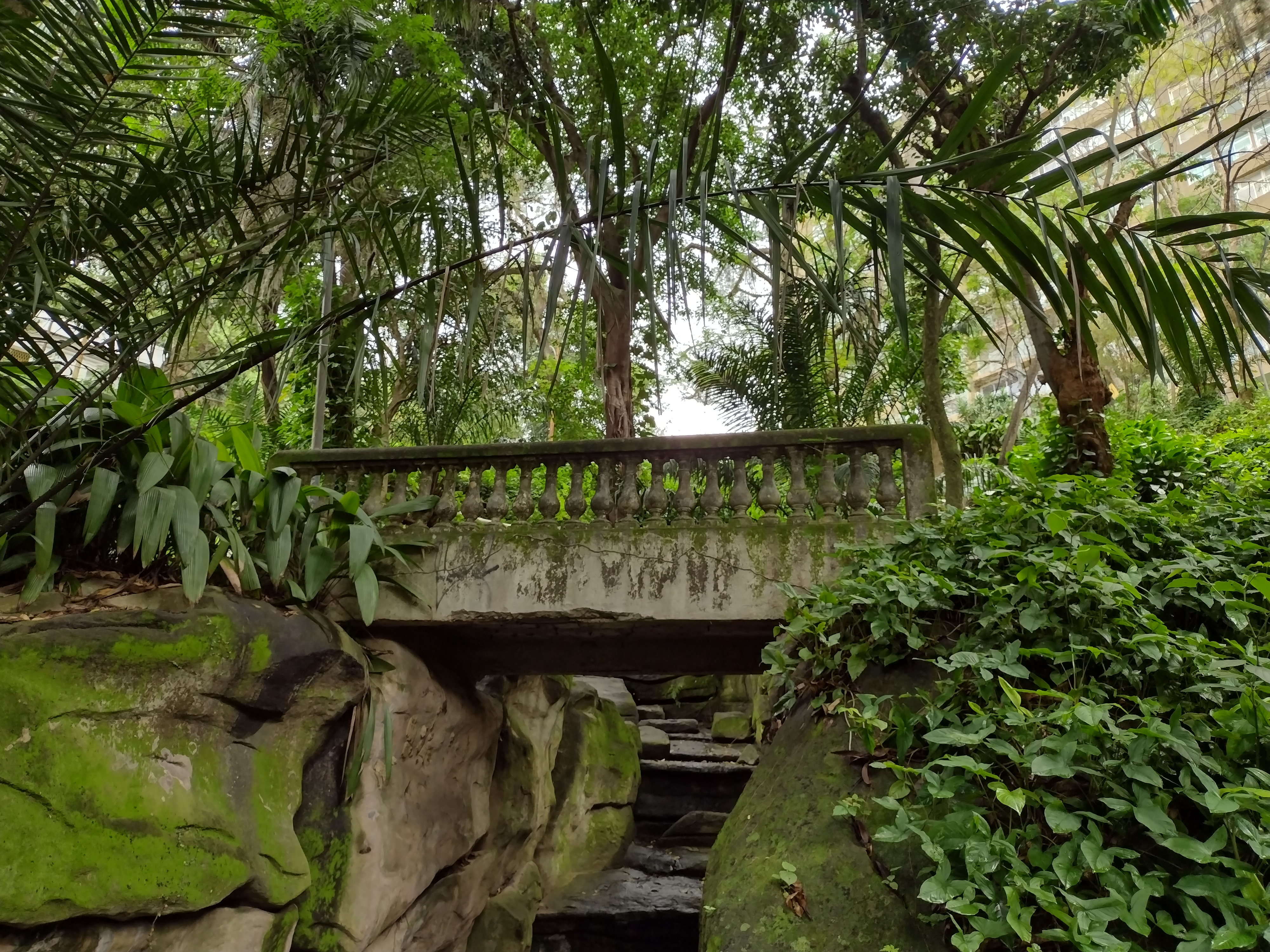
Parque Guinle
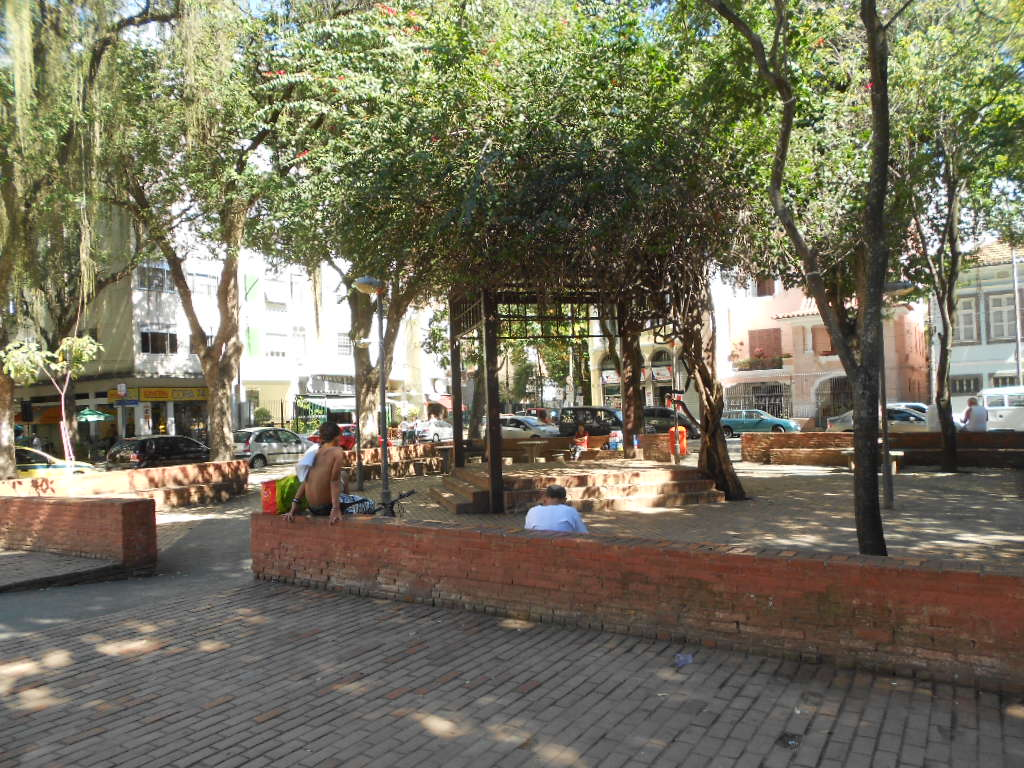
Praça São Salvador
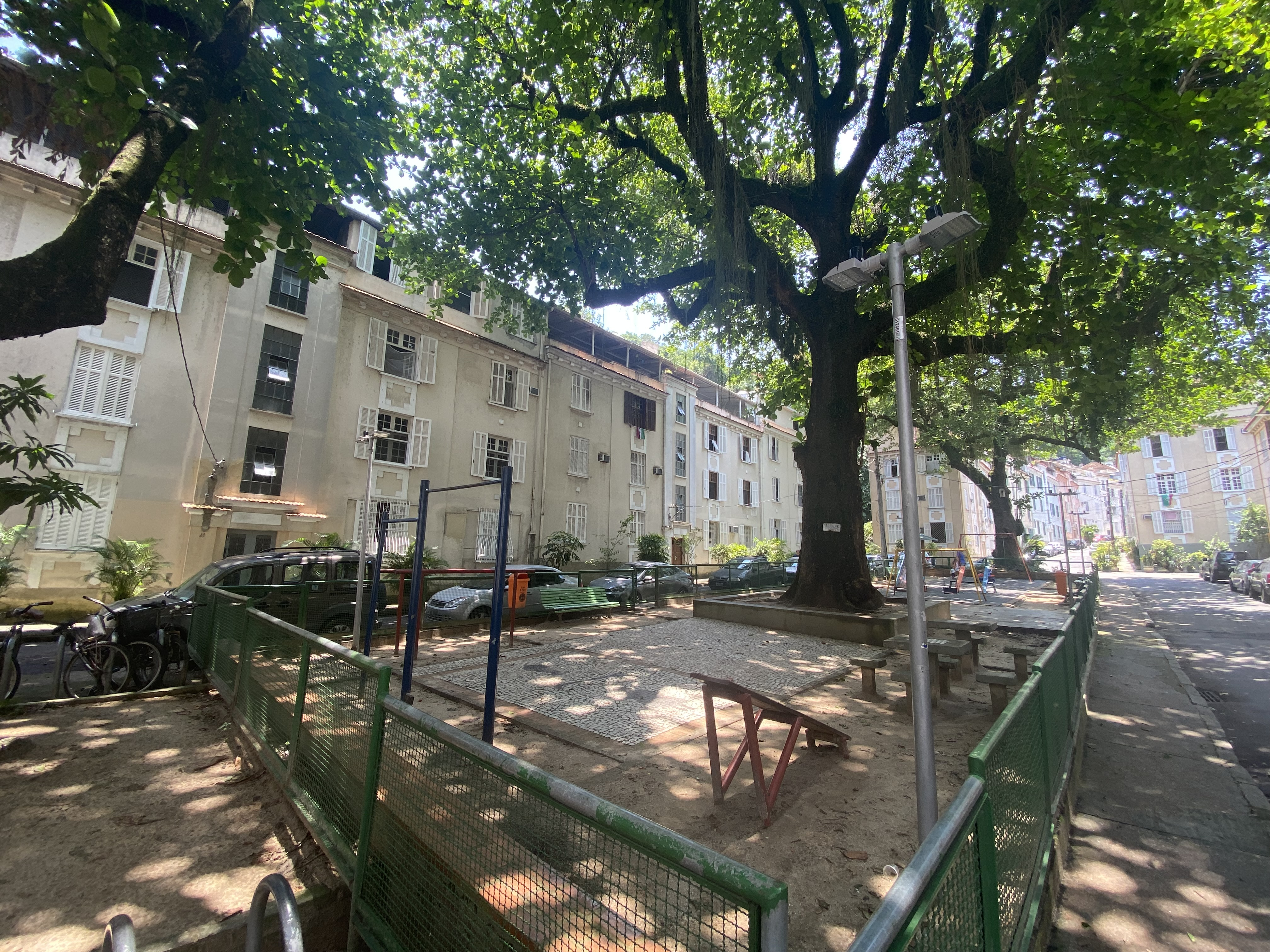
Praça Múcio Leão
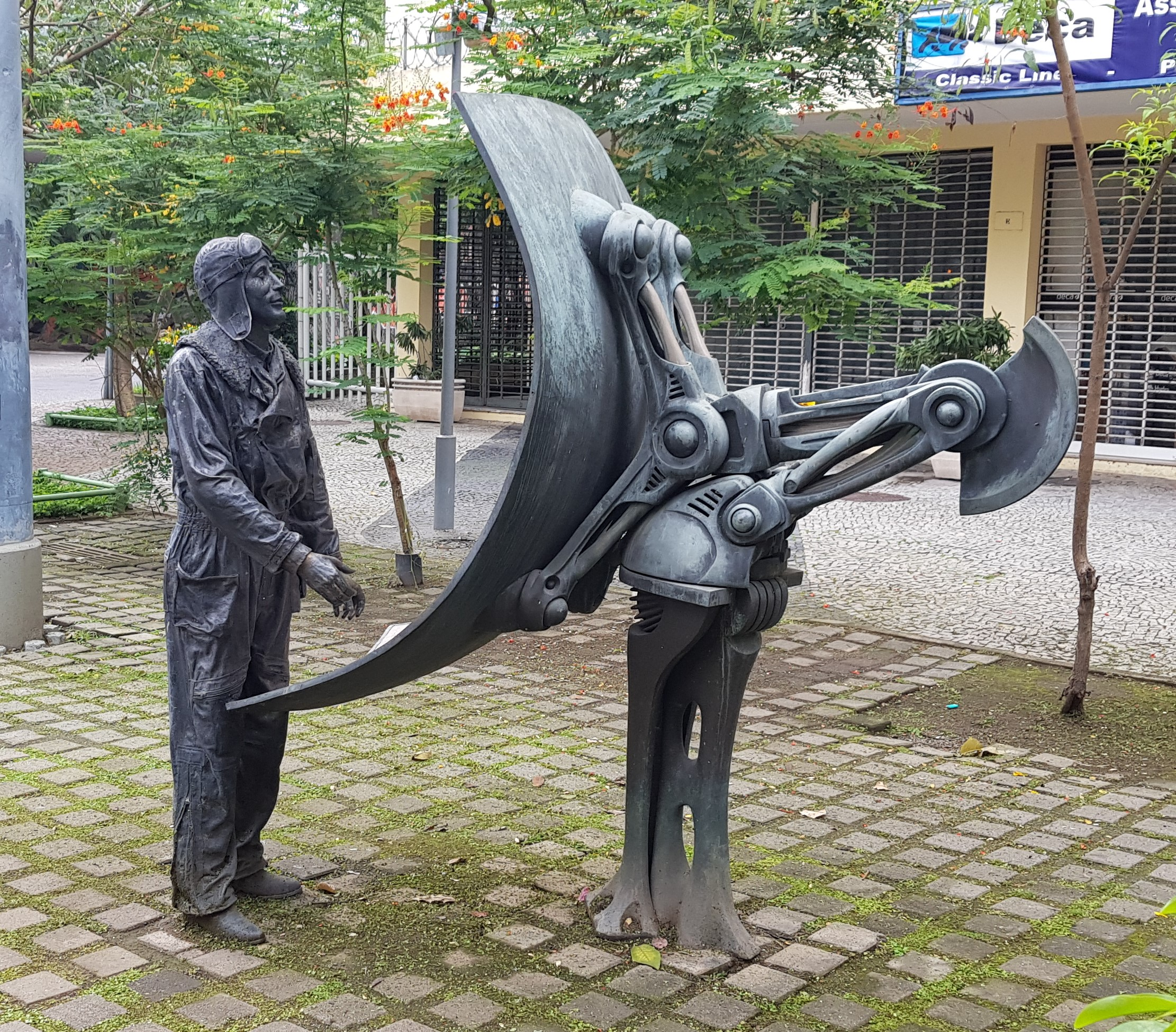
Praça Carlo Del Prete ("praça do Avião")
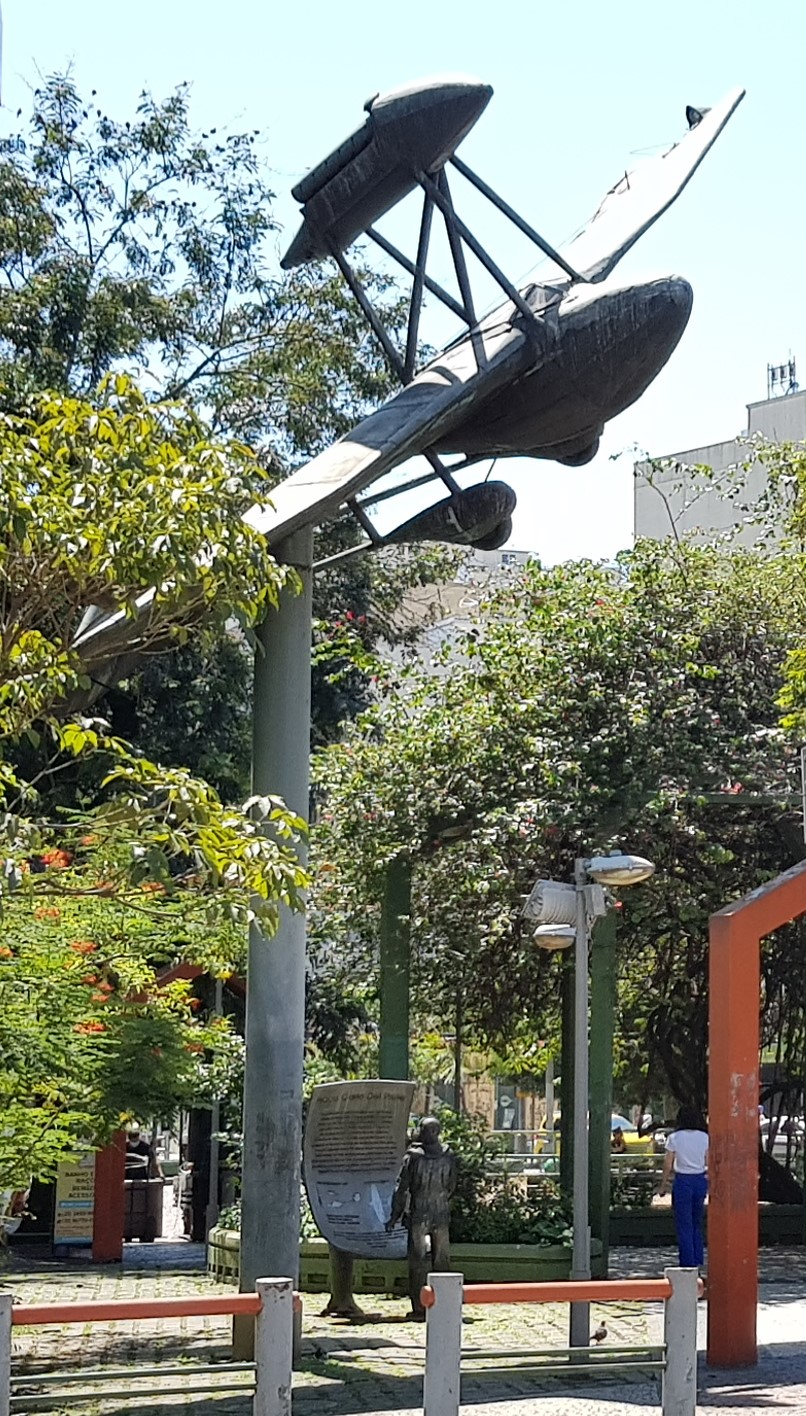
Praça Carlo Del Prete ("praça do Avião")

Outros pontos de interesse no bairro são o Fluminense Football Club, a sede do Batalhão de Operações Especiais da Polícia Militar do Estado do Rio de Janeiro, o BOPE, e a Sede Administrativa na cidade da Força Nacional de Segurança.

### Principais Vias
"Há muitos artistas e pessoas de nível superior que se encontram no espaço público, sobretudo na engarrafada Rua das Laranjeiras e no comércio efervescente do Largo do Machado."

Patrícia Monteiro, JB, 04/11/2018
Laranjeiras, com as transformações urbanas  levadas a cabo no séc. XX, tornou-se um importante ponto de ligação entre as zonas Sul e Norte do Rio de Janeiro. De todo modo, o bairro manteve uma forte identidade cultural, representada pelas suas ruas internas. Ocupando, como visto, o vale do rio Carioca, o bairro se desenvolve ao redor da Rua das Laranjeiras, que segue em grande parte o trajeto do rio e corta o bairro de ponta a ponta. 
Além dela, as principais ruas e praças do bairro são:
- Rua Alice
- Rua Almirante Benjamin Sodré
- Rua Álvaro Chaves
- Rua Cardoso Júnior
- Rua Conde de Baependi
- Rua General Glicério
- Rua General Mariante
- Rua Ipiranga
- Rua Moura Brasil
- Rua Paissandu
- Rua Paulo Cezar de Andrade
- Rua Pereira da Silva
- Rua Pinheiro Machado
- Rua Pires de Almeida
- Rua Soares Cabral

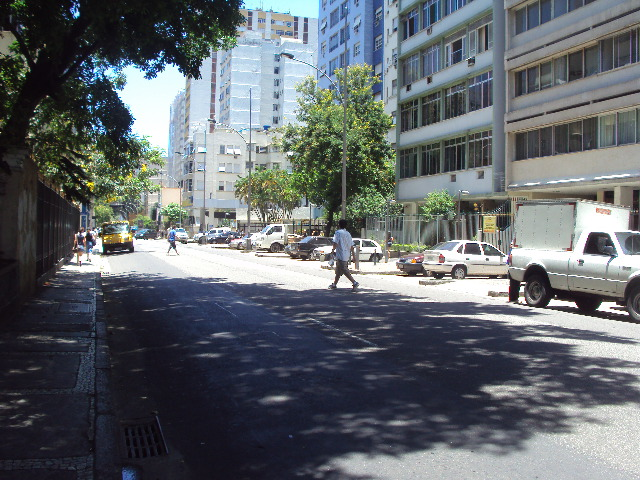
Rua das Laranjeiras, centro nervoso do bairro
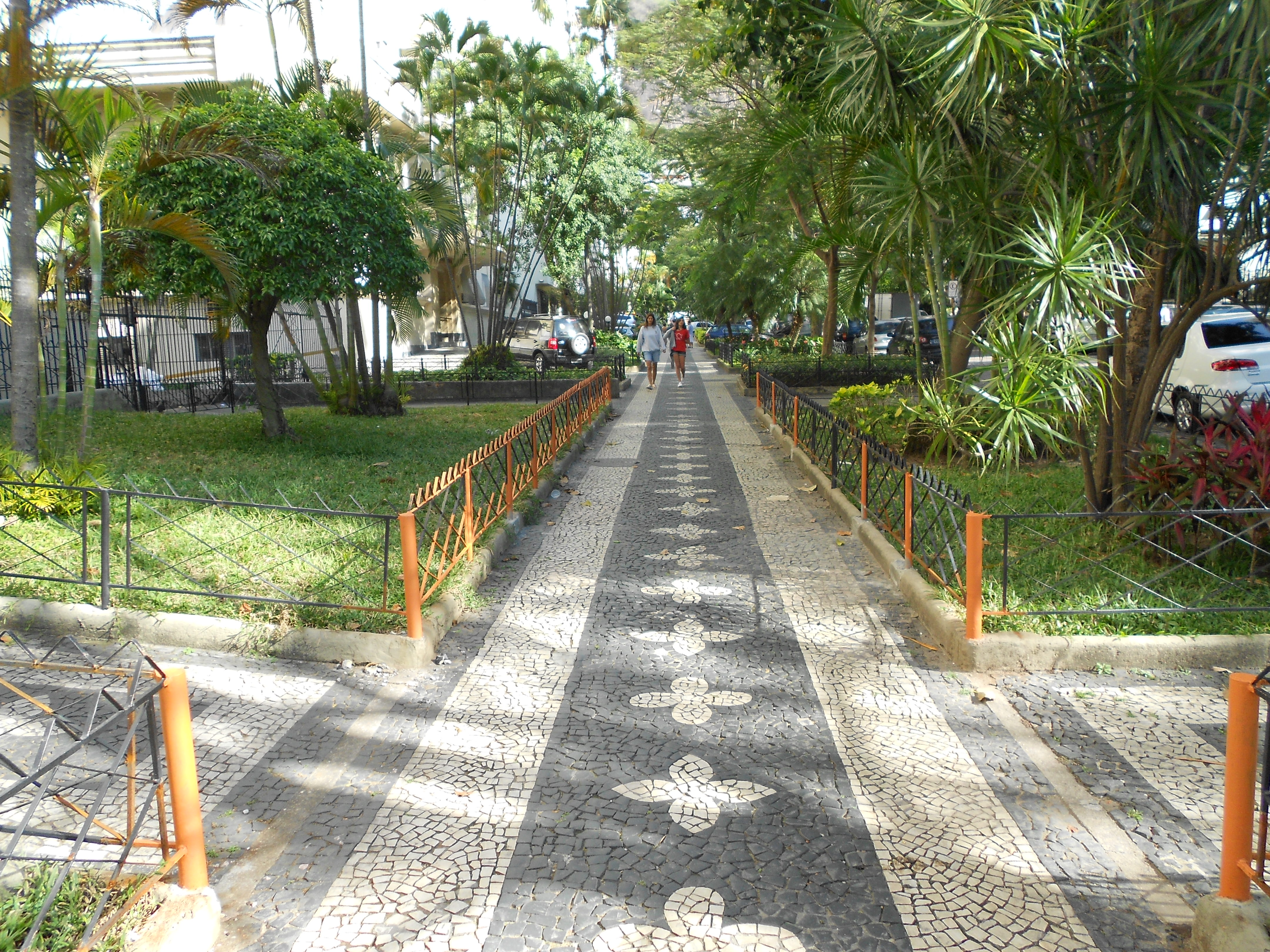
Calçada da rua General Glicério
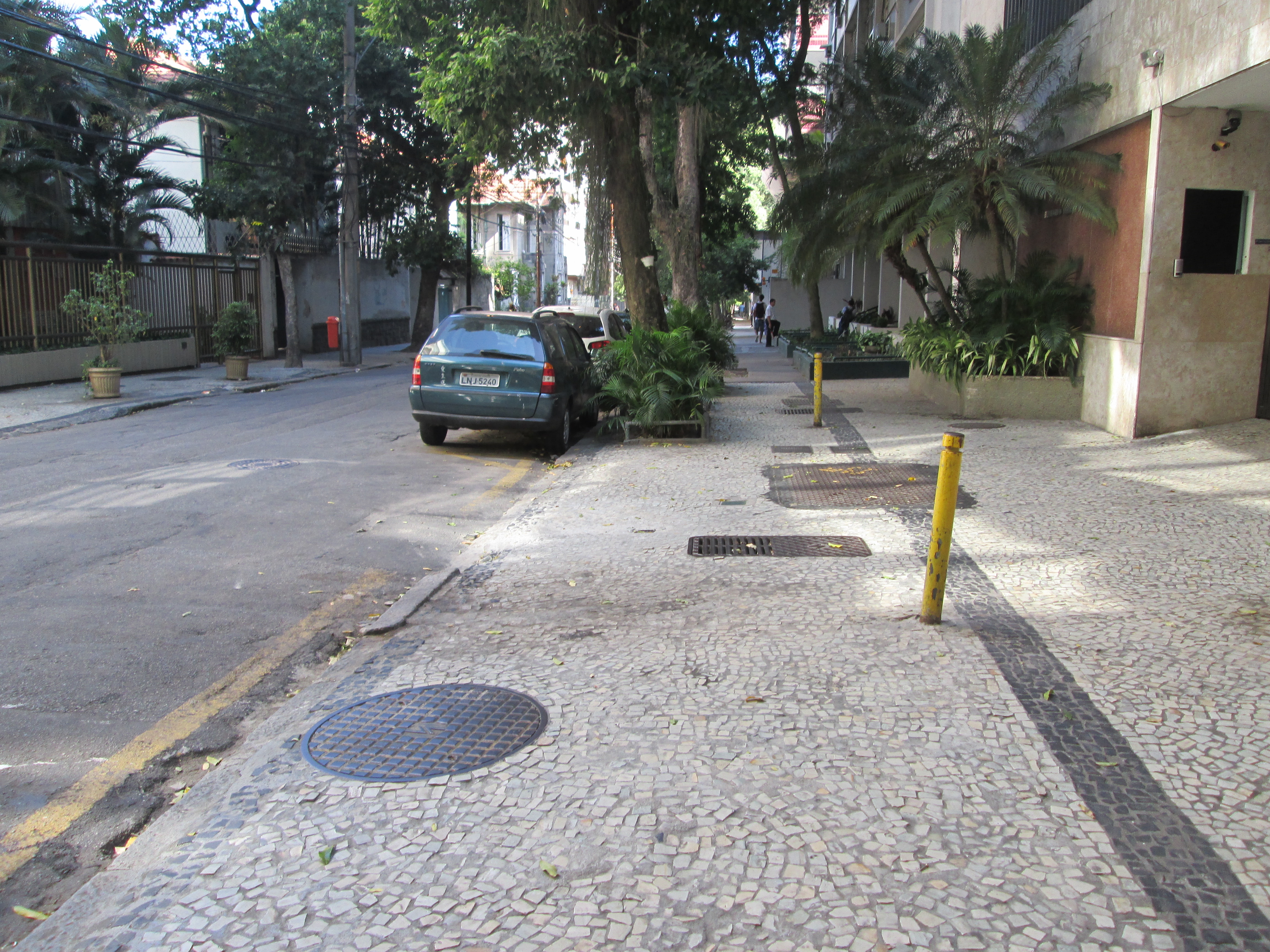
Rua Pereira da Silva
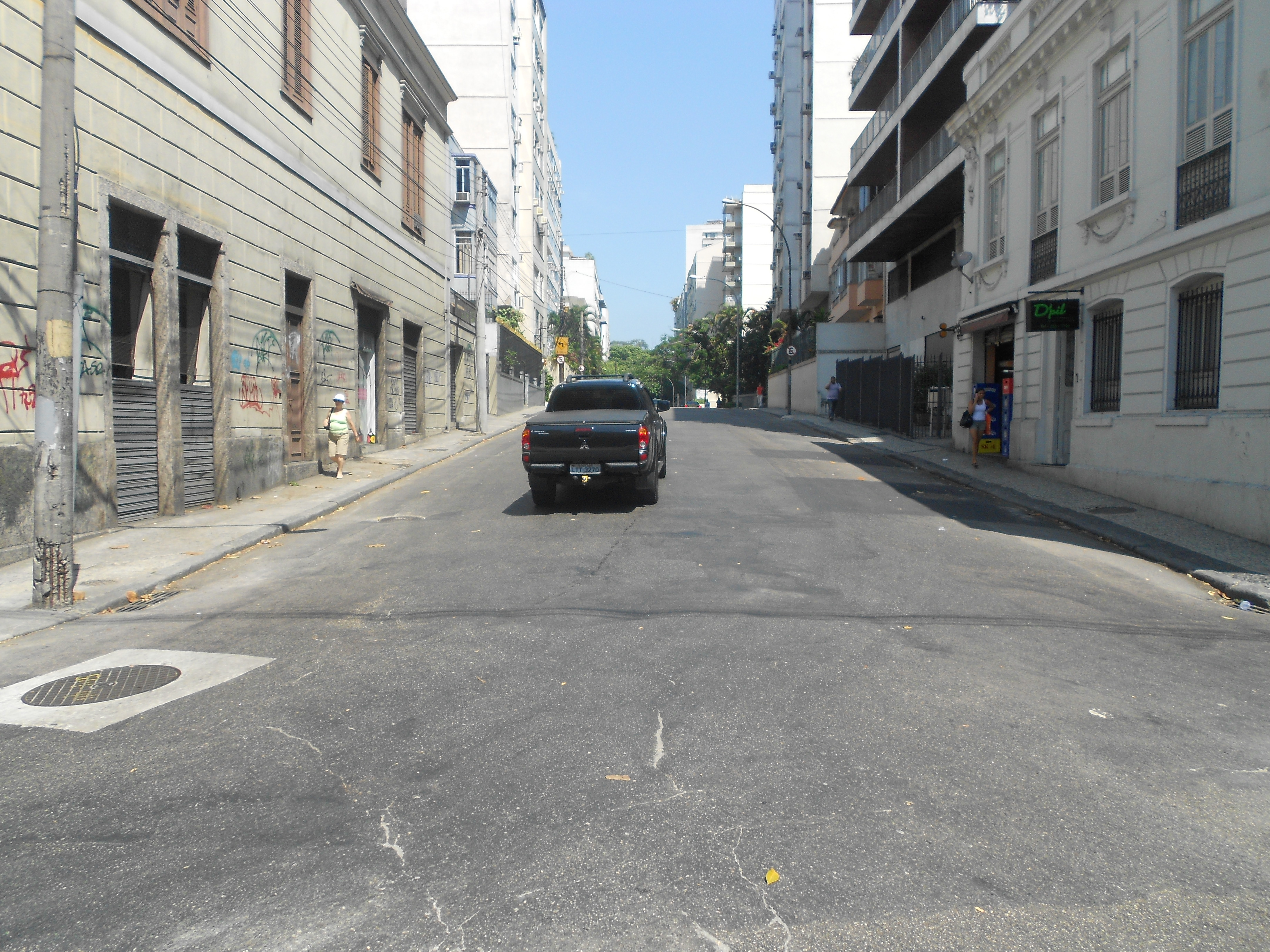
Rua Soares Cabral
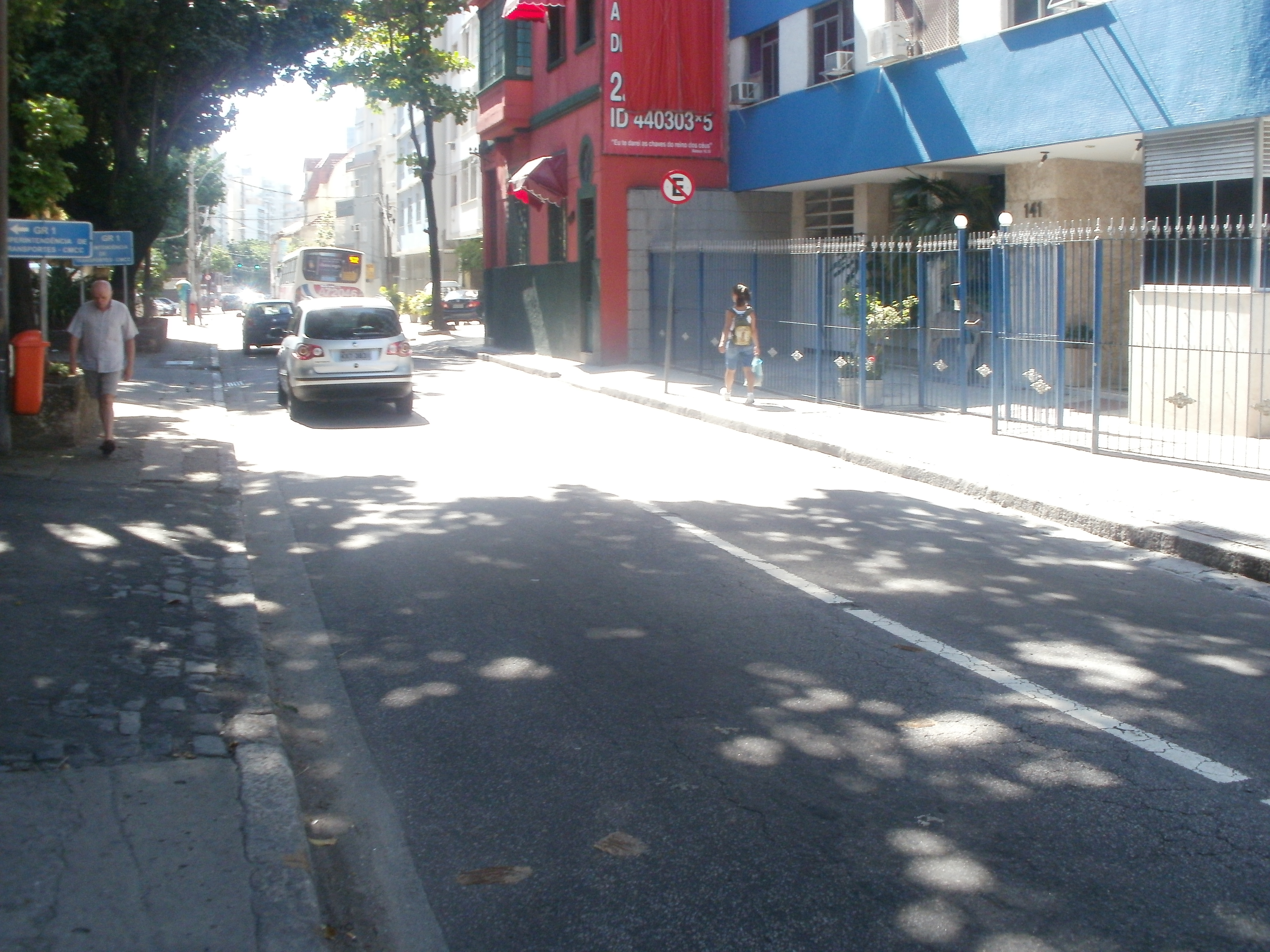
Rua Conde de Baependi
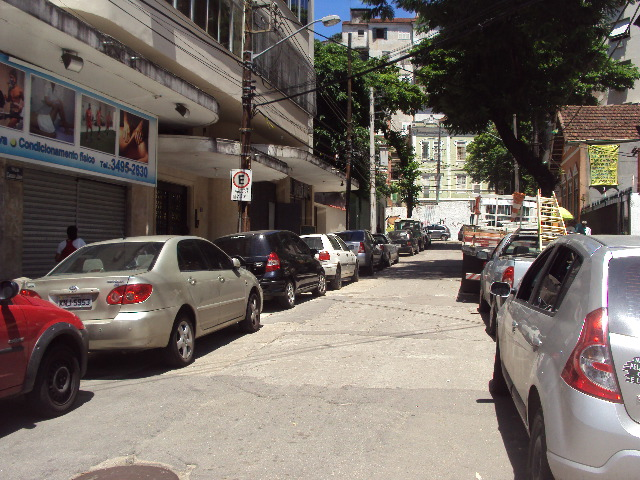
Rua Cardoso Júnior
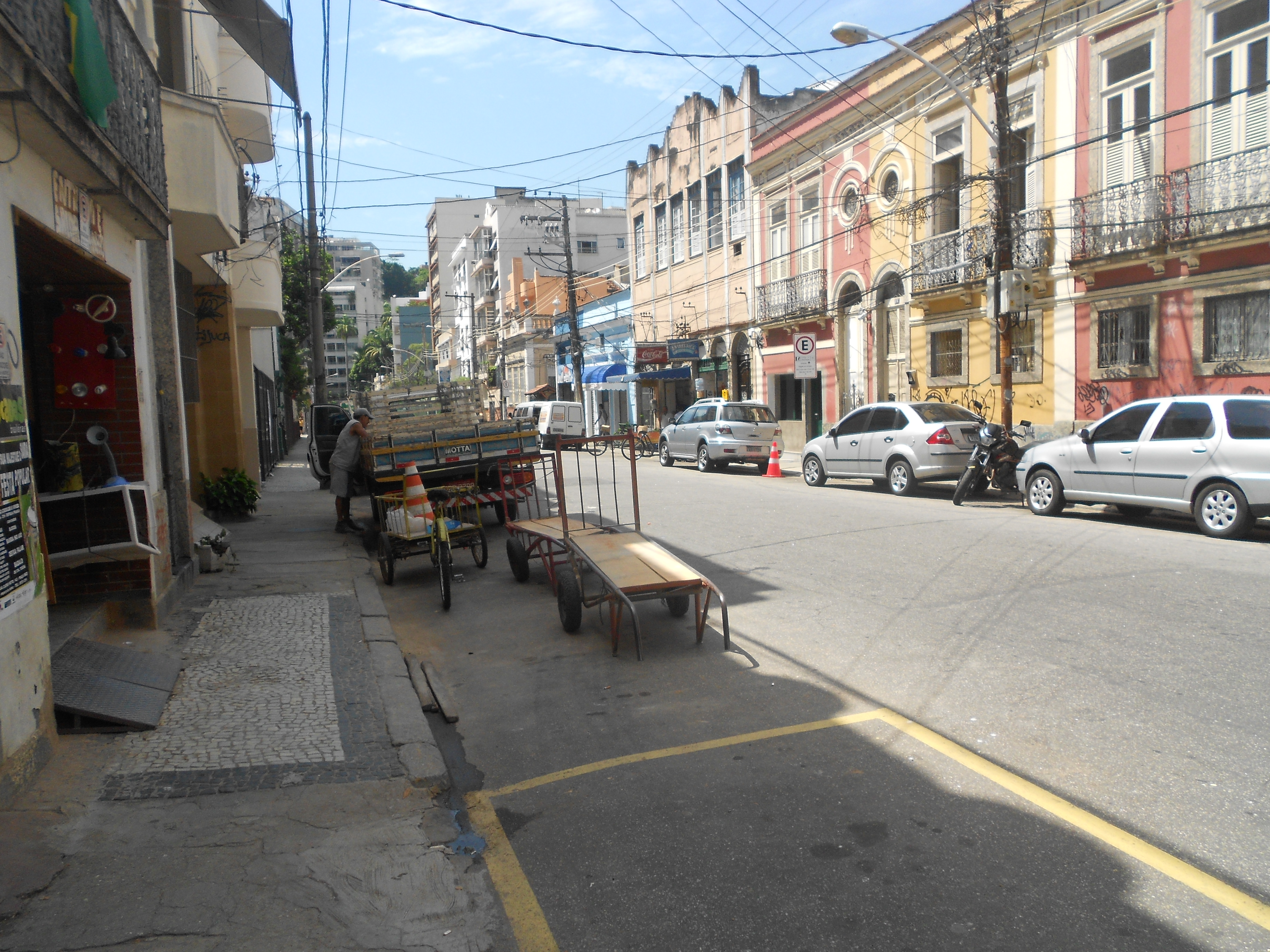
Rua Ipiranga
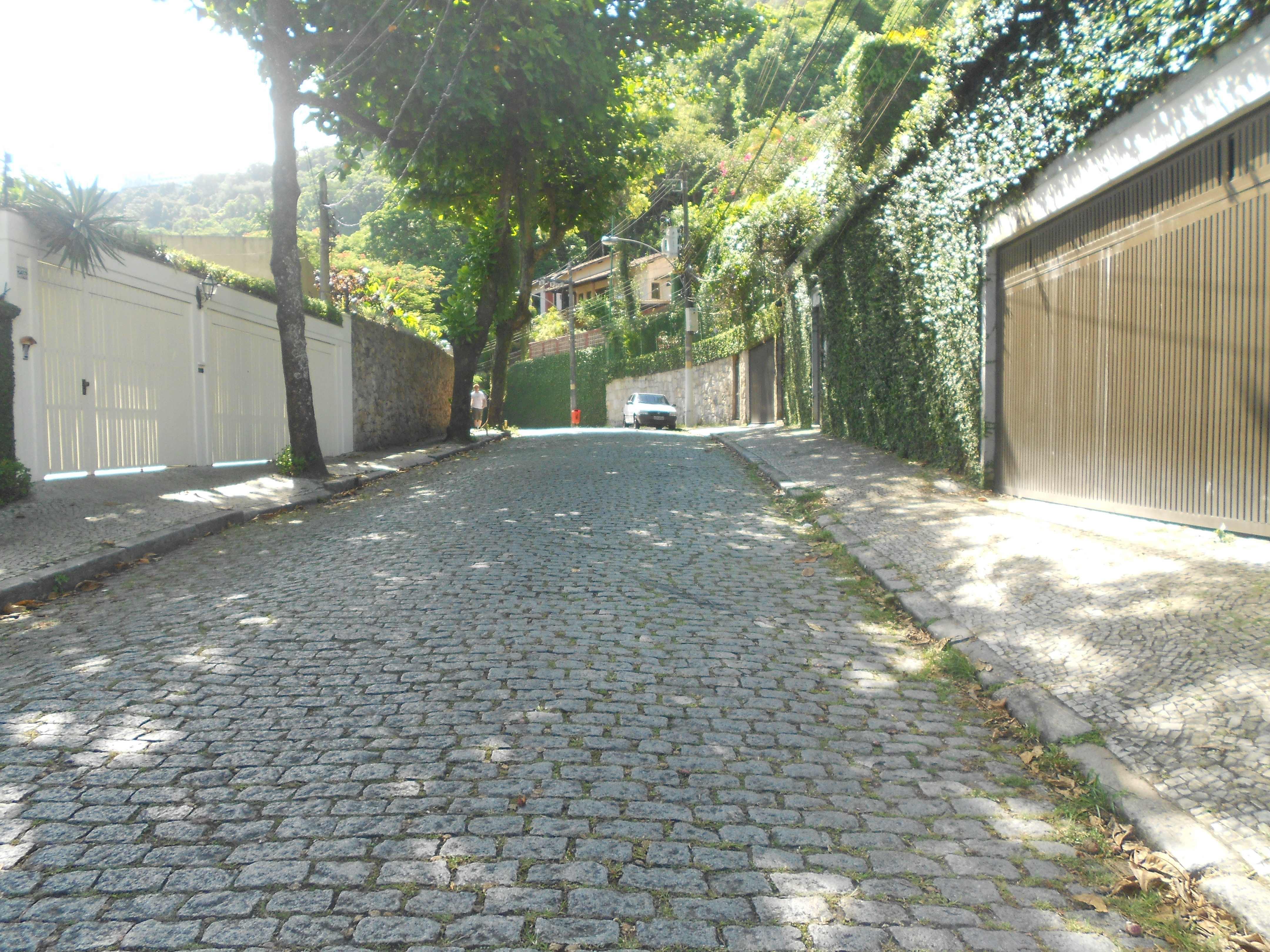
Rua General Mariante
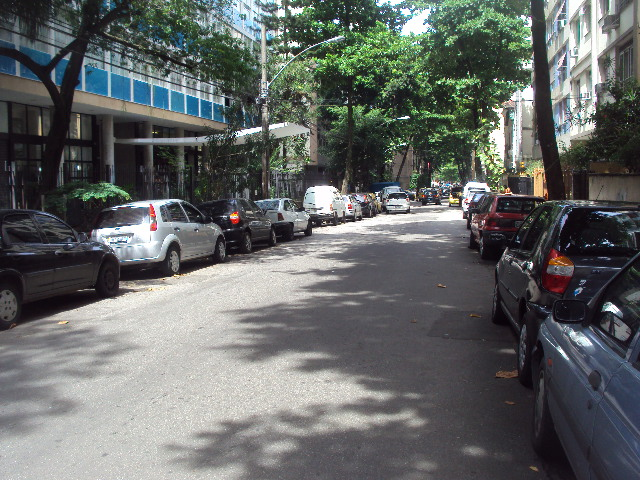
Rua Gago Coutinho
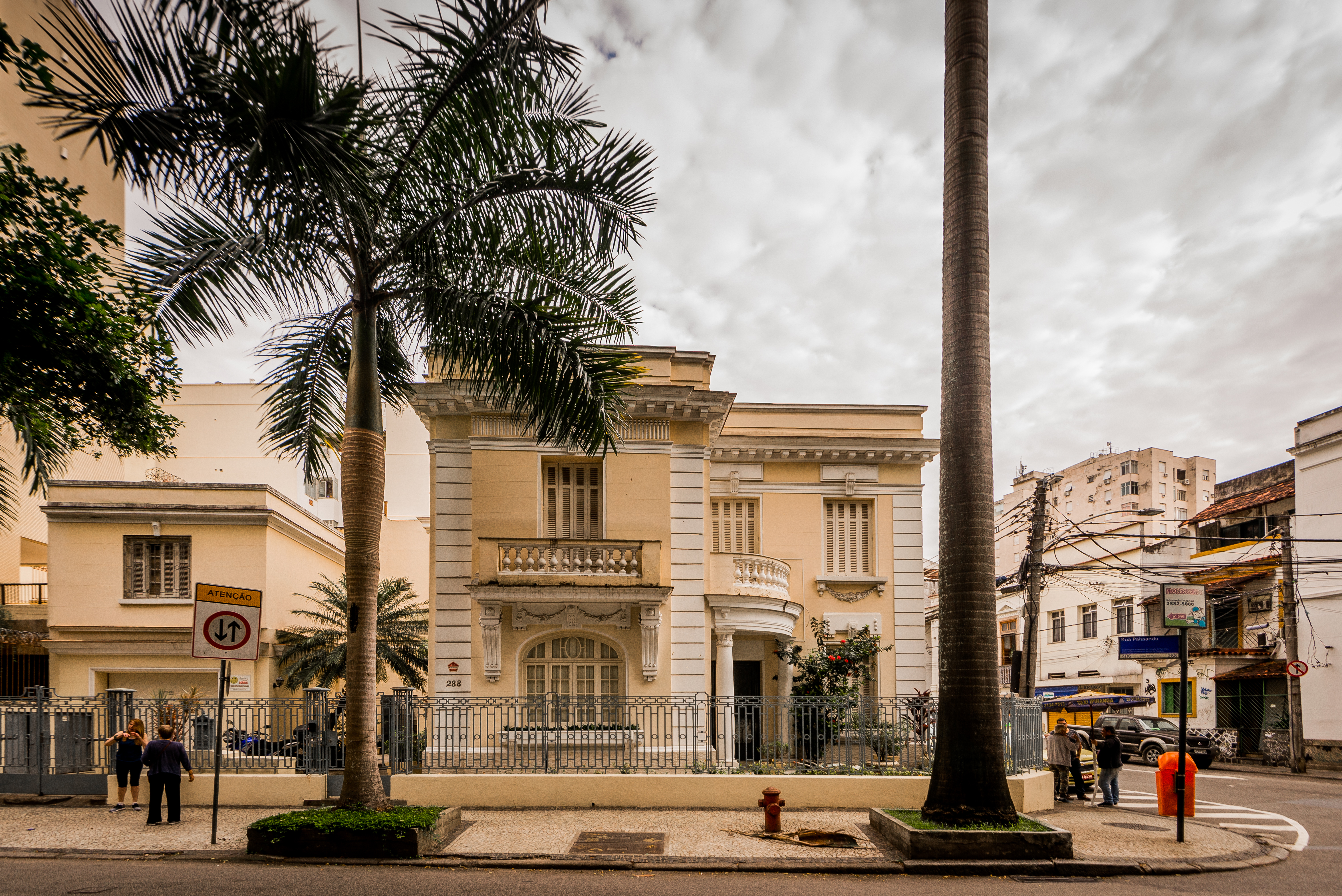
Rua Paissandu
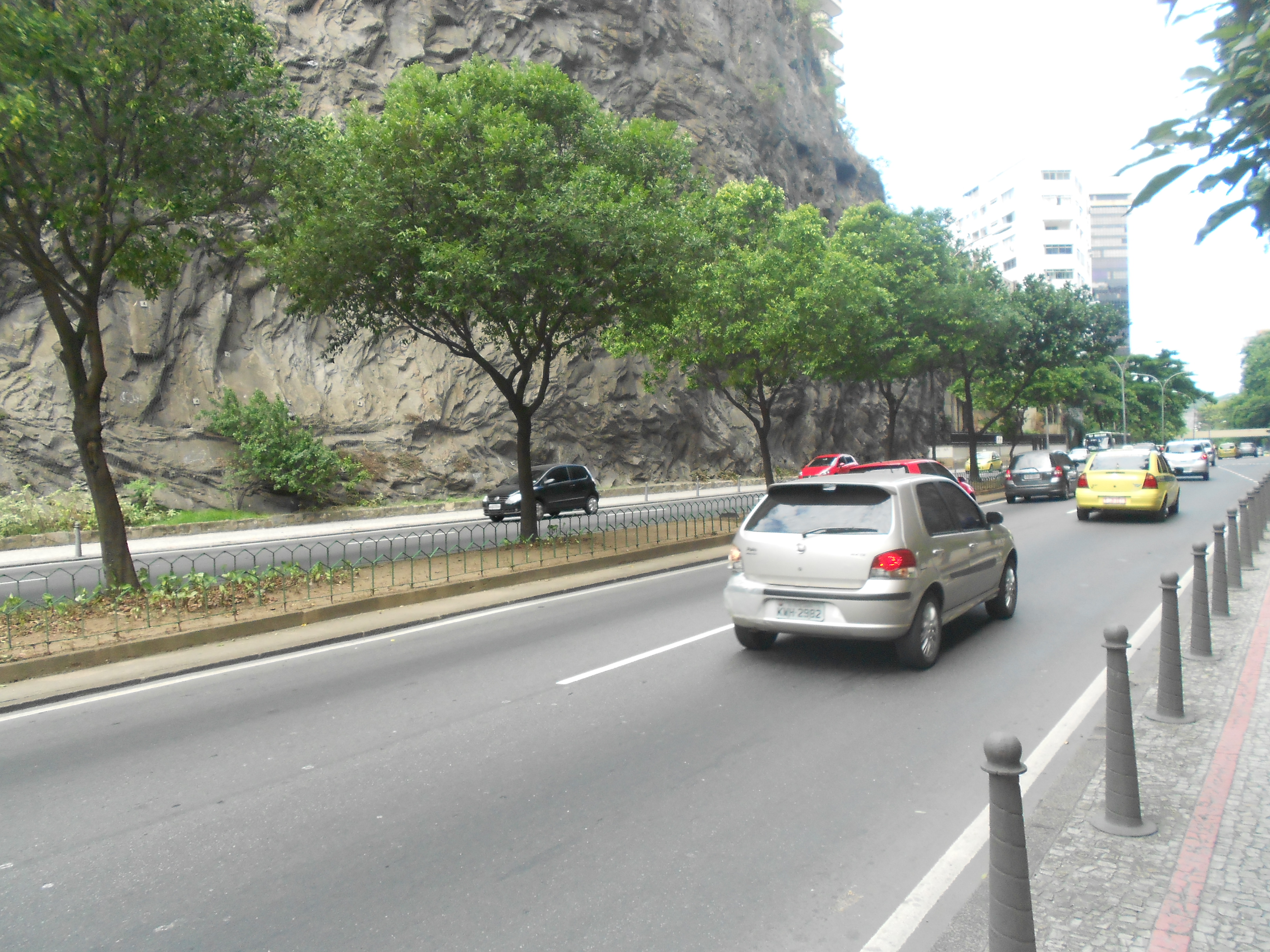
Rua Pinheiro Machado
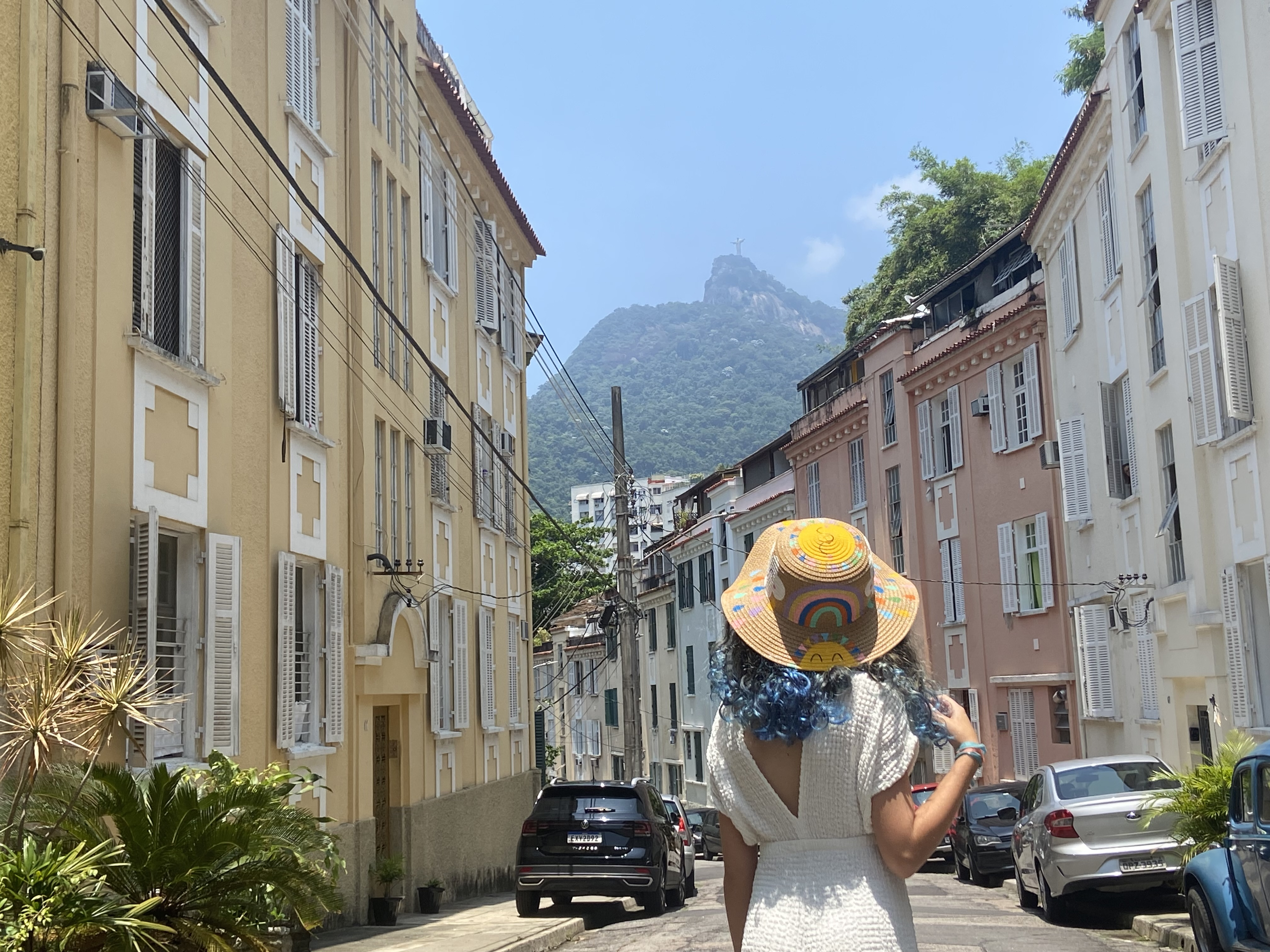
Rua Pires de Almeida
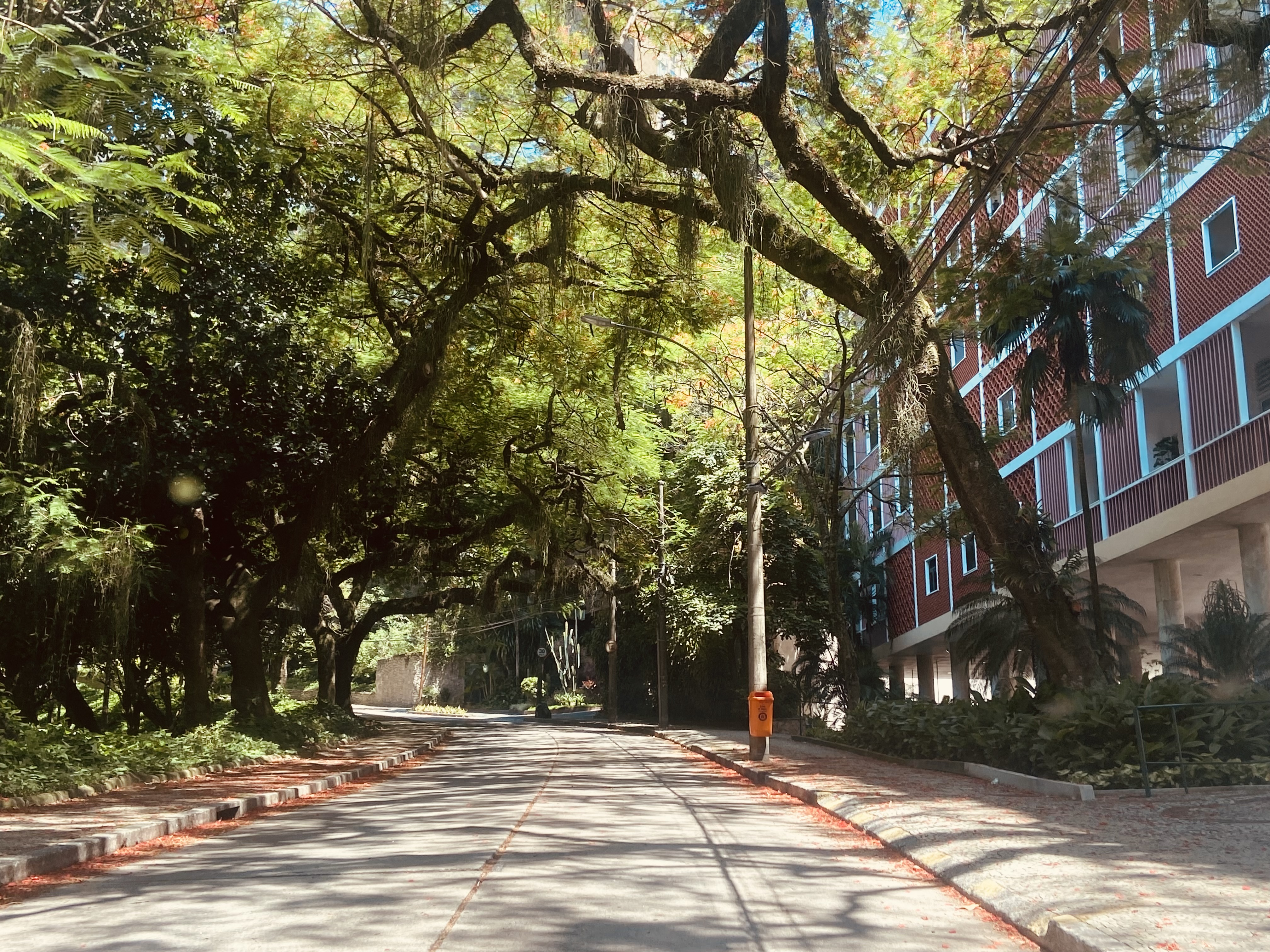
Rua Paulo Cezar de Andrade - Parque Guinle

### Instituições de Ensino
Laranjeiras concentra importantes colégios e instituições de ensino, com destaque para os seguintes.

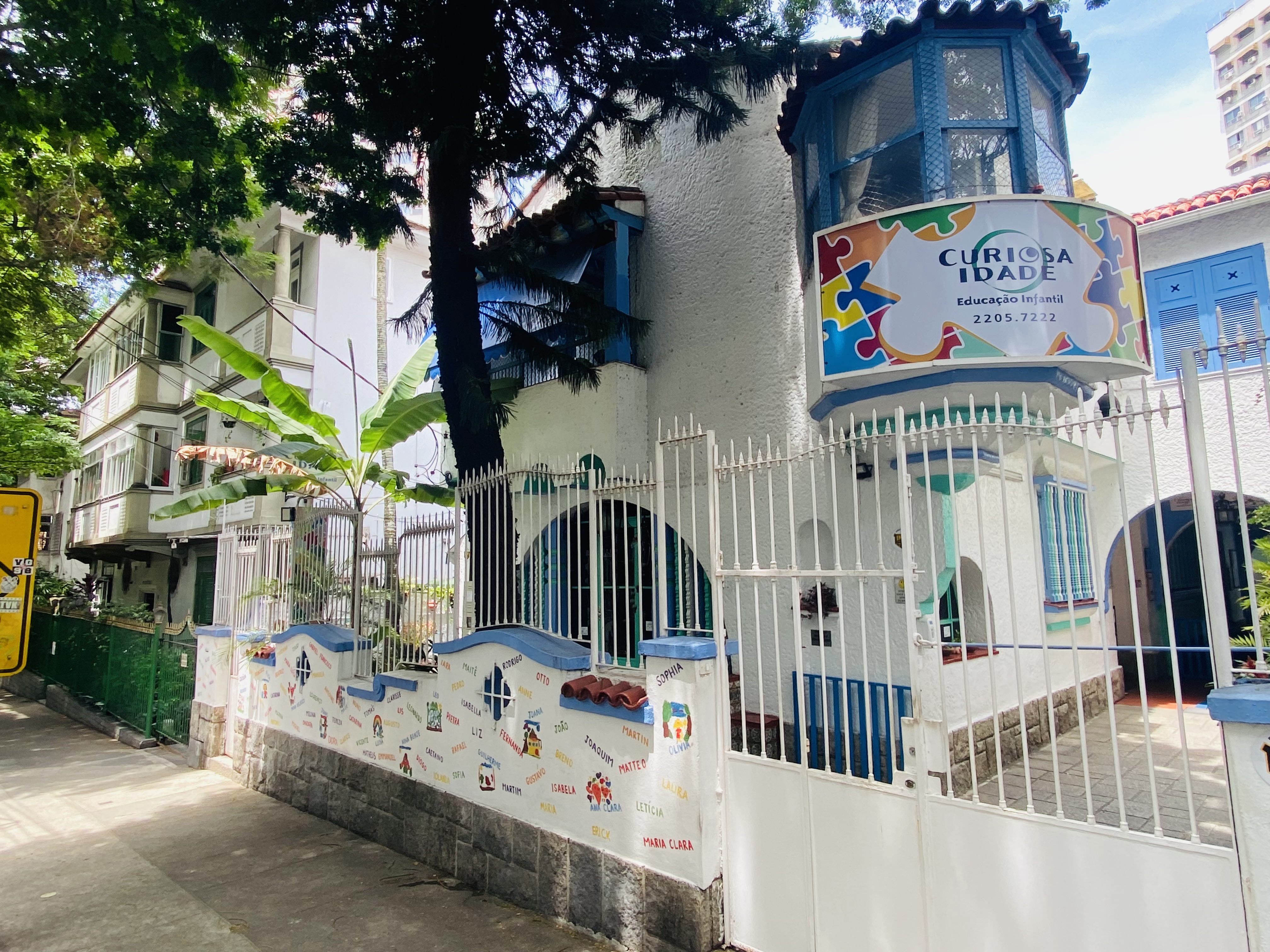
Creche Curiosa Idade, com o tradicional muro enfeitado pelos nomes dos alunos

- Casa das Artes de Laranjeiras
- Centro Educacional Miraflores
- Colégio Franco-Brasileiro
- Colégio Laranjeiras
- Colégio São Vicente de Paulo
- Colégio Sion[29]
- Escola Senador Correa [30]
- Creche Curiosa Idade
- Escola Municipal Albert Schweitzer
- Escola Éden
- Escola Eliezer Max
- Instituto Nacional de Educação de Surdos
- Lycée Moliére

### Clínicas e Hospitais
Durante muito tempo, Laranjeiras foi um dos grandes berçários do Rio de Janeiro, em virtude da presença da importante Maternidade Perinatal, na Praça Ben Gurion, fechada em 2023. Mesmo assim, o bairro ainda se destaca no fornecimento de serviços médicos e das seguintes clínicas e hospitais.
- Clínica São Marcos
- CSPM - Casa de Saúde Pinheiro Machado
- Instituto Nacional de Cardiologia
- Hospital Rio Laranjeiras
- Maternidade Escola da UFRJ

### Instituições Esportivas
O bairro ainda conta com importantes instituições esportivas, como academias, escolas de artes marciais e dança. Dessas, duas merecem especial atenção:
- Estádio Manoel Schwartz (Estádio das Laranjeiras).
- Rio Tennis Academy, um dos principais centros de treinamento de tênis da cidade.
- Sede do Fluminense Football Club.
- Hebraica Rio.

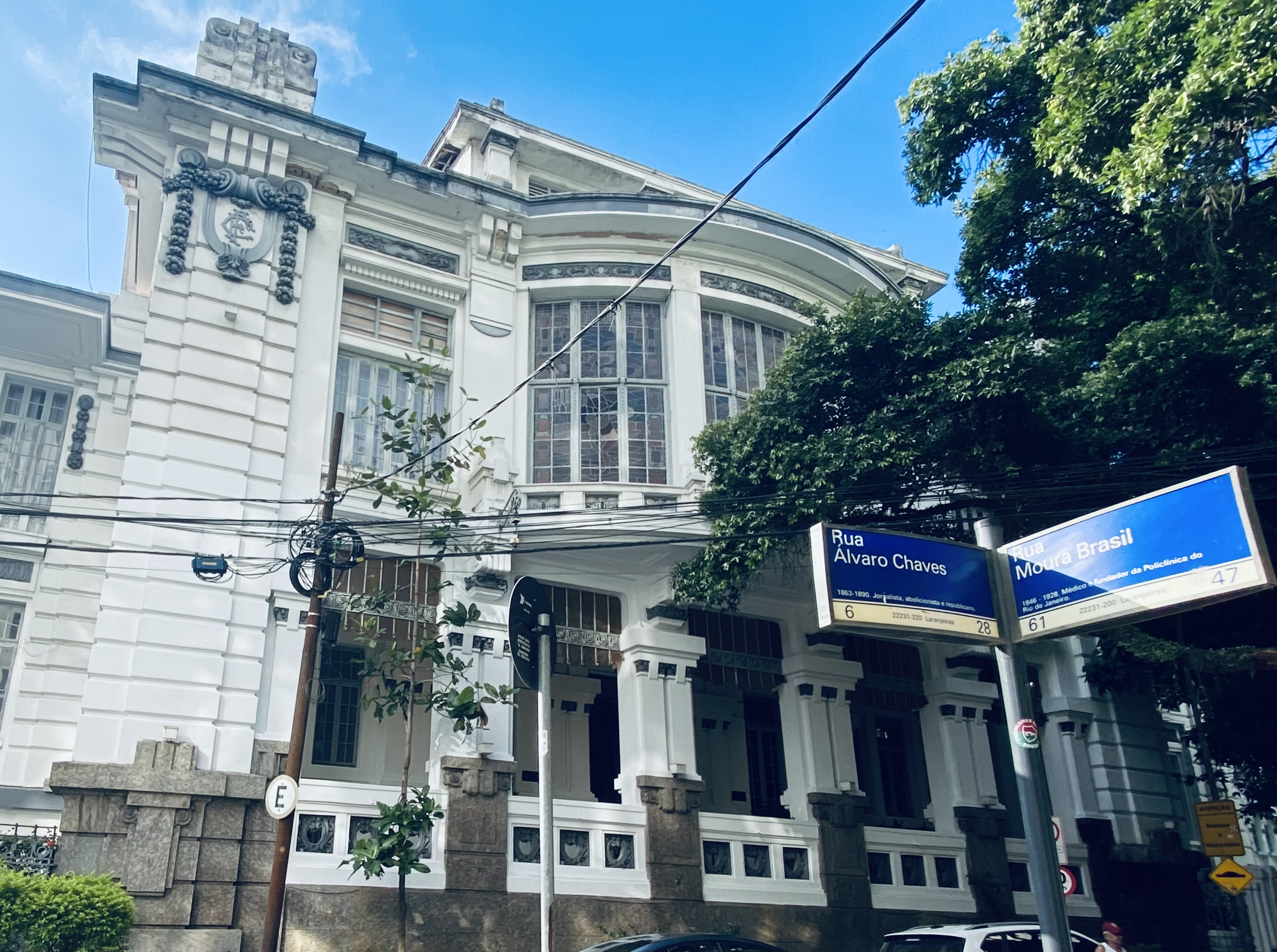
Fluminense Football Club - sede social - fachada
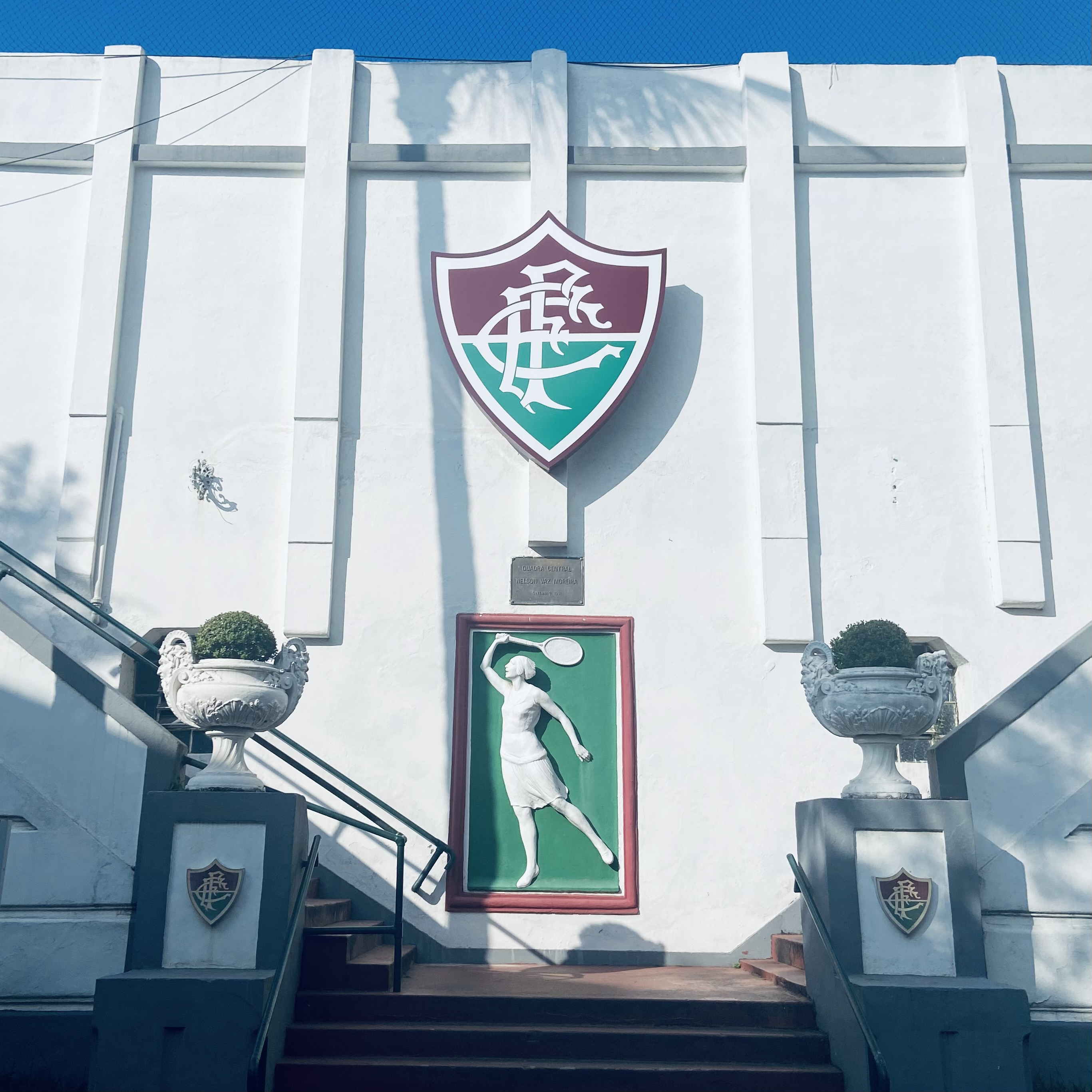
FFC - sede social - entrada do complexo de tênis
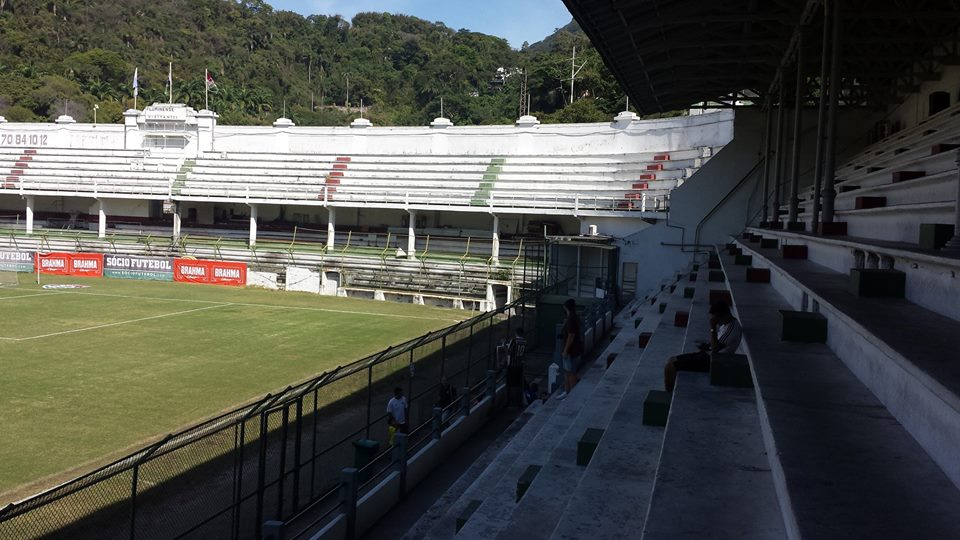
Estádio das Laranjeiras
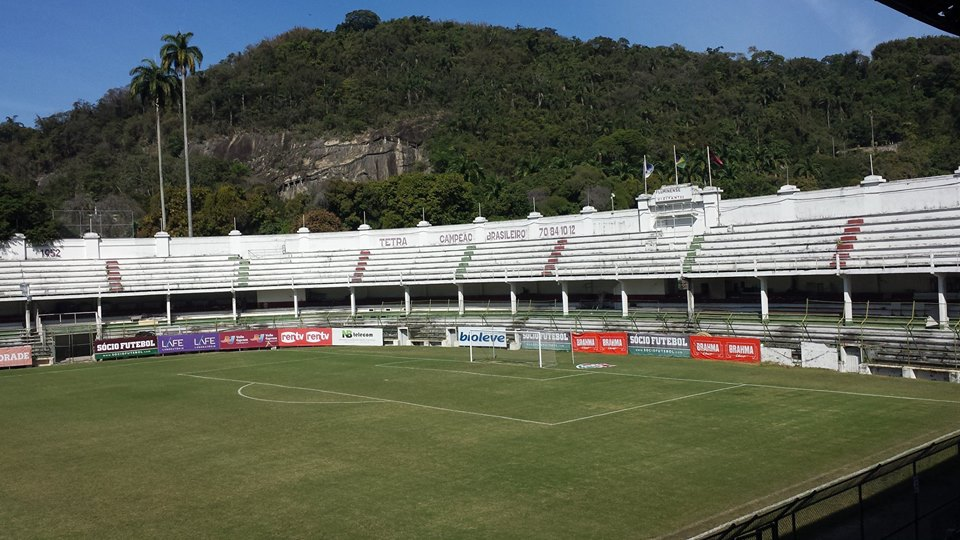
Estádio das Laranjeiras
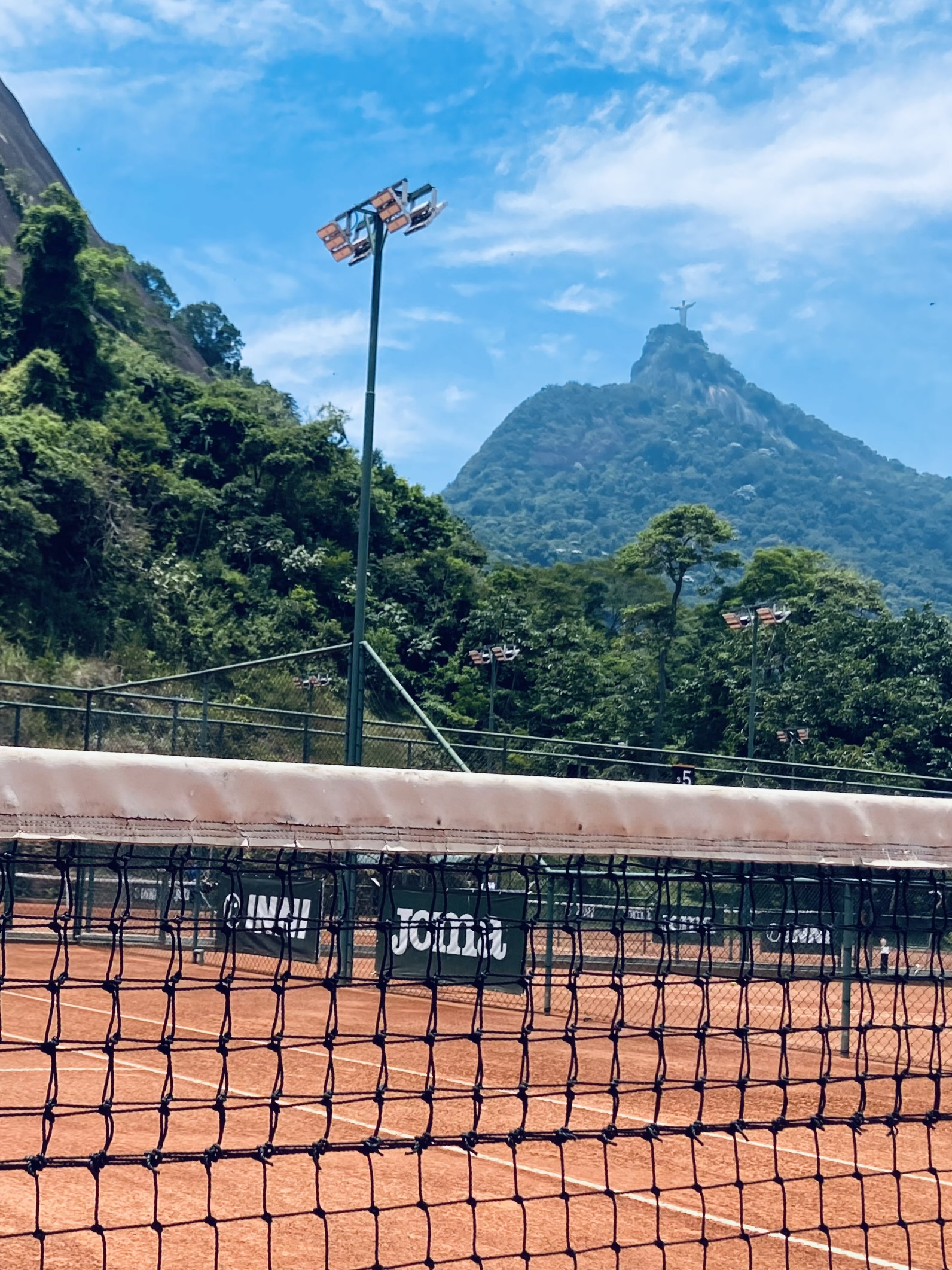
Saibro na RTA - centro de treinamento de ponta com vista para o Cristo.
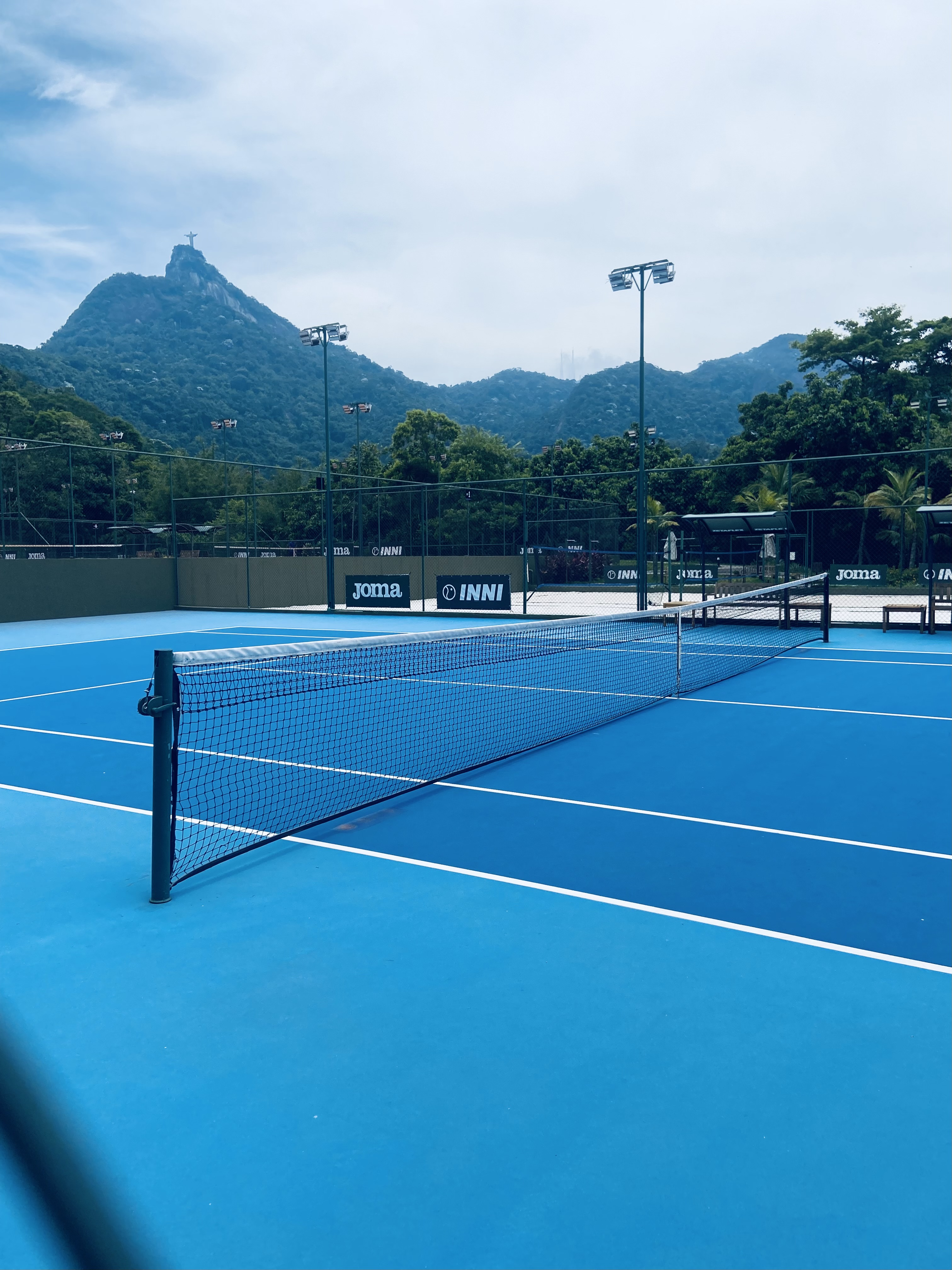
RTA - quadra rápida

## Cultura

### Blocos de Carnaval
Laranjeiras é casa de importantes e tradicionais blocos de carnaval, como:
- Bagunça Meu Coreto
- Cardosão de Laranjeiras
- Cobra Sarada
- GB Bloco
- Gigantes da Lira
- Laranjada Samba Clube
- Mini Seres do Mar
- Volta Alice

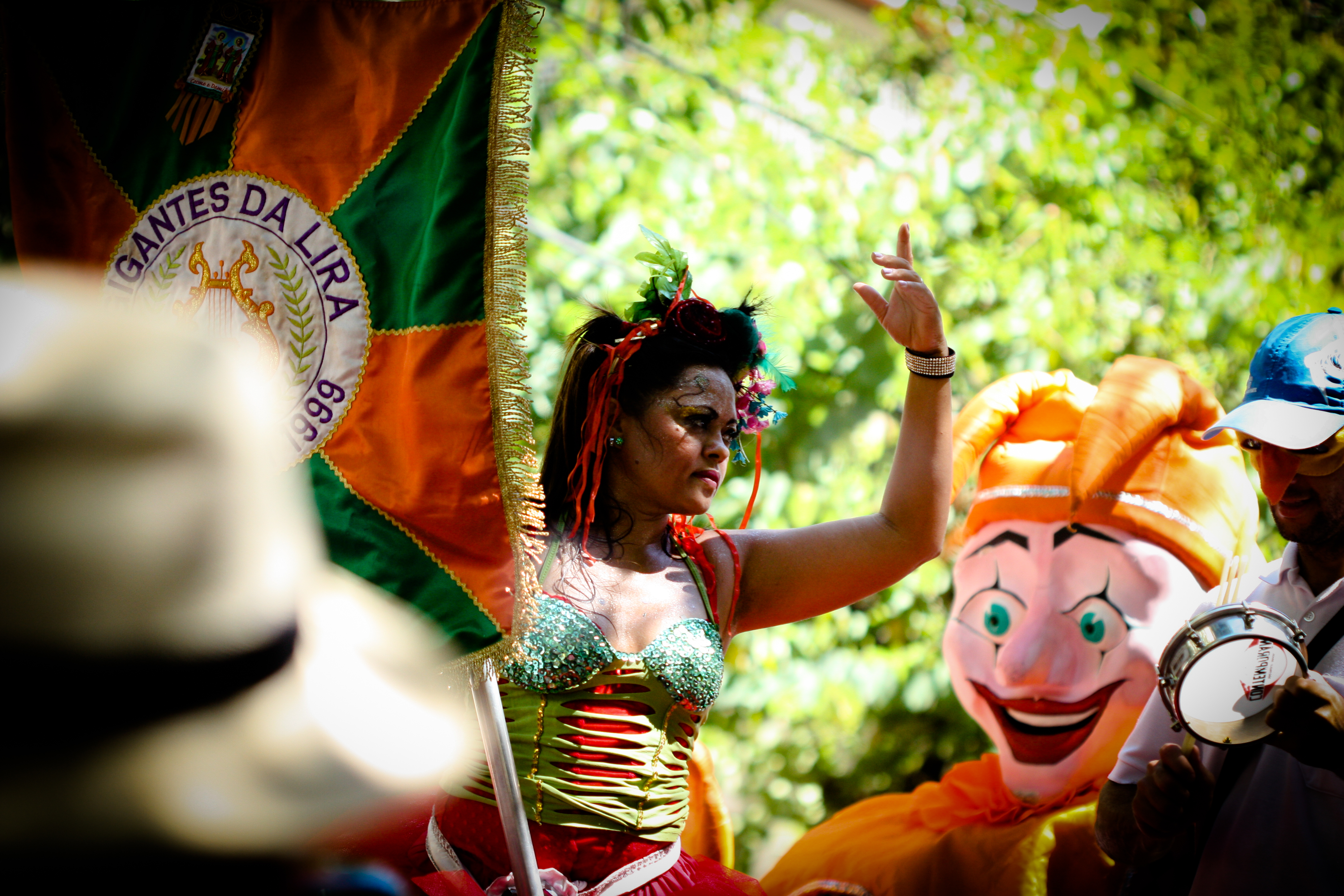
Bloco Gigantes da Lira - 2014
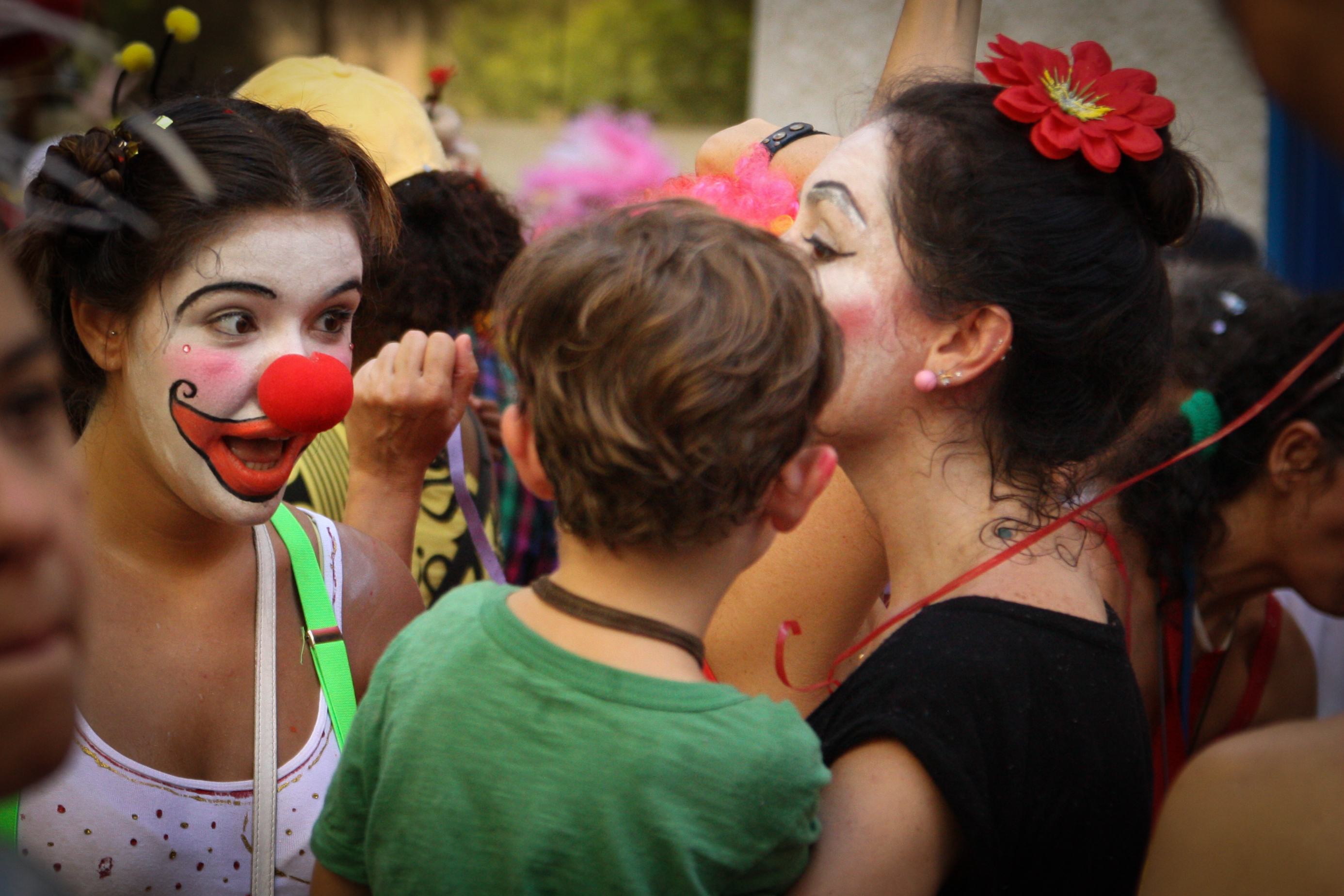
Bloco Gigantes da Lira - 2014
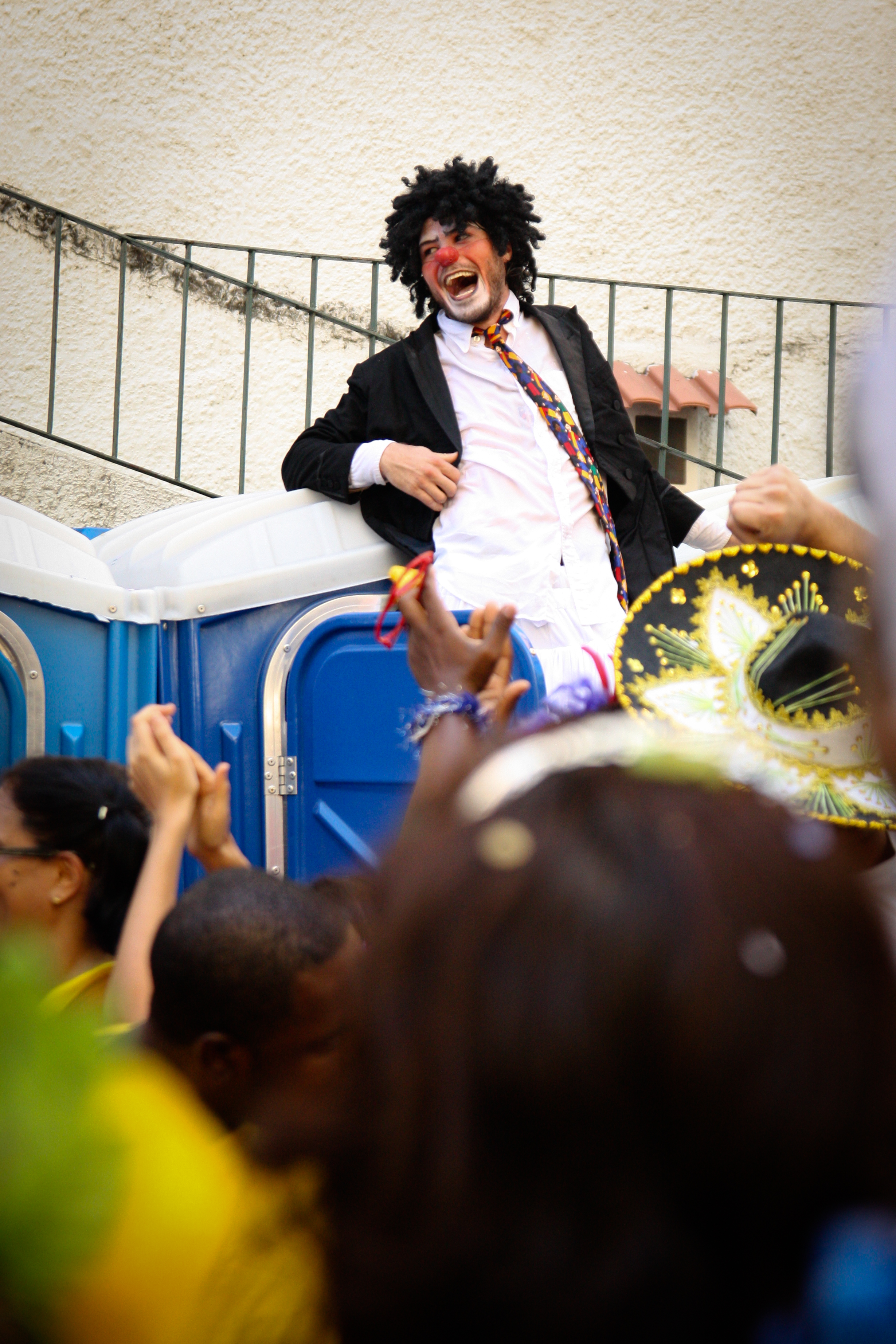
Bloco Gigantes da Lira - 2014
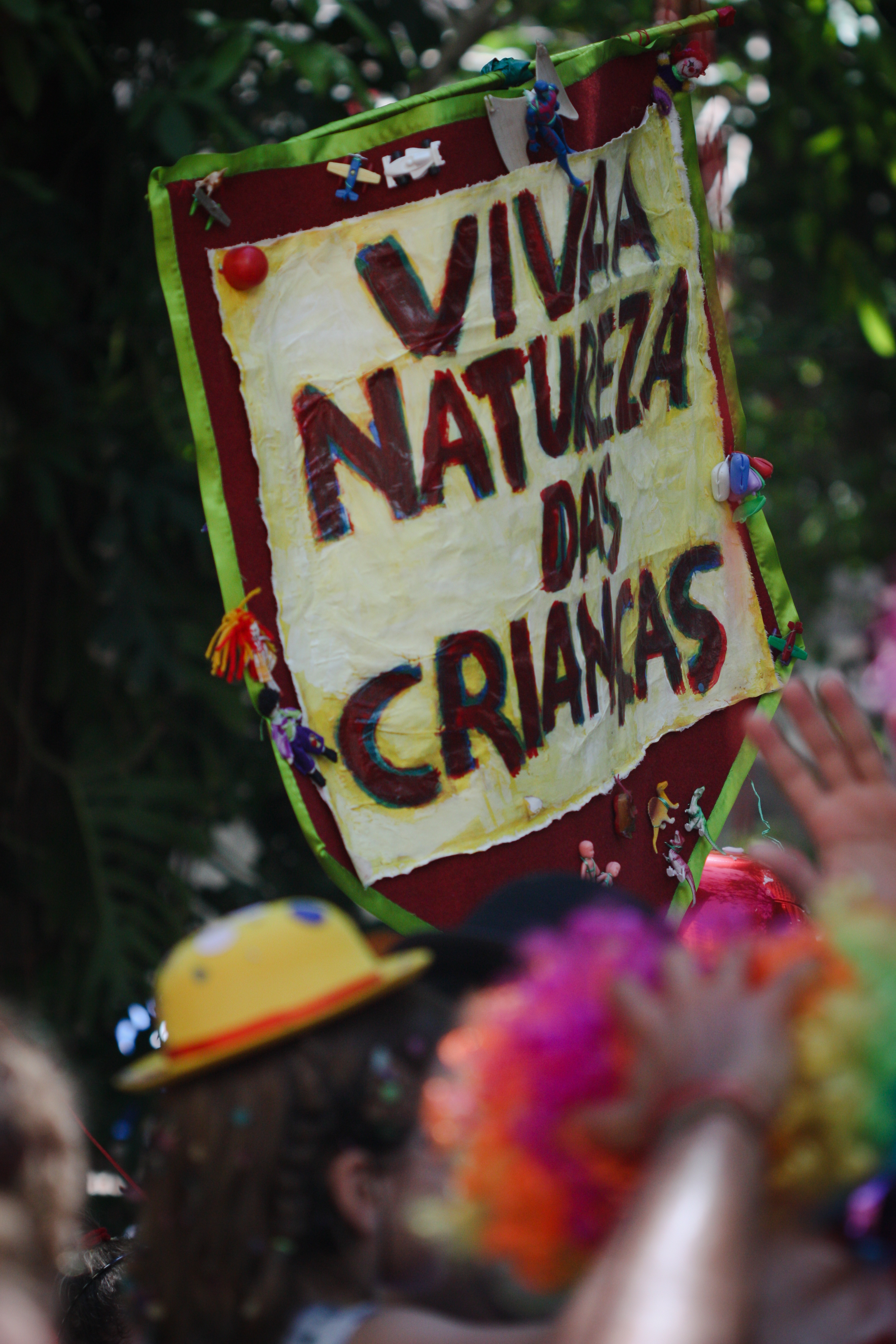
Bloco Gigantes da Lira - 2014
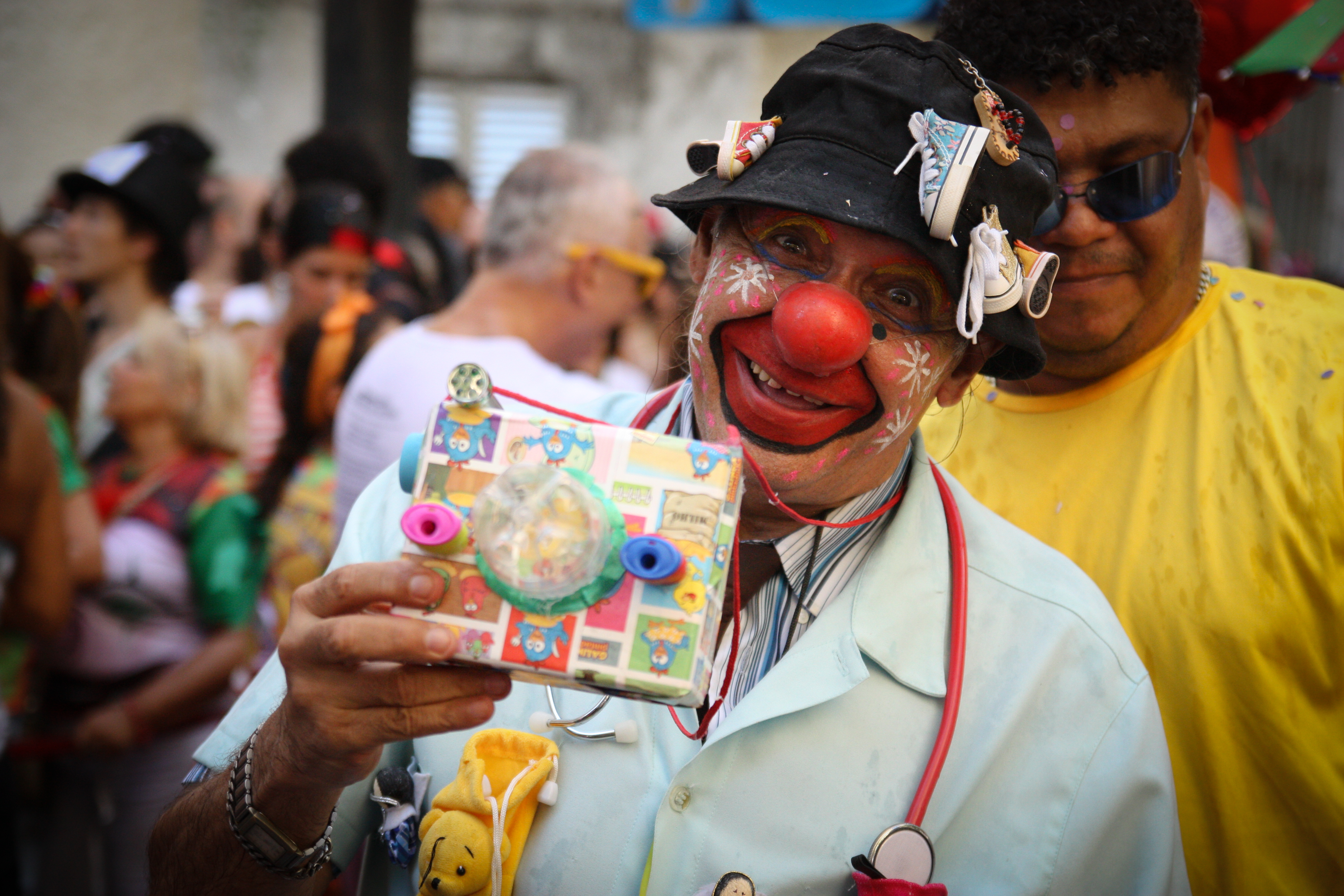
Bloco Gigantes da Lira 2014
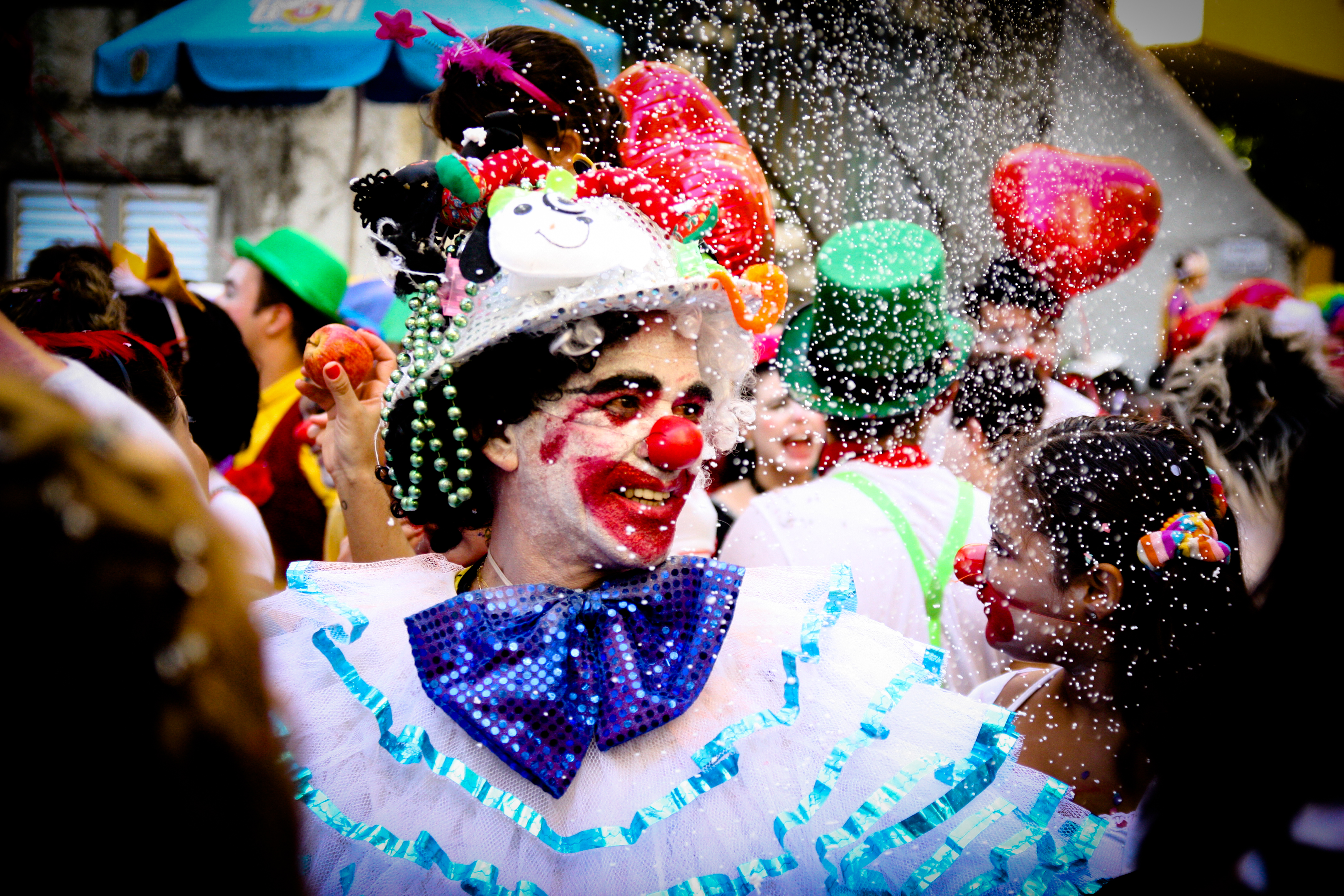
Bloco Gigantes da Lira - 2014
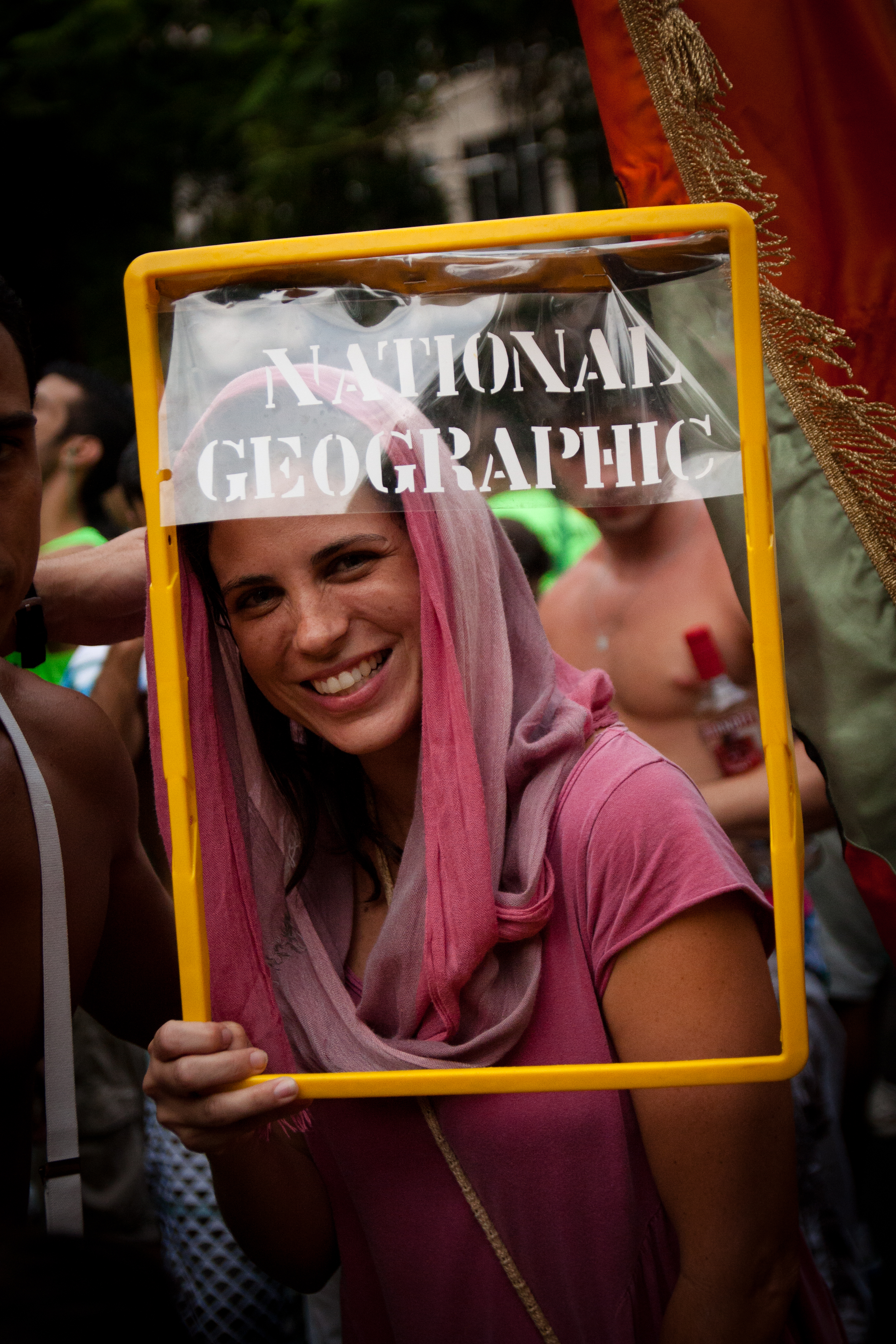
GB Bloco - 2014
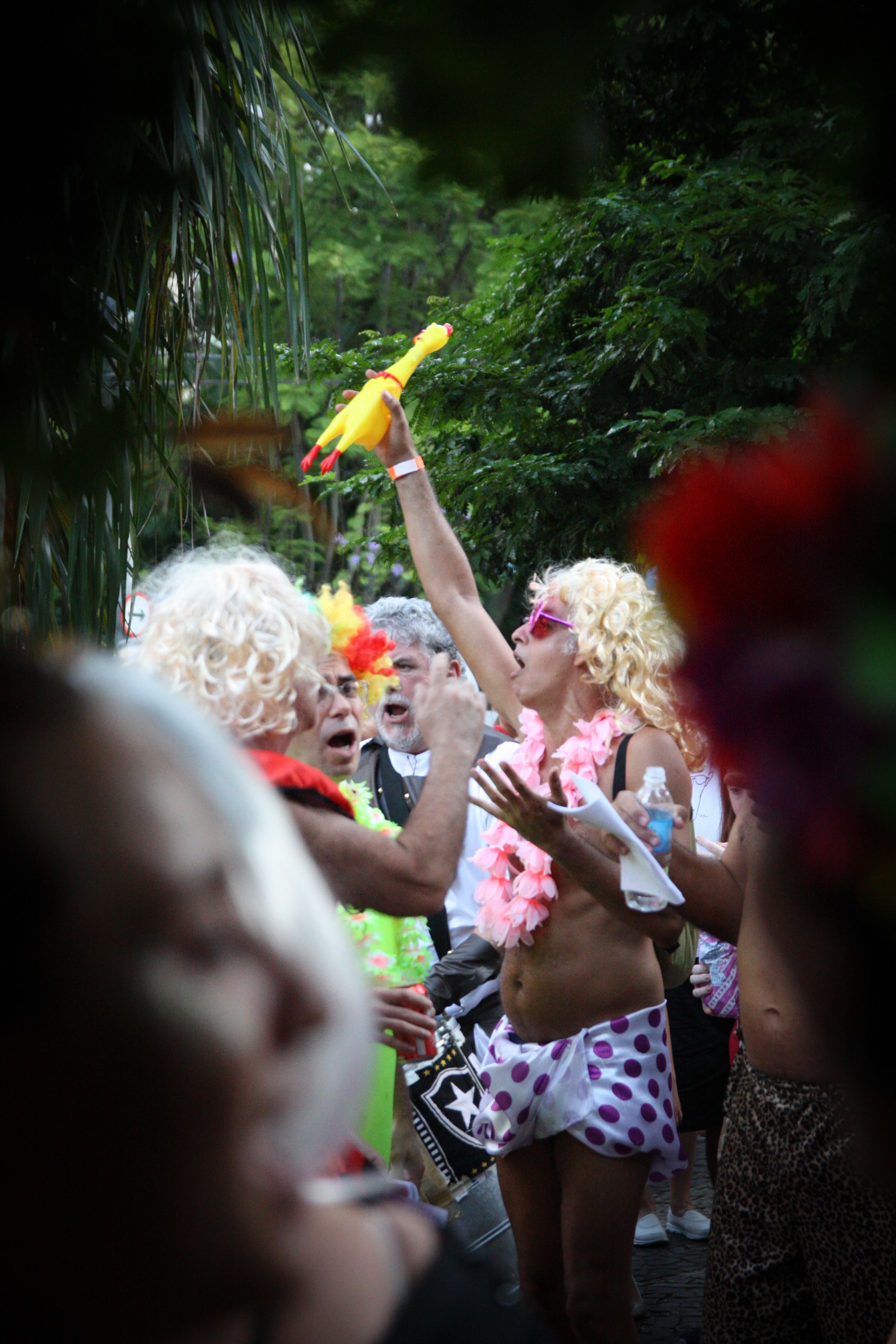
Espumas e Paetês - 2013
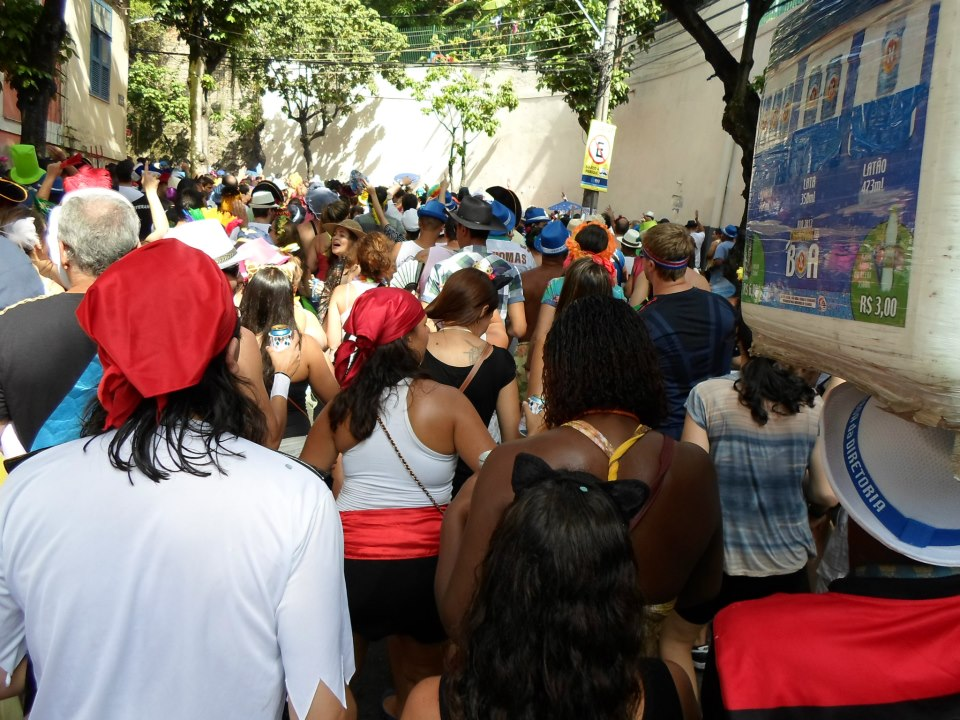
Bloco Volta Alice - 2013

### Rodas de Choro e casas de show

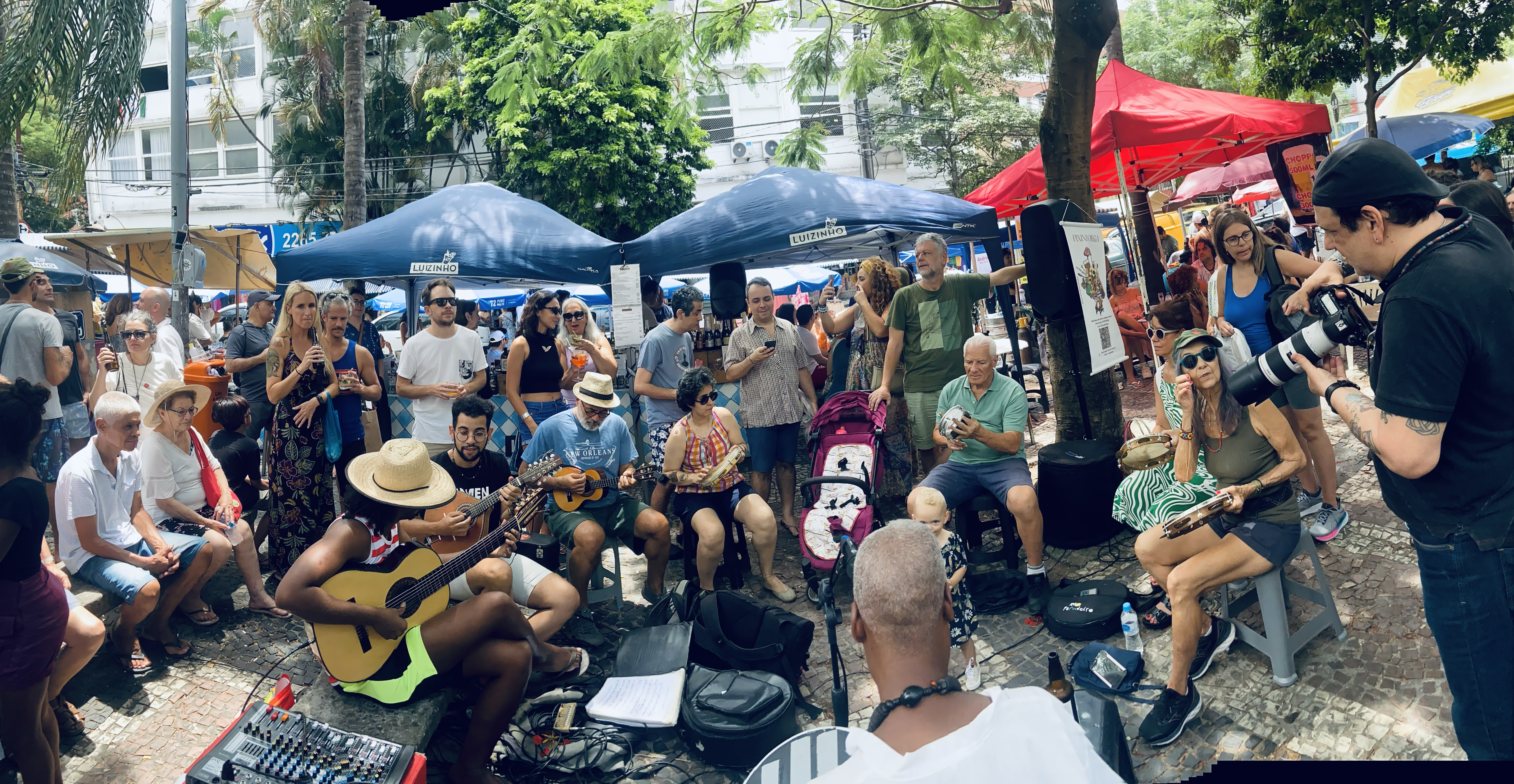
Tradicional Roda de Choro da Glicério

O bairro ainda conta com tradicionais rodas de choro, semanalmente nas feiras da Rua General Glicério, aos Sábados, e da Praça São Salvador, aos Domingos. As duas feiras, inclusive, se firmam como pontos turísticos do bairro, atraindo visitantes todo fim de semana.
Ainda, o bairro conta com estabelecimentos para música ao vivo, como o Severyna de Laranjeiras, na rua Ipiranga. O palco do restaurante --- especializado na cozinha nordestina e decorado com o folclore da região ---, há anos recebe eventos de música ao vivo. A boa música pode ser ainda encontrada em diferentes bares, como o Fino Tattoo Bar, onde semanalmente apresentações de samba e jazz.
Por fim, manifestações musicais variadas são constantemente observadas pelo bairro, com destaque para a rua General Glicério e Praça São Salvador, onde, há décadas, pode-se ver uma não rara geração espontânea de rodas de samba e músicas de toda sorte nas noites de fim de semana.

### Referências na Cultura Popular

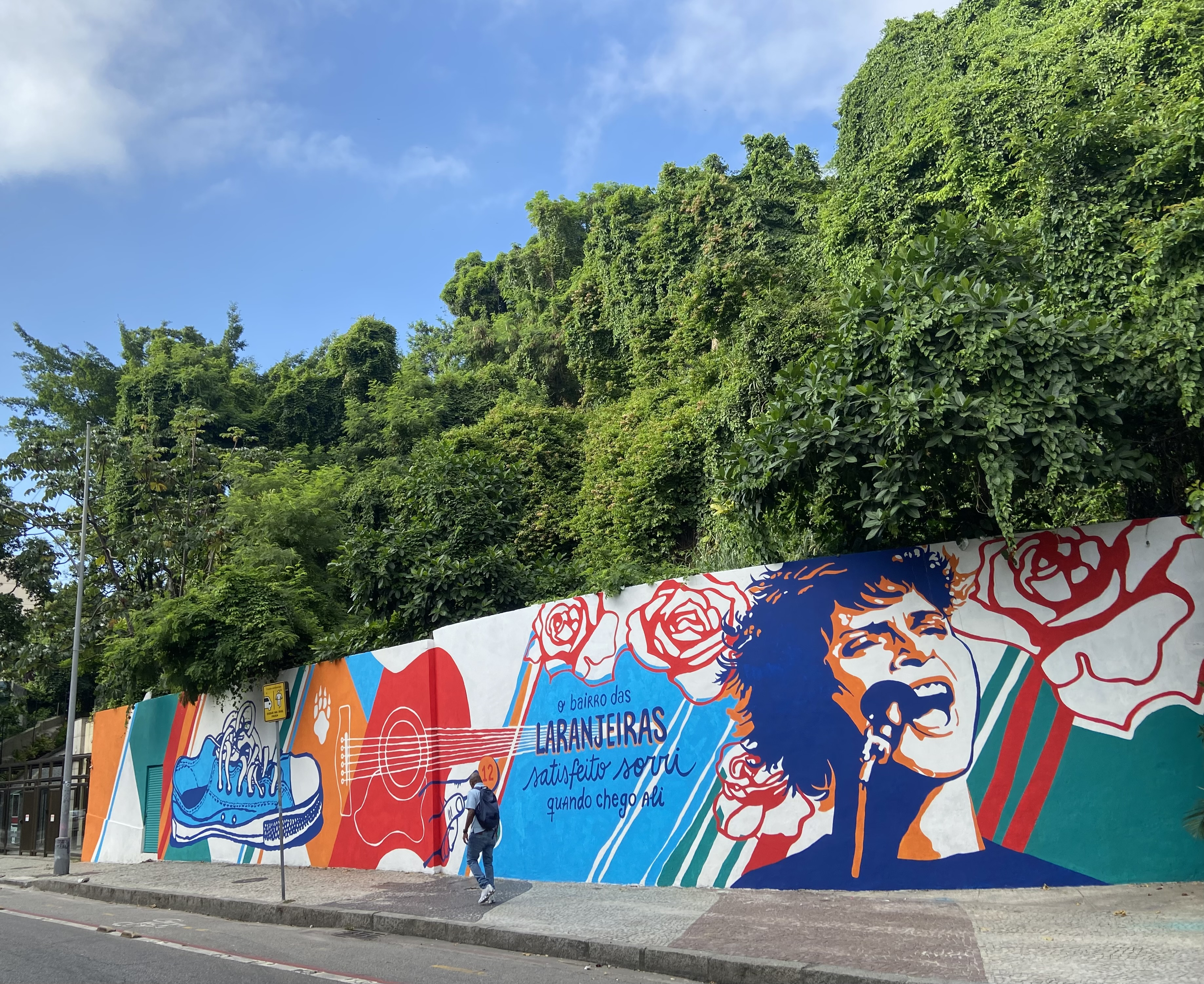
Mural na rua Pinheiro Machado em homenagem a Cássia Eller e à canção de Nando Reis

### Arte de Rua

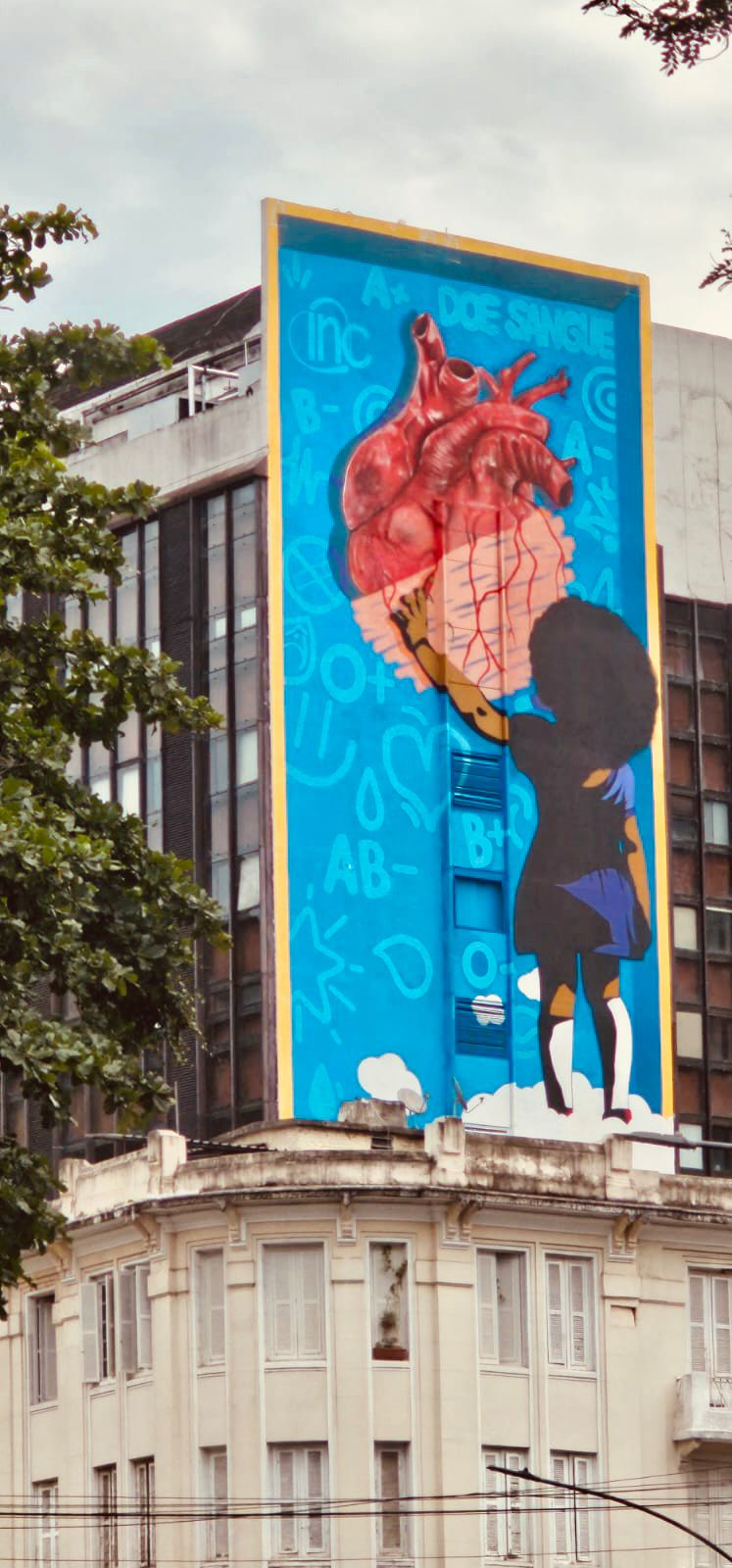
Fachada do INC - Laranjeiras - 2023

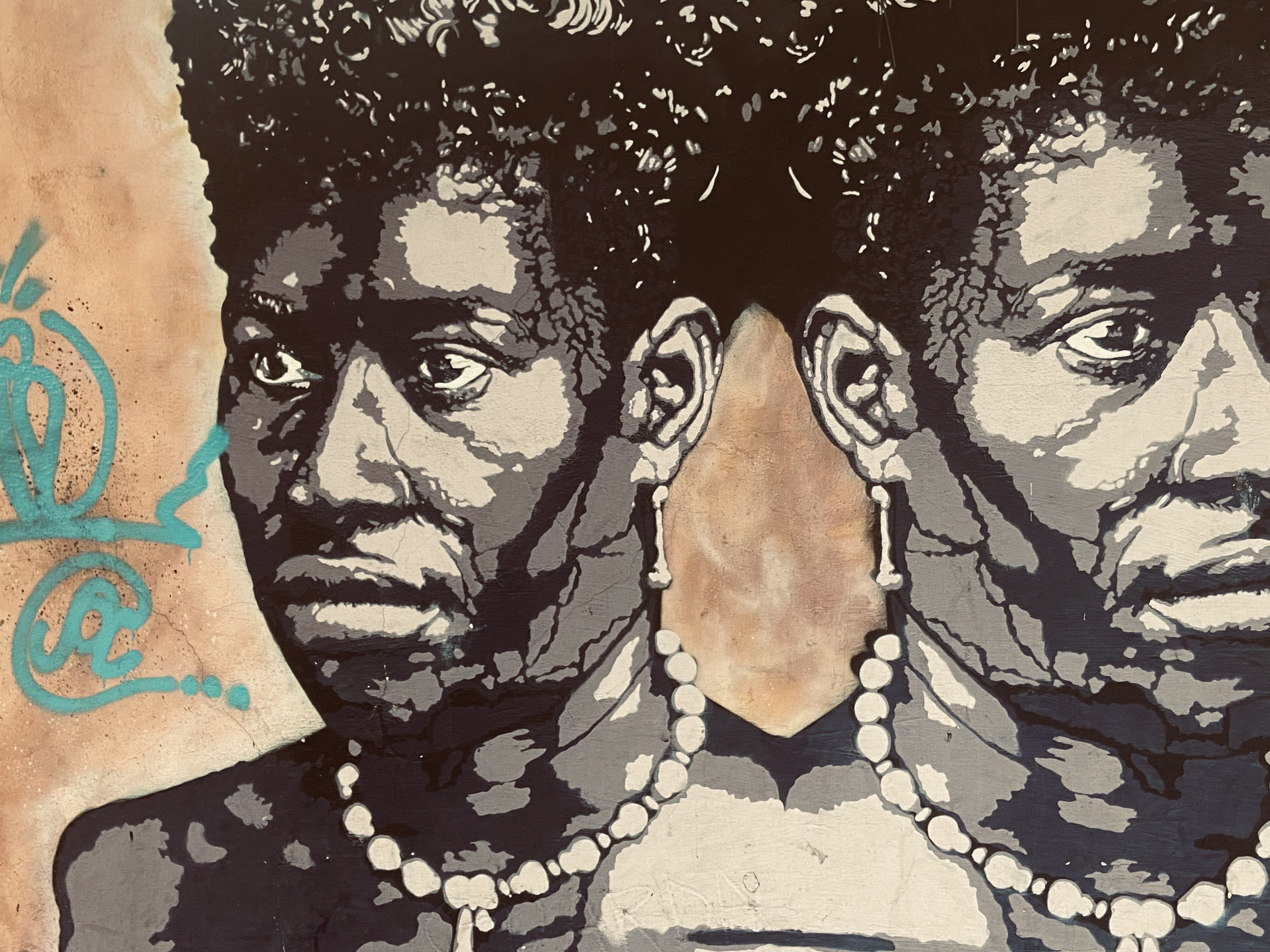
Grafite - Viaduto Jardel Filho - Laranjeiras

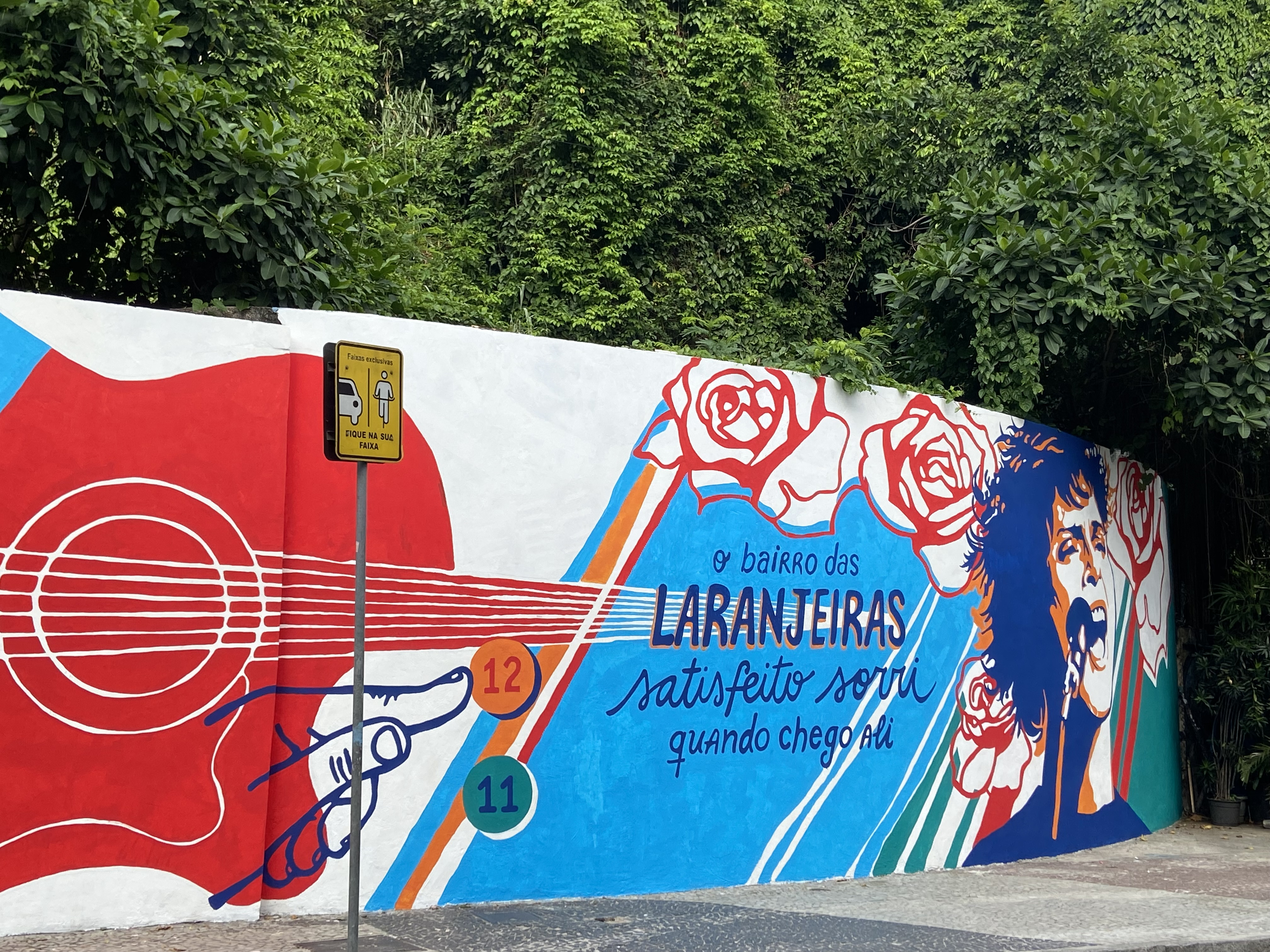
Detalhe do mural honrando a cantora Cássia Eller e referenciando a música de Nando Reis - rua Pinheiro Machado

#### Odylo Falcão

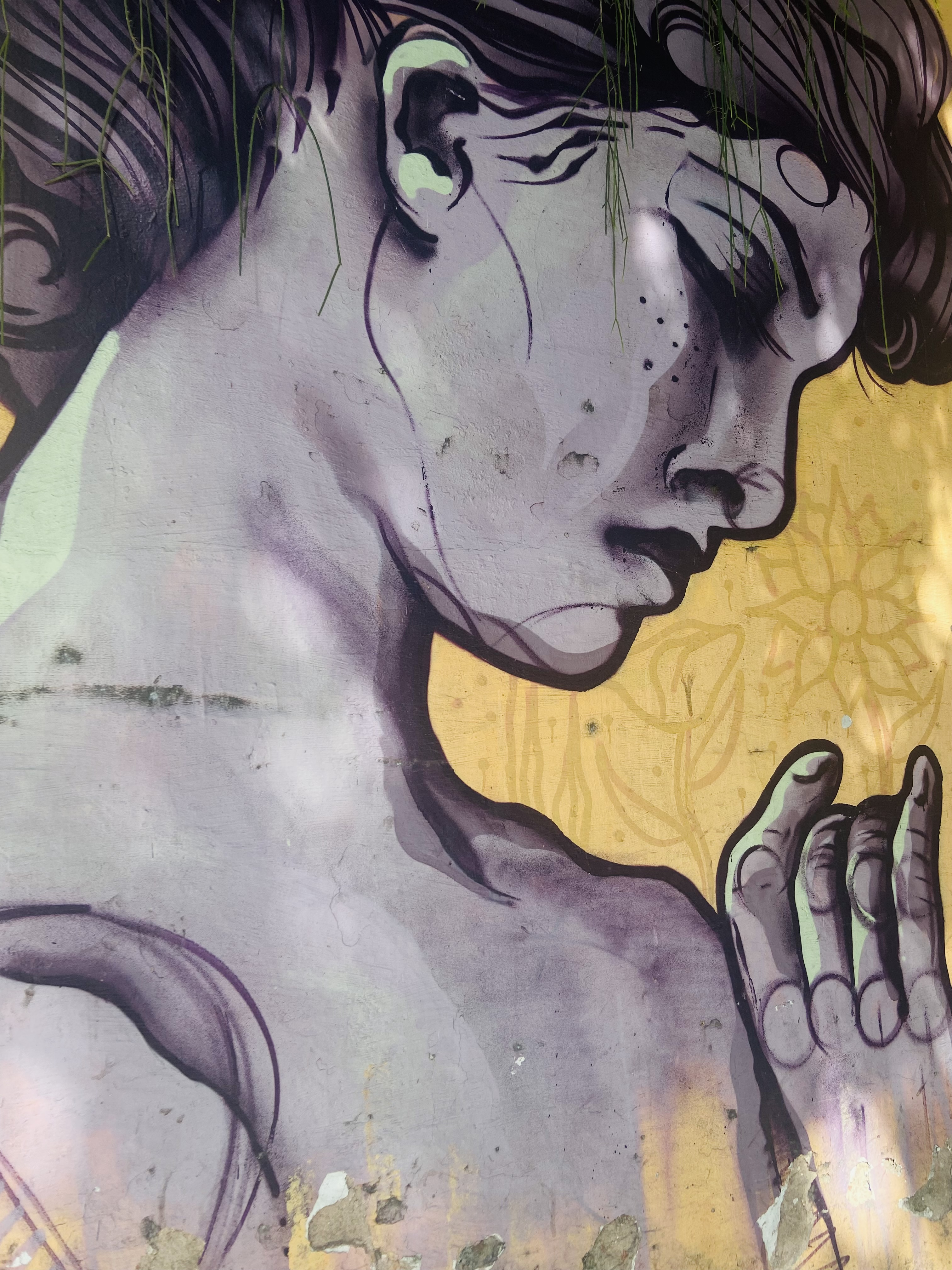
Detalhe de arte em muro da rua Pinheiro Machado - bairro de Laranjeiras

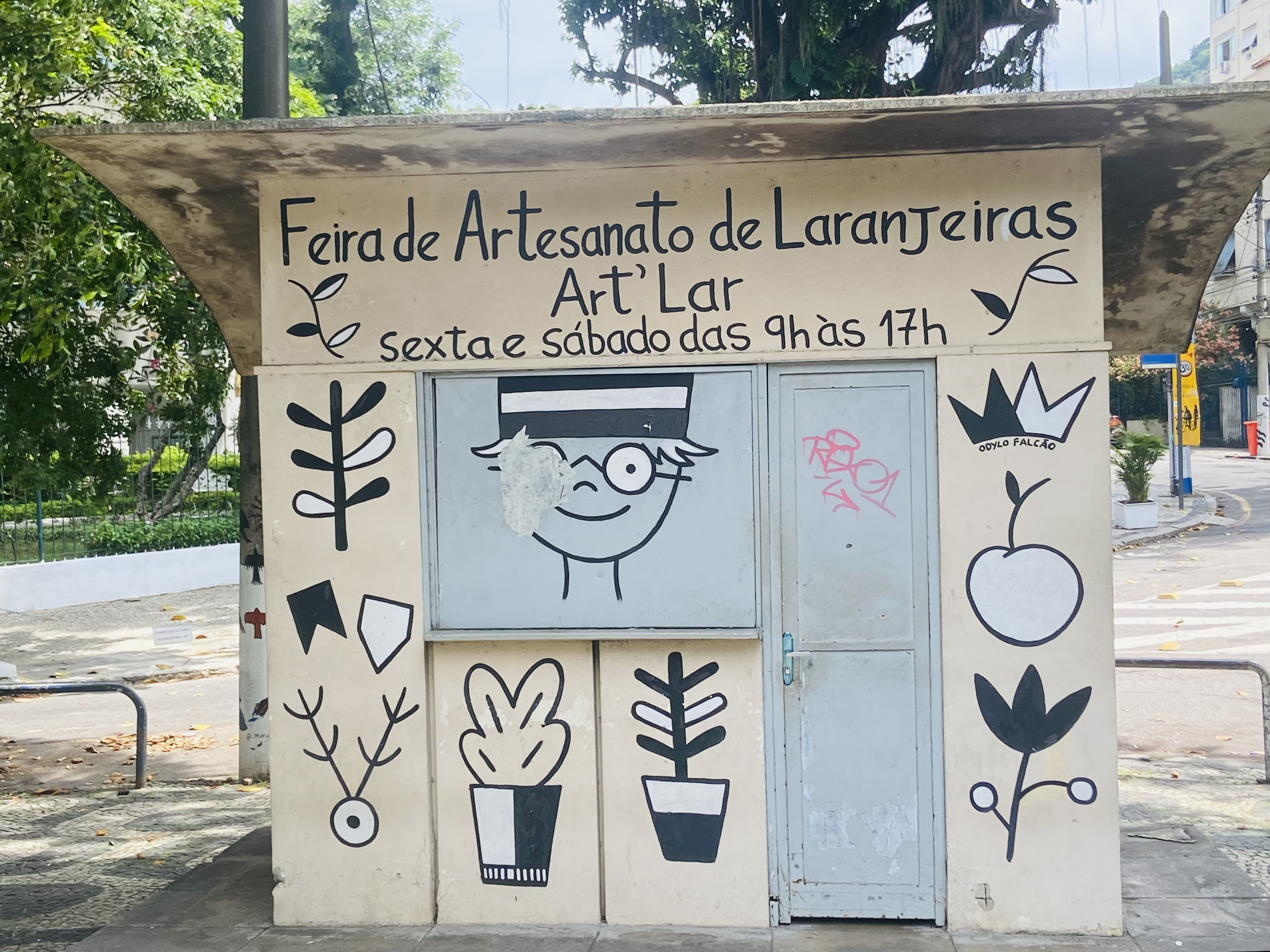
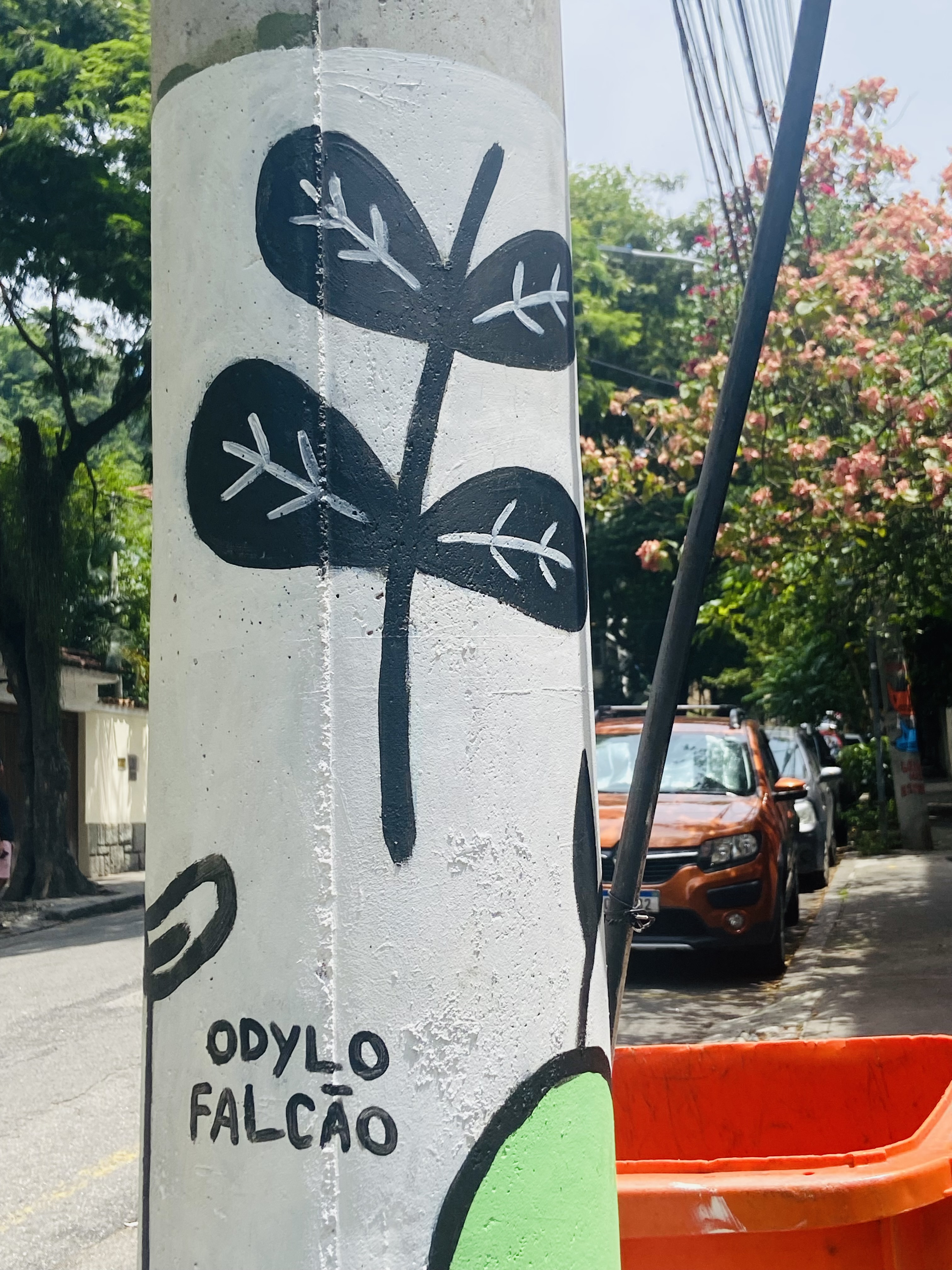
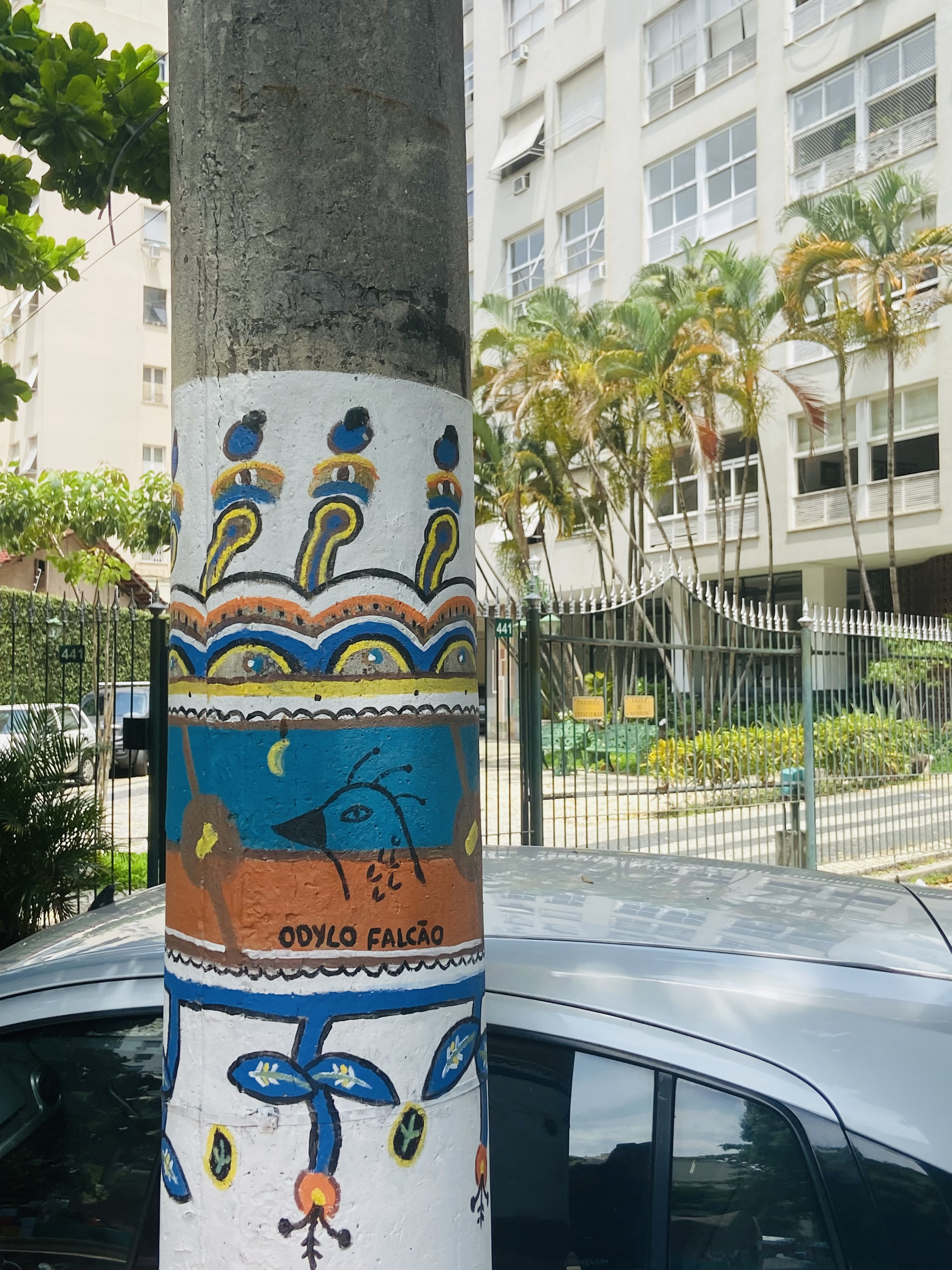

#### Laranjeiras Coletivo Arte

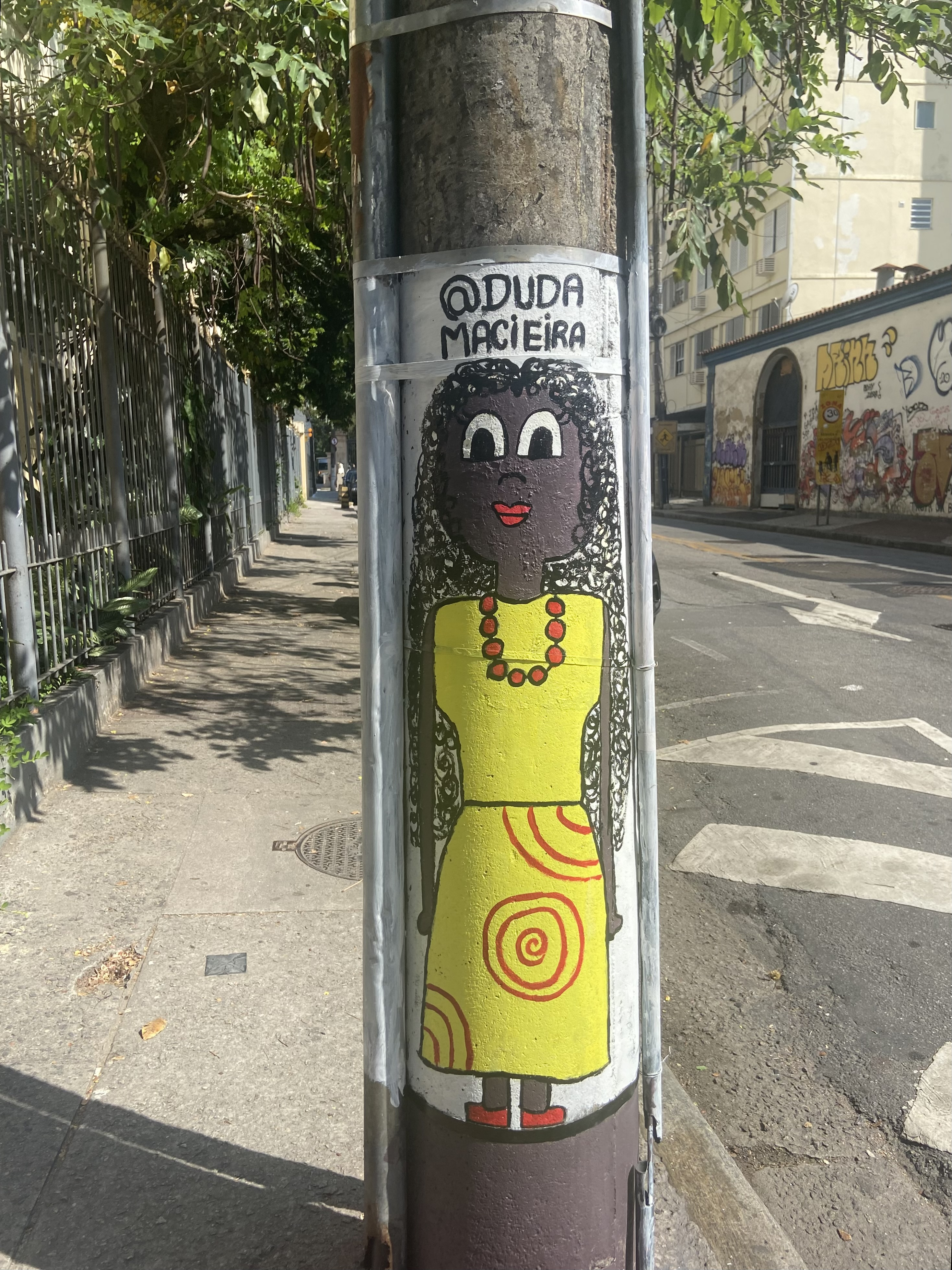
Laranjeiras Coletivo Arte - Rua Gago Coutinho - obra de Duda Macieira
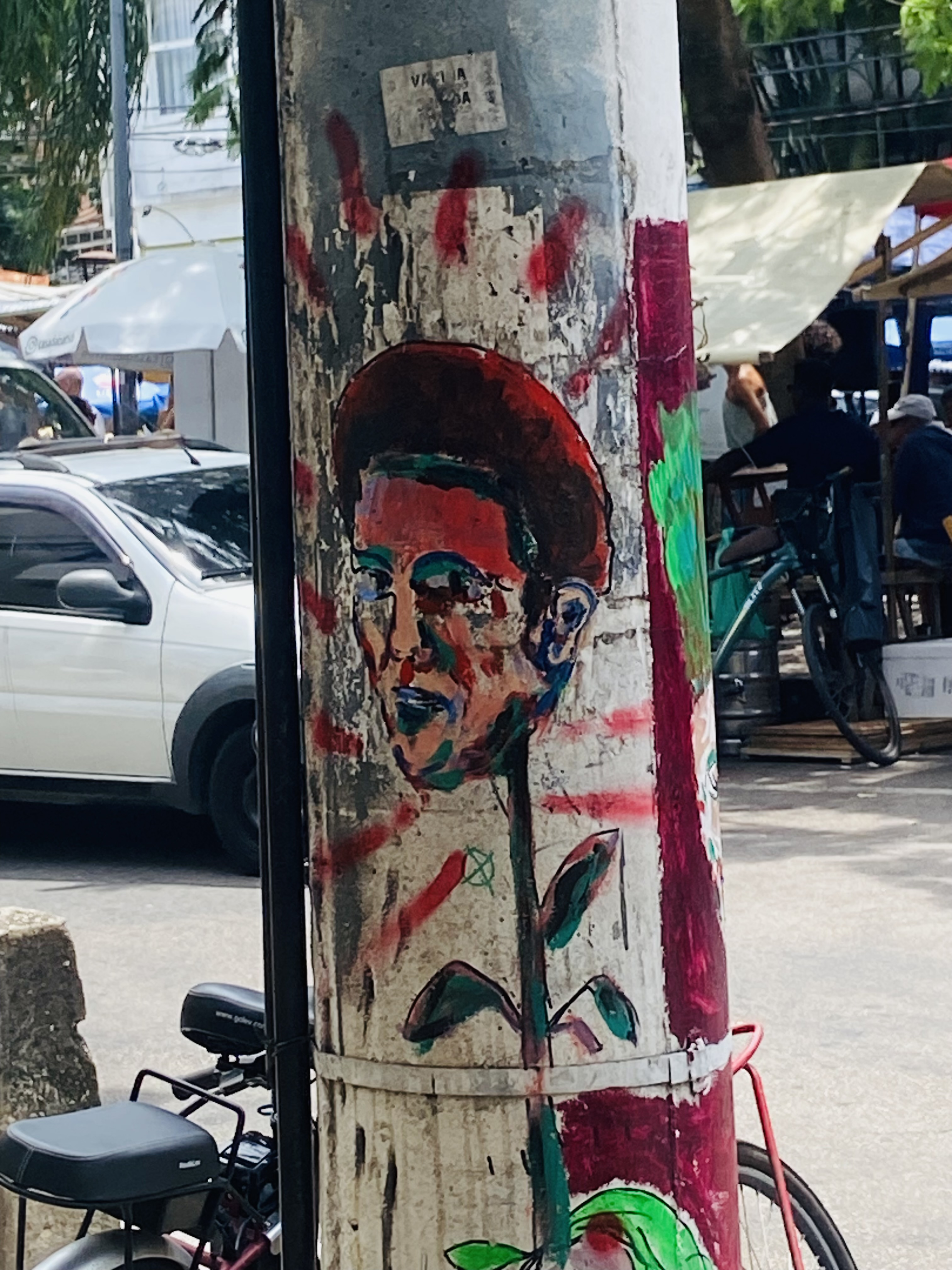
Laranjeiras Coletivo Arte - Rua Estelita Lins
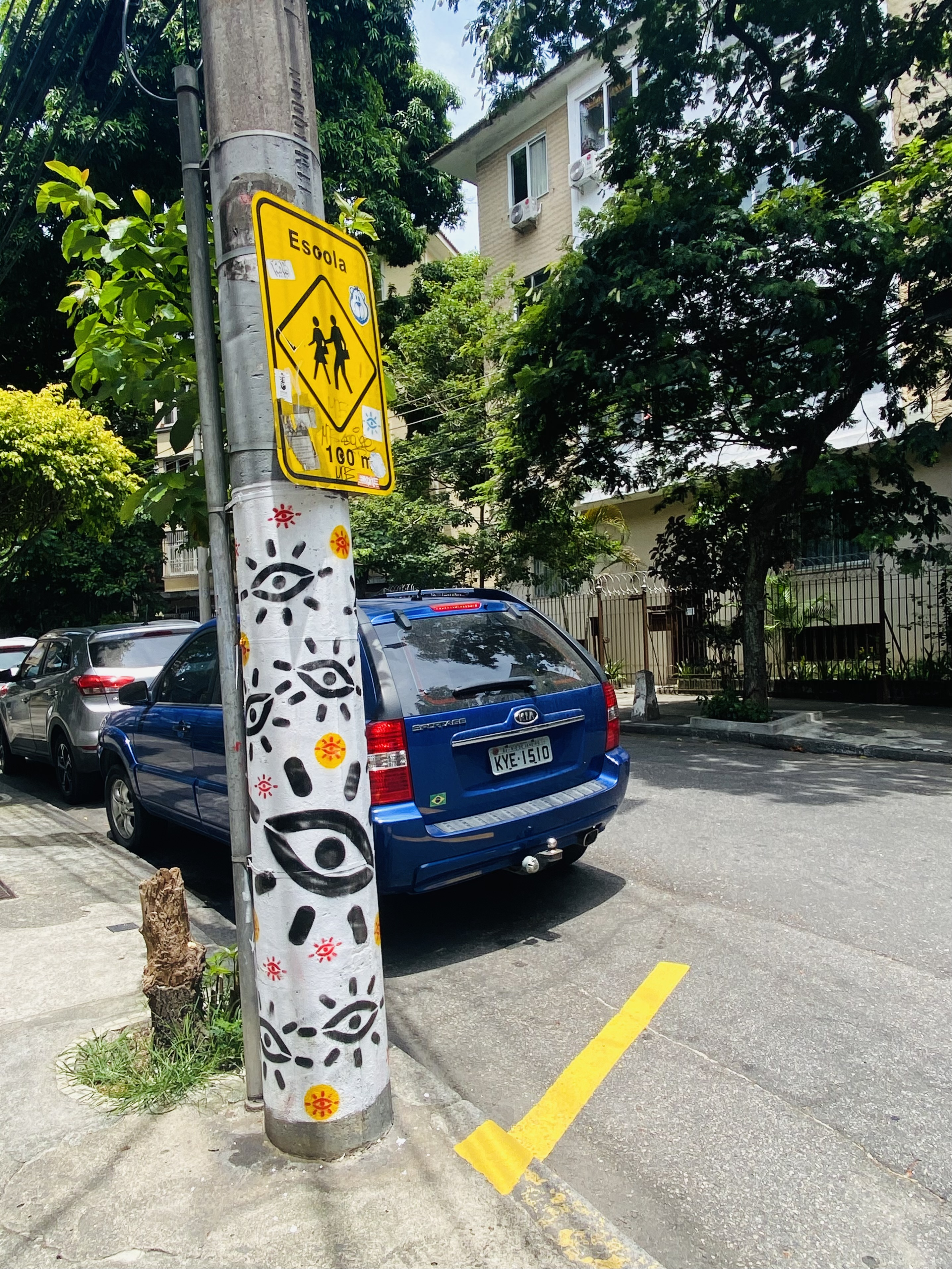
Laranjeiras Coletivo Arte - Rua Estelita Lins
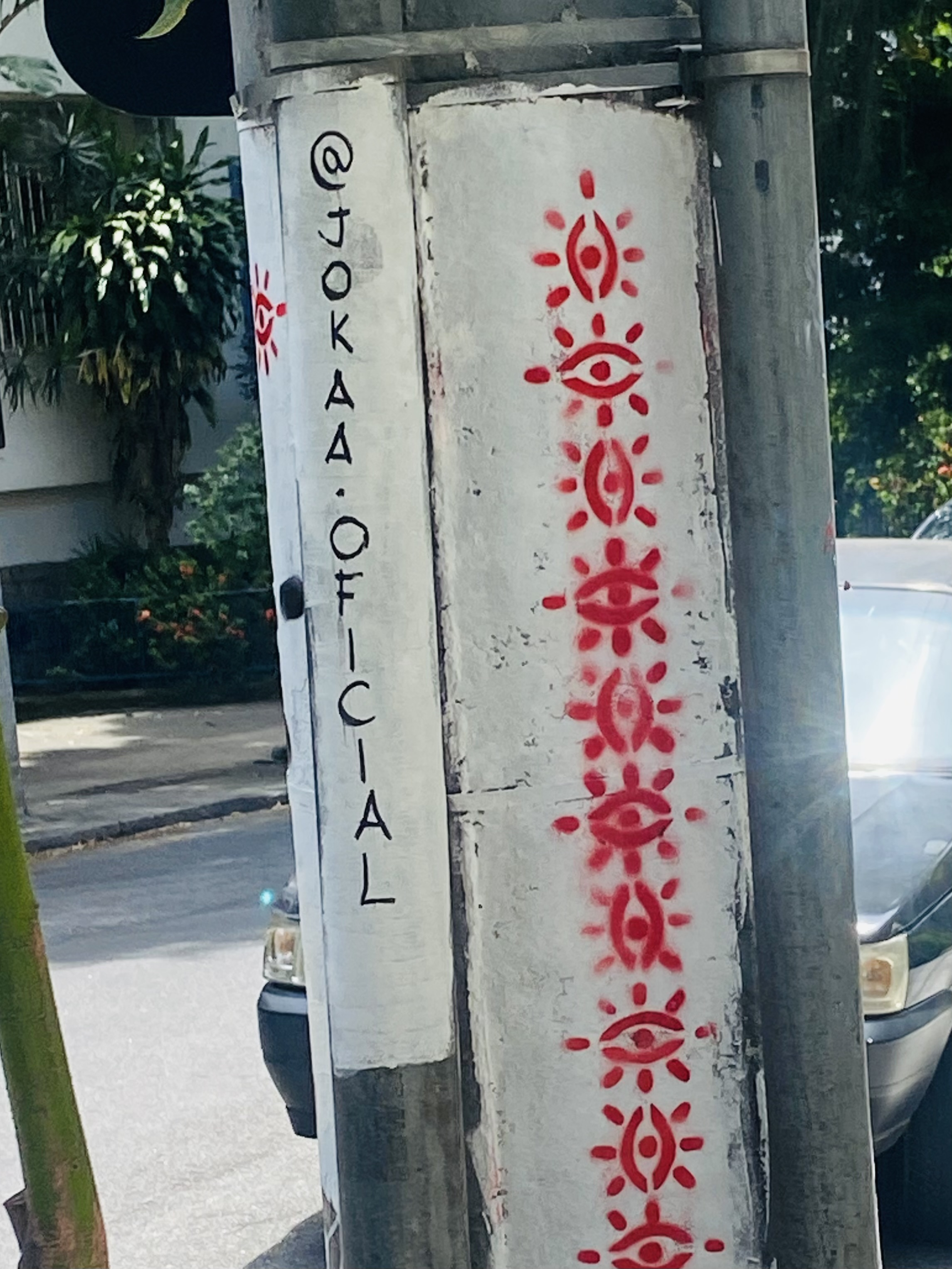
Laranjeiras Coletivo Arte - Rua Estelita Lins
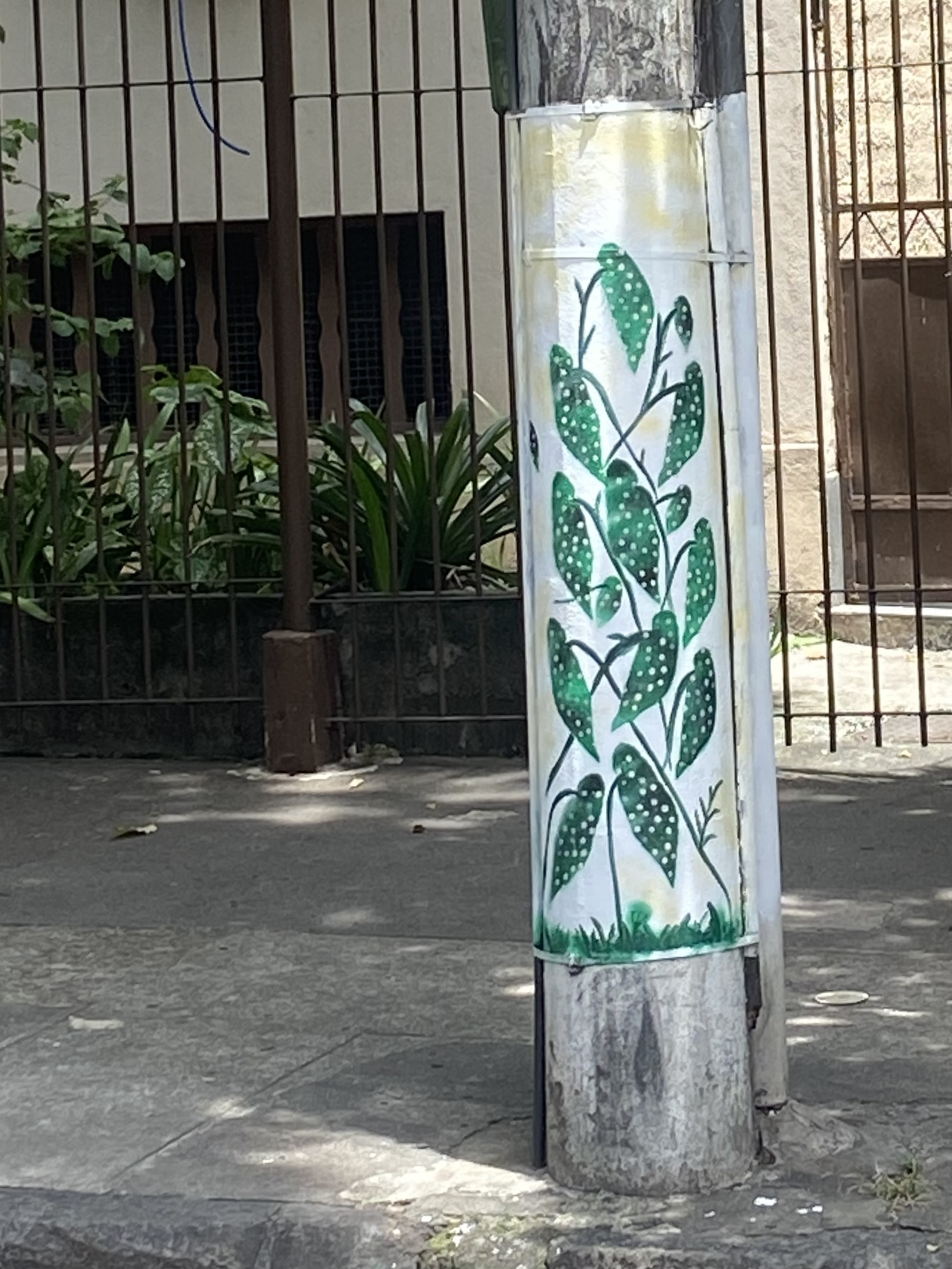
Laranjeiras Coletivo Arte - Rua Estelita Lins
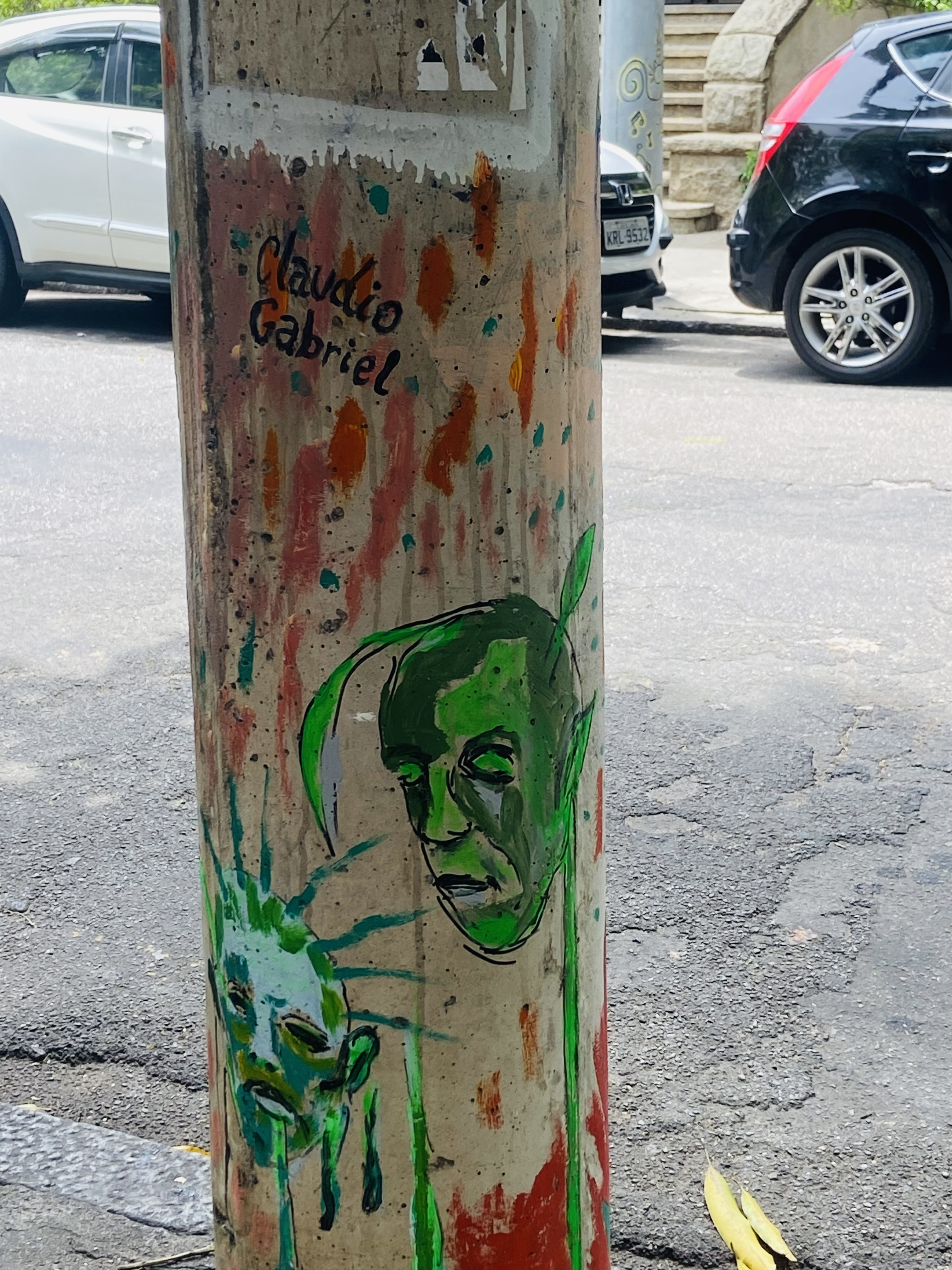
Laranjeiras Coletivo Arte - Rua Estelita Lins
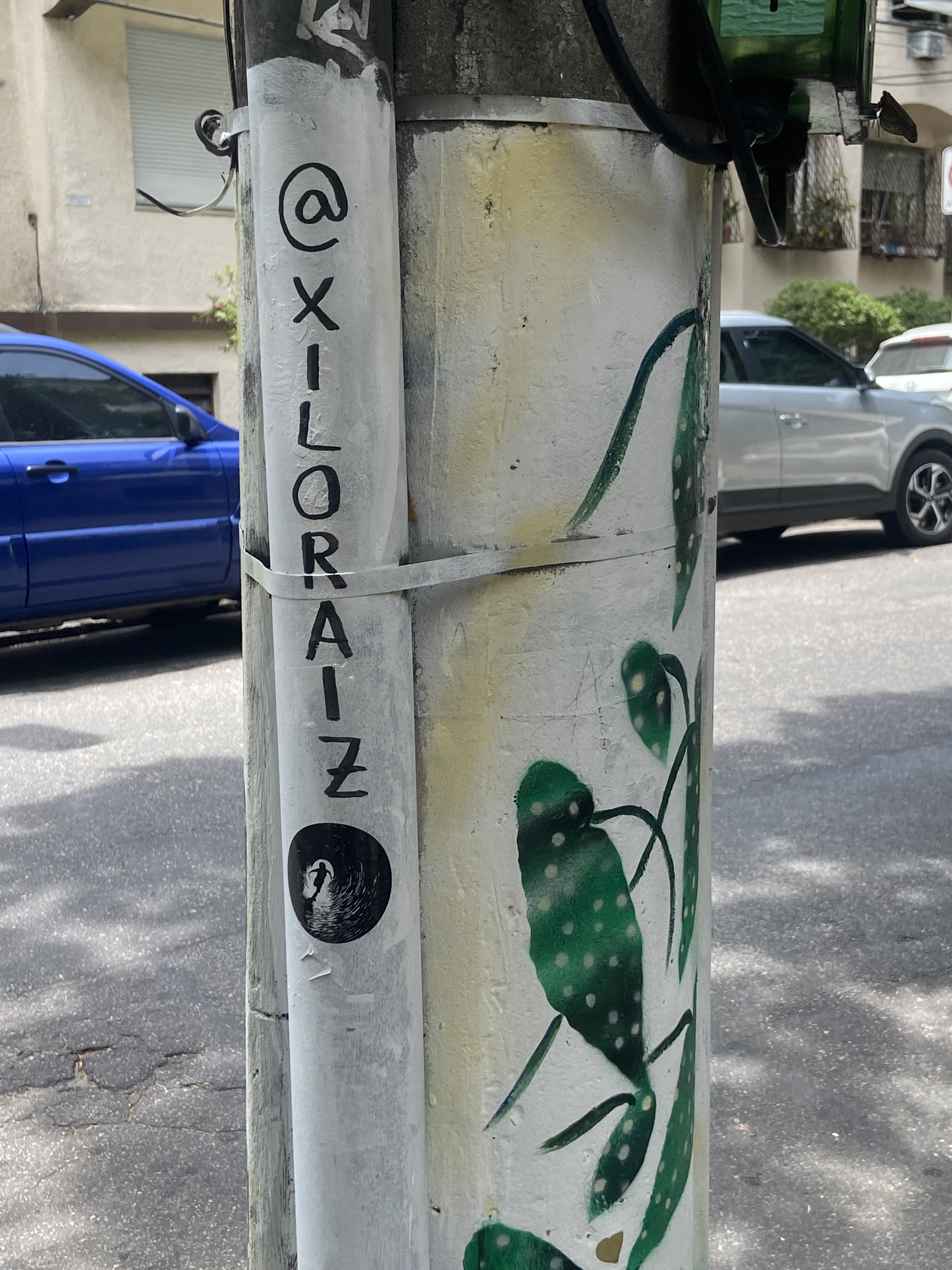
Laranjeiras Coletivo Arte - Rua Estelita Lins
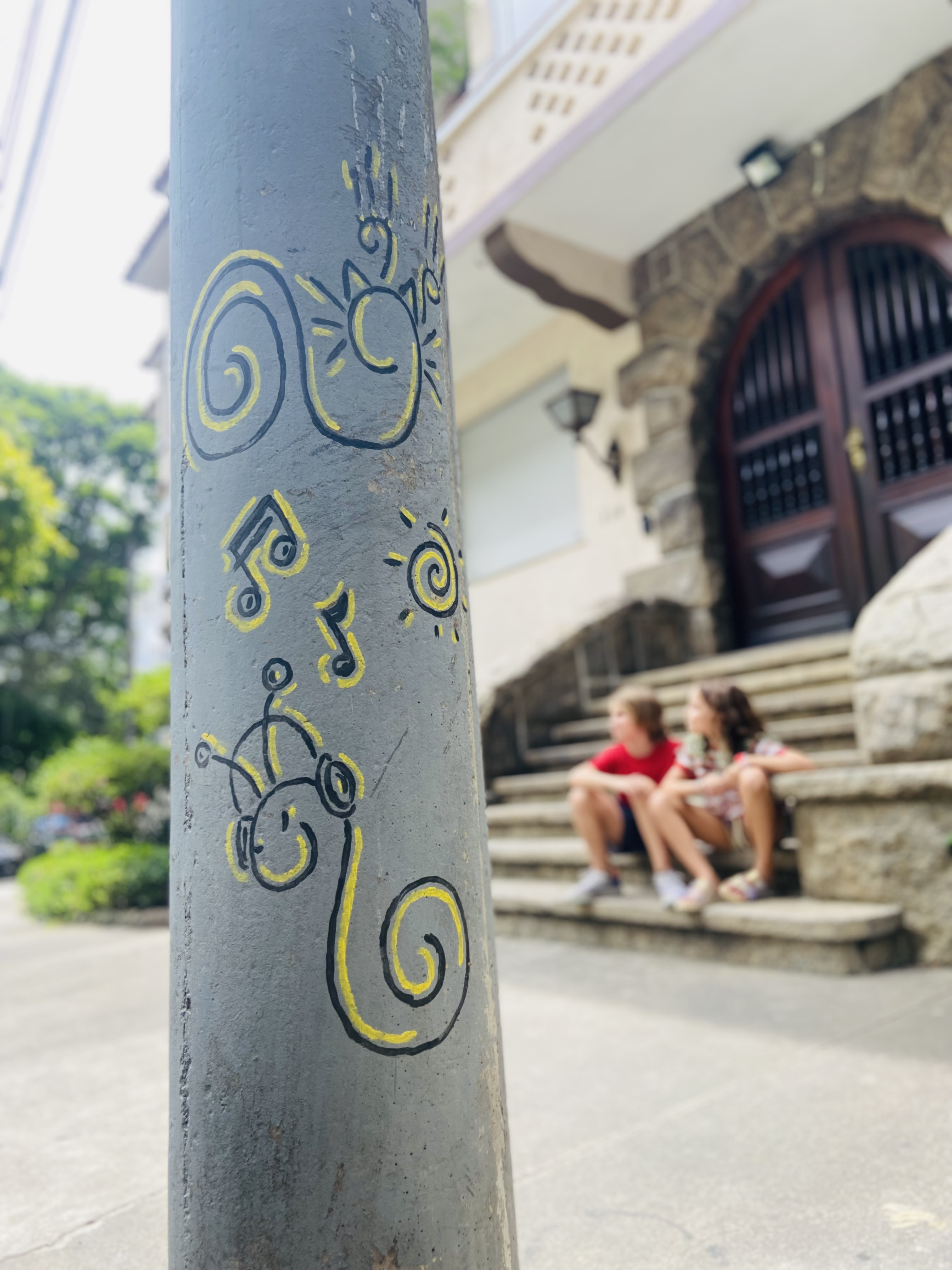
Laranjeiras Coletivo Arte - Rua Estelita Lins
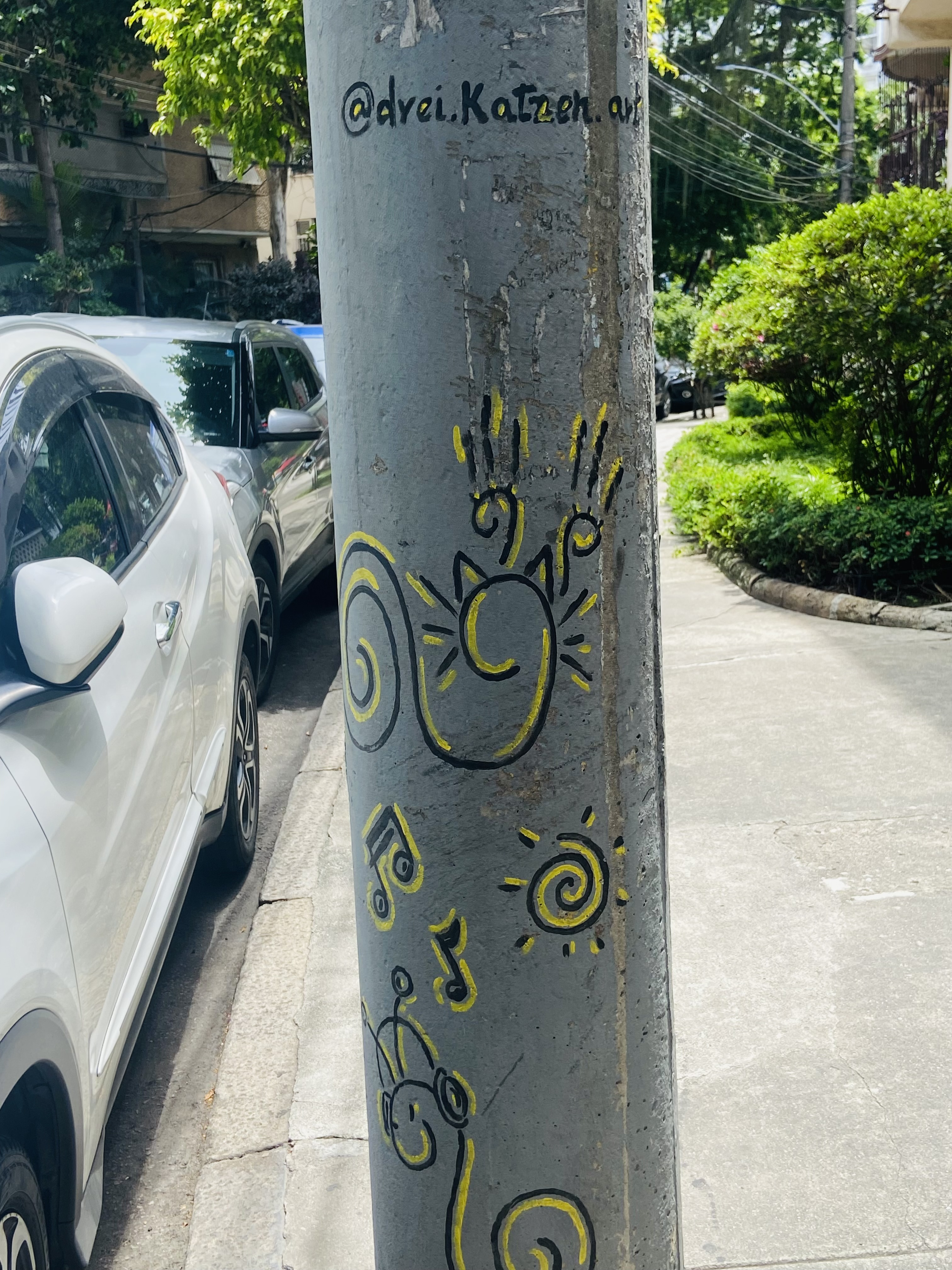
Laranjeiras Coletivo Arte - Rua Estelita Lins
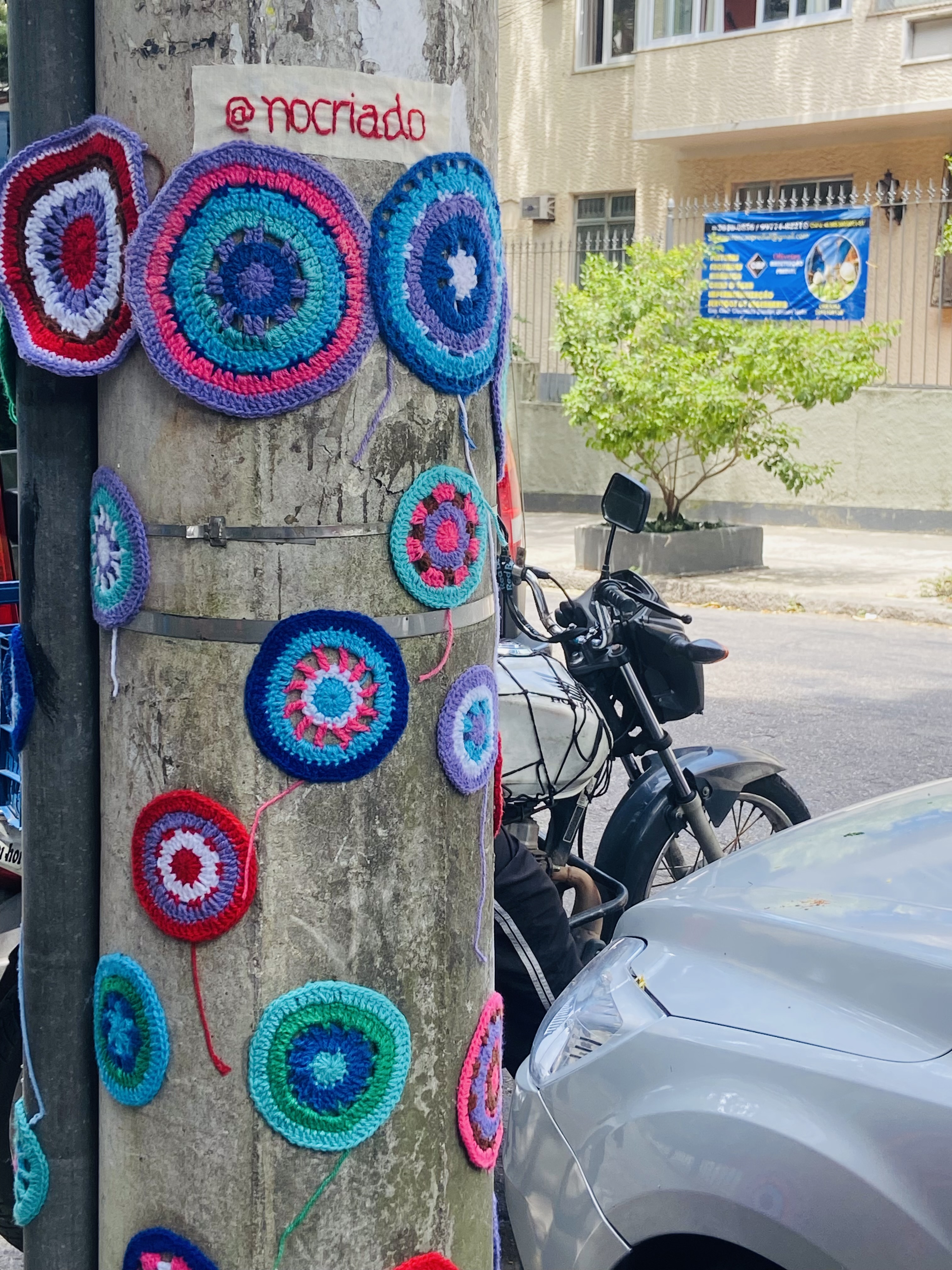
Laranjeiras Coletivo Arte - Rua Estelita Lins
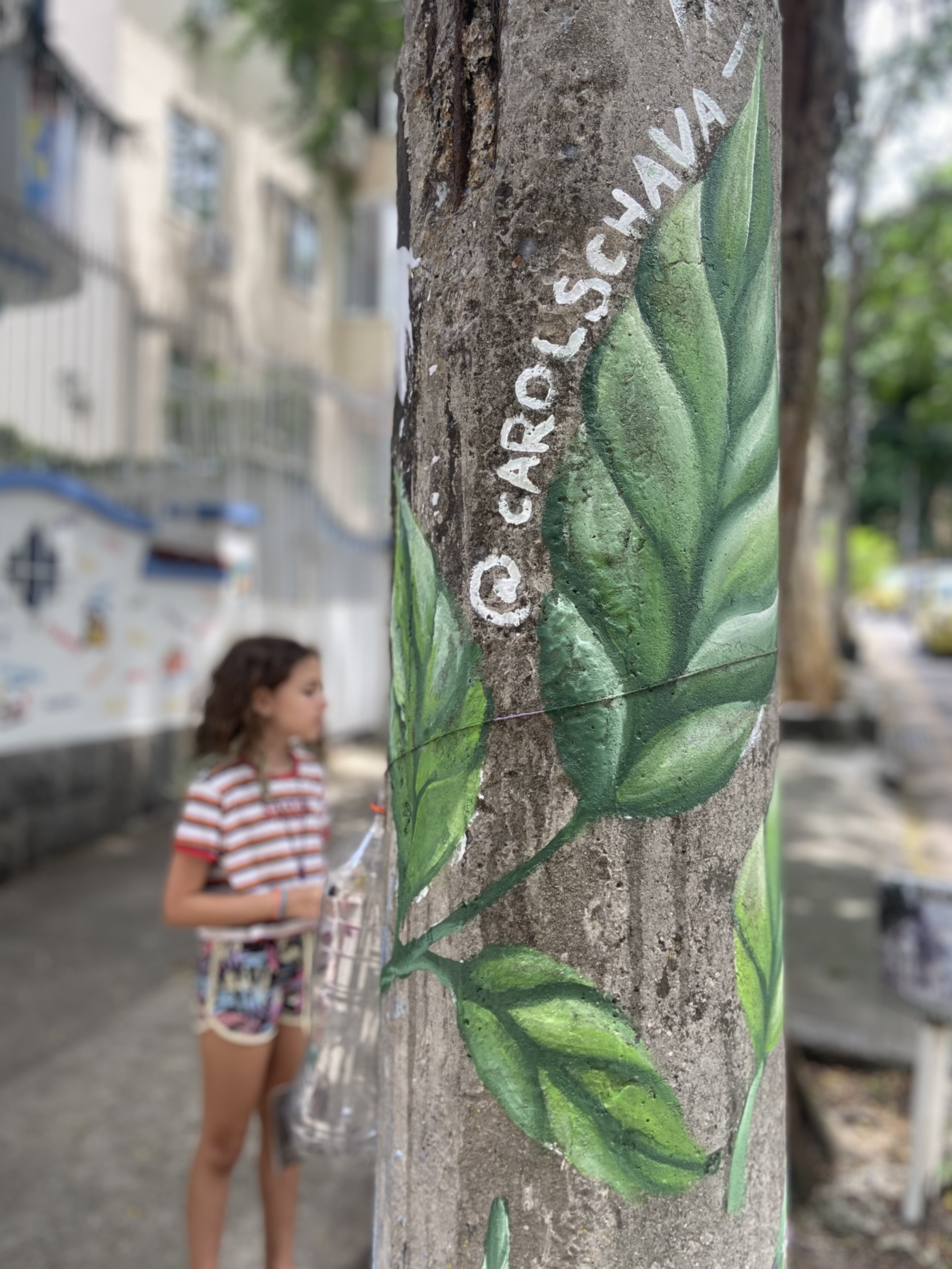
Laranjeiras Coletivo Arte - Rua Estelita Lins
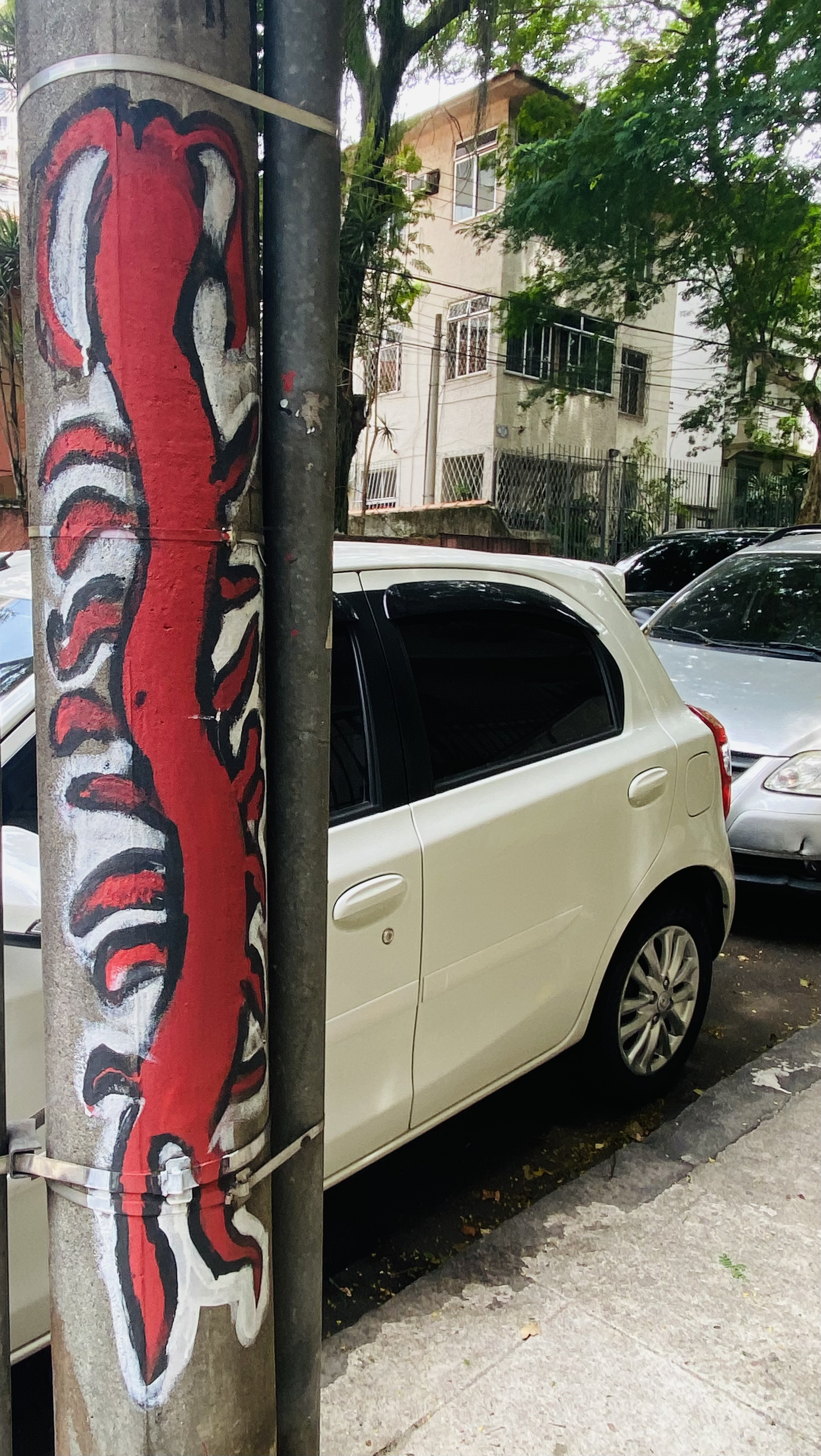
Laranjeiras Coletivo Arte - Rua Estelita Lins
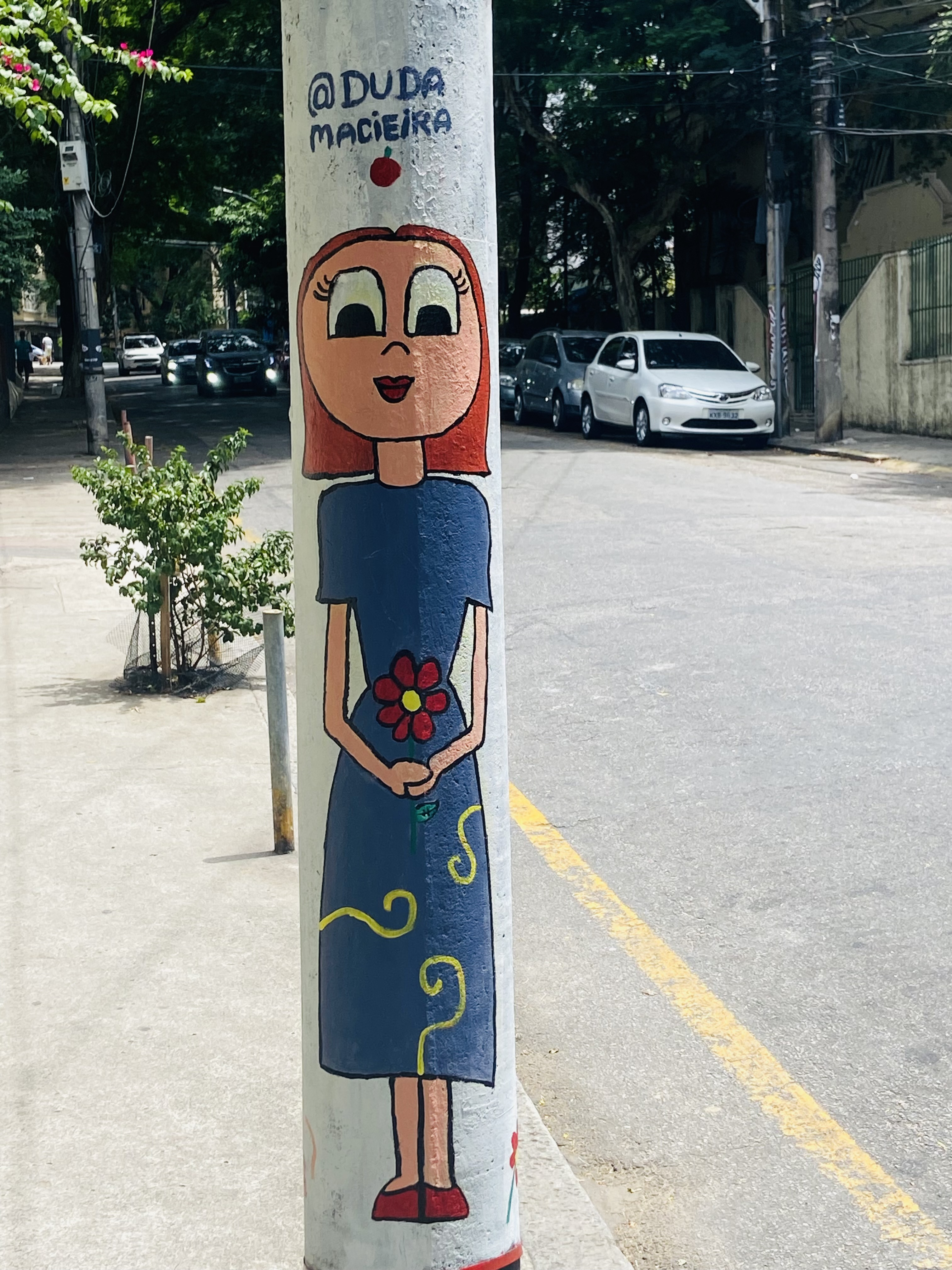
Laranjeiras Coletivo Arte - Rua Estelita Lins
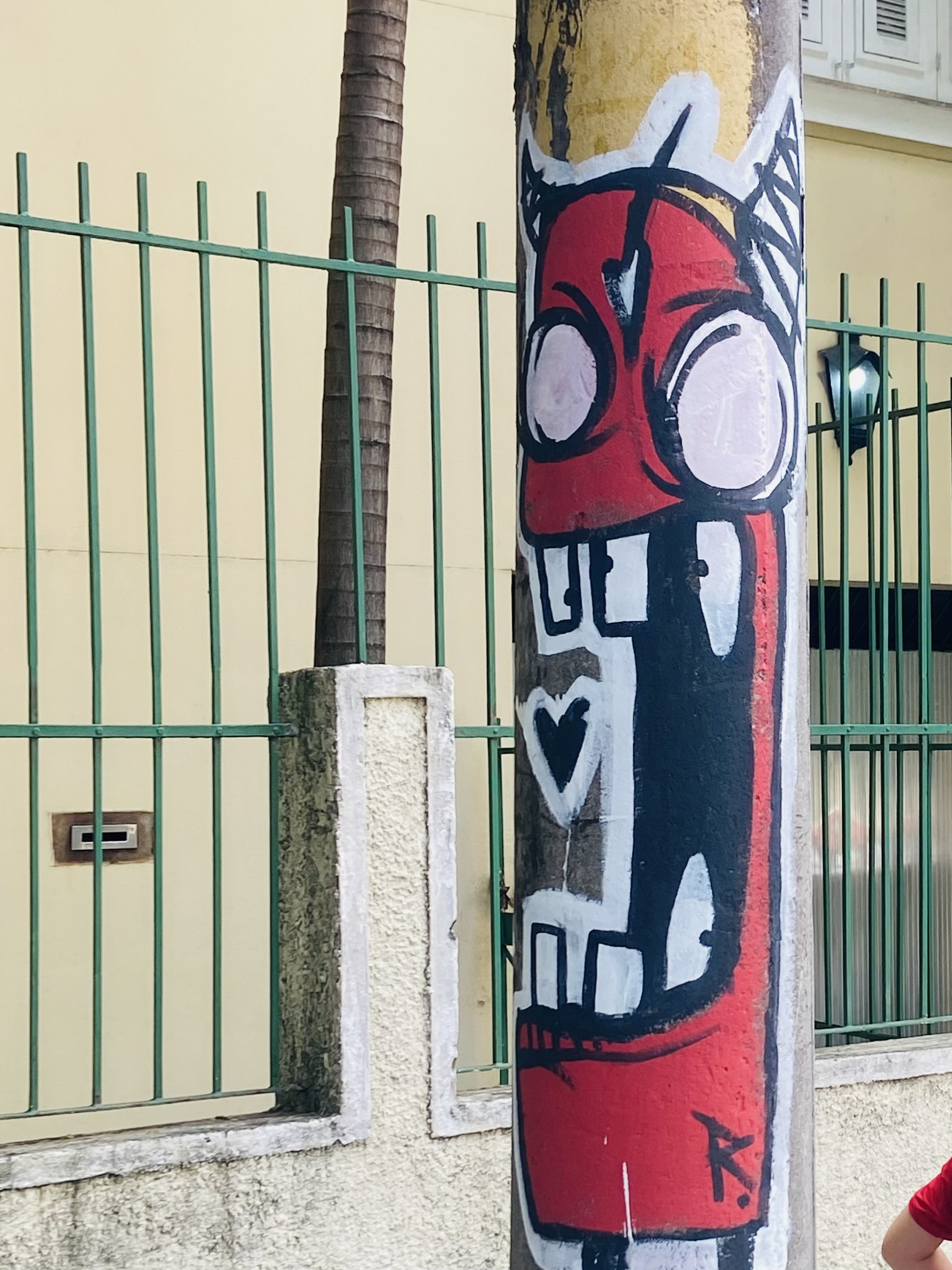
Laranjeiras Coletivo Arte - Rua Estelita Lins
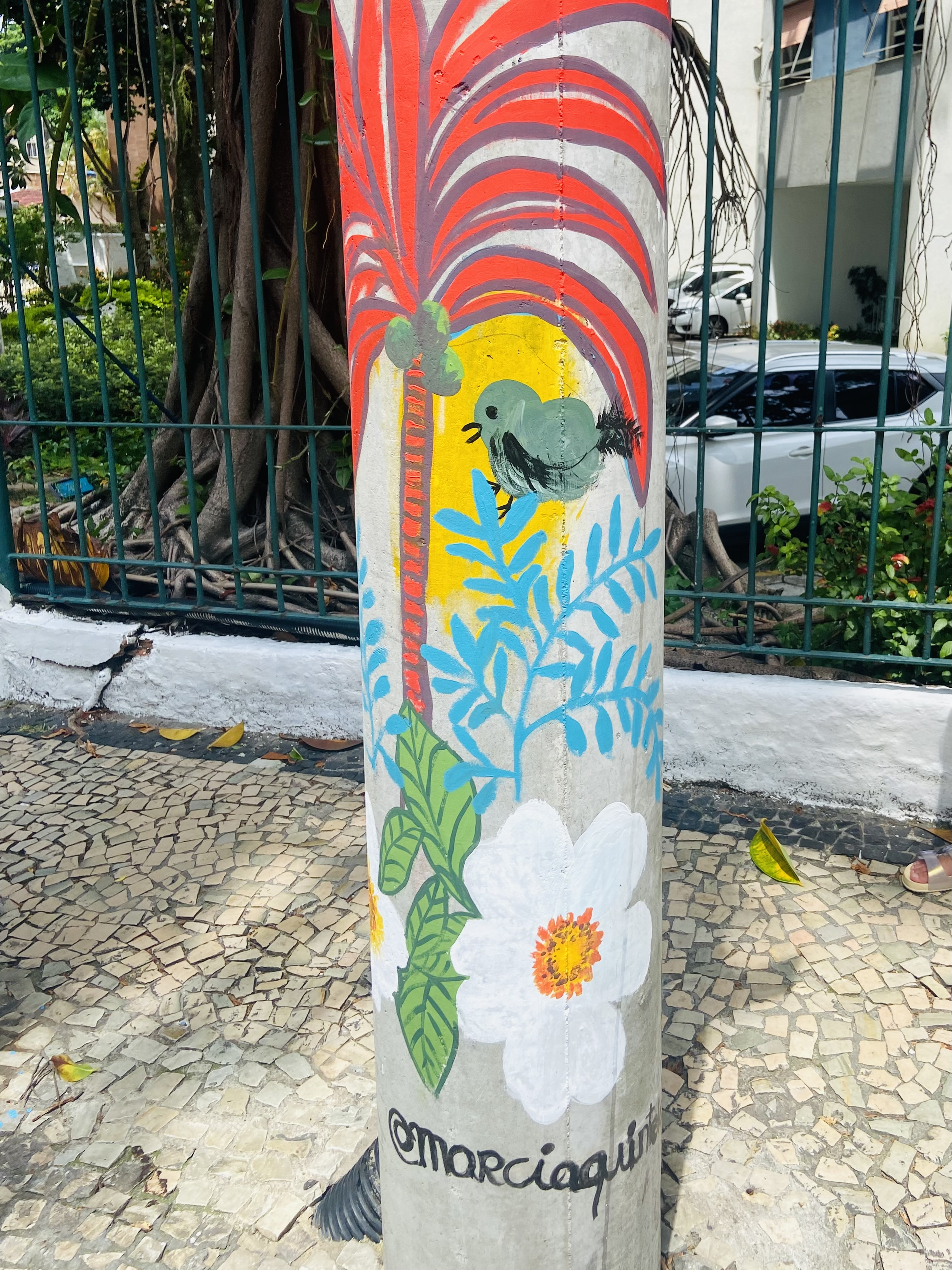
Laranjeiras Coletivo Arte - Rua Estelita Lins
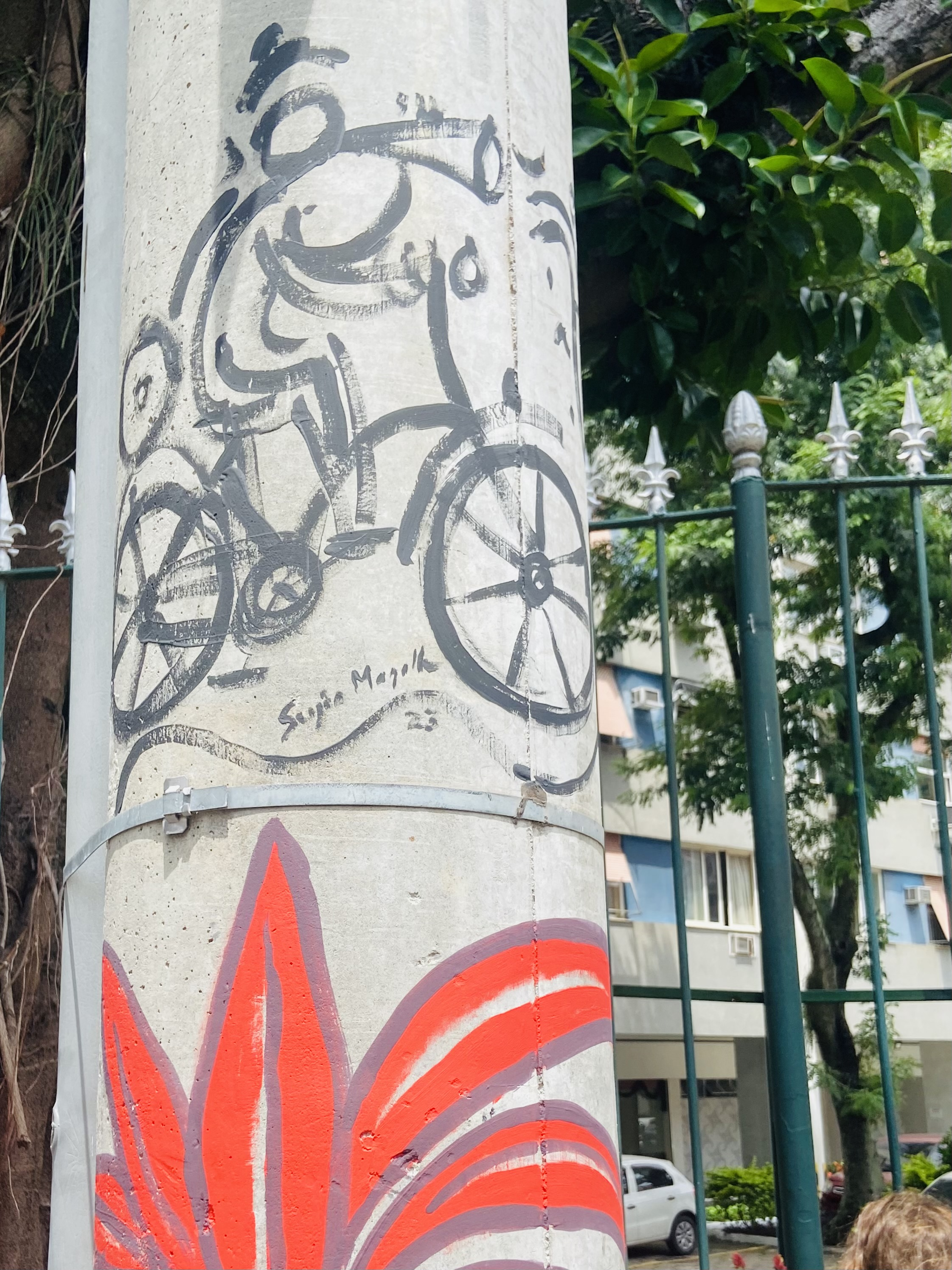
Laranjeiras Coletivo Arte - Rua Estelita Lins
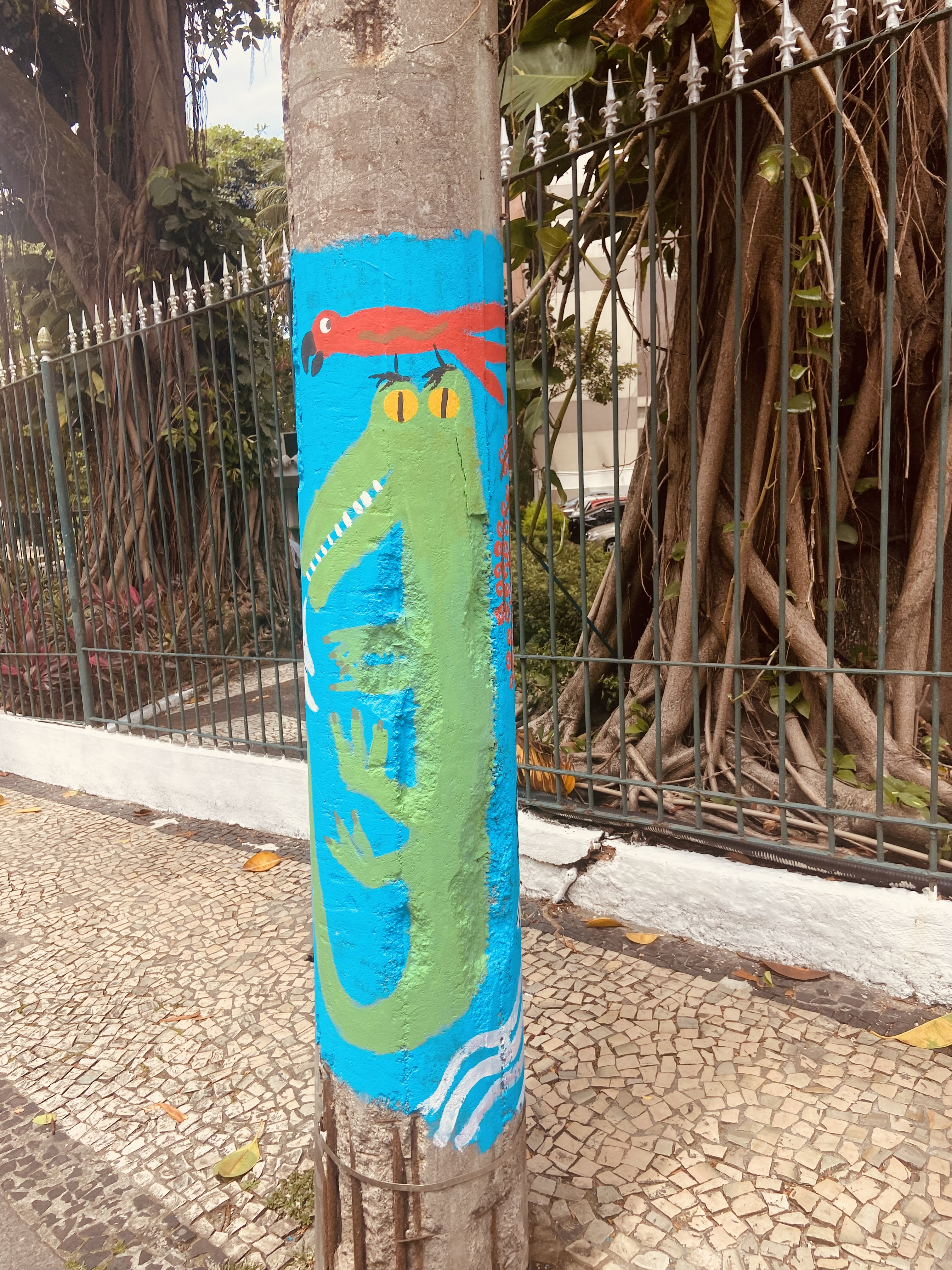
Laranjeiras Coletivo Arte - Rua Estelita Lins
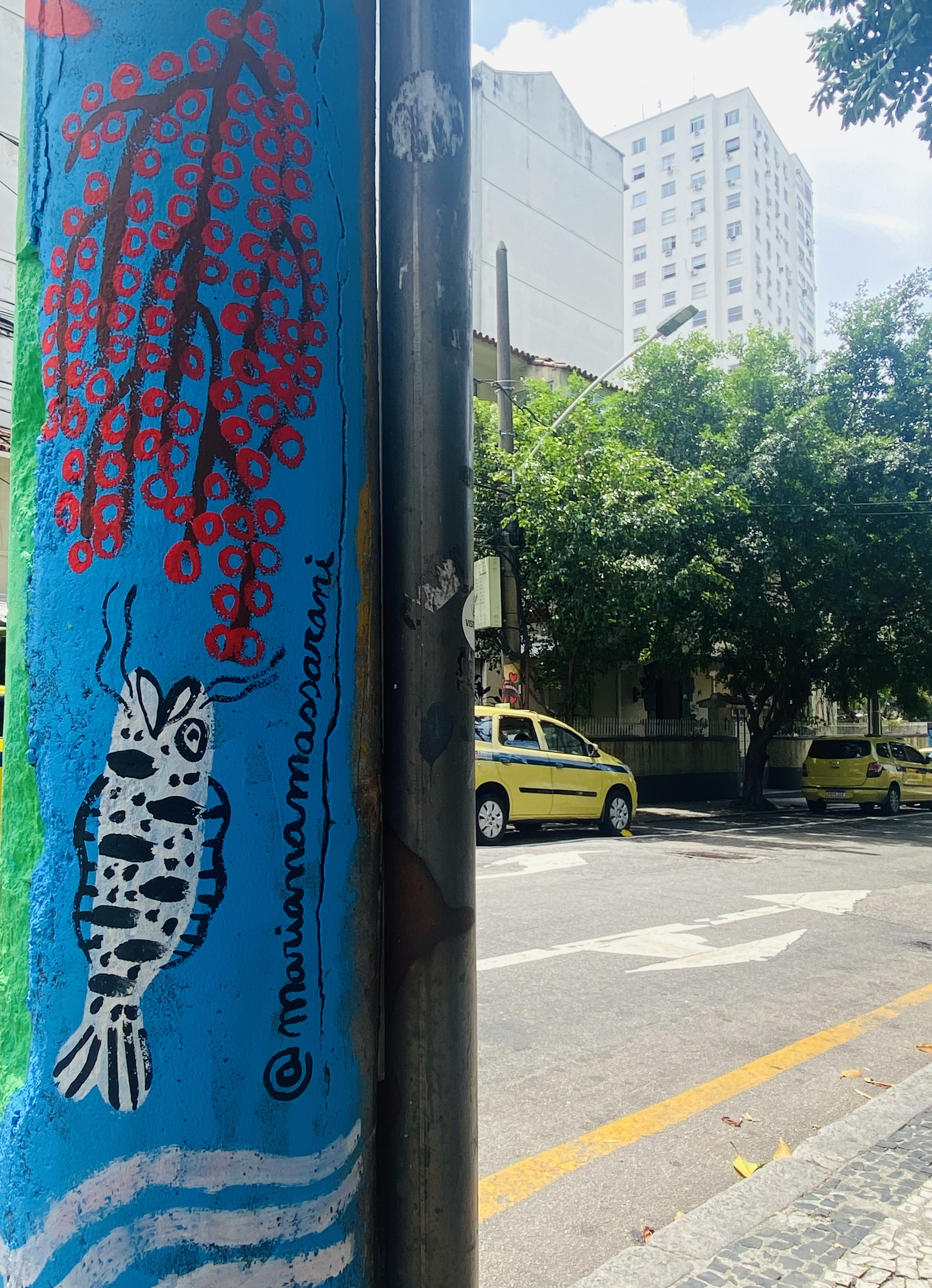
Laranjeiras Coletivo Arte - Rua Estelita Lins
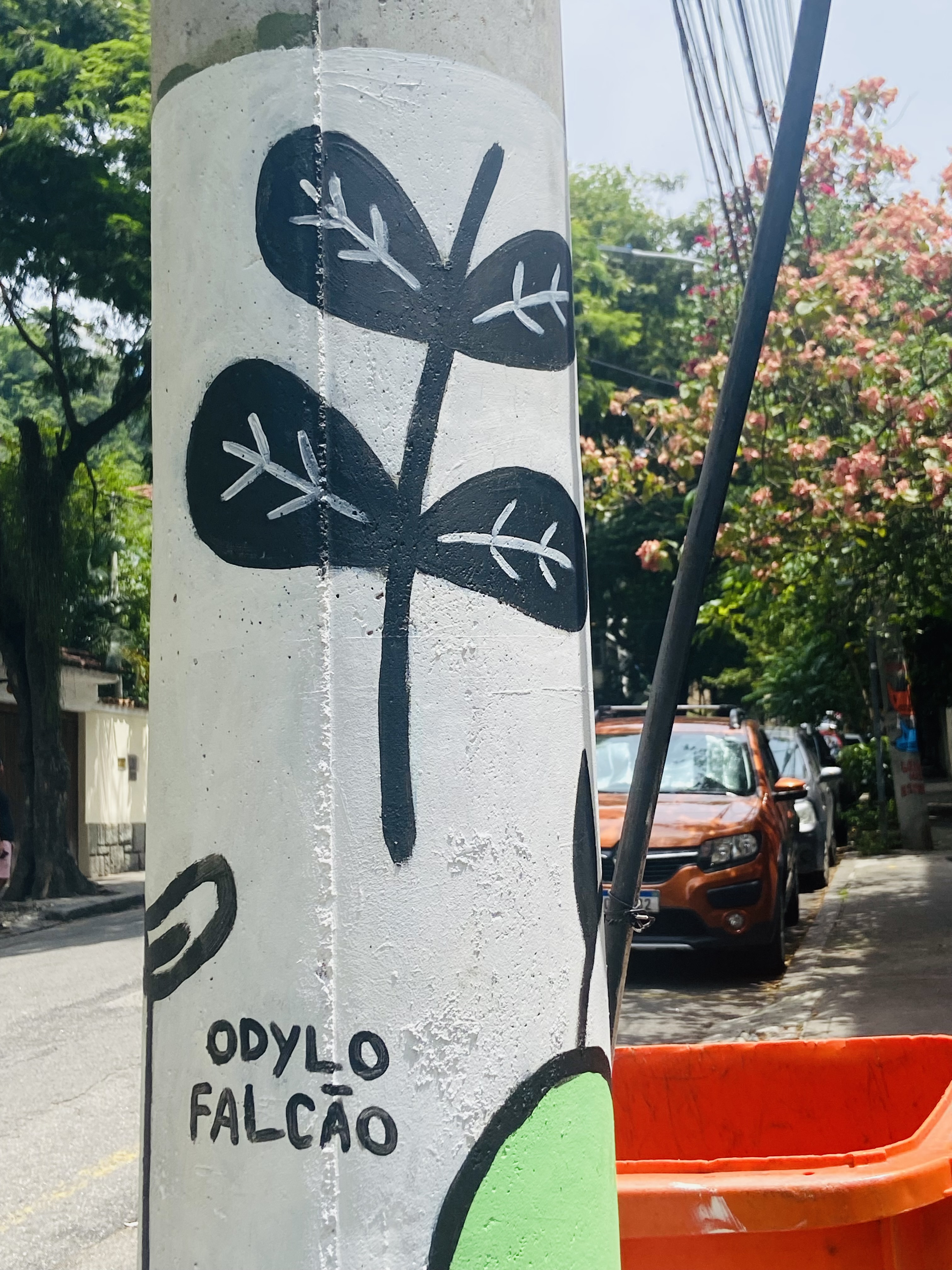
Laranjeiras Coletivo Arte - Rua Estelita Lins
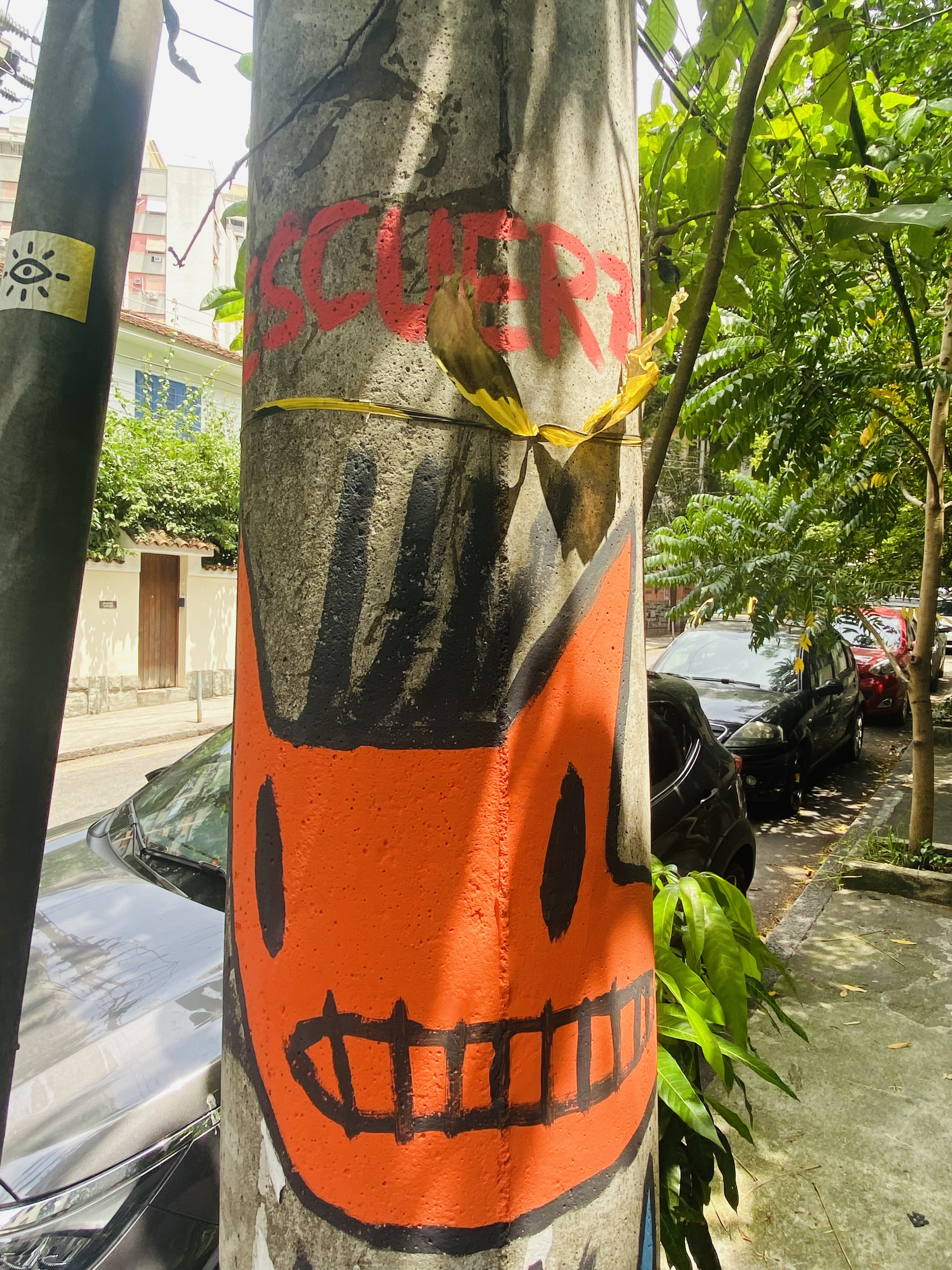
Laranjeiras Coletivo Arte - Rua Estelita Lins
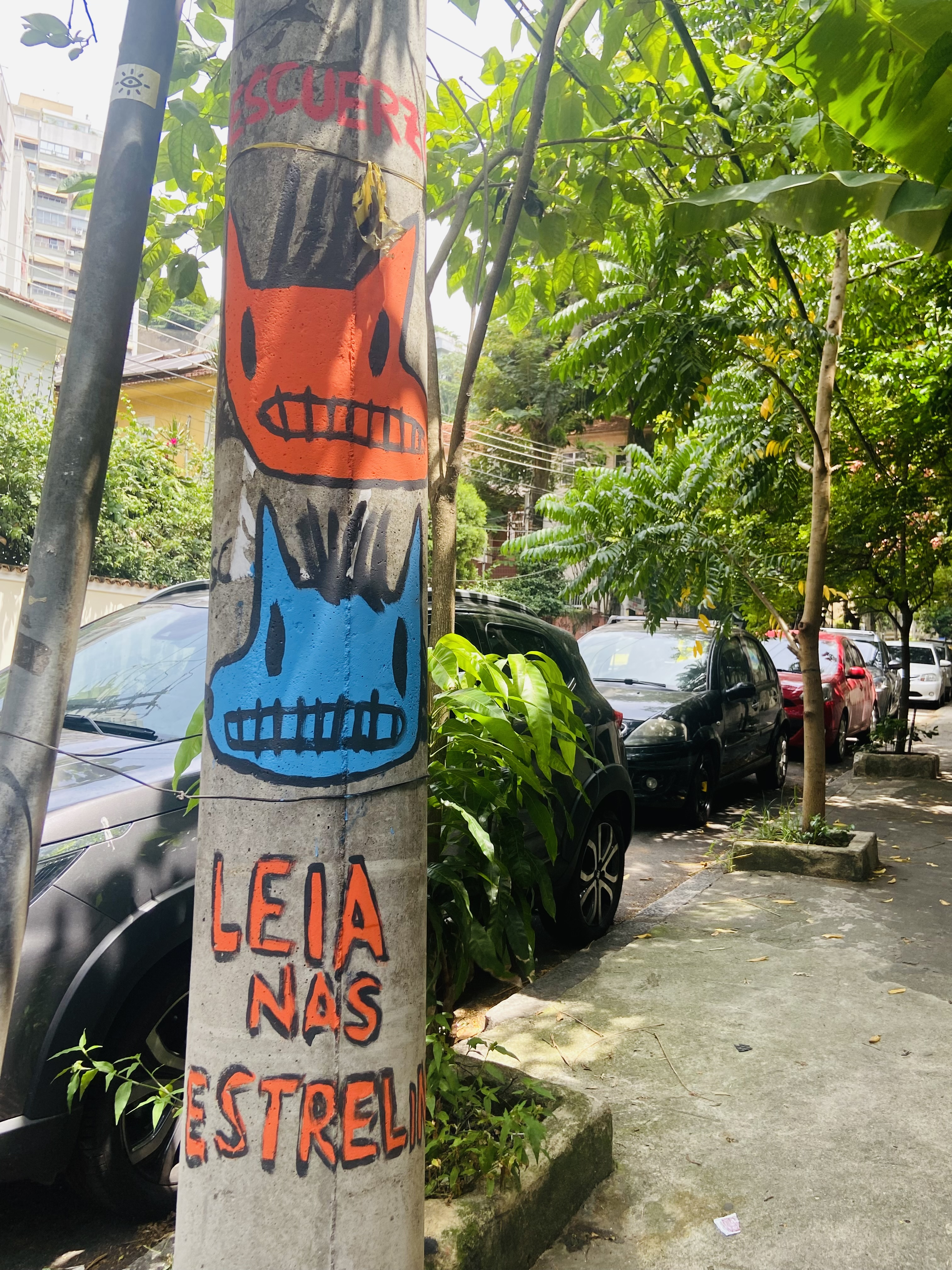
Laranjeiras Coletivo Arte - Rua Estelita Lins
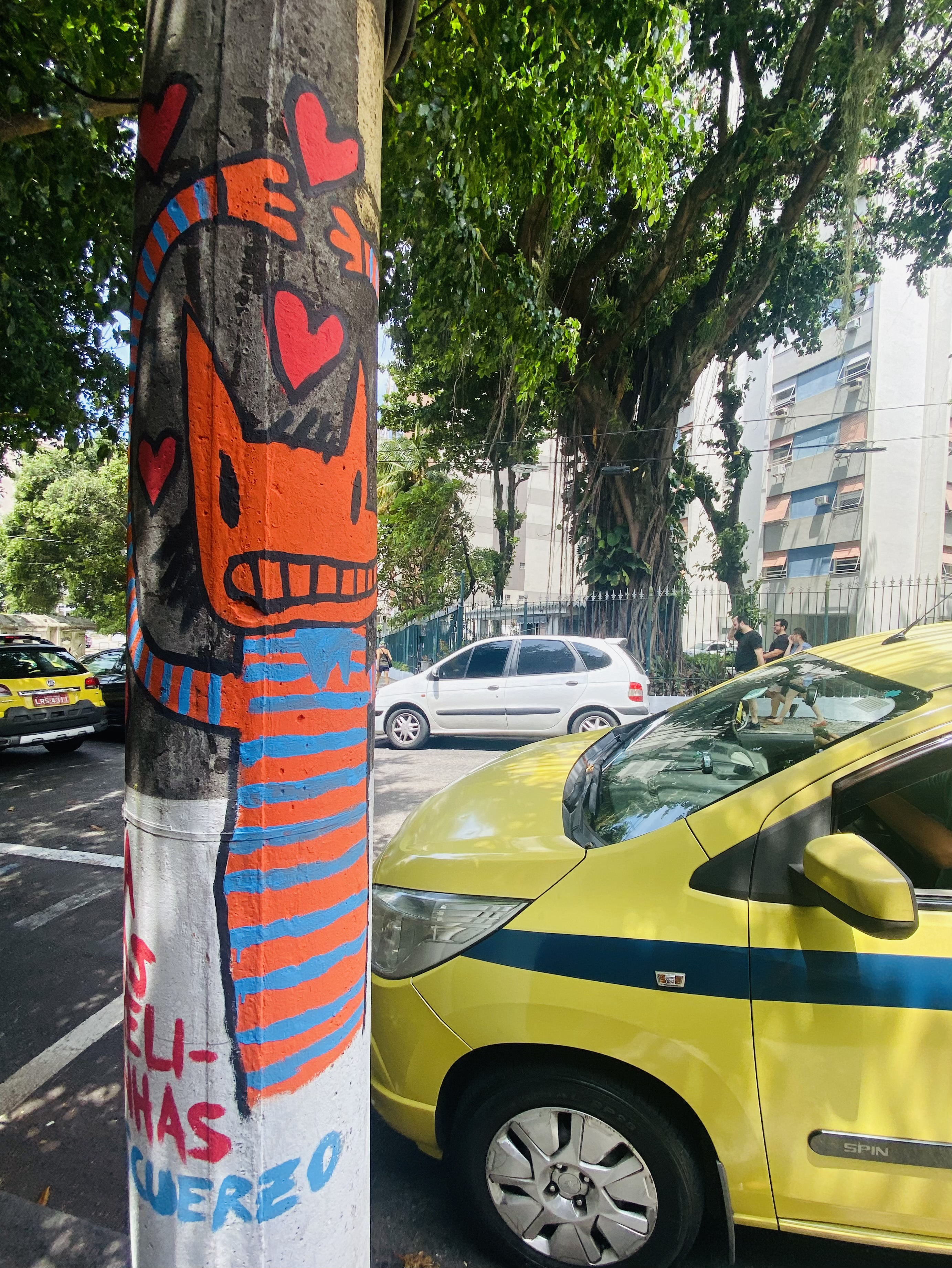
Laranjeiras Coletivo Arte - Rua Estelita Lins
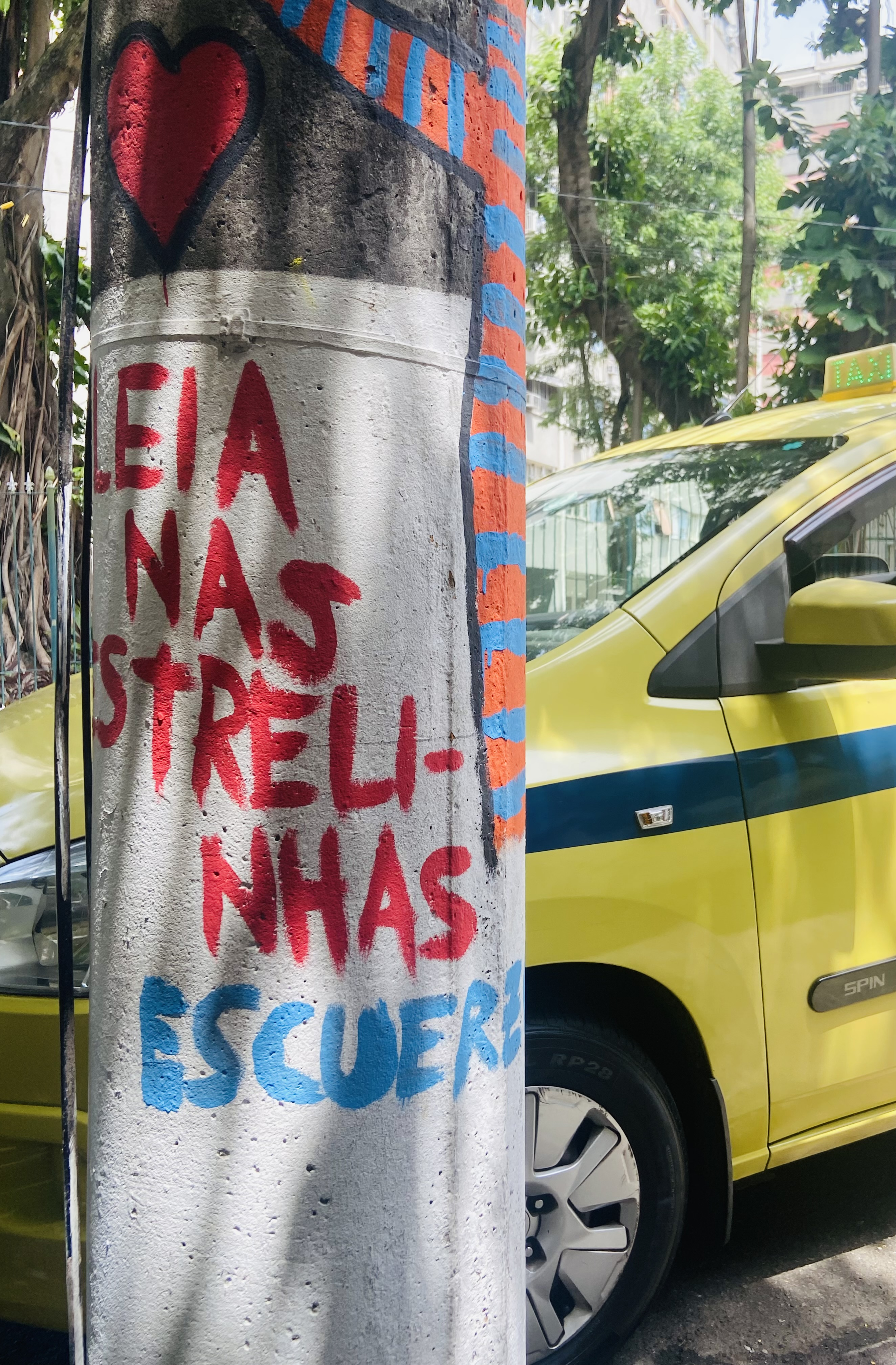
Laranjeiras Coletivo Arte - Rua Estelita Lins
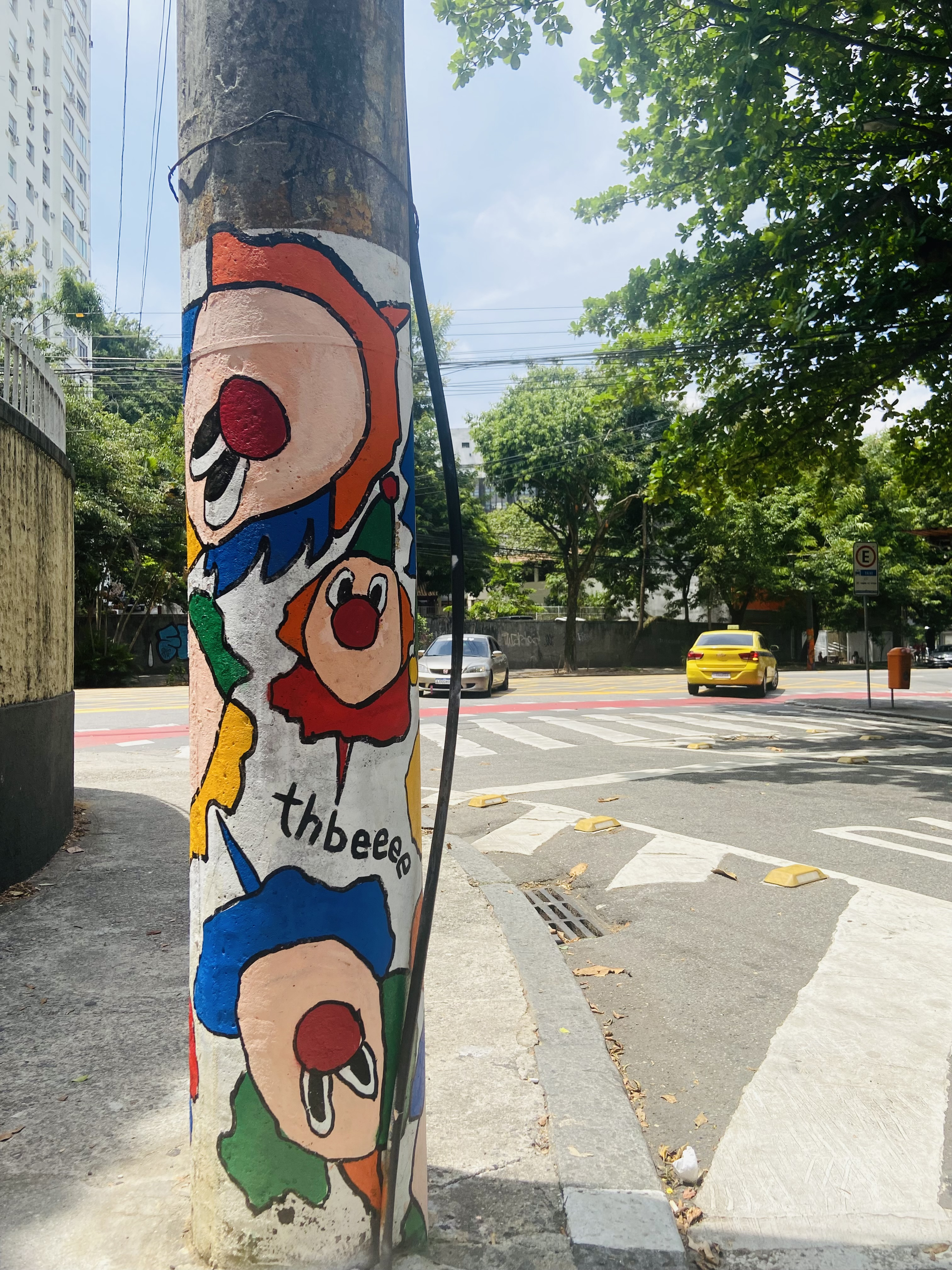
Laranjeiras Coletivo Arte - Rua Estelita Lins
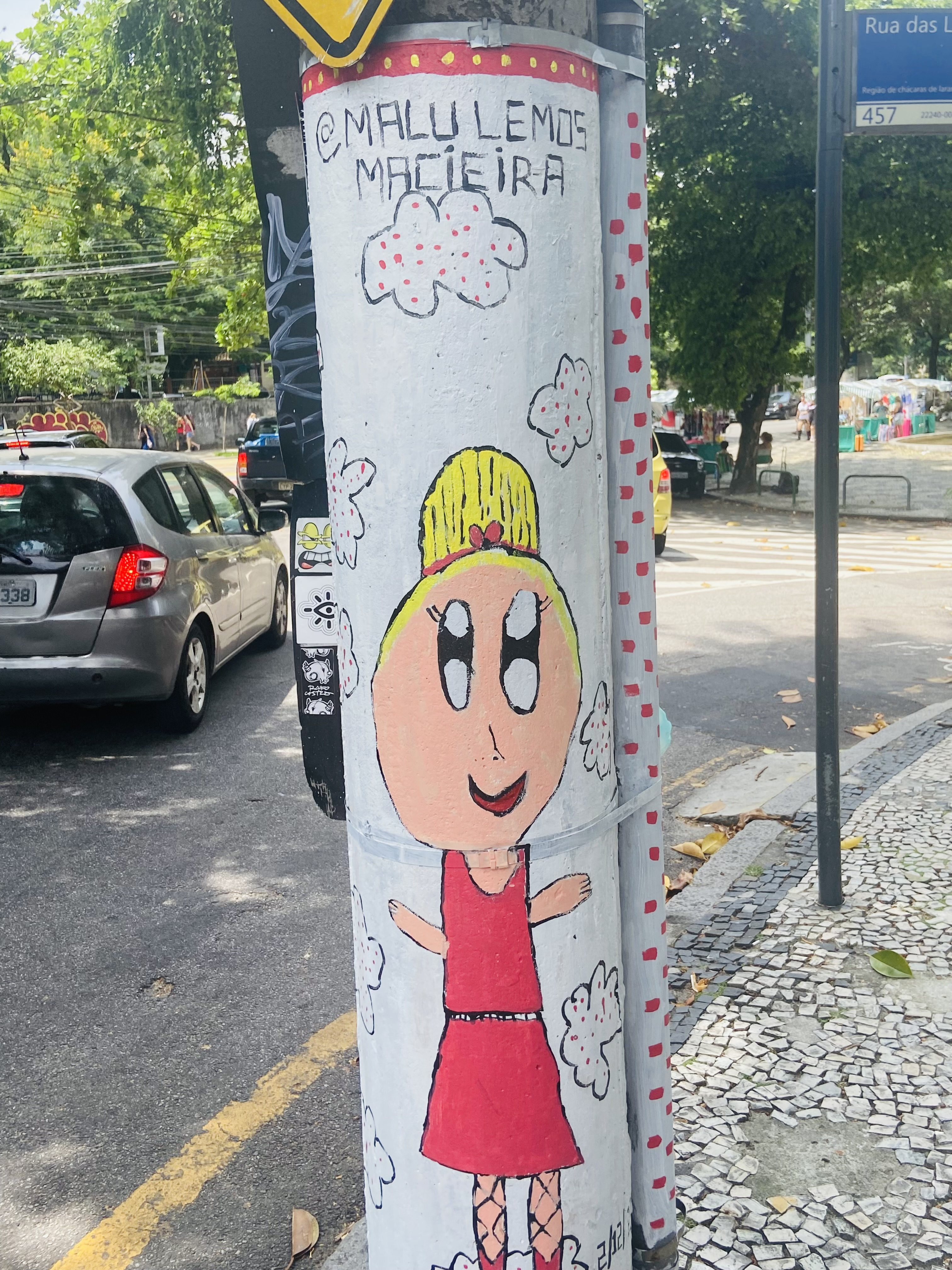
Laranjeiras Coletivo Arte - Rua Estelita Lins
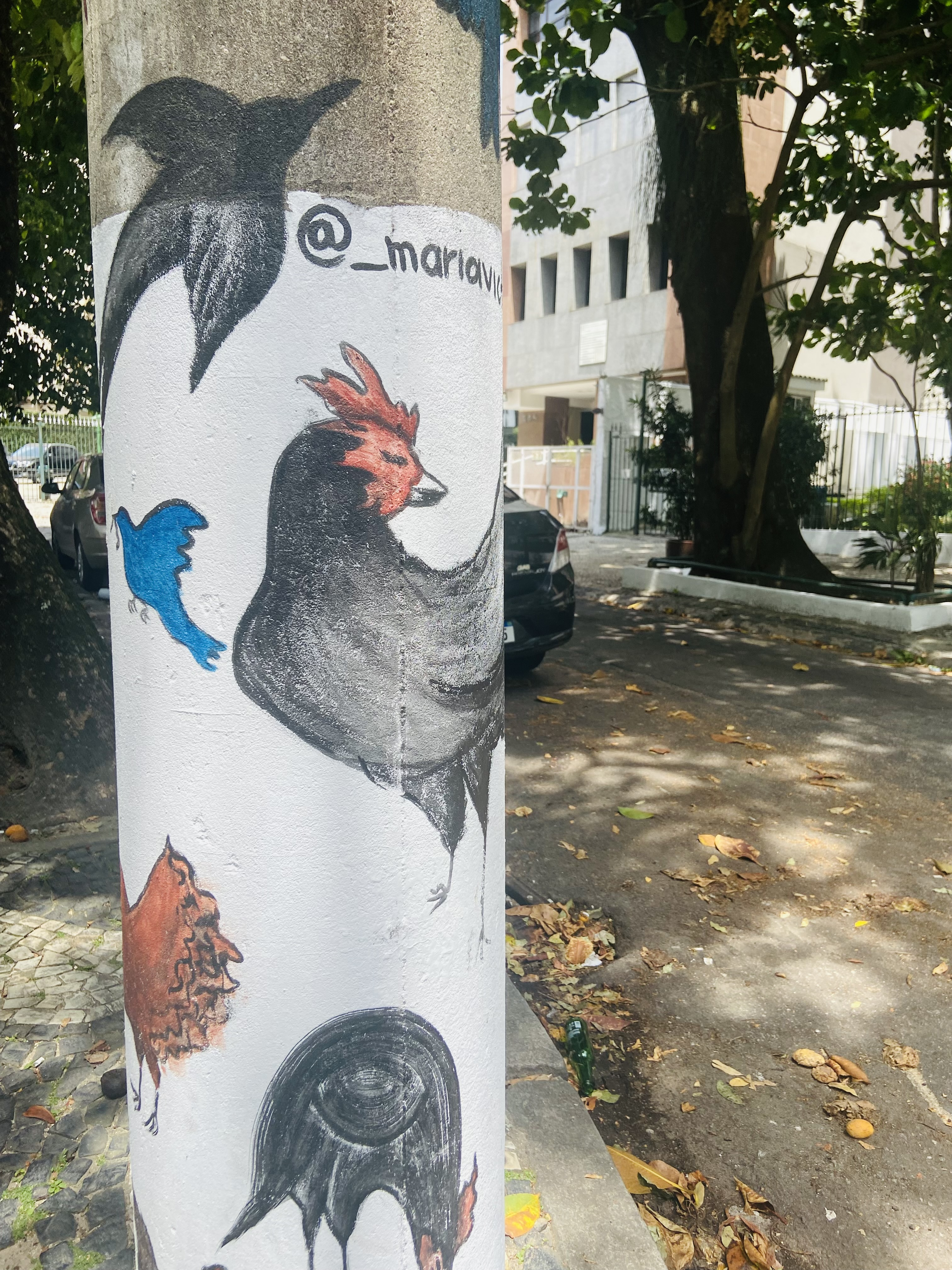
Laranjeiras Coletivo Arte - Praça Ben Gurión
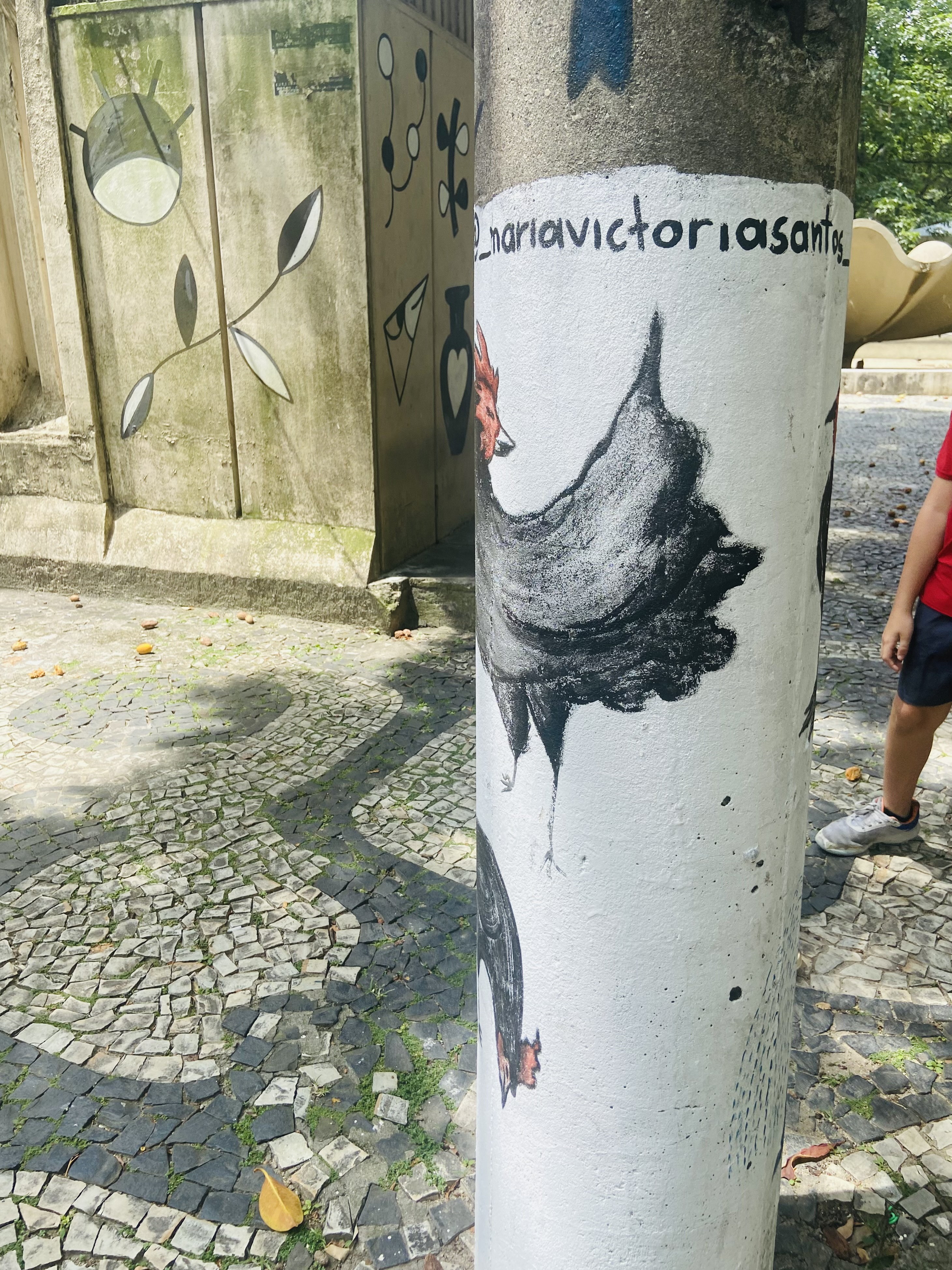
Laranjeiras Coletivo Arte - Praça Ben Gurión
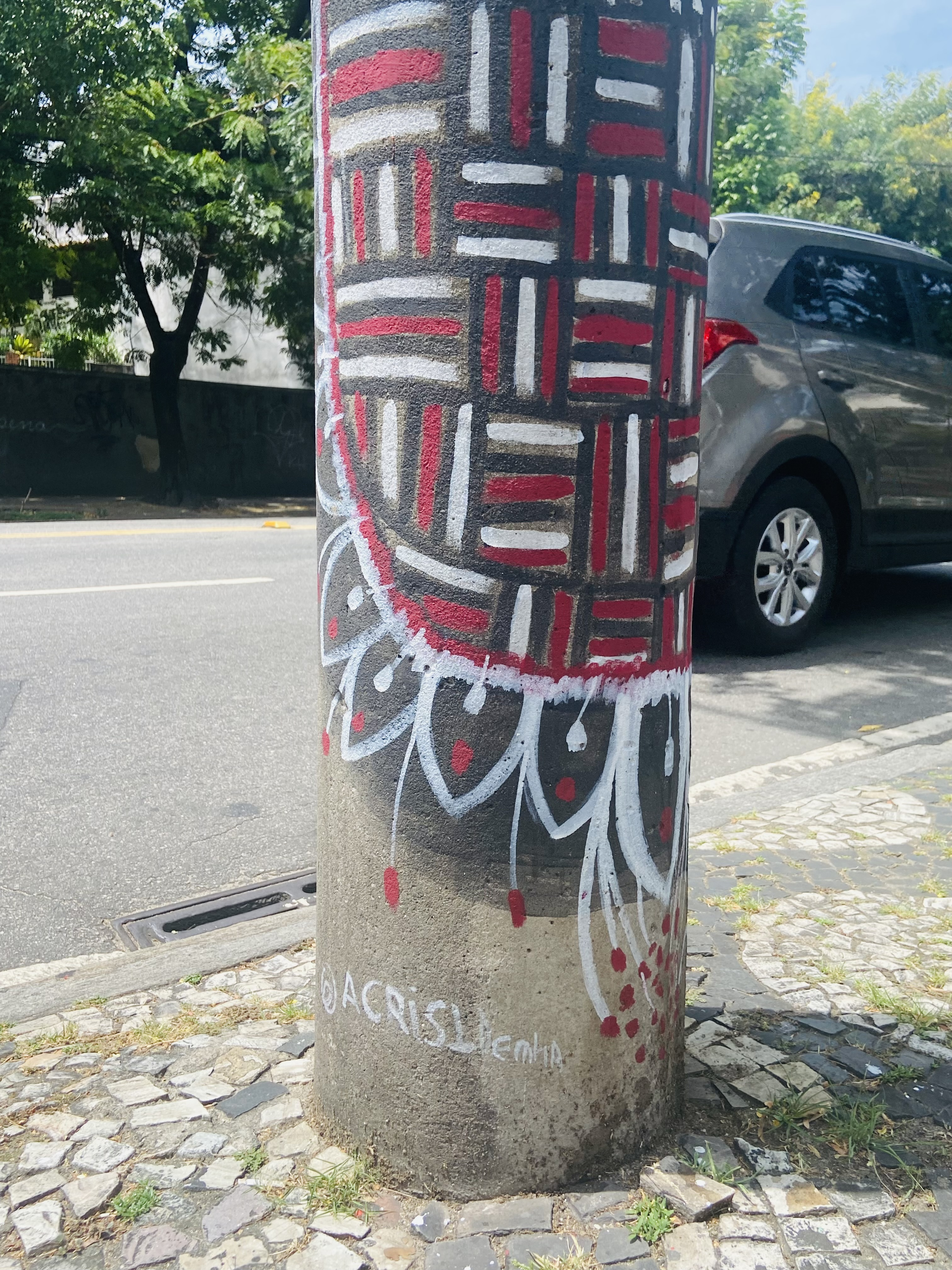
Laranjeiras Coletivo Arte - Praça Ben Gurión
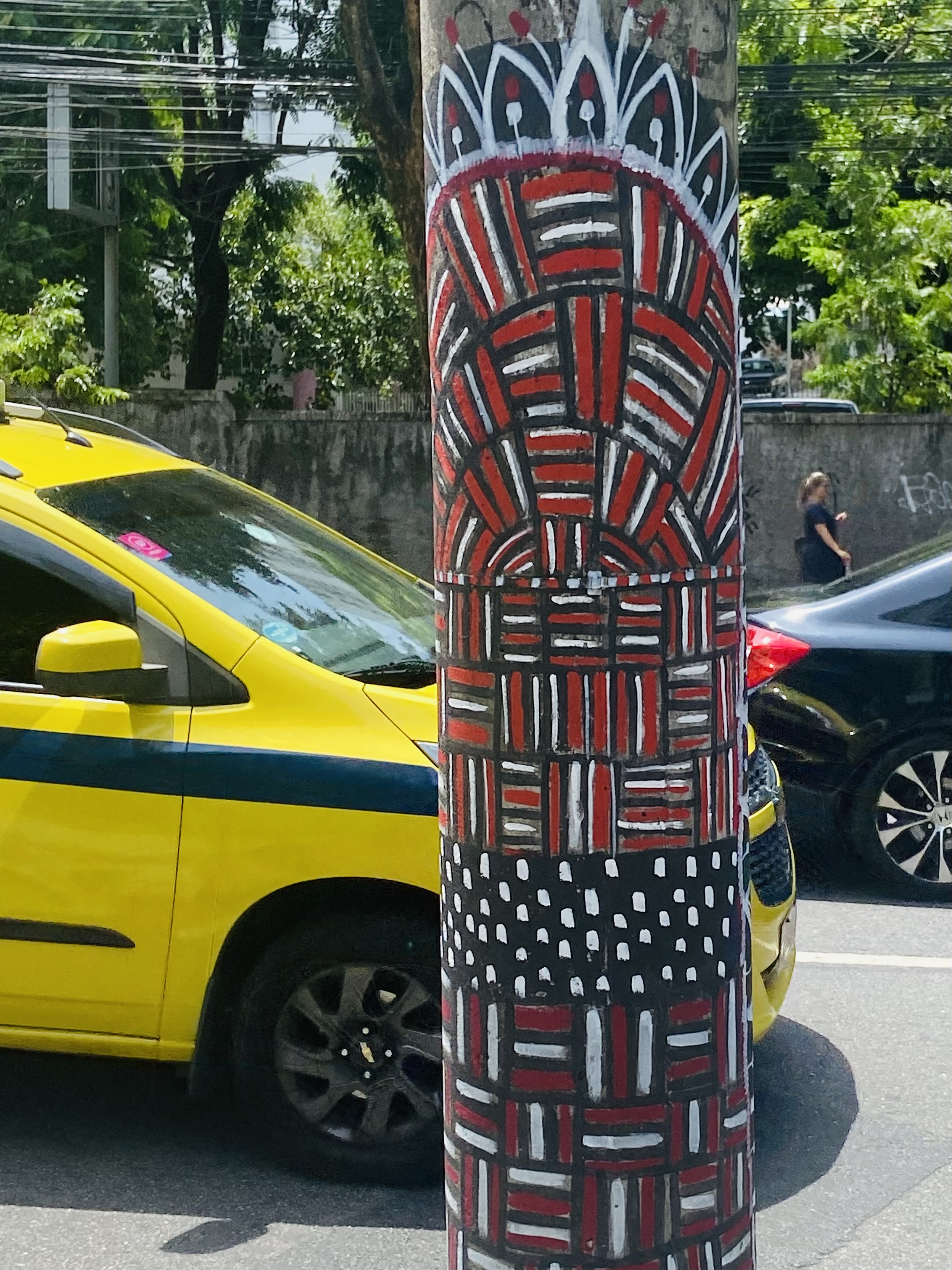
Laranjeiras Coletivo Arte - Praça Ben Gurión
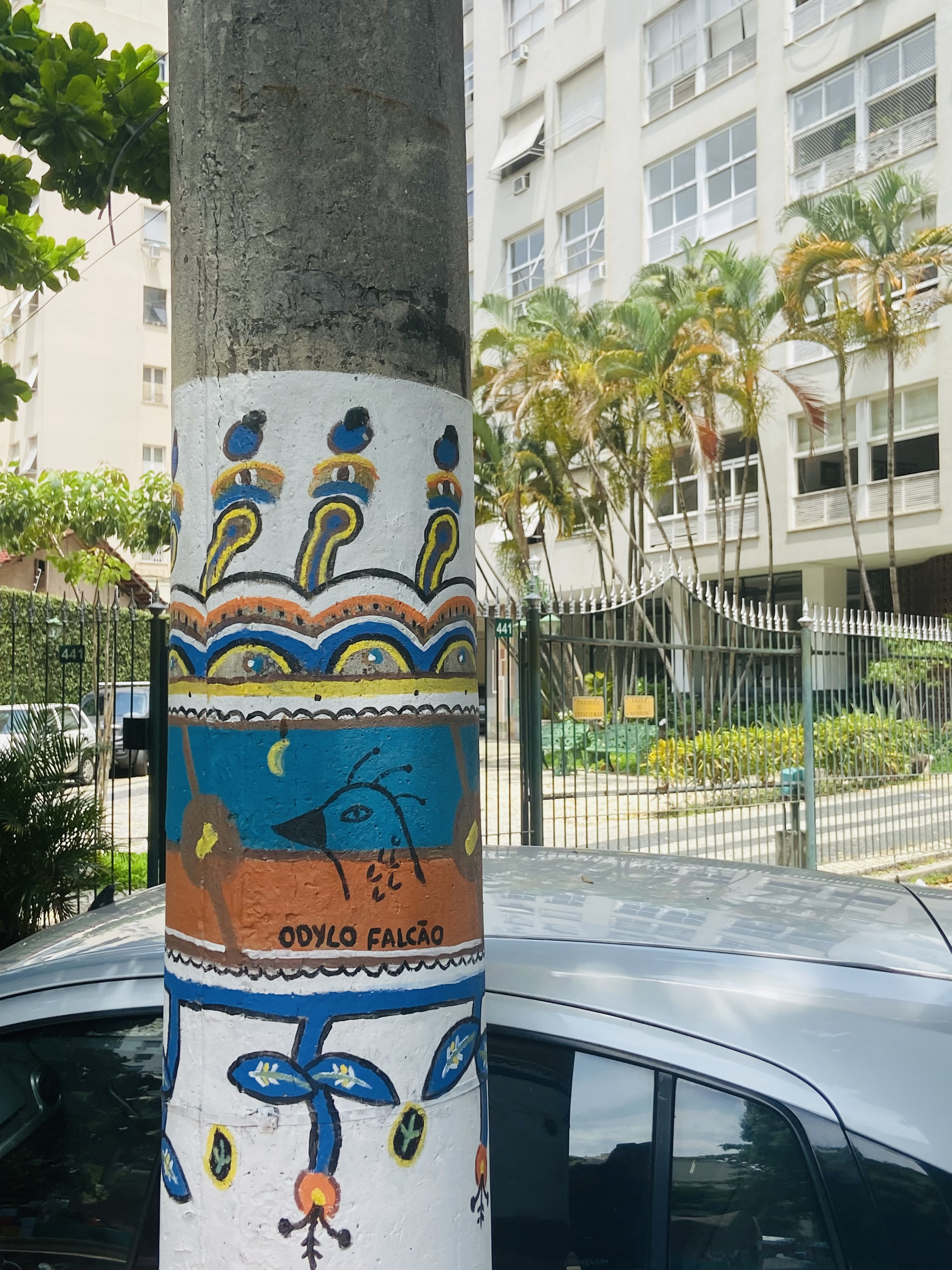
Laranjeiras Coletivo Arte - Praça Ben Gurión

#### Movimento Artístico Tricolor

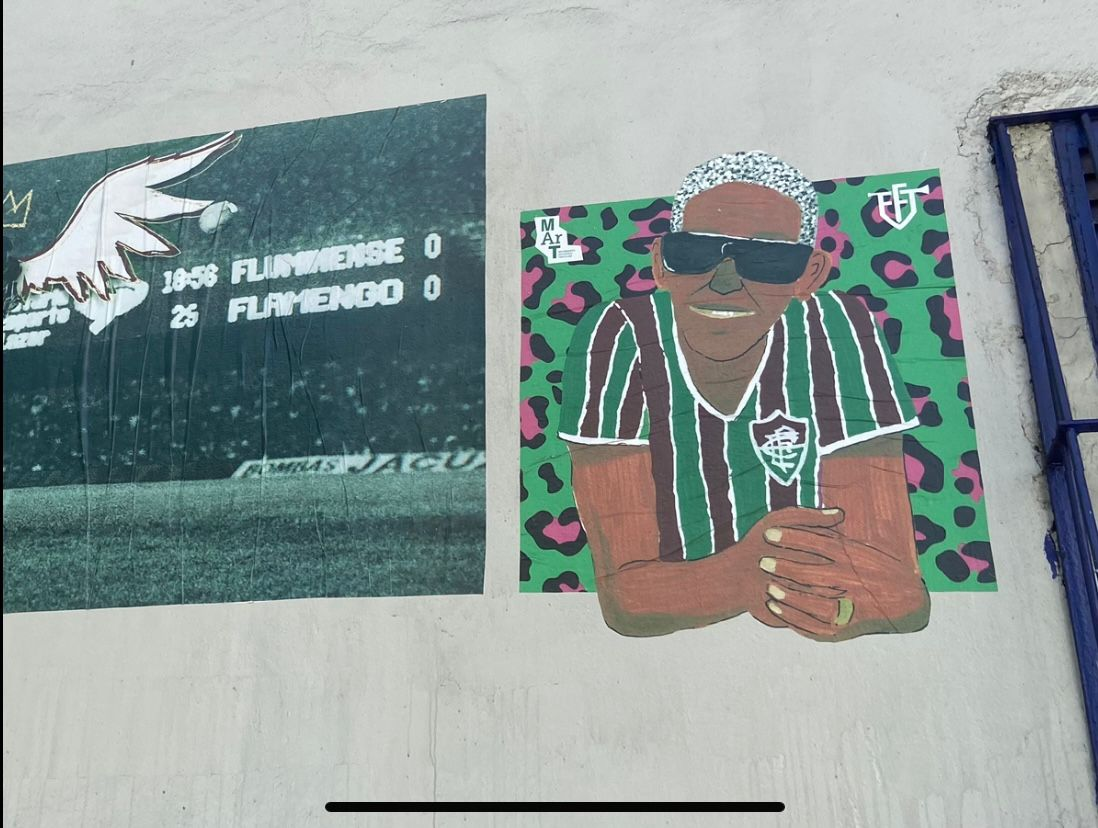
Cartola tricolor
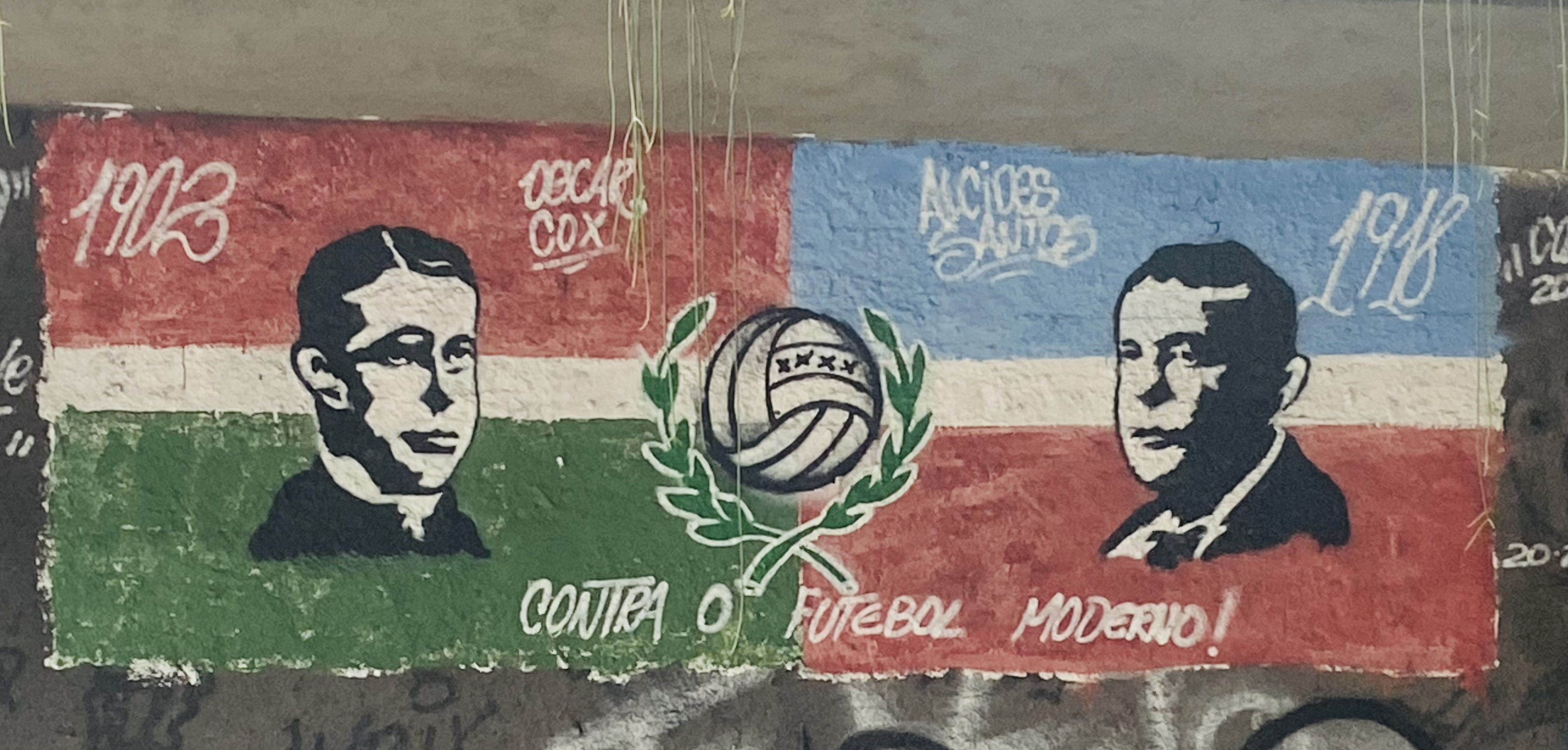
"Contra o futebol moderno"
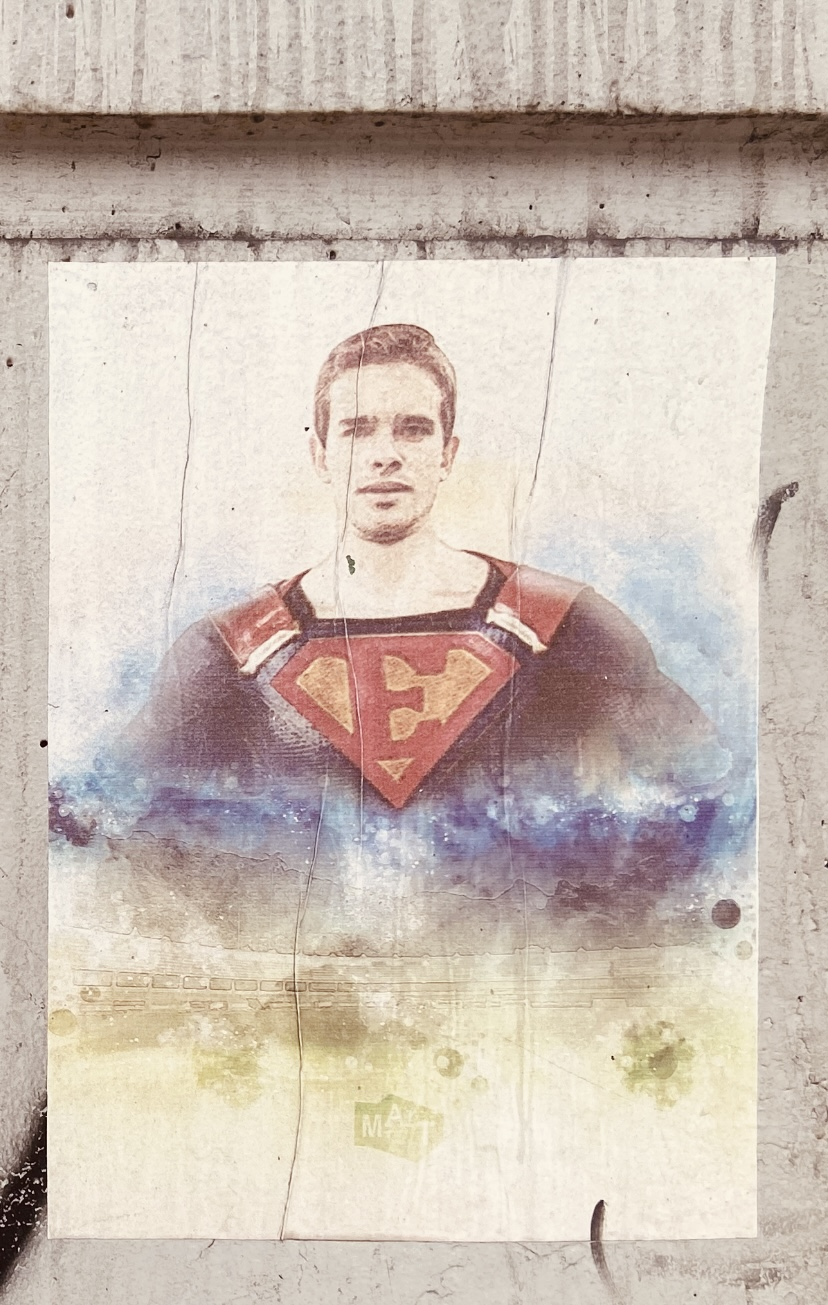
Súper-Ézio
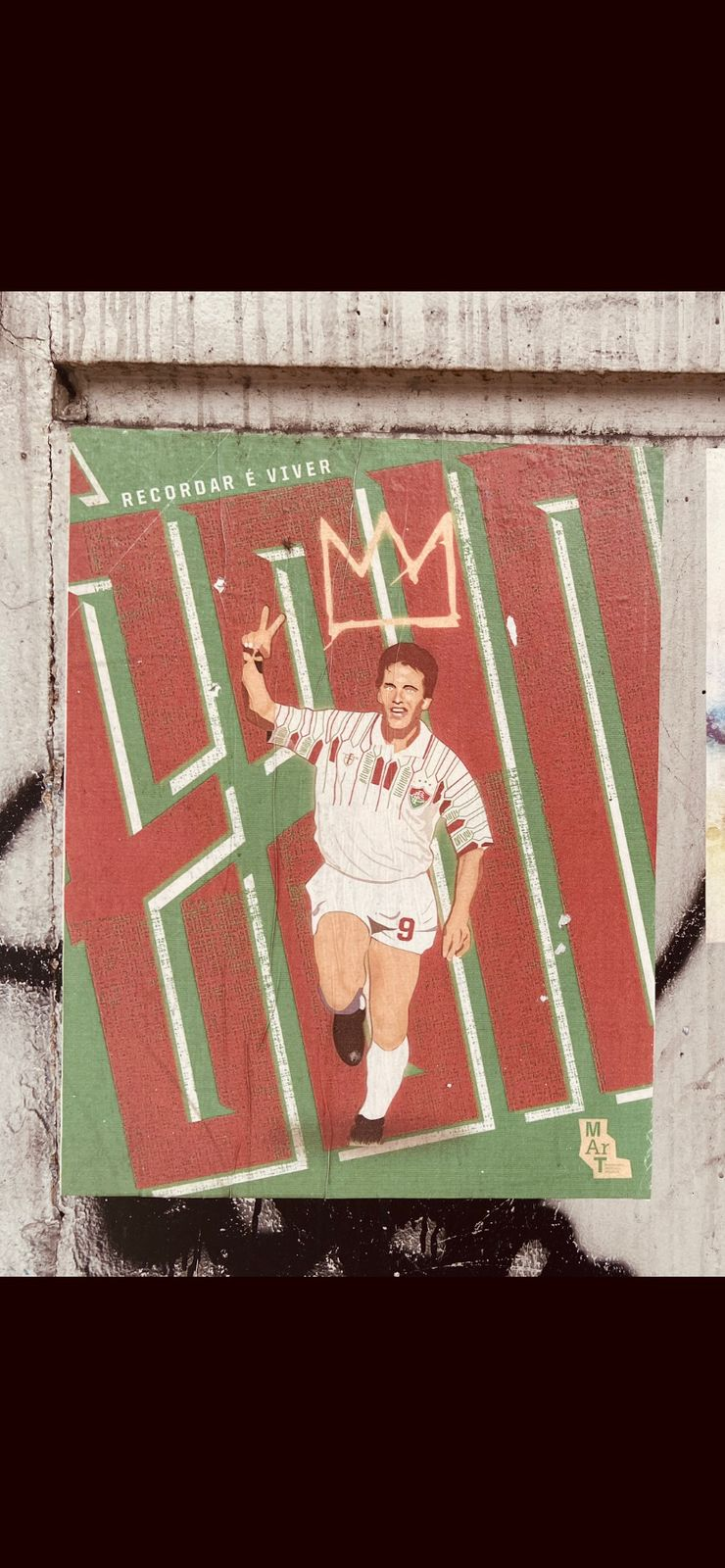
"Recordar é Viver" - Ézio
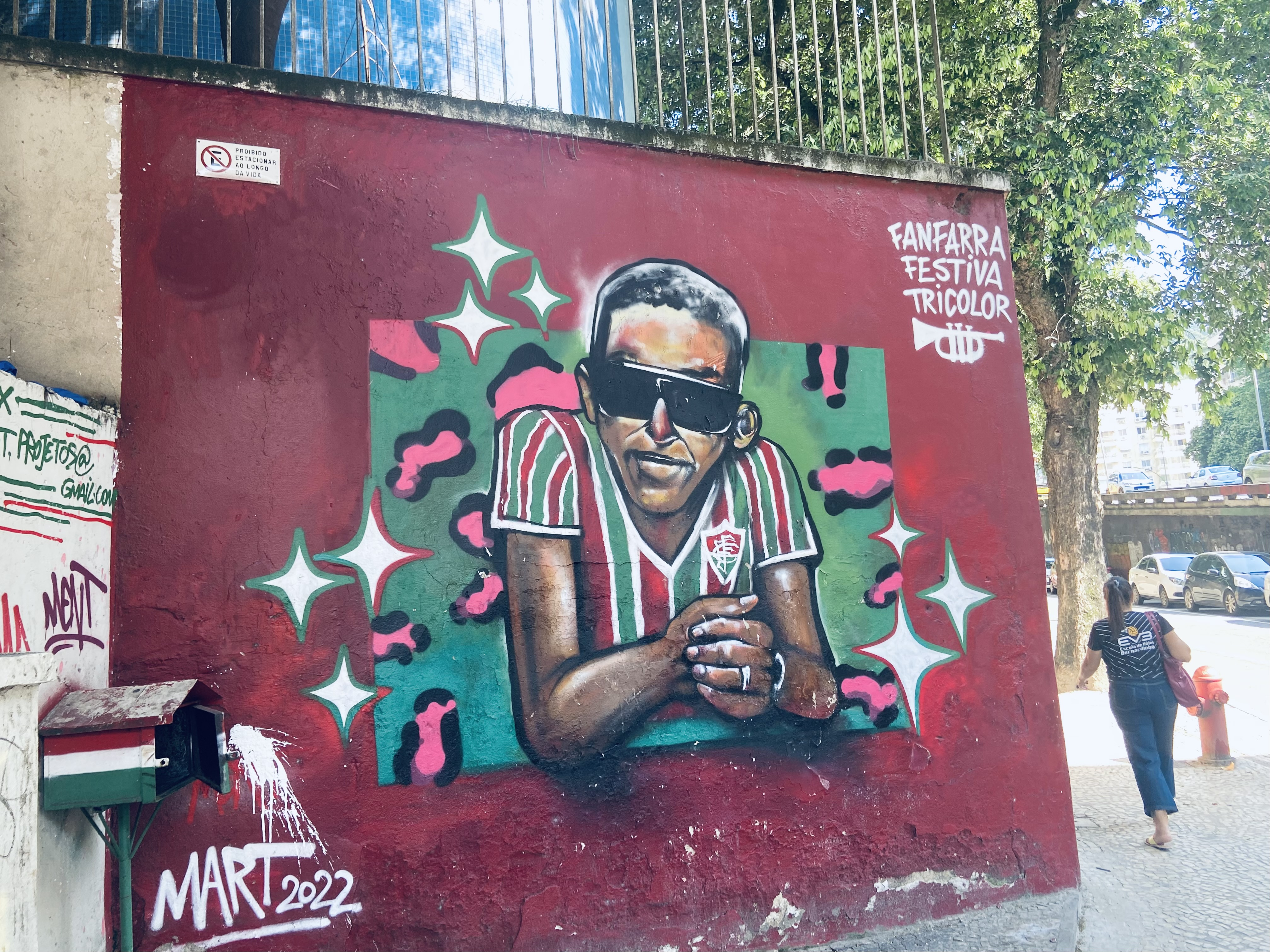
Grande arte do eterno Cartola

## Filhos e Residentes Ilustres

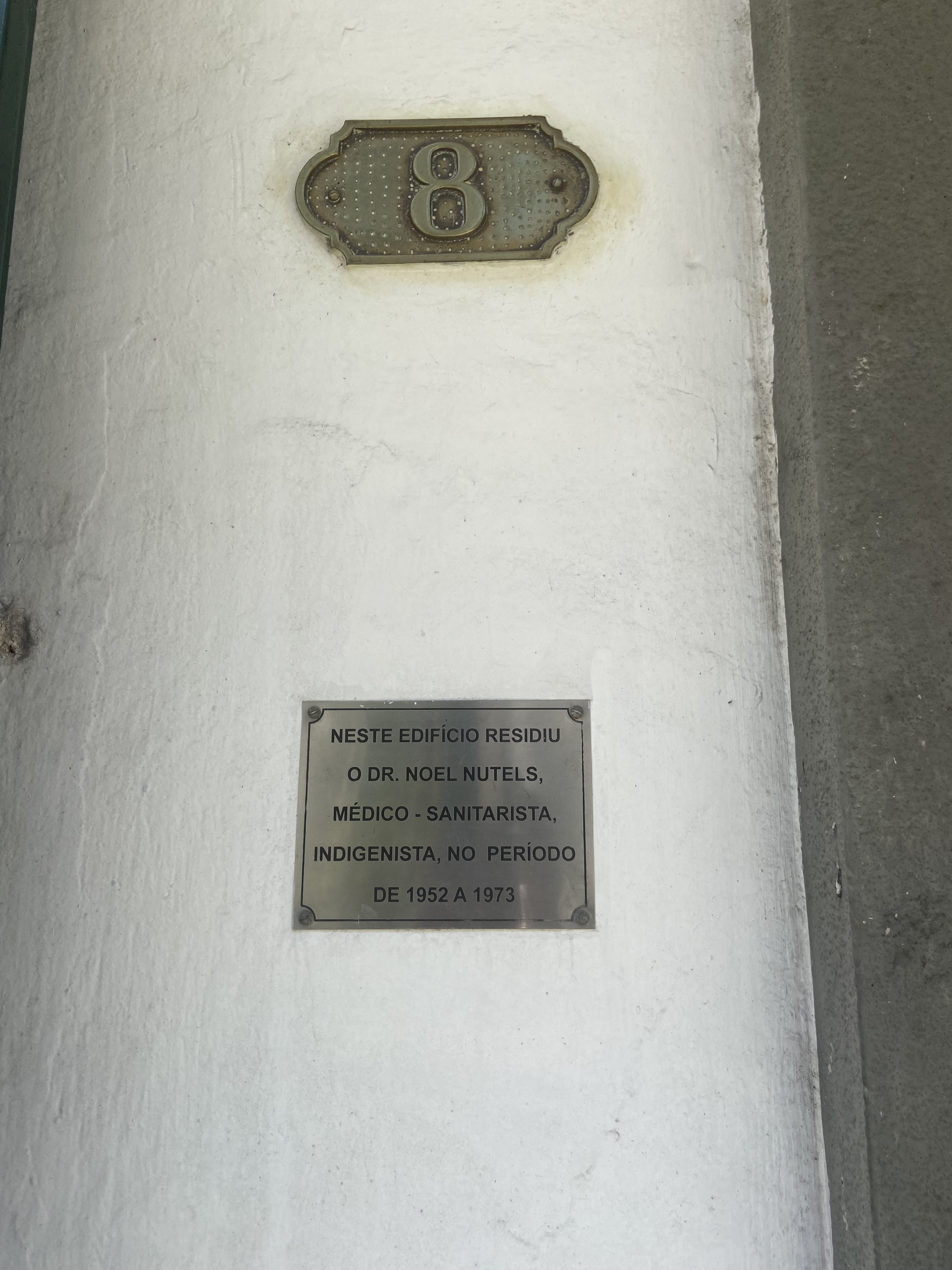
Placa na rua Pires de Almeida, nº8, indicando o local de residência de Noel Nutels em Laranjeiras